# Église Saint-Étienne de Beauvais
Pour les articles homonymes, voir Église Saint-Étienne et Saint-Étienne (homonymie).
L'église Saint-Étienne de Beauvais est une église catholique paroissiale située à Beauvais, chef-lieu du département de l'Oise, rue de l'Étamine. Sa fondation à la fin du IIIe siècle est due à saint Firmin. L'on ignore son premier vocable, mais elle a longtemps été dédiée à saint Vaast d'Arras, et un chapitre a existé sous ce titre de 1072 à 1742. Même avant le début de la construction de l'église actuelle au début du XIIe siècle, l'église Saint-Étienne est le centre de la vie municipale, et bien que située en dehors de la cité épiscopale, sa paroisse est l'une des plus importantes de la ville. Sa nef et son transept sont de style roman, hormis les deux premières travées de la nef reconstruites après un incendie à la fin du XIIe siècle, et les murs orientaux du transept en grande partie remaniés au XVIe siècle. Dans la nef, l'on trouve une élévation à trois étages avec triforium. Le voûtement d'ogives des bas-côtés a vraisemblablement commencé vers 1120, mais l'on suppose que le chœur roman terminé avant cette date était voûté d'ogives dès le départ. Si l'église Saint-Étienne n'était pas pionnière dans le voûtement d'ogives dans la région, rôle qui incombe à l'abbatiale Saint-Lucien de Beauvais démolie après la Révolution française, elle représente néanmoins la plus ancienne église en France en dehors de la Normandie conçue d'emblée pour être voûtée d'ogives. C'est en même temps l'une des églises romanes les plus considérables qui subsistent aujourd'hui au nord de Paris. Le chœur, bien connu grâce à des fouilles pendant les années 1950, a été démoli successivement pendant le premier quart du XVIe siècle pour être remplacé par une vaste construction de style gothique flamboyant, qui est rapidement embellie par des vitraux historiés confectionnés par les meilleurs maîtres-verriers de la région. Même sous la Révolution dont l'iconoclasme a fait des ravages dans l'église, ces vitraux ont été respectés et font la célébrité de l'église Saint-Étienne, avec la façade septentrionale de style roman fleuri richement décorée et les vieilles voûtes. L'architecture du chœur avec son chevet plat n'a longtemps pas été appréciée à sa juste valeur ; pourtant, il est très élancé et très lumineux : la hauteur sous voûtes atteint les 29,50 m, et les fenêtres hautes d'une superficie de plus de 40 m2 chacune remplissent toute la place disponible entre les piliers. L'église a très tôt été classée au titre des monuments historiques par arrêté du 25 avril 1846. Sa restauration commence bientôt après, mais les campagnes de restauration peuvent rarement être menées à terme, et l'état global de l'édifice ne cesse de se dégrader jusqu'à la restauration générale de la nef au début du XXe siècle. Déjà proche de la ruine lors du bombardement du 8 et 9 juin 1940, le chœur est enfin restauré après-guerre.

## Histoire

### Les origines

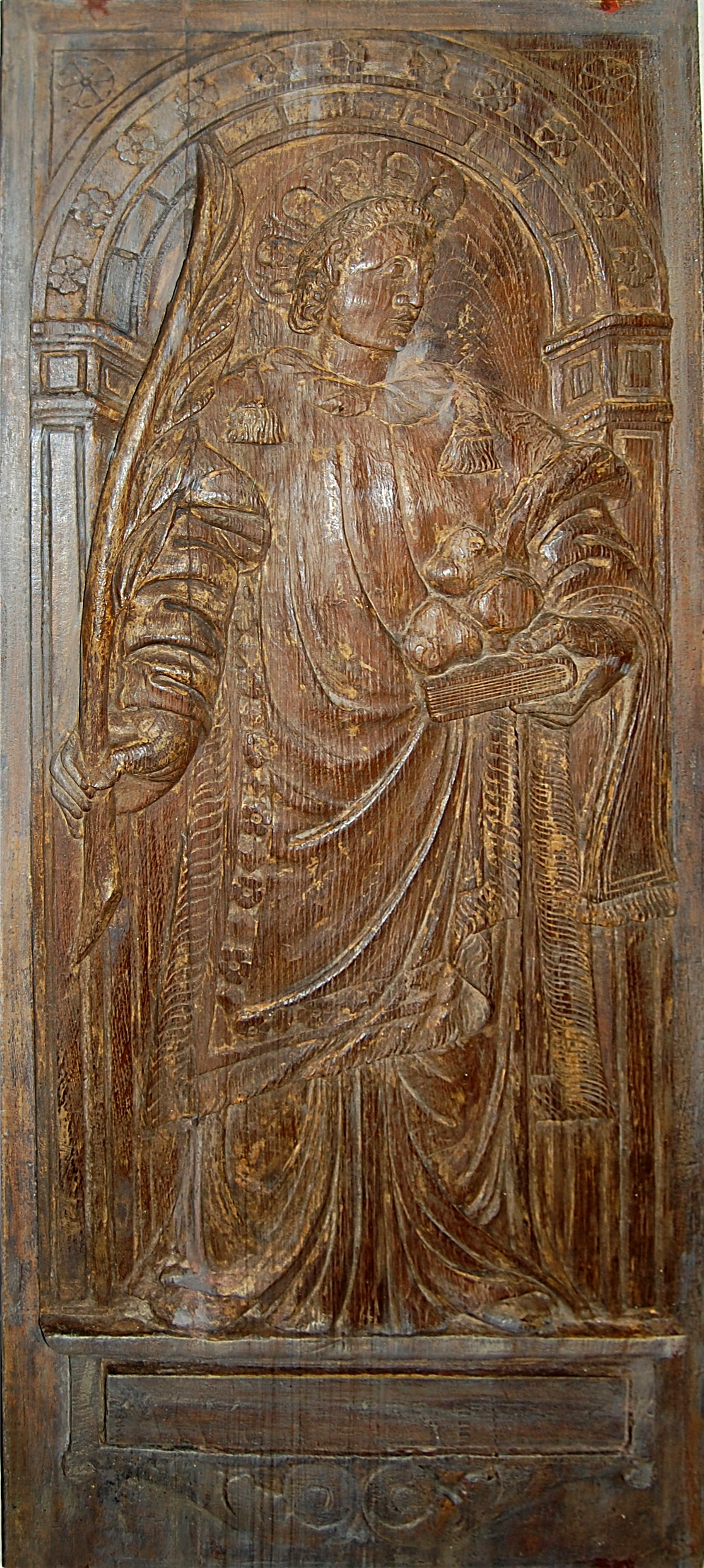
Saint Étienne sur une plaque de bois.

Selon des traditions ancrées très fortement dans la région et que l'on ne peut guère mettre en doute dans leur essence, la fondation de la première église sur le lieu est due à saint Firmin. Quand il prêche en Anjou, il apprend que les Chrétiens du Beauvaisis sont toujours persécutés par les magistrats romains, et se rend lui-même à Beauvais afin d'apporter son secours. Mais peu de temps après son arrivée, il est jeté en prison. Depuis son cachot, il continue de convertir les païens. Les habitants parviennent à le libérer et la légende dit que Firmin convertit lui-même son cachot en église. En tout cas il quitte rapidement la ville pour gagner Amiens, dont il devient l'évêque. Il est difficile de situer cet épisode dans le temps, car l'on hésite entre une datation au début du IIe siècle et à la fin du IIIe siècle. L'église de Pampelune dont Firmin est originaire a toujours eu la certitude que les évènements eurent lieu au début du IIe siècle. Dans ce cas, ce n'est pas Firmin lui-même qui a pu assister à l'érection de l'église, car des thermes retrouvés lors de fouilles au début du XIXe siècle occupent encore une bonne partie de son emplacement à cette époque. Les habitants auraient donc bâti l'église eux-mêmes à une date ultérieure afin de commémorer le passage de saint Firmin. Si toutefois le saint est venu à Beauvais à la fin du IIIe siècle, les thermes sont déjà détruits par un incendie (pendant le dernier quart du IIIe siècle) et c'est Firmin lui-même qui a pu s'occuper de la fondation de l'église. Elle a dû être construite en bois, et aucun vestige n'en a encore été retrouvé.

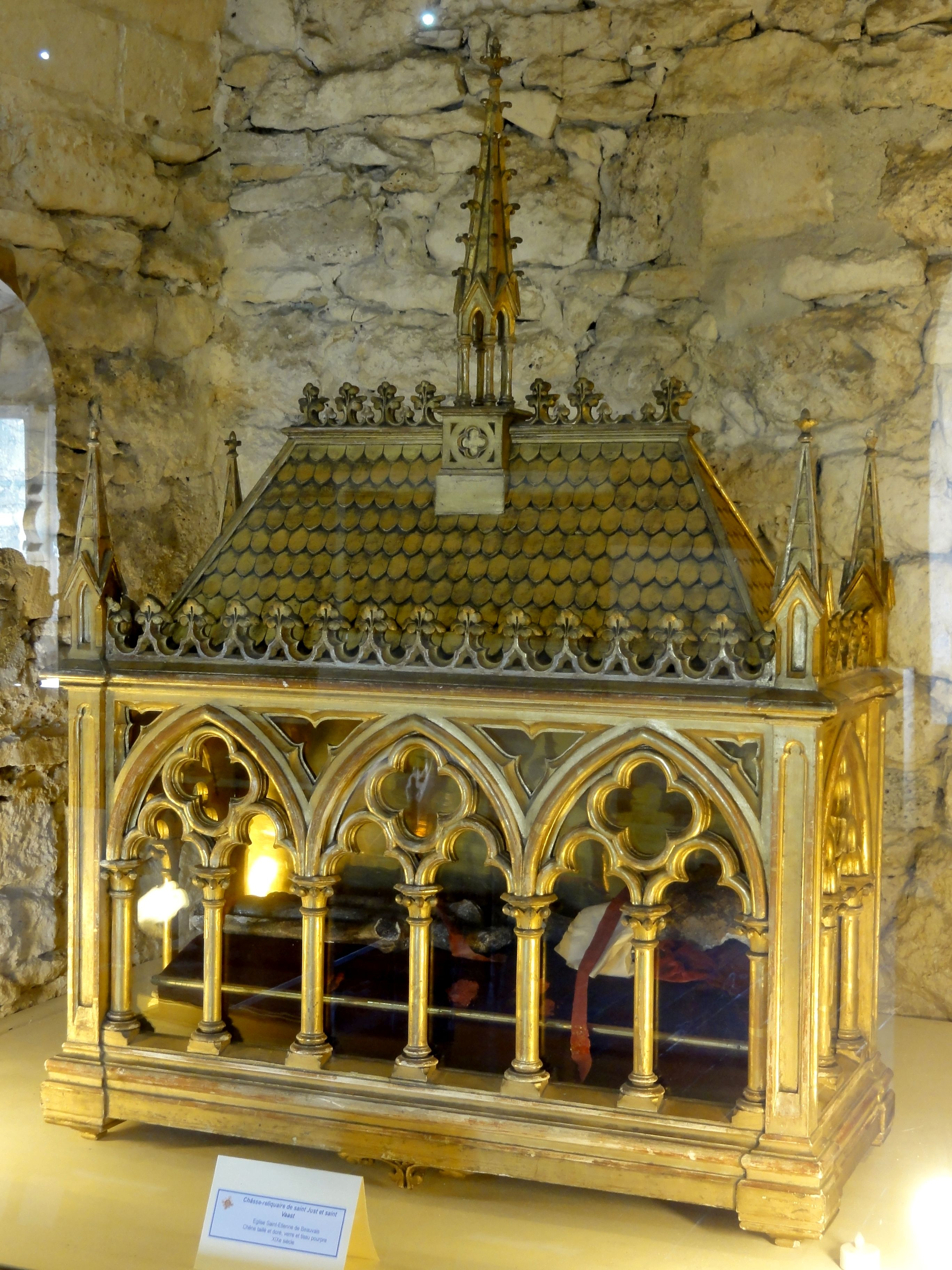
Châsse-reliquaire de saint Just et de saint Vaast.

Tout porte à croire que l'église Saint-Étienne est la plus ancienne église de Beauvais. Du fait de sa situation en dehors de l'enceinte gallo-romaine, son cimetière est utilisé par toutes les paroisses de Beauvais et demeure longtemps l'unique cimetière de la ville. Pour le début du IXe siècle, les textes disent que l'église est partiellement construite en pierre, mais ne fournissent pas de renseignements plus précis. L'édifice est incendié par les Vikings en 851 puis reconstruit. L'on ignore la première dédicace de l'église. Saint Étienne n'est vénéré dans la région qu'au Ve siècle et ses reliques n'apparaissent qu'en 415. Au IXe siècle, l'église est placée sous l'invocation de saint Vaast d'Arras. Compte tenu du fait que l'évêque d'Arras avait provisoirement occupé le siège épiscopal de la ville pendant une vacance, son culte est très vivant dans tout le Beauvaisis. Entre juin 882 et le 12 juillet 893, les reliques de saint Vaast d'Arras sont mis à l'abri dans l'actuelle église Saint-Étienne, ce qui permet de penser qu'elle est désormais intégrée dans l'enceinte fortifiée. Entre-temps, en 886, un incendie non imputable aux Vikings, détruit une partie du trésor de l'église. Le titre de Saint-Vaast continue d'être utilisé comme second vocable sous tout l'Ancien Régime.
Une dernière reconstruction avant le début du chantier pour l'église actuelle est attribuée par la tradition à Hervé, évêque entre 986 et 998. À cette époque, la plupart des églises de Beauvais tombent en ruine, et les paroisses les remplacent par des édifices plus vastes et plus beaux. L'église Saint-Étienne devient le centre d'un important faubourg occupé par les commerçants, en compétition avec le centre-ville délimité par l'enceinte gallo-romaine. En 1072, l'église est dotée d'un chapitre par l'évêque Guy afin de remédier au mauvais service paroissial rendu par les deux curés. En effet, l'un, Roscelin, est en même temps chantre de la cathédrale, et l'autre, Nivelon, est chanoine de Compiègne. La charte de Guy n'est confirmé par le pape Urbain II qu'en août 1095. Parmi les douze chanoines du chapitre dit de Saint-Vaast, onze sont à la nomination de l'évêque et un de l'abbaye Saint-Quentin de Beauvais. Le chapitre possède le patronage de l'église Saint-Sauveur de Beauvais. Du fait de l'ancienneté de l'église Saint-Étienne, elle domine bientôt toutes les églises du faubourg, et une charte d'Alexandre lui confirme ce privilège ainsi que le droit à la présentation à sa propre cure, ainsi qu'à celles de Saint-Sauveur, de La Madeleine, de Saint-Thomas, de Saint-Martin, de Saint-Gilles et de Notre-Dame de Marissel.

### La construction de l'église actuelle

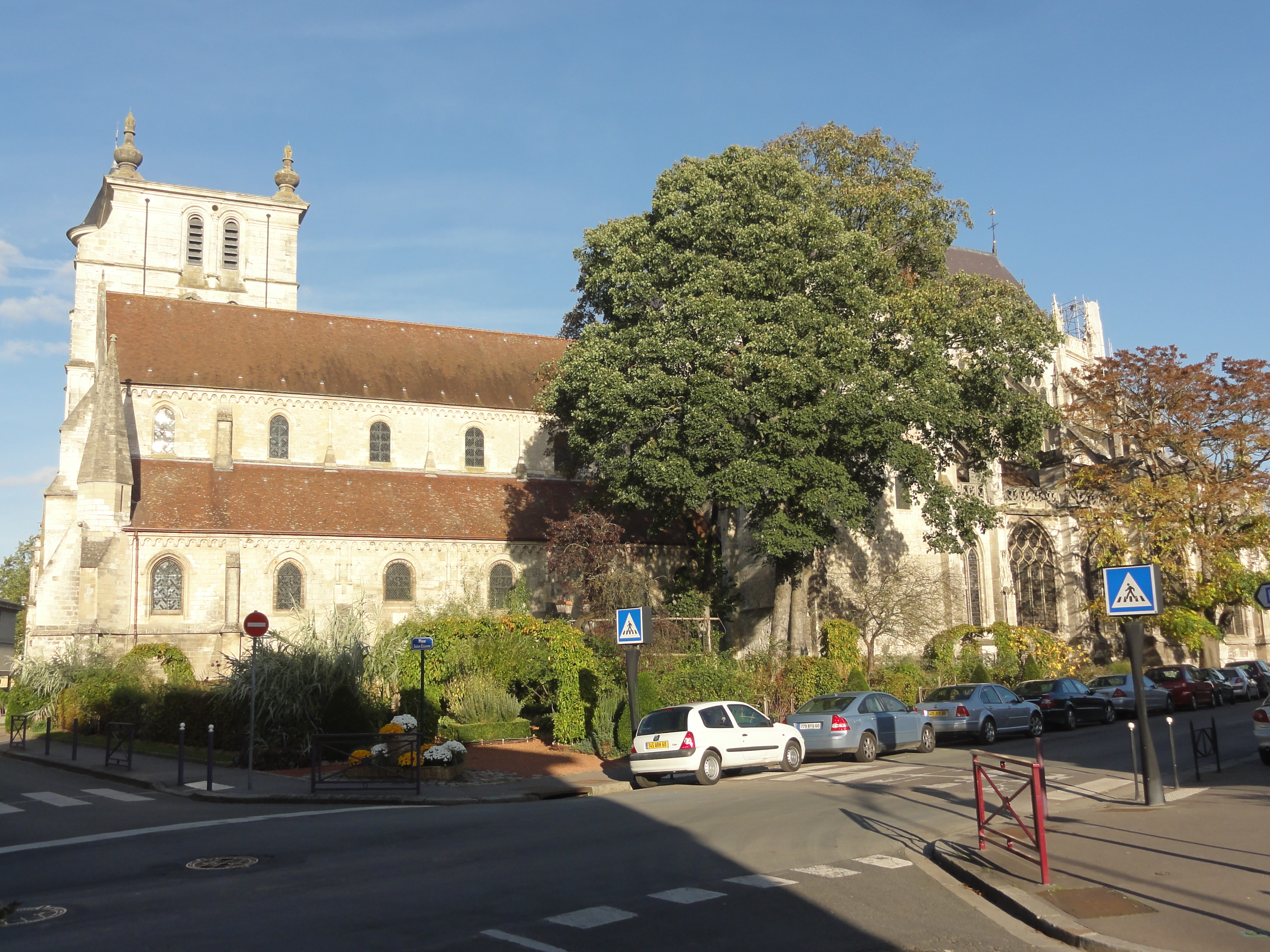
Vue depuis le sud.

Aucun document d'époque sur la construction de l'église actuelle ne subsiste. Seule l'analyse archéologique permet de dire que le chantier a dû être lancé autour de 1100. La datation exacte ne fait pas l'unanimité, et des avis extrêmes veulent que la construction du chevet jusqu'à la sixième travée de la nef soit achevée dès la fin du XIe siècle (David J. Mc Gee) ou le début du XIIe siècle, ou bien seulement peu avant le milieu du XIIe siècle (Millard Fillmore Hearn). Plus communément, l'on hésite entre deux approches moins éloignées : achèvement du chœur en 1109, mais voûtement d'ogives seulement après l'achèvement du transept quelques années plus tard, ou bien achèvement du chœur vers 1120 y compris les voûtes d'ogives, et achèvement de la nef jusqu'à la troisième travée (en progressant d'est en ouest) au cours des années 1130.
Indépendamment des divergences de point de vue sur la datation, l'on distingue quatre campagnes de travaux pour l'église romane. La première porte sur le chœur qui était long de 25 mètres sur 18 mètres de large, ainsi que sur les parties orientales du transept. La deuxième voit la construction du reste du transept, ainsi que de la sixième travée de la nef et des bas-côtés. Seulement les bas-côtés dont voûtés dès le départ. Ce n'est que par la suite que les voûtes des croisillons sont lancées ; peu importe si l'on considère cette phase comme faisant partie de la seconde ou de la troisième campagne. Celle-ci concerne l'édification de la cinquième, de la quatrième et de la troisième travée de la nef et des bas-côtés, ainsi que le portail septentrional. Les bas-côtés sont une fois de plus voûtés dès le départ. En dehors des campagnes de construction telles que définies habituellement, le mur-pignon du croisillon nord est doté d'un riche décor sculpté vers 1145.
La quatrième campagne se situe seulement à la fin du XIIe siècle ou au début du XIIIe siècle, mais l'on évite de se prononcer sur des éléments antérieurs intégrés dans cette campagne, qui commence à la suite d'un incendie en 1180. Il ravage une partie de Beauvais et affecte également le progrès du chantier. La date n'est pas tout à fait certaine, et certaines sources avancent l'année 1188, quand le pays est souffre d'une grande sècheresse. Presque tous les historiens de Beauvais prétendent que toutes les églises du faubourg sont entièrement détruites, mais ceci est au moins faux en ce qui concerne Saint-Étienne, car le transept et les quatre dernières travées de la nef et des bas-côtés datent incontestablement d'avant 1180. Indiscutablement, toutes les voûtes de la nef ainsi que les deux premières travées proviennent de cette campagne. Le portail occidental clairement gothique n'est ajouté que tout à la fin de la quatrième campagne, voir ultérieurement.

### La vie de la paroisse à la fin du Moyen Âge
En 1099 au plus tard, une commune se constitue à Beauvais. Le mouvement communal naît dans le faubourg, car la cité est surtout habitée par le clergé et les clients de l'évêque, et l'artisanat et le commerce n'y jouent pas un rôle prépondérant. Toutes les solennités de la vie municipale se tiennent en l'église Saint-Étienne, et les pairs de la commune sont élus chaque année dans le cimetière attenant à l'église. Le maire y prête serment sur un simple tertre pendant les premières décennies, puis une « tribune aux harangues » y est élevée, appelée aussi plus simplement « commune ». En 1390, une horloge est installée sur le clocher de Saint-Étienne afin de réguler les horaires de travail des artisans, dont l'activité de la plupart est liée à l'industrie et au commerce des draps. La commune dispose également de sa propre cloche dans le clocher.
Au XIIIe siècle, les chanoines n'assurent plus eux-mêmes le service paroissial et ont engagé deux vicaires à cet effet. Ils n'interviennent pas simultanément mais à tour de rôle, ce qui débouche sur une situation comparable à celle avant 1072. En 1251, l'évêque Guillaume de Gres ordonne au chapitre de ne nommer plus qu'un seul curé, ayant officiellement le titre de vicaire perpétuel. Il est tenu de se faire assister d'un vicaire à sa propre charge. L'évêque instaure en même temps la séparation entre service paroissial et service canonial afin que ce dernier soit exercé plus régulièrement. Le chapitre perd ainsi sa vocation primitive, et la conséquence la plus lourde pour la paroisse en est que les chanoines s'approprient pour eux seuls le chœur de l'église afin de ne pas être dérangés pendant leurs offices. Les paroissiens doivent désormais se contenter d'un autel situé à la fin de la nef. En 1260, le chapitre conclut un marché avec un verrier pour la réparation des vitraux, fait qui au XVe siècle permet au conseil de fabrique d'obliger le chapitre de participer aux frais d'entretien de l'église après son refus. Dès la fin du XIIIe siècle, des conflits entre les chanoines et les marguilliers surgissent périodiquement, car les droits et charges des uns et des autres sont mal définis. Toutes les grosses réparations sont en principe financées par la fabrique, car les chanoines ne perçoivent aucune dîme ni de gros revenus, et doivent malgré tout participer aux dépenses militaires de la ville. Le chapitre reste le seul maître de l'église, mais la fabrique gagne en puissance, et des procès devant la justice ne sont pas rares. Il s'agit le plus souvent de questions touchant à la répartition des revenus et des dépenses. Les paroissiens sont prêts à assumer l'entretien du chœur à condition qu'ils puissent de nouveau y célébrer leurs offices, mais les chanoines resteront toujours insensibles à cette demande.

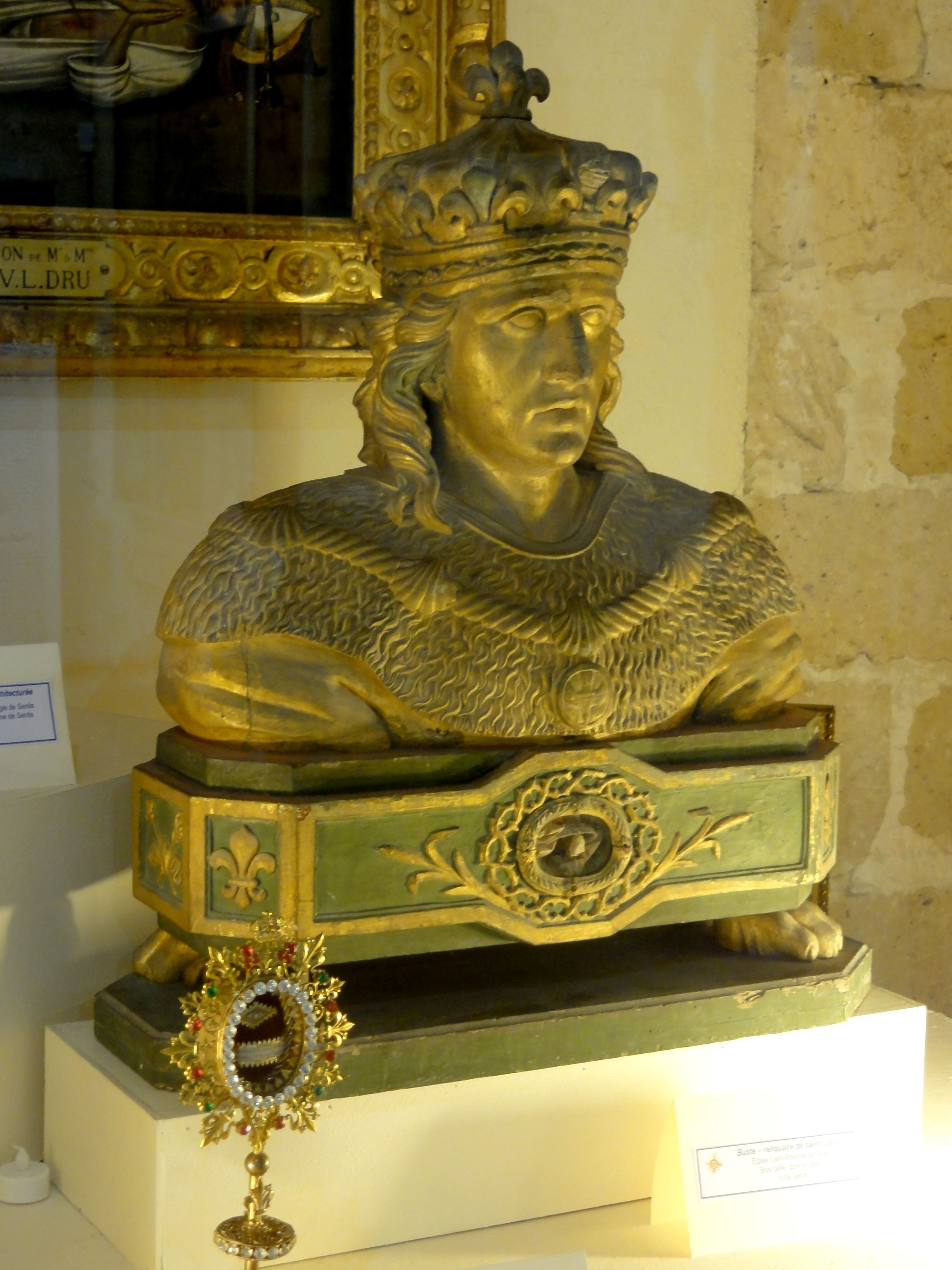
Buste-reliquaire de saint Louis.

En 1320, les paroisses Saint-Vaast et Saint-Sauveur paient quarante livres de taxes, ce qui est la plus forte taxation de la ville, alors que certaines paroisses sont même complètement exemptes. Seize chapellenies existent alors en l'église Saint-Vaast de Beauvais, dont sept étaient à la collation du chapitre et huit à la collation de l'évêque. Le plus ancien inventaire des biens de la fabrique s'est conservé pour la période 1401-1424 et deux comptes de la fabrique de la première moitié du XVe siècle ont été publiés au début du XXe siècle, mais ont disparu depuis. De nombreux documents d'archives subsistent, et il est ainsi possible de retracer en grande partie la vie de la paroisse jusqu'au milieu du XVe siècle et de connaître l'impact de la guerre de Cent Ans. S'il paraît évident que l'église ne bénéficie pas d'agrandissement ou d'embellissement à cette époque, il est à retenir qu'elle n'est pas détruite et que les marguilliers tout comme le chapitre font effectuer des réparations à plusieurs reprises. L'entretien correct de l'église et du mobilier est donc assuré, et un orgue peut même être acheté d'occasion en 1439. Les marchés passés avec les artisans, leurs factures et les reçus existent encore en grande partie. En revanche les renseignements sont plus lacunaires pour la seconde moitié du siècle. En 1456, les chanoines et le clergé de la ville refusent de loger les troupes stationnées dans la ville devant la crainte d'une nouvelle attaque anglaise : trop souvent les hommes de guerre se sont livrés à des actes de violence. Bien que la guerre de Cent Ans soit terminée, le calme n'est pas revenu. Du 27 juin au 22 juillet 1472, Beauvais est assiégé par Charles le Téméraire, duc de Bourgogne. Il paraît que l'église Saint-Étienne reste une fois de plus indemne. En 1479, les marguilliers la qualifient de la plus parfaite et de la plus belle de Beauvais.
Dans la paroisse, les onze principaux jours de fête au cours de l'année, dits « les bons jours », sont les suivants : Noël, Saint-Étienne (26 décembre et 3 août), Saint-Vaast (6 février et 15 juillet), Pâques, Pentecôte, Fête-Dieu, Assomption, Saint-Firmin (25 septembre), Toussaint. — Il existe des maîtres d'école dans les huit paroisses du faubourg, qui ont besoin d'une licence (licentia docendi) délivrée par le chapitre Saint-Vaast pour exercer.

### La construction du nouveau chœur

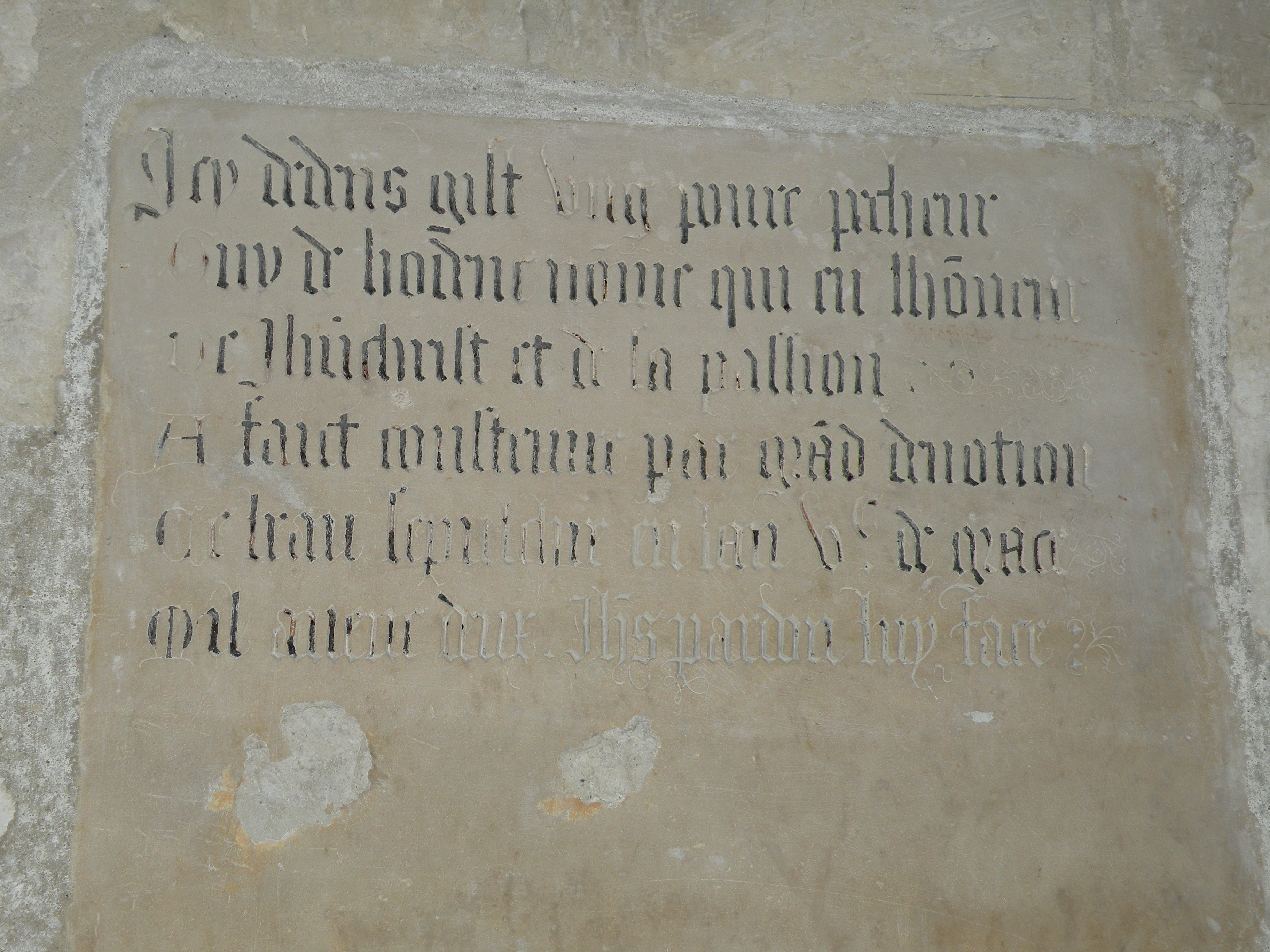
Inscription dans l'ancienne chapelle du Sépulcre.

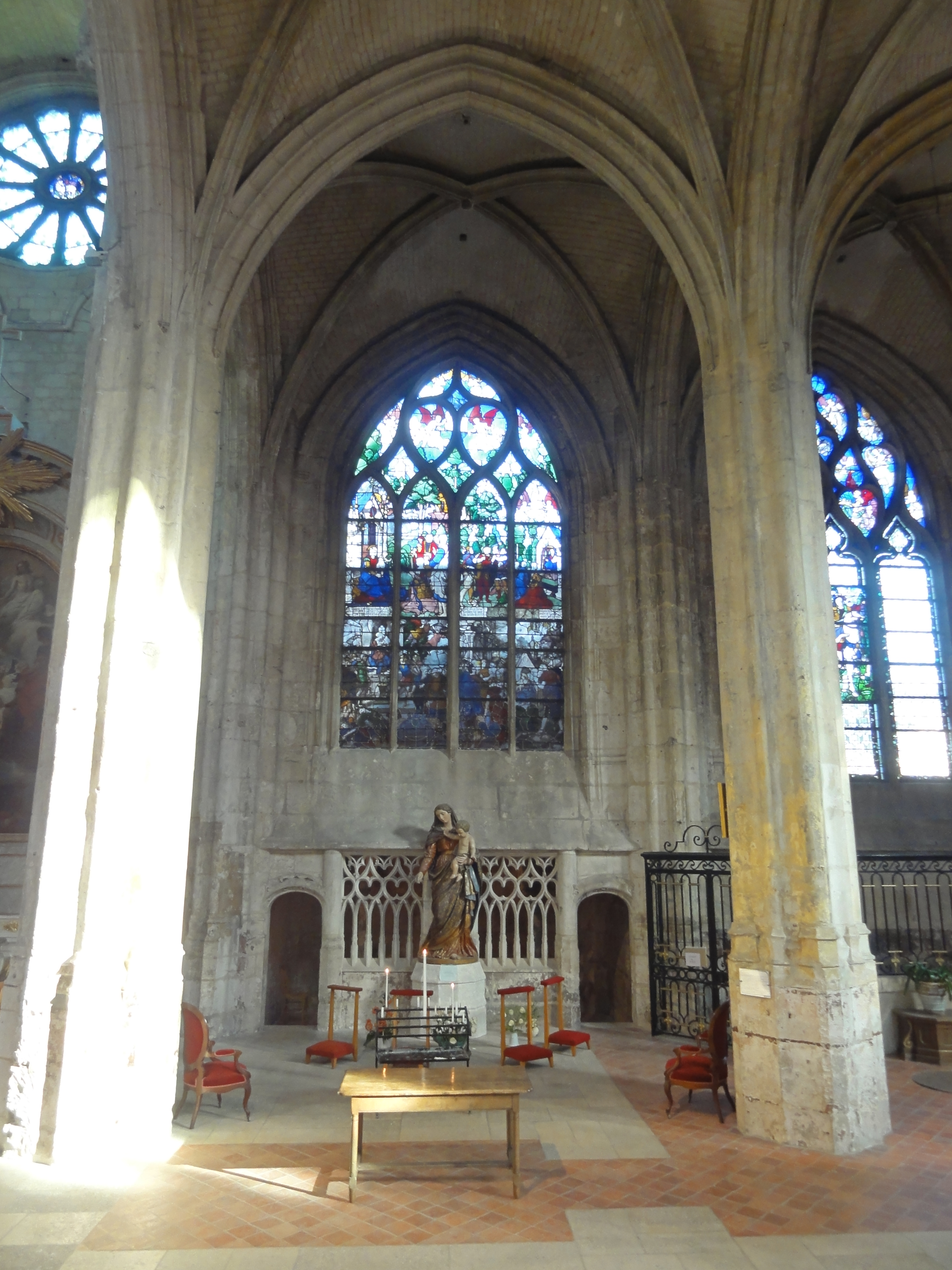
La chapelle N.-D. de Lorette au nord marque sans doute le début de la construction.

L'on ignore s'il y a une raison précise pour la construction du nouveau chœur à partir du début du XVIe siècle. Les activités de construction sont intenses dans toute la ville, car pendant les périodes troubles à partir du milieu du XIVe siècle, pratiquement plus rien de neuf n'a été bâti. Une fois la prospérité réinstallée, toutes les paroisses rivalisent de zèle pour embellir leurs églises. Louis Graves doit se tromper en évoquant la chute du clocher primitif au-dessus de la croisée du transept sur le chœur, en 1480 : D'un côté, les documents d'archives sont très complets pour la période concernée et ne font aucune mention d'un tel accident, et d'un autre côté, l'on dispose du compte-rendu de l'examen de la cloche de la commune de 1485. Le clocher existe donc à ce moment, et les comptes de la fabrique de la fin du XVe siècle ne contiennent aucune dépense relative à des travaux dans l'église. En 1502, Guy de Hodenc ordonne dans son testament de faire construire la chapelle du Saint-Sépulcre qui se trouve devant la première travée du collatéral nord du nouveau chœur. Il s'y fait aussi enterrer. Vers cette époque, le projet de la reconstruction du chœur naît pendant une assemblée des paroissiens, marguilliers et chanoines. D'après un compte-rendu transcrit en 1579 mais dont l'original est perdu, c'est pendant une seconde assemblée tenue en 1506 qu'ils décident d'un commun accord de « faire un pourtour en ladite église », ou autrement dit, un déambulatoire. Les travaux débutent au mois de mai, et la première pierre est posée officiellement le 16 juillet de la même année. L'on commence au nord et progresse dans le sens de l'aiguille de l'horloge vers l'est, puis vers le sud. Au milieu, l'ancien chœur est conservé le plus longtemps possible et le culte peut continuer d'être célébré sans grandes perturbations. En 1522, les parties basses du nouveau chœur sont terminés, et l'ancien chœur n'existe plus. Le nouvel autel est consacré par Jean de Pleurs, évêque in partibus de Rhusium (de), le siège épiscopal de Beauvais étant vacant depuis un an. L'architecte est Michel de Lalict, qui travaille aussi sur le transept de la cathédrale Saint-Pierre à partir de 1532 et jusqu'à sa mort en 1549. Vers 1544, il confie la direction du chantier de Saint-Étienne à Éloi de la Vallée. Les marguilliers l'estiment encore trop jeune et lui adjoignent Scipion Bernard, chef de chantier à la cathédrale depuis dix-huit ans. Par ailleurs, les noms de la plupart des artisans qui travaillent sous leurs ordres sont connus.
En date du 27 décembre 1544, deux maître-maçons inspectent le nouveau chœur et donnent leur avis sur les travaux encore à entreprendre. Ils préconisent la réfection de la pile nord-est de la croisée du transept, de remplacer sa voûte, et d'ajouter quelques arcs-boutants. Il faut attendre 1545 pour l'achèvement de la voûte de la dernière travée du vaisseau central. Or, le chœur n'est pas encore tout à fait terminé, mais les caisses de la fabrique sont vides. Les marguilliers ne peuvent compter que sur les dons des paroissiens, car le chapitre ne participe pas aux frais de construction. Il paraît que ce sont surtout les vitraux des chapelles du sud qui manquent encore, ceux du chevet ayant déjà été posés à partir de 1522. Le dernier vitrail, celui de la vision de saint Eustache, est offert en 1554 par Eustache de la Croix. Curieusement ce sont les marguilliers qui décident d'équiper le chœur d'un jubé, ce qui n'est pas pour déplaire aux chanoines toujours désireux de s'isoler pendant leurs offices. Le marché est passé le 6 septembre 1555 avec un entrepreneur de Saint-Leu-d'Esserent qui fournit en même temps la pierre. Le jubé réunit les deux piles à l'entrée du chœur. Il est apparemment terminé à Pâques 1558, et l'on fait édifier la clôture de chœur par la suite. D'importantes livraisons de pierre sont réceptionnées à intervalles plus ou moins réguliers jusque dans les années 1570, mais l'on ignore à quelles fins. Sous l'impression de la chute de la flèche démesurée de la cathédrale le 30 avril 1573, la reconstruction entière des piles orientales de la croisée du transept est décidée le 25 mars 1579. Les marguilliers craignent aussi pour la solidité du clocher lui-même et demandent une expertise, mais celle-ci ne relève que de petites ruptures. L'ancien clocher est donc maintenu mais bénéficie d'une importante restauration. Vers 1585, les travaux pour le clocher actuel sont lancés parallèlement. Mais les travaux s'interrompent à plusieurs reprises. À la fin du XVIe siècle, il est plus urgent de réparer les arcs-boutants défaillants du chœur, où de nombreux cas de malfaçon ont suscité d'importants désordres. Des tirants de fer doivent être installés dès 1596.

### La paroisse et l'église sous l'Ancien Régime

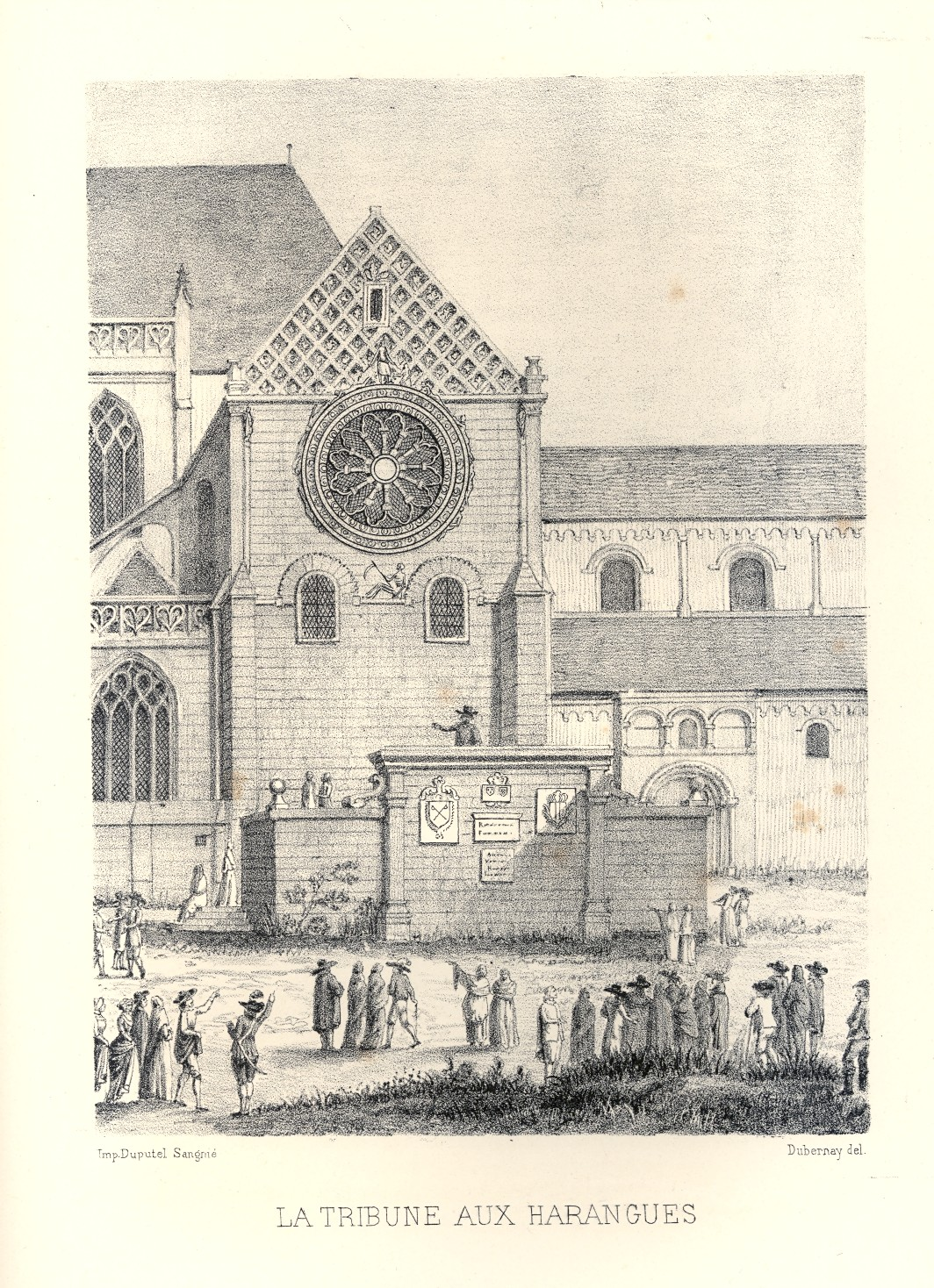
La tribune aux harangues.

À la suite de l'adhésion de Beauvais à la Ligue catholique en 1588, la ville est hantée par la guerre pendant six ans, mais aucun dégât n'est à déplorer sur l'église Saint-Étienne. Le XVIIe siècle est un siècle paisible, et il voit progresser lentement la construction du nouveau clocher qui est très onéreuse pour la paroisse dont les ressources se sont épuisées avec l'édification du chœur, dont les frais d'entretien courant sont du reste importants d'année sur année. En 1613, les marguilliers adressent une requête à l'évêque qui s'engage effectivement d'accorder les deux prochaines prébendes qui se libèrent. Par le moyen d'actions devant la justice, la paroisse tente d'obtenir des participations financières de la part des chanoines, sous prétexte que ceux-ci perçoivent toutes les offrandes. Or les chanoines sont influents dans la ville et obtiennent généralement gain de cause, mais en 1619, ils préfèrent verser un « aumône » de trois cents livres pour échapper à un nouveau procès. Le terme d'aumône est sciemment utilisé afin de souligner qu'il ne s'agit en aucun cas du début de versements réguliers. La conduite des chanoines n'est plus exemplaire, car une sentence de l'official leur intime d'être plus assidus à l'église et de ne plus se promener dans le cimetière pendant les offices. En 1630, la tribune aux harangues devant le croisillon nord est reconstruite en pierre de taille. En 1636, le plancher du vieux clocher est renouvelé. Le nouveau clocher se termine provisoirement par une plate-forme, mais le chantier reste complètement à l'arrêt pendant le troisième quart du XVIIe siècle. Beauvais étant une bastion du Jansénisme sous les évêques Augustin Potier et plus encore Nicolas Choart de Buzenval son neveu, Pierre Nicole obtient la chapellenie de Saint-Nicolas.

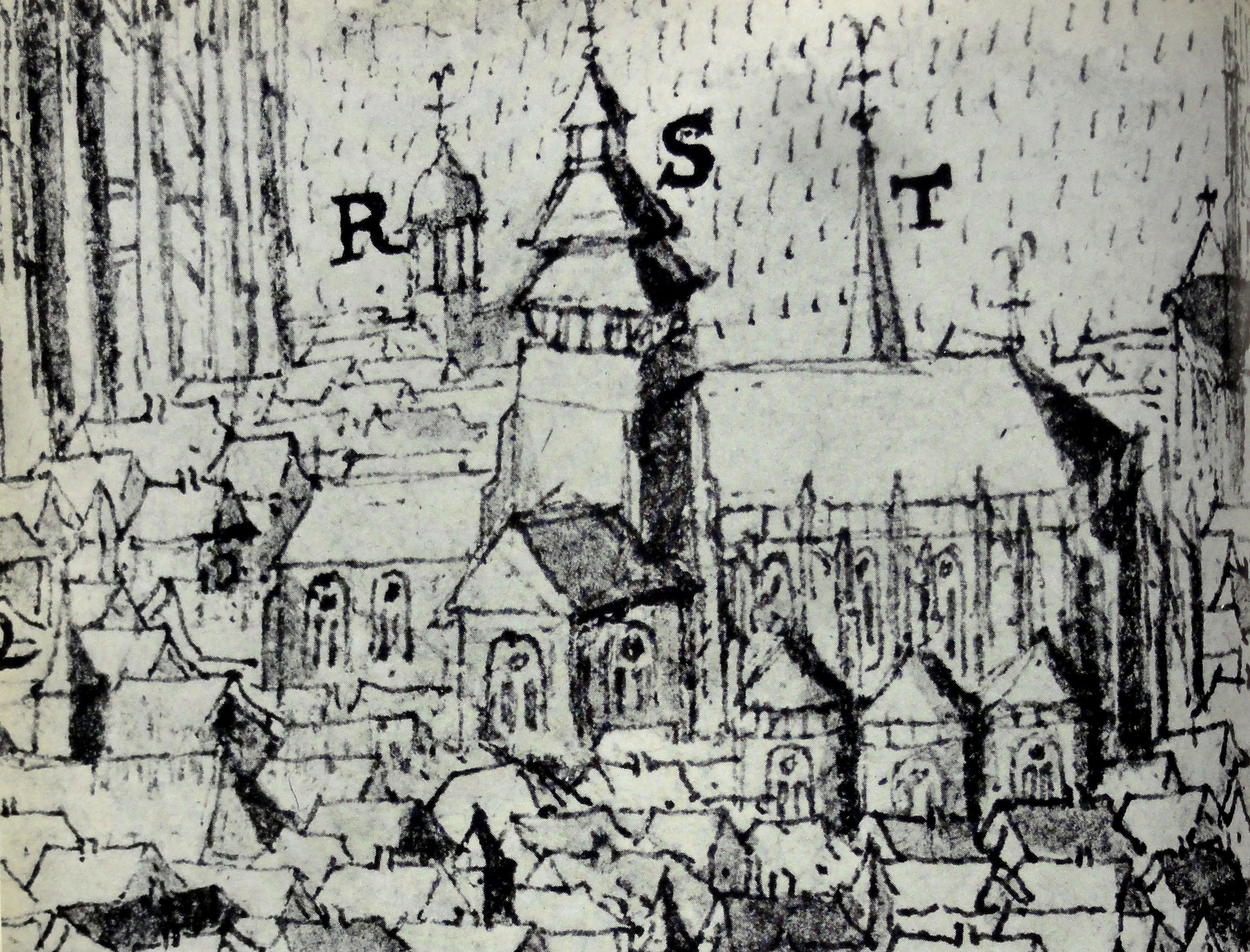
L'église avec l'ancien clocher en 1610.

Une terrible peste ravage le diocèse en 1668, mais trois ans plus tard, la paroisse s'attaque tout de même à la question du clocher. Malgré les importantes réparations effectuées à partir de la fin du siècle précédent, l'ancien clocher se trouve dans un mauvais état, et le nouveau clocher se dégrade du fait de l'absence de charpente. L'on décide donc de le terminer en le couvrant d'une charpente. Deux projets sont en compétition, celui du chanoine Foy du chapitre cathédral, et celui du célèbre architecte Sinard. Sur l'avis de deux architectes du Louvre que les marguilliers consulte, le projet du chanoine Foy le remporte. La paroisse sollicite le concours financier de toute la ville en rappelant que son cimetière est utilisé par toutes les paroisses. Cet argument est entendu et la charpente du nouveau clocher est construit dans un délai de deux ans, si bien que les cloches peuvent être transférées depuis l'ancien clocher en 1673. En automne de cette même année, l'ancien clocher constitué de deux pyramides superposées est démolie « pour éviter le fracas entier de ladite église ». Le nouveau clocher est parachevé en 1674. Ses murs comportent des pierres de réserve qui démontre que la nef romane devait être remplacée par un nouvel édifice, mais les moyens de la fabrique ne sont guère suffisants pour subvenir aux frais d'entretien et ce projet de reconstruction n'est jamais concrètement envisagé.
Au début du XVIIIe siècle, Saint-Étienne et Saint-Sauveur sont toujours les paroisses les plus importantes après celle de la cathédrale. Le siècle commence mal par un ouragan qui fait chuter un arbre sur la chapelle Sainte-Catherine : toutes les gargouilles et un beau vitrail sont détruits. Ce n'est qu'un prélude au plus grand désastre de son histoire après les bombardements de juin 1940. Dans la nuit du 14 au 15 février 1702, un ouragan d'une rare violence détruit sept des onze fenêtres hautes du chœur. Elles tombent sur les chapelles, et les charpentes de six parmi elles s'écroulent. Des trous béants s'ouvrent dans les voûtes du vaisseau central, et le toit du croisillon sud a été emporté. L'épais clocher qui offre prise au vent a été ébranlé, et des claveaux sont tombés dans la nef. Le mobilier du sanctuaire est en grande partie cassé. D'après un récit contemporain, chacun croyait son dernier jour venu. En dépit des nombreuses pierres tombées sur le maître-autel et tout autour, le grand autel et le Saint-Sacrement ne sont pas endommagés, ce qui est interprété comme un miracle de Dieu. Curieusement la catastrophe est quasiment oublié à la fin du XIXe siècle, et l'on a ainsi imputé la perte des vitraux d'Engrand Leprince sur la rosace du chœur à la Révolution. — Un état de lieux est dressé par des experts dès le lendemain. La fabrique fait rapidement nettoyer l'intérieur de l'église et établit un autel provisoire à l'entrée du chœur. Ils contactent les artisans susceptible de pouvoir réparer les dégâts, et devant l'importance de la dépense, assignent les chanoines de verser leur part. Une fois de plus de longs procès sont nécessaires avant qu'ils ne paient les cent-dix livres réclamées, le 8 novembre 1705. En dépit des difficultés de paiement qui s'ensuivent, les fenêtres cassées du chœur sont remplacées dès le mois d'août 1702, et les quatre fenêtres restantes sont elles aussi refaites en raison de leur mauvais état.

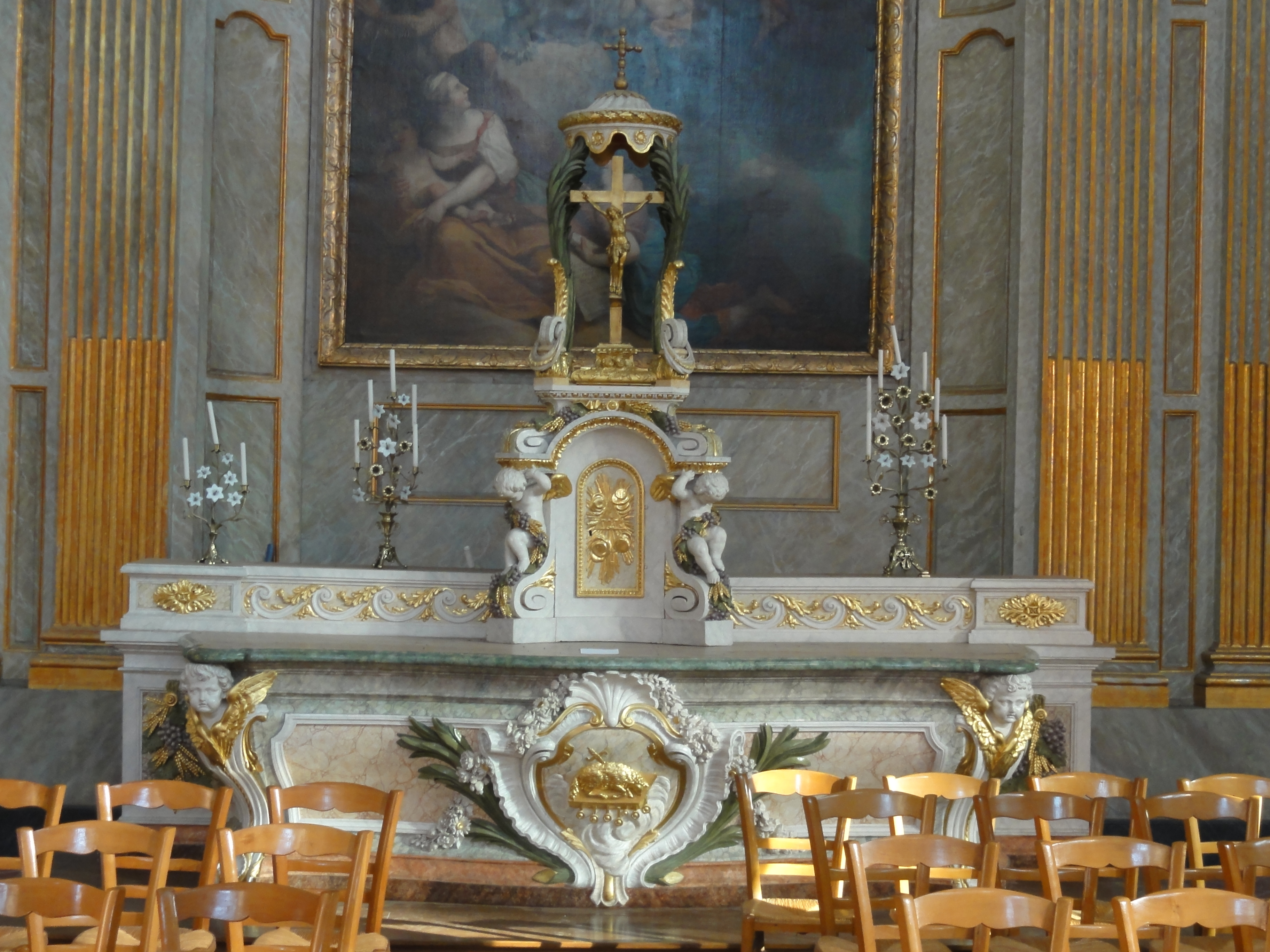
Maître-autel de 1774.

Les paroissiens se montrent généreux et certains artisans acceptent comme tout salaire de pouvoir récupérer les pierres ou les plombs qu'ils remplacent, mais ces efforts ne suffisent pas et il n'y a aucune possibilité d'obtenir des subventions. En 1717, les chanoines se plaignent qu'ils ne sont plus à l'abri dans le chœur par mauvais temps. Il est difficile d'indiquer la date de la fin des travaux de réparation, car il y a régulièrement de nouveaux problèmes qui surgissent. Ils sont en partie dus aux solutions provisoires qui ont été adoptées par manque d'argent. Par décret épiscopal du 17 octobre 1742 cédant à la demande des marguilliers, le chapitre Saint-Vaast est supprimé ; source de nombreux conflits et de procès interminables, les chanoines s'étaient eux-mêmes condamnés. L'évêque écrit dans son décret : « Les chanoines... étant indépendans de lad. paroisse, sans jamais contribuer à aucune réparation, entretien ni décoration de l'église et des ornemens, pas même d'aucune gratification dans des nécessités urgentes, se bornent et se conservent dans l'exercice de leur droit et possession sur les deffunts ». Les prébendes du chapitre sont rattachées à la fabrique, ce qui améliore considérablement ses revenus. Elle peut ainsi engager un vicaire pour soulager le curé, ce qui auparavant n'était plus possible. Les offices sont désormais célébrés dans le chœur, mais le jubé empêche la plupart des paroissiens d'avoir une vue sur l'autel. Sur la demande des marguilliers, l'évêque donne l'autorisation de démolir le jubé, la clôture de chœur et les autels qui y sont encastrés. Une simple grille remplace la clôture en pierre, mais l« autel à la moderne » tant désiré n'est installé qu'en 1774. Par mesure d'économie, il est réalisé en bois partiellement doré et non en marbre. Grâce au manque de moyens qui sont toujours consommés par les travaux de réparation, l'église échappe à des transformations irréversibles dans le goût du Classicisme ; seulement le mobilier gothique des chapelles fait les frais.

#### La période révolutionnaire

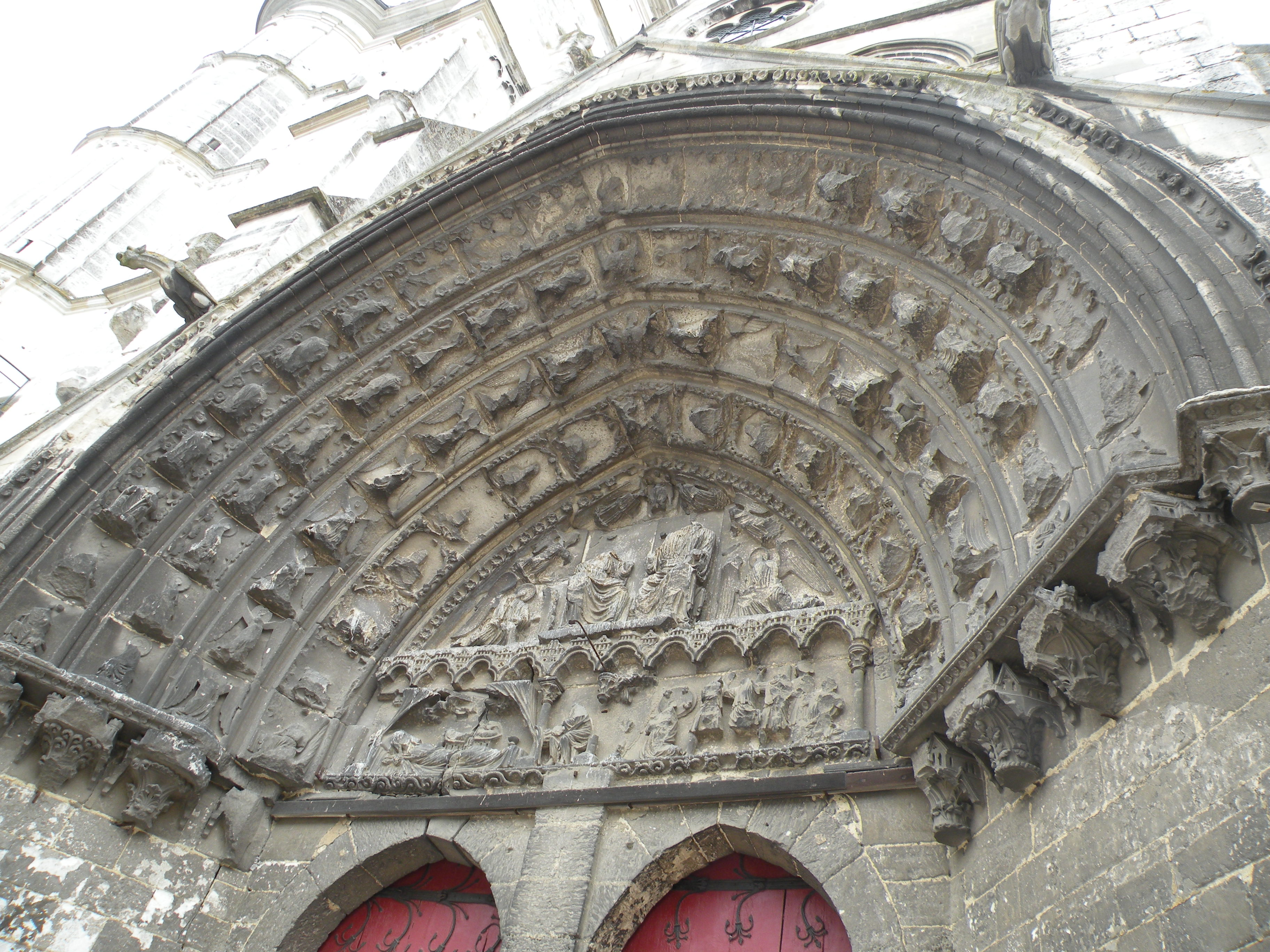
La plupart des statuettes de l'archivolte et du tympan du portail occidental ont été bûchées en automne 1793.

La Révolution française est favorablement accueillie à Beauvais, et à la satisfaction de tous, l'évêché est maintenu. Par décision du conseil municipal du 29 janvier 1791, le nombre des paroisses est réduit à quatre, à savoir Saint-Pierre, Saint-Étienne, Saint-Sauveur et Saint-Laurent. Le 4 mars, l'on change d'avis et ne veut plus maintenir que les deux premières paroisses. Dès le mois de mai, toutes les autres églises sont fermées, et leur mobilier est proposé aux églises subsistantes. Pour Saint-Étienne, il faut notamment citer les autels des Minimes et de Saint-Michel, qui arrivent début 1792 et qui se trouvent toujours dans l'église. Les trois vicaires de la paroisse sont victimes de calomnies ; les harcèlements dont ils font l'objet, dont l'interdiction d'administrer les sacrements, les poussent à la démission au mois d'avril, puis ils doivent s'exiler. Le curé lui-même est suspendu le 1er septembre car il refuse de travailler avec les vicaires constitutionnels qui lui ont été envoyés. La tribune aux harangues est démantelée à la suite d'une décision du 30 novembre. En août 1793, toutes les cloches sauf l'une des plus petites doivent être envoyées à la fonte ; cela aura été en vain que la paroisse s'était procurée les grosses cloches de l'abbaye Saint-Lucien de Beauvais en 1791. Aucune précaution n'est prise lors de la descente des cloches, qui sont simplement précipitées du haut du clocher quitte à faire des dégâts. L'abbé Gauthier, ancien curé de Saint-Laurent et curé de Saint-Étienne depuis le mois de juin 1793, est arrêté au mois de septembre. La célébration des messes est interdite les dimanches et fêtes au mois d'octobre. La Société populaire et révolutionnaire pousse violemment à la déchristianisation, et le 2 octobre, exige la destruction de tous signes extérieurs du culte. Répondant à son appel, de nombreux sans-culottes se réunissent un jour de l'automne 1793 (3 octobre, 16 ou 24 novembre) armés de marteaux et de pioches, passent d'une église à l'autre et vandalisent les portails sculptés et le mobilier. Pendant quelques semaines encore des messes peuvent être célébrées les jours de semaine, mais sans sonner la cloche. À la fin de l'année, l'église est transformée en magasin d'avoine et de fourrages. Une porte charretière est ouverte sous le précieux vitrail de l'arbre de Jessé, dont le registre inférieur est cassé. Le dôme de bois du clocher est supprimé.
Le 3 ventôse an III (21 février 1795), la liberté du culte est rétablie. Les habitants réclament la restitution de l'église, ce qui n'est pas chose facile car elle est devenue propriété de l'État, et celui-ci leur propose de se contenter de la cathédrale. Le 8 décembre les paroissiens obtiennent enfin satisfaction, mais ironie du sort, l'entretien et la réparation de l'édifice sont à leur charge, alors que de nombreuses dégradations gratuites avaient été commises sous les yeux bienveillantes des autorités. Au moins une conscience pour la valeur des richesses artistiques des églises est-elle en train de naître, car les fidèles sont appelés à veiller à la conservation des vitraux dont le mérite vient d'être reconnu par la Commission des arts. Ils sont malheureusement très abîmés. Les orgues ont été volés, un trou béant s'ouvre à l'emplacement de la rose du chœur, les combles de la chapelle de la Vierge sont effondrés et le mobilier est en bonne partie cassé, mais le culte reprend le 1er janvier 1796. Une petite équipe de paroissiens se constitue pour œuvrer à la reconstitution de l'église dans son état antérieur à la Révolution, et parvient à récupérer de nombreux éléments de mobilier égarés. La politique reste hostile à la religion et un arrêté de l'administration départementale du 15 septembre 1799 rend l'exercice normale du culte catholique impossible : les messes ne peuvent plus être célébrées que les Quintidi, Décadi et les fêtes nationales, et les agents municipaux veillent à ce que les églises restent fermées les autres jours. Les paroissiens adressent une réclamation à Lucien Bonaparte et finalement l'arrêté entravant la liberté du culte ne peut entrer en vigueur. Peu à peu l'on revient aux anciens usages, et en 1803, le conseil municipal assiste en corps à la messe de Pâques.

#### La restauration de l'église pendant leXIXesiècle
À partir de 1801, la fabrique procède d'année sur année à des travaux de réparation plus ou moins importants. Ne pouvant compter que sur ses propres ressources, il s'agit le plus souvent d'interventions ponctuelles pour parer au plus urgent. En 1812, le ministère de l'Intérieur demande aux maires des villes de lui signaler les édifices en péril qui méritent d'être sauvegardés, mais le maire de Beauvais oublie malheureusement de parler des églises et ne mentionne que l'ancien palais épiscopal et l'hôtel de ville. Une liste provisoire des monuments historiques est élaborée en 1835, et les premiers classements interviennent par la liste de 1840 : l'église Saint-Étienne n'y figure pas et les érudits locaux s'en émeuvent. Louis Graves est le premier à adresser un rapport à la Commission des monuments historiques et propose le classement de la nef et du transept, qu'il croit du Xe siècle. L'abbé Pierre-Constant Barraud envoie une lettre au mois de février 1842 pour réclamer le classement de l'église, et souligne aussi l'intérêt du chœur et des vitraux. Plusieurs années passent sans que le dossier semble avancer. En août 1847, le conseil municipal demande à son tour le classement. Au mois de novembre, le préfet entreprend la même démarche, tout en préconisant de renoncer au classement du portail occidental, trop mutilé, et du chœur qu'il qualifie de « chef-d'œuvre de mauvais goût et de mauvaise exécution dans le genre du XVIe siècle ». La communication entre les différentes instances de l'administration laisse à désirer à l'époque : par lettre du 19 novembre 1847, le préfet est informé que l'église est classée monument historique depuis le 25 avril 1846.
Les vitraux, insuffisamment protégés, ont été endommagés par les jets de pierres des enfants. La fabrique fait renouveler les treillis afin d'éviter de tels incidents à l'avenir. Ainsi beaucoup de mesures visent à éviter que l'édifice se dégrade davantage, sans améliorer considérablement son état général. Chaque année, la fabrique essaie en plus de réaliser un petit projet particulier : la restauration d'un vitrail, la réparation d'une toiture, la pose de tuyaux de plomb. En 1846, une heureuse découverte est faite dans l'église. C'est une malle remplie de fragments de vitraux appartenant à l'église. Aussitôt les marguilliers font appel au verrier Ormont qui parvient à restituer les vitraux de saint-Martin et de l'enfance du Christ avec ces débris. Le classement n'apporte aucun changement de situation pour la paroisse pendant les premières années. L'inactivité des autorités ne cesse qu'avec l'arrivée dans l'Oise de l'architecte en chef des monuments historiques Aymar Verdier, fin 1850. Le 4 décembre, il adresse au ministre un rapport sur l'église Saint-Étienne et un devis pour les travaux à entreprendre. Prosper Mérimée fait lui-même le déplacement à Beauvais pour se former un avis. Il écrit : « C'est ainsi qu'on a refait (assez mal) une grande partie du bas-côté sud et de l'abside, et que jusqu'à présent on n'a pris aucune mesure pour arrêter la ruine du magnifique transept nord qui est la partie la plus intéressante du monument... En ce moment, la fabrique de Saint-Étienne est fort préoccupée de la situation d'une grosse et vilaine tour de la fin du XVe siècle [sic], servant de clocher. Elle est horriblement lézardée et on craint une catastrophe... ». Mérimée refuse donc d'accorder des subventions pour la réparation de la tour, mais alloue 10 000 francs pour le transept à condition que Verdier dirige les travaux. Le portail roman du bas-côté nord est dissimulé sous un porche en bois du XVIe siècle, et un dépôt de mobilier cache le mur du croisillon nord. La fabrique ne veut pas s'en séparer et Verdier menace de jeter l'éponge. Finalement il obtient satisfaction mais accorde la priorité à la restauration du portail nord.

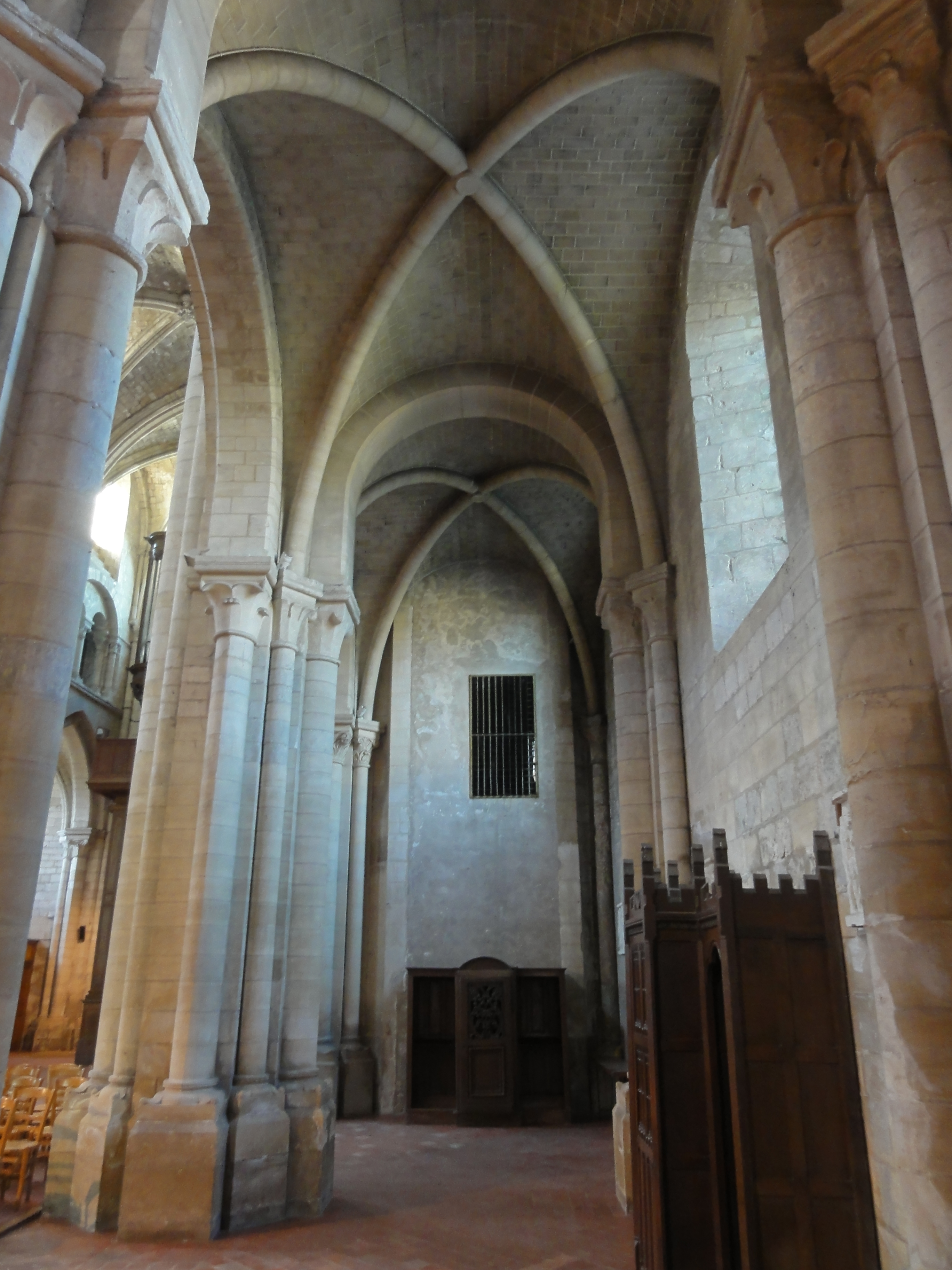
Le bas-côté nord ne peut cacher sa reconstruction totale au début du XXe siècle.

Depuis que l'État a pris en charge la restauration de l'église, la fabrique n'a plus besoin de participer aux frais de restauration. Pendant les années 1850, Aymar Verdier poursuit la restauration des parties romanes de l'édifice. Par un malentendu, un crédit de 6 000 francs alloué exceptionnellement par la ville est employé à ces fins. L'argent était en réalité destiné au clocher, pour la restauration duquel l'argent fait donc défaut. En 1858, les crédits se sont épuisés et Aymar Verdier doit arrêter le chantier après avoir étayé et étrésillonné la première travée de la nef, qui est adjacente au clocher. Mais l'état des piles s'aggrave au fil des années, et le maire doit fermer l'église au public en octobre 1863. Le conseil municipal ne veut plus traiter avec Verdier en raison du malentendu sur l'emploi du crédit pour le clocher. Le 1er février 1864, l'inspecteur Émile Boeswillwald est envoyé à Beauvais. Il décide des travaux à entreprendre puis charge Verdier du devis. Le chantier reprend donc son cours pendant quelques années. De forts ouragans en mars 1876 et janvier 1877 obligent à une réfection du toit de la nef. Les travaux dirigés par les services municipaux sont mal faits, car la pente de la charpente est trop forte et les tuiles glissent. En 1879, l'inspecteur Victor Ruprich-Robert estime urgent d'enfin consolider le transept nord au détriment du chœur, dont il épingle à juste titre la mauvaise qualité de la pierre (qui est trop tendre) et la mauvaise conception des arcs-boutants. L'architecte Edmond Duthoit est chargé de la direction de cette campagne de restauration. Il fait ériger rapidement les échafaudages puis semble oublier le chantier pendant plusieurs années, jusqu'à ce que le maire se plaigne en 1884. Entretemps, le chœur dont l'entretien a été négligé est près de menacer ruine. Duthoit veut ensuite démolir tout le pignon du croisillon nord ainsi que la rosace, puis les reconstituer à l'identique ; heureusement l'inspecteur Louis-Clémentin Bruyère s'oppose à cette démarche radicale et exige que l'authenticité de l'édifice soit respectée. En conclusion, aucune partie de l'église n'a encore été restaurée à part entière depuis le classement de l'église, sauf le portail nord au tout début. La pluie pénètre dans l'église à divers endroits et des pierres tombent sur la voie publique. Entre 1893 et 1901, la première campagne de restauration générale est entreprise ; sur les 24 000 francs que coûte l'opération, le curé donne 1 000 francs, la fabrique 3 000 francs et la ville 4 000 francs.

#### Le destin de l'église pendant leXXesiècle
En octobre 1901, le bas-côté sud doit être étayé extérieurement, et il faut creuser assez profondément car le terrain est mouvant en raison de la présence de l'ancien cimetière. À environ deux mètres de profondeur, l'architecte de la ville Acher tombe sur des tuiles romaines. L'année suivante, grâce à des subventions de la Société académique de l'Oise et de la municipalité, tout le terrain au sud du bas-côté jusqu'à la rue peut être fouillé à une profondeur de 2,50 m, et l'on trouve un hypocauste et d'autres vestiges de thermes romains. Quand la troisième pile de la nef est refaite, les ouvriers identifient un autre hypocauste, et avec l'aide du gouvernement, une bande de terre de 18,00 m de large au nord de l'église peut également être fouillée. Jusqu'en octobre 1905, l'on découvre les fondations de plusieurs salles, dont certaines munies d'un hypocauste. Le mobilier de la fouille est assez abondant, mais aucun élément ne permet une datation concrète. L'on penche pour une construction au IIe siècle sous le règne d'Antonin, quand Cæsaromagus est en plein essor. Des tuiles faîtières noircies par le feu indiquent que les thermes ont péri dans un incendie, probablement au cours des invasions de la fin du IIIe siècle.

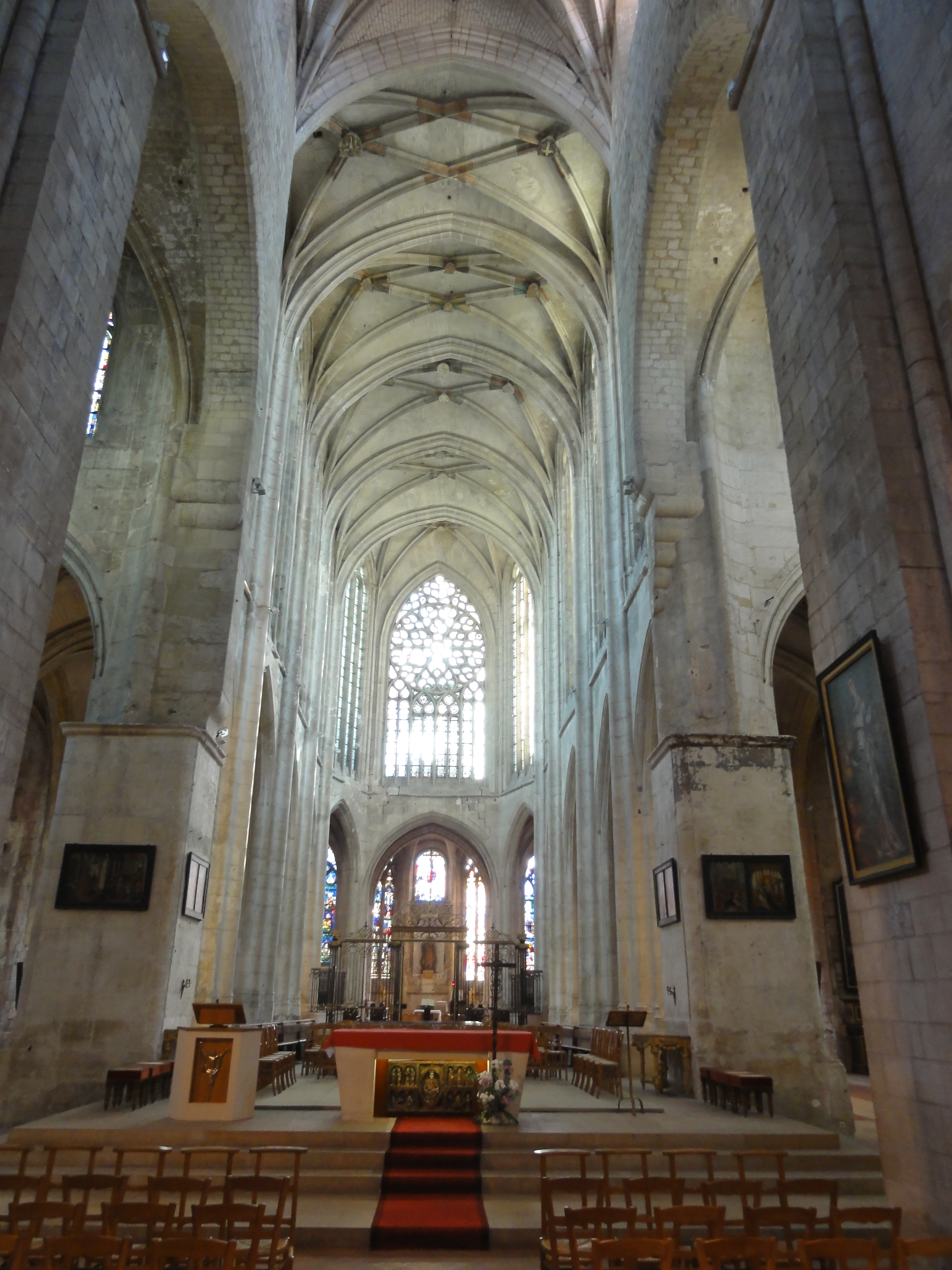
Croisée, vue vers l'est.

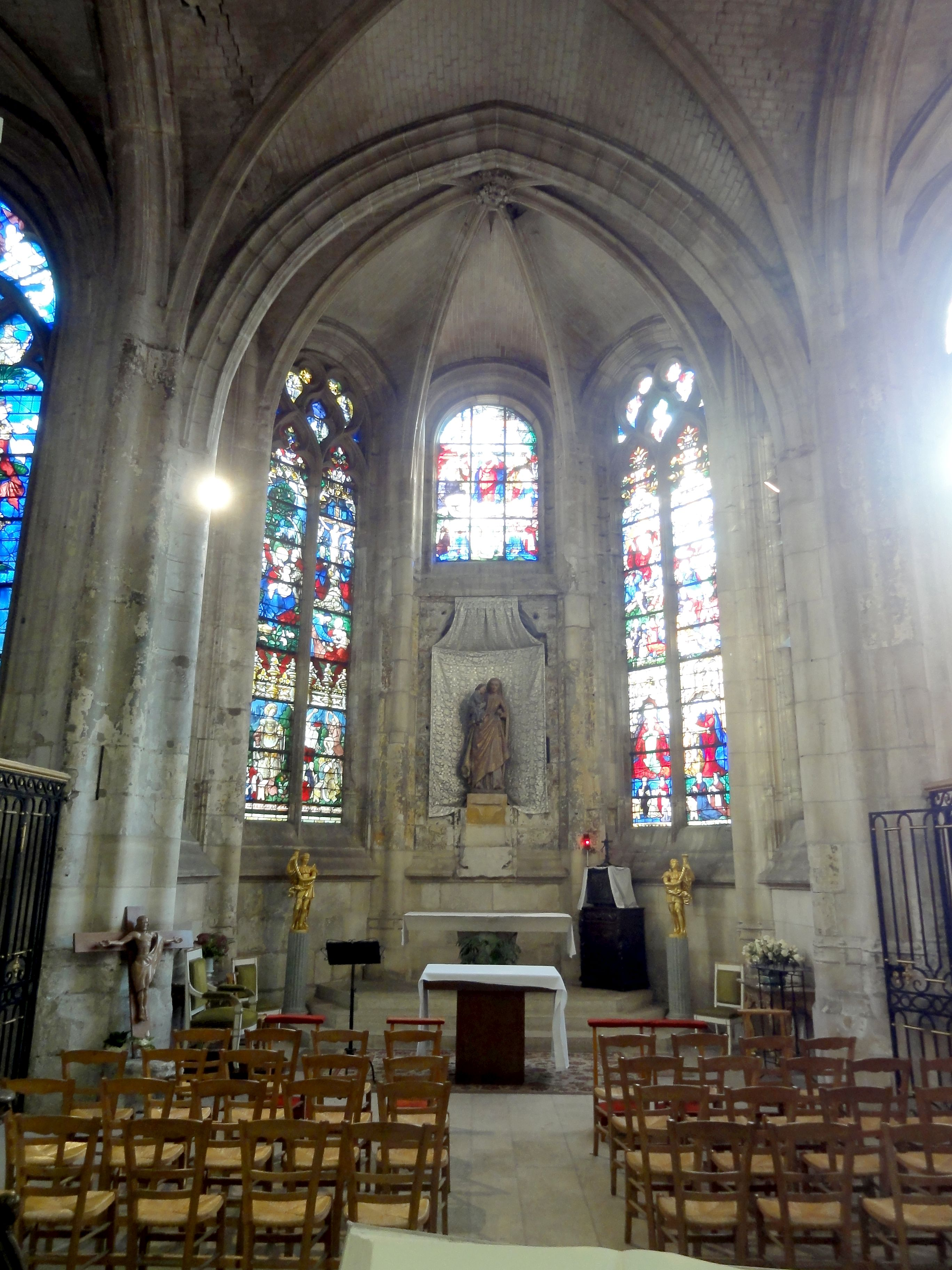
La chapelle d'axe, reconstituée après 1943.

Entre 1911 et 1916, la croisée du transept est restaurée en trois tranches sous la direction du nouvel l'architecte en chef des monuments historiques H. Chaine. Les piles occidentales du XIIe siècle qui sont réalisées en placage et mal remplies à l'intérieur doivent notamment être consolidées. Une forte proportion des frais de ces travaux est assumée par l'abbé Dubois, curé de la paroisse, sur ses propres deniers. Il demande ensuite que le chœur soit débadigeonné, et l'architecte Chaine présente un devis pour une restauration plus complète du chœur. Bien que l'abbé Dubois s'engage une fois de plus à cofinancer les travaux, le devis est refusé par la Commission des monuments historiques qui veut que le chœur soit simplement nettoyé. L'ouragan du 4 mars 1912 change la donne. Il emporte un arc-boutant, un autre manquant déjà depuis 1883. H. Chaîne fait étayer le déambulatoire et bâcher les toitures. Il estime que la charpente est bonne, mais que la toiture est à refaire à part entière. L'architecte présente un devis en date du 7 juillet 1913. L'éclatement de la Première Guerre mondiale motive l'exécution de travaux provisoires à la place d'une poursuite de la restauration proprement dite, et en août 1917, les étais ne sont plus solides et les bâches plus étanches. La Commission des monuments historiques et la ville donnent leur aval pour la poursuite de la restauration en dépit de l'augmentation considérable des prix du fait de la guerre. Mais rien n'est finalement entrepris : Beauvais est menacé par l'avance allemande sur Paris, et les vitraux sont déposés et transportés à Blois. Effectivement quelques torpilles explosent près du chevet et endommagent le chœur. Une fois la paix revenue, l'architecte A. Collin dresse un bilan et constate que c'est l'absence de réparations qui a été plus funeste à l'église que la guerre. La restauration commence aussitôt mais s'arrête dès 1921. Les travaux sont très loin d'être achevés, et le chœur, déjà négligé lors des restaurations de la seconde moitié du XIXe siècle, se dégrade davantage. Les balustrades doivent par exemple être démontées pour éviter leur chute. Aucun devis présenté par A. Collin n'a de suites. En 1935 seulement les fonds nécessaires sont enfin accordés, et la troisième grande campagne de restauration est lancée. Les offices seront célébrées dans la nef pendant plus de deux décennies.
Dès le début de la Seconde Guerre mondiale, les travaux sont arrêtés, et certains vitraux sont mis à l'abri à Carrouges. Le 8 et le 9 juin 1940, de très importants bombardements allemands anéantissent presque toute la ville. La chapelle d'axe du chevet est réduite à néant, et les toitures de la nef et du clocher sont détruites par des bombes incendiaires, en calcinant les maçonneries voisines. Fin 1940, la nef est munie d'une charpente provisoire recouverte de tôle ondulée, et certaines mesures conservatoires sont prises. En été 1941, l'architecte Jean-Pierre Paquet fait refaire les toitures des chapelles et reconstruire la voûte de la cinquième travée du collatéral sud du chœur. En l'absence de photos, les clés de voûte doivent être réinventées. Fin 1942, une partie de l'église peut être rendue au culte. Le 4 février 1943, une tempête découvre le versant nord du toit de la nef, ce qui nécessite de nouveau le recours à une solution provisoire. Une campagne de restauration plus importante peut commencer en août 1943. Les bombardements américains de 1944 épargnent heureusement l'église, qui ne subit que de légers dégâts par le souffle de bombes tombées dans le voisinage. L'incendie des installations de chantier a des conséquences plus graves. Désormais les travaux sont poursuivis sans être abandonnés à mi-chemin comme avant. En 1949, tout danger pour l'édifice est enfin écarté. Les vitraux sont restaurés dans les ateliers Grüber de Paris, entre 1948 et 1952, quand ils sont remontés. Au moment que la réorganisation du chœur est envisagé en novembre 1955, le clergé souhaitant avancer l'autel jusqu'à la croisée du transept, Jean-Pierre Paquet obtient l'autorisation pour fouiller le chœur. Il découvre les parties basses de l'ancien chœur, à un niveau plus élevé qu'il ne l'avait pensé. C'est une découverte du plus haut intérêt. Afin de préserver les fouilles, le nouveau sol doit être aménagé à un niveau supérieur à celui initialement envisagé, et il est constitué par une dalle en béton armé. La Commission des monuments historiques souhaite que les fouilles sont visitables. Une nouvelle sacristie est aménagée au sous-sol, au milieu des vestiges archéologiques. Le chœur est enfin rendu au culte pour Pâques 1959. Dans la nef, des tirants de fer sont installés en 1962 car les voûtes se sont fissurées. Il n'y a toutefois pas de travaux de restauration significatifs au cours des années 1970 et 1970. Au début des années 1980, la couverture provisoire de la nef de 1940 est toujours en place et fausse la silhouette de l'édifice.

## Description

### Aperçu général

Plan de l'église.

Orientée irrégulièrement nord-ouest - sud-est, l'église Saint-Étienne est de plan cruciforme et se compose d'une nef de six travées accompagnée de bas-côtés ; d'un transept largement débordant dont chacun des croisillons comporte deux travées successives ; d'un chœur au chevet plat de six travées accompagné de deux collatéraux et de chapelles ; d'une chapelle d'axe qui dépasse la ligne du chevet ; et d'un clocher mi-hors œuvre, qui occupe l'emplacement correspondant aux deux premières travées du bas-côté nord. La nef est romane et date autour de 1120, sauf pour les voûtes du vaisseau central qui ont été lancées progressivement jusqu'au début du siècle suivant. Cette nef mesure 38,00 m de long sur 18,00 mètres de large (avec les bas-côtés), et la hauteur sous les voûtes atteint les  17,40 m. Dans la première à la cinquième travée, l'élévation comporte trois niveaux, soit l'étage des grandes arcades, l'étage du triforium et l'étage des fenêtres hautes. Dans la sixième travée qui est la plus ancienne, le triforium fait défaut. Le transept est également roman et légèrement plus ancien que la nef, mais les fenêtres hautes et la voûte de la croisée ont été reconstruites au XVIe siècle. Ce transept mesure 36 m de long sur 8,6 m de large. Le chœur est gothique flamboyant et date de la première moitié du XVIe siècle. Il mesure 39,4 m de long sur 32 mètres de large (avec les collatéraux et les chapelles), et la hauteur sous les voûtes atteint les 29,50 m. Ainsi la longueur totale de l'église cumule 86,00 m. C'est la seconde église la plus longue du département après la cathédrale Notre-Dame de Noyon, longue de 103,11 m, et avant la cathédrale Notre-Dame de Senlis, longue de 76,00 m, sachant que la cathédrale de Beauvais est plus courte puisque inachevée.

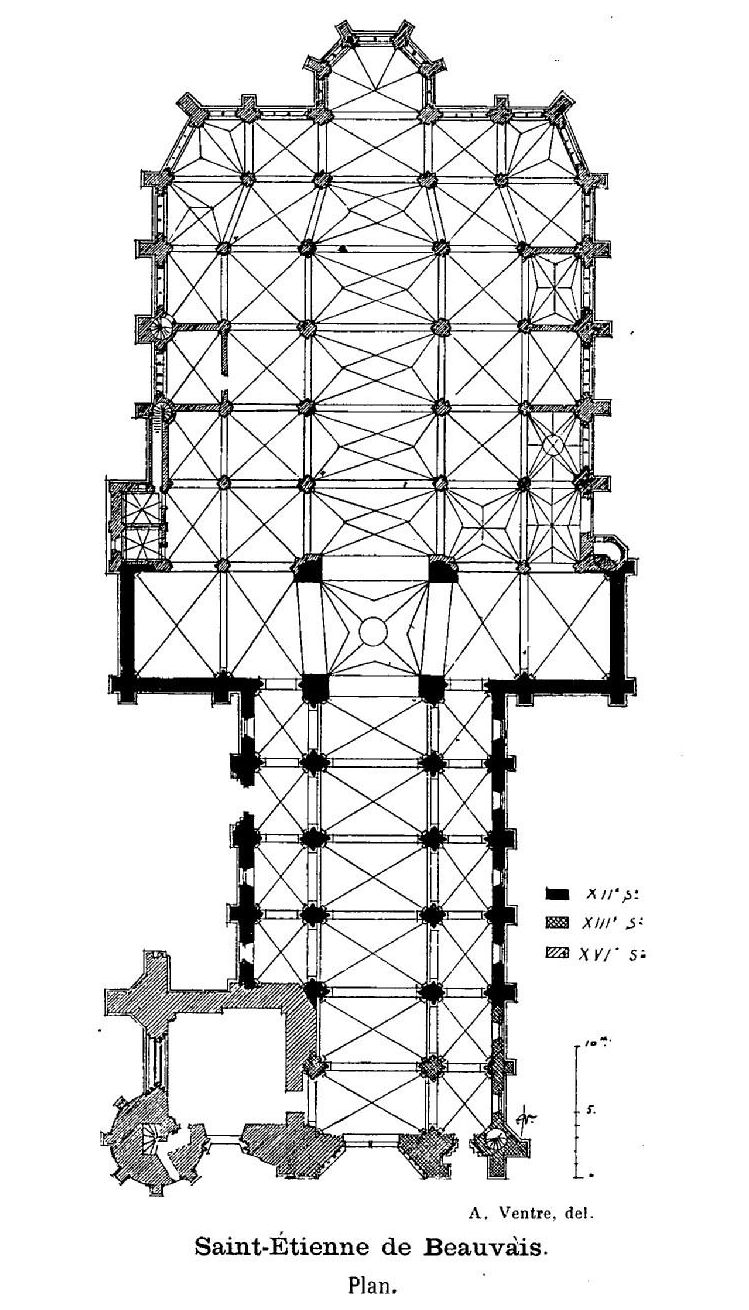
Plan de l'église en 1905.

Le chœur est flanqué de deux collatéraux simples de six travées, dont chacune s'accompagne d'une chapelle. Les chapelles devant la première et la seconde travée sont réunies et communiquent également avec les croisillons du transept. Elles sont toutefois placées à l'origine sous deux vocables différents par chapelle double. Les chapelles devant la cinquième et la sixième travée sont également réunies mais placées sous un seul vocable. La chapelle de la sixième travée possède un mur biais entraînant un voûtement par deux voûtes tripartites, et son plan est trapézoïdal, réduisant ainsi la dimension de la dernière travée du collatéral qui reste carrée et se termine par un chevet plate. Afin d'assurer la transition, le plan de la cinquième travée du collatéral est losangé, et l'arcade vers la chapelle est placée en biais, si bien que la travée de la chapelle est également trapézoïdal. Les sixièmes travées des deux collatéraux encadrent une chapelle d'axe, et plus précisément sa première travée, la seconde travée étant une abside à cinq plans placée hors œuvre. La chapelle d'axe est consacré au Saint-Sacrement. Sachant que la chapelle devant la troisième travée du collatéral nord contient dès l'origine la sacristie (bien que dédiée à saint Nicaise), et que les deux dernières chapelles sont dédiées à un même saint, l'on obtient ainsi un total de dix chapelles. Du nord au sud dans le sens de l'aiguille de l'horloge, les chapelles sont les suivantes :
- ancienne chapelle Notre-Dame de Lorette ; s'y trouve l'entrée à l'ancienne chapelle du Saint-Sépulcre qui est aujourd'hui l'une de deux chapelles baptismales en l'absence du groupe sculpté qui avait motivé la construction de la chapelle annexe ;
- ancienne chapelle Saint-Sébastien ; s'y trouve l'escalier vers le sous-sol ;
- ancienne chapelle Sainte-Marthe ; s'y trouve une tourelle d'escalier ajourée ;
- ancienne chapelle Saint-Claude, aujourd'hui seconde chapelle baptismale, avec un autel du XIXe siècle ;
- chapelle du Saint-Sacrement, anciennement de la Vierge (chapelle d'axe) ;
- ancienne chapelle Saint-Nicolas-et-Saint-Étienne ;
- ancienne chapelle Saint-Jean-Baptiste ou Saint-Joseph ;
- ancienne chapelle Saint-Pierre ou Sainte-Philomène ; s'y trouve l'ancien retable du chevet du XVIIIe siècle ;
- chapelle Notre-Dame-de-Bon-Secours ;
- ancienne chapelle Saint-Eustache ou des Malinguehen.

Il n'y a, à deux exceptions près, plus les statues des saints patrons des chapelles, ni les autels qui leur étaient consacrés, ce qui explique que l'on parle d'anciennes chapelles. Les vocables alternatifs ou anciens vocables font souvent référence aux vitraux, toujours en place. Le croisillon nord est la chapelle du Sacré-Cœur et anciennement la chapelle Saint-Michel ; le croisillon sud est l'ancienne chapelle Saint-Martin ou des Morts.
Les fondations de l'ancien chœur démoli avant 1220 sont conservés dans le sous-sol du chœur actuel ; elles avaient été rasées très près du sol car lors de la démolition de son vaisseau central, le pourtour avec les chapelles et le chevet du nouveau chœur étaient déjà près de l'achèvement. L'ancien chœur avait un chevet plat, mais comportait une vaste chapelle d'axe débordant sur le chevet, ce qui n'est pas sans rappeler la disposition actuelle. Légèrement moins large que la nef, le vaisseau central était subdivisée en trois travées, et les collatéraux en comptaient quatre, car flanquant en partie la chapelle d'axe. L'ensemble mesurait environ 25,00 m de long et 18,00 m de large. Les proportions harmonisaient avec la nef et le transept. Il est intéressant de savoir que le chœur était conçu pour être voûté d'ogives (ce qui se lit dans les piles), mais aucun claveau du vaisseau central et des bas-côtés n'a été retrouvé. Le voûtement de la chapelle d'axe vers 1115 paraît par contre acquis. L'on considère que le chœur correspond à la première campagne de travaux, conformément à l'usage qui veut que la construction d'une église commence par sa partie la plus essentielle, le sanctuaire.

### Intérieur

#### Nef

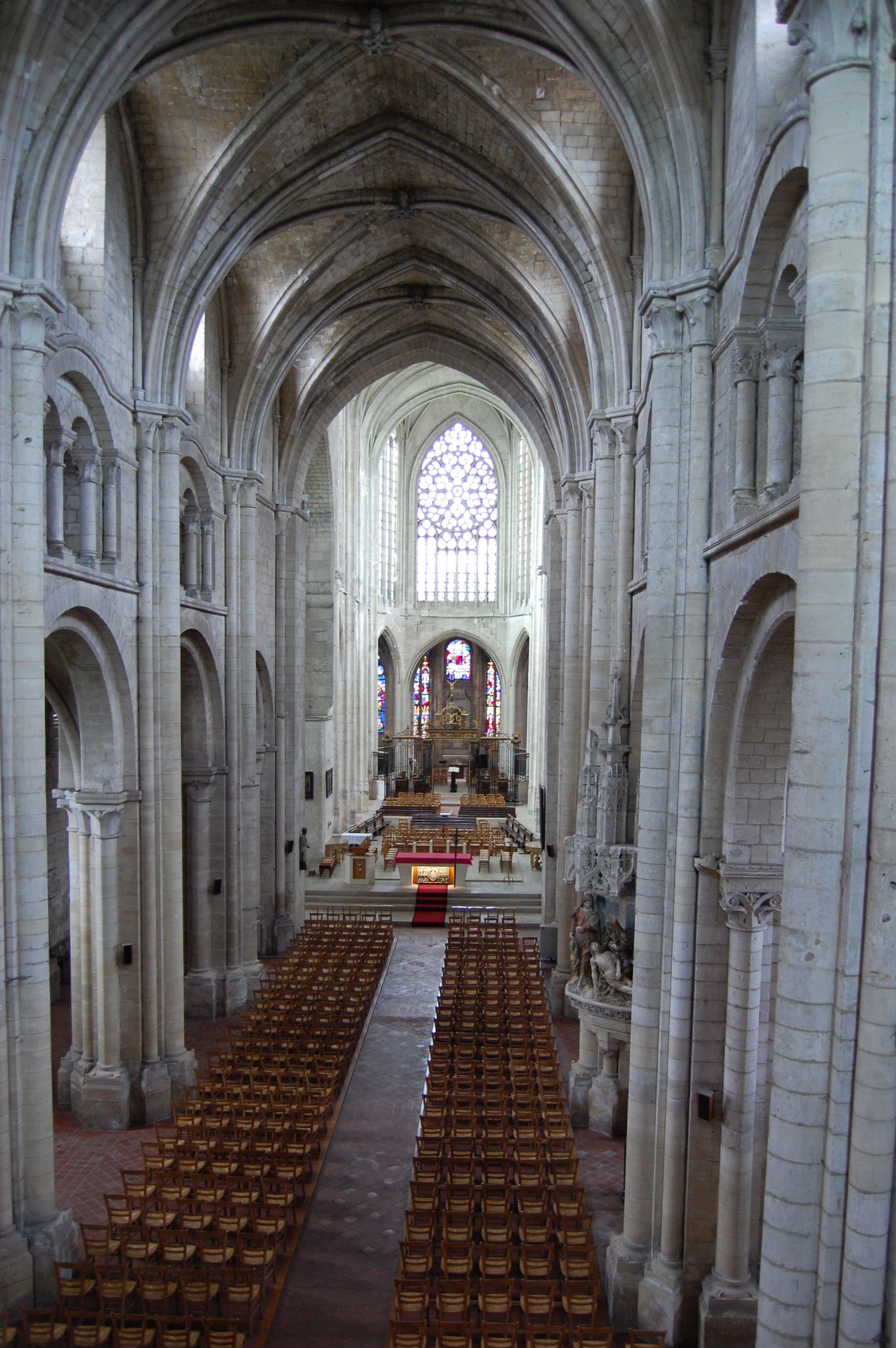
Nef, vue depuis la tribune d'orgue en direction de l'est.

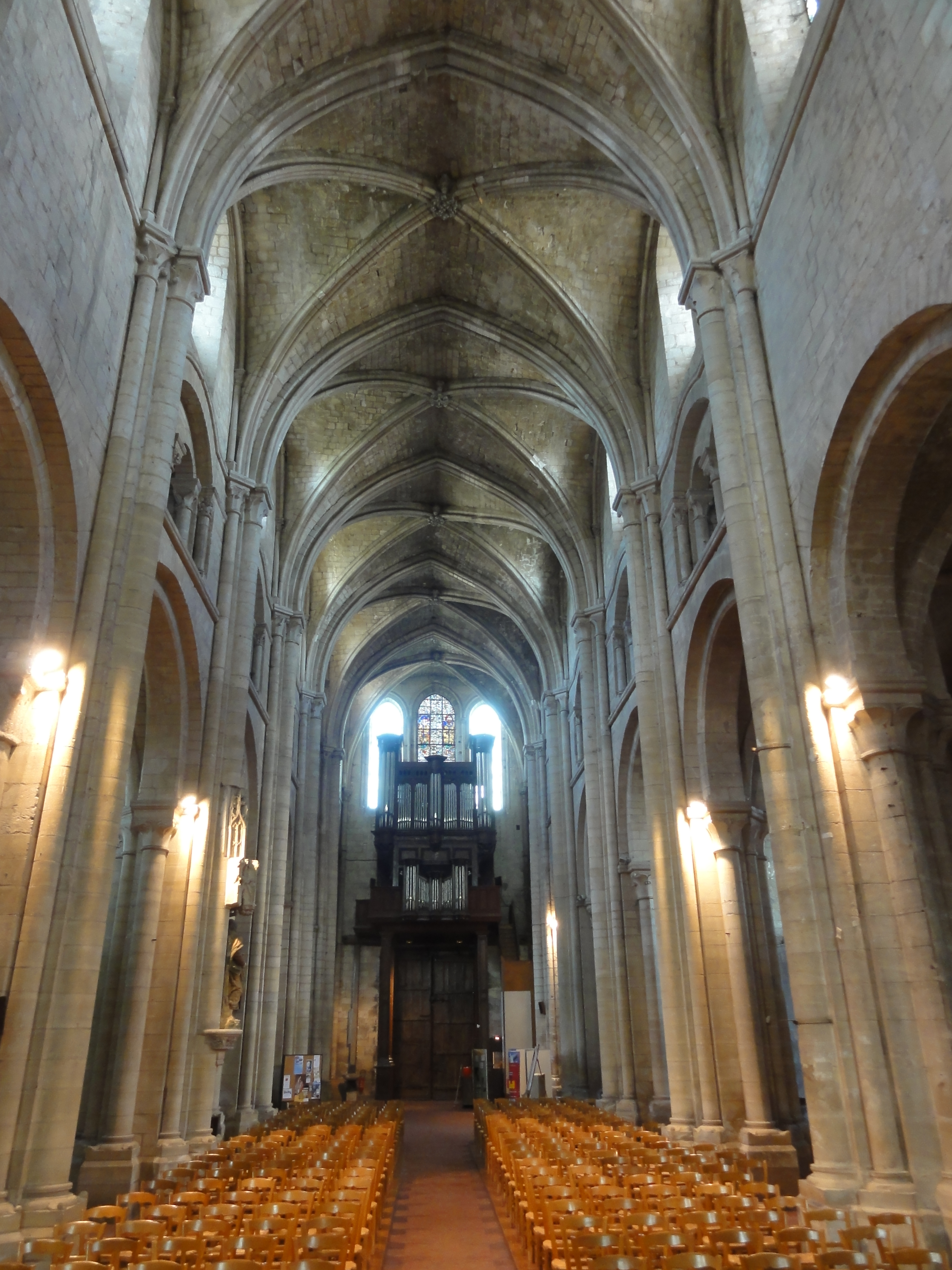
Nef, vue vers l'ouest.

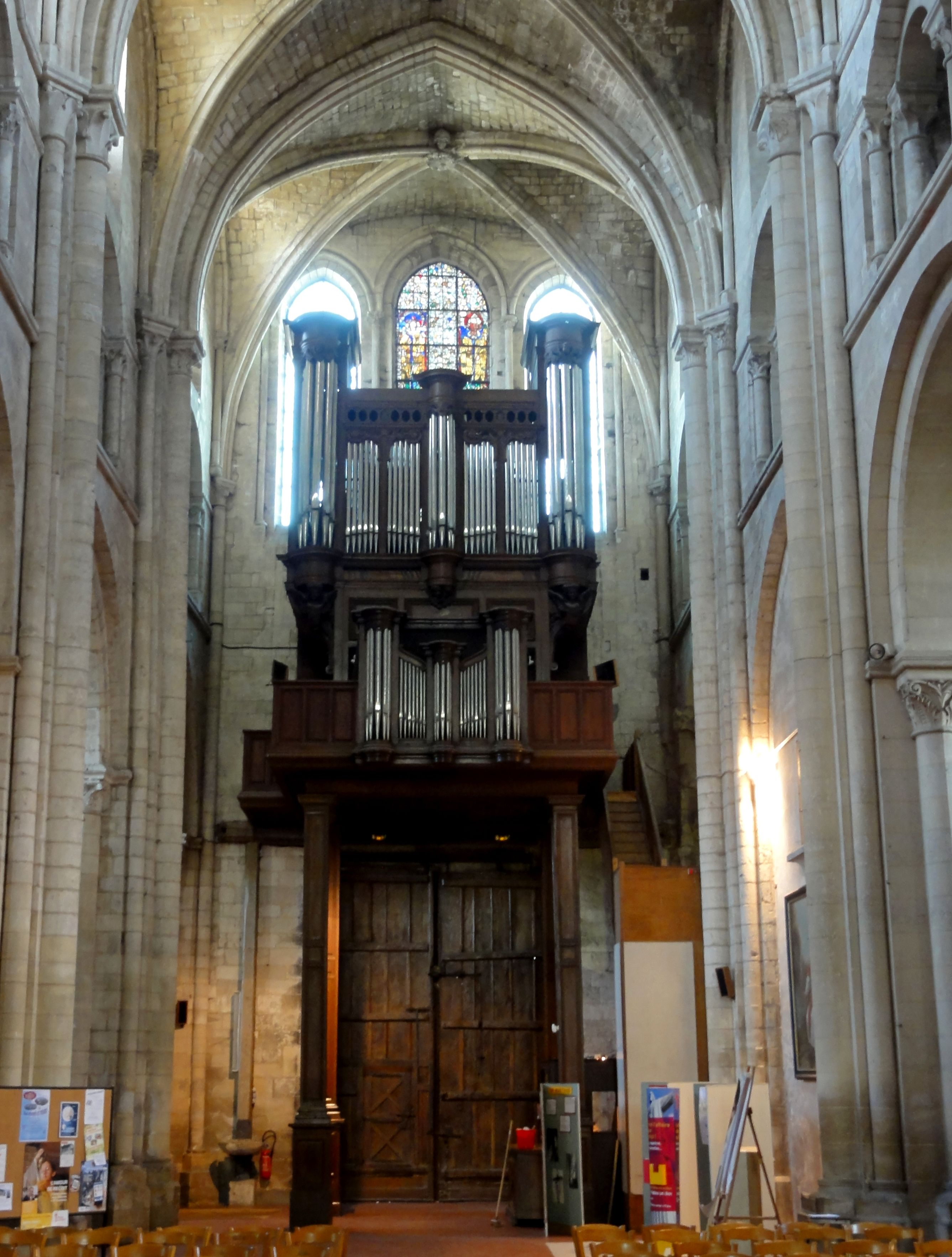
Nef, extrémité occidentale.

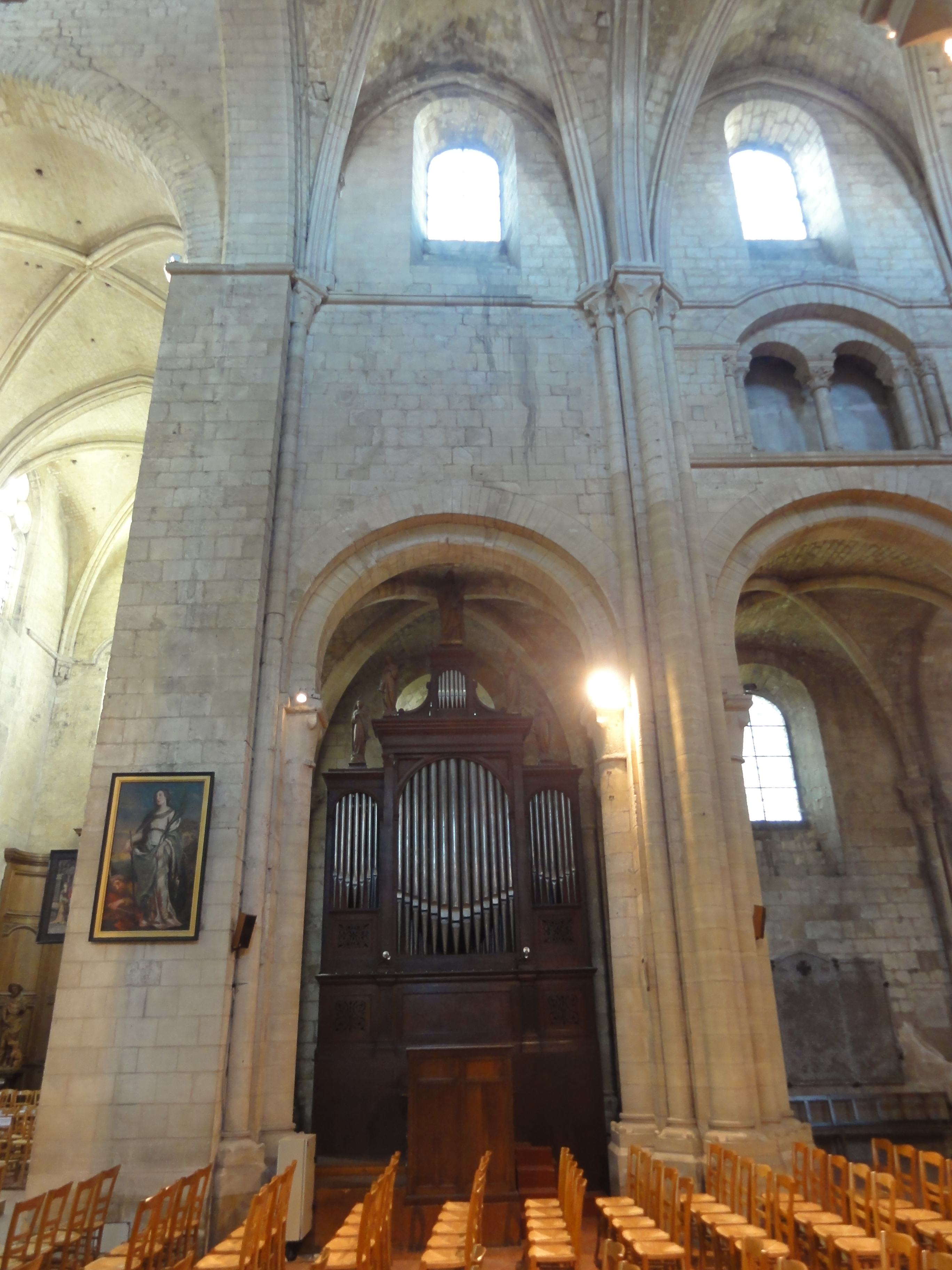
Nef, 6e travée côté sud.

Pour respecter l'ordre chronologique de la construction, la description doit commencer par la sixième et dernière travée, adjacente au transept. Cette sixième travée est homogène avec le transept, et l'on considère que ces deux parties appartiennent à la seconde campagne de construction. Celle-ci a dû suivre de près la précédente, portant sur le chœur : Sachant que le voûtement d'ogives est apparu dans le Beauvaisis vers l'an 1100, que le chœur a d'emblée été conçu pour être voûté d'ogives, et que le transept est datable de 1120 environ, le chantier de l'église n'a pas pu commencer avant le début du XIIe siècle. L'église Saint-Étienne est connue depuis longtemps pour ses voûtes d'ogives très anciennes. Ce n'est pas l'édifice pionnier pour la diffusion du voûtement d'ogives dans le Beauvaisis et dans l'Île-de-France : ce rôle incombe à l'église de l'abbaye Saint-Lucien de Beauvais, malheureusement détruite à la Révolution. L'on n'en connaît que quelques vues en élévation du XIXe siècle, mais l'église a été soigneusement fouillée, et dans son croisillon nord, l'on a non seulement découvert les parties inférieures des piliers composés configurés pour supporter des voûtes d'ogives, mais aussi de nombreux claveaux et des débris de voûtains. Le transept de Saint-Lucien remonte vraisemblablement aux années 1110. L'abbaye entretenait d'étroites relations avec la Normandie, et c'est là et en Angleterre que sont apparues les toutes premières voûtes d'ogives connues, simultanément avec la Lombardie : dans le chœur de l'abbatiale de Lessay avant 1098, et dans les bas-côtés du chœur de la cathédrale de Durham peu avant 1100. Depuis la démolition de l'abbaye Saint-Lucien, l'église Saint-Étienne est la plus ancienne église de France en dehors de la Normandie dont le voûtement d'ogives a été prévue dès le départ, soit vers 1110 pour le chœur. Sa nef est en même temps l'une des plus anciennes conçues pour être voûtées d'ogives, car les premières voûtes concernaient généralement les chœurs, les bas-côtés, les chapelles et les transepts. De nombreuses églises rurales de l'Oise ont conservé des voûtes d'ogives de la fin de la période romane, antérieures à 1150, mais selon Dominique Vermand, ce n'est pas dans les petites églises que l'on a expérimenté les innovations technologiques pour la première fois, comme ce n'est pas des petites églises que sont nés les nouveaux courants artistiques. Le développement du voûtement d'ogives a permis l'essor de l'architecture gothique en partant justement de l'actuel département de l'Oise, ce qui explique la destruction précoce de la plupart des églises romanes dans la région. Cette circonstance fait de l'église Saint-Étienne la plus grande église romane conservée aujourd'hui dans le département, et la plus importante sur le plan historique avec l'abbatiale de Morienval,.
La nef et le transept de l'église Saint-Étienne doivent beaucoup à l'architecture anglo-normande du XIe siècle, et les similitudes avec l'abbatiale du Mont-Saint-Michel sont frappantes : tour-lanterne au-dessus de la croisée du transept, emploi exclusif du plein cintre (en opposition avec l'arc brisé venant du Soissonnais), élévation sur trois étages avec des tribunes ouvertes sur les combles. Un autre édifice comparable est la collégiale Notre-Dame de Poissy. — La transformation en triforium véritable avec un mur de refend ne date que de la restauration du XIXe siècle. Auparavant les galeries étaient bouchées, car au XVIIIe siècle, les fidèles s'étaient plaints des courants d'air qui s'immiscent dans l'église à travers les tuiles des toits et par les galeries. Il faut dire d'emblée que les voûtes de la nef n'ont été construites qu'après coup pendant le dernier quart du XIIe siècle et au tout début du XIIIe siècle, mais les supports étaient bien là dès le début. Le profil des ogives est indifféremment d'une arête (ou onglet) entre deux boudins sur un bandeau chanfreiné. C'est un profil qui ne fournit pas d'indice pour une datation, car il est connu dès le second quart du XIIe siècle. Les clés de voûte sont de délicates rosaces, accompagnées d'une ou deux têtes sculptées. C'est une disposition caractéristique du premier quart du XIIIe siècle. Les doubleaux présentent un profil assorti, où du fait de la plus grande largeur l'arête est remplacée par un méplat. Entre les travées, ces nervures retombent sur des faisceaux de trois colonnes et colonnettes, dont la colonne médiane correspondant aux doubleaux s'appuie contre un dosseret. Les chapiteaux des colonnettes correspondant aux ogives sont placés en biais. Les formerets n'étaient initialement pas prévus ; du profil d'un gros tore sur un bandeau, ils sont en arc légèrement brisé et retombent sur de fines colonnettes, qui reposent sur des culots près des chapiteaux. Les formerets passent près des fenêtres, qui sont faiblement ébrasées, mais qui s'ouvrent au-dessus d'un long glacis en gradins. Ces fenêtres sont non décorées. Leur petite taille évite d'affaiblir les murs, qui sont dépourvus d'arcs-boutants et munis de contreforts peu efficaces, mais doivent néanmoins résister à la poussée des voûtes,.
La sixième travée se caractérise par des chapiteaux très archaïques à la sculpture rudimentaire, garnis de volutes d'angle comme seule décoration encore visible ; par des grandes arcades à double rouleau non moulurées, un peu plus basses que dans les autres travées ; et par un bandeau horizontal un peu en dessous des fenêtres. Les colonnes supportant le dernier doubleau (ainsi que les autres doubleaux) ont un profil en amande, qui pour l'archéologue américain Millard Fillmore Hearn met en question la datation habituelle, car apparu pour la première fois dans la basilique Saint-Denis, et indiquant ainsi les années 1145-1150. Mais Hearn s'appuie surtout sur le déambulatoire rectangulaire du chœur, qui devrait être inspiré de celui de Romsey Abbey construit vers 1120-1125. Hearn rejette une datation reposant sur le profil archaïque des sixièmes travées des bas-côtés (voir ci-dessous), mais Annie Henwood-Reverdot remarque qu'il néglige l'élévation, les chapiteaux et les bases, tout comme la proximité de l'abbaye Saint-Lucien comme foyer de diffusion du voûtement d'ogives. Un autre archéologue, David J. Mc Gee, soutient une hypothèse contraire à celle d'Hearn et fait remonter la construction du chœur, du transept et de la dernière travée de la nef à la fin du XIe siècle, mais son avis n'a guère fait école. Maryse Bideault et Claudine Lautier semblent séduites par l'approche de Hearn, qui conduit à considérer l'architecture de l'église Saint-Étienne comme conservateur ou retardataire par rapport à l'abbatiale de Saint-Germer-de-Fly, pour ne citer qu'un exemple. Elles croient en même temps en une diffusion plus rapide des innovations de l'architecture et citent la date de 1135 comme référence à Saint-Germer, mais elles esquivent finalement la question de la datation. Dominique Vermand, qui est sans doute l'archéologue de la fin du XXe siècle qui a le plus soigneusement étudié les églises de la région, ne rejoint pas la datation de Hearn et estime que le transept et la nef datent bien des années 1120-1130. Quinze ans auparavant Annie Henwood-Reverdot propose les années 1130-1140 tout en insistant sur la réserve qu'il convient de garder pour une telle datation. L'église Saint-Étienne serait donc placée au premier rang des prototypes pour l'abbatiale Saint-Denis (il est bien entendu question du massif occidental et de l'ancienne nef),,,,.
La troisième, la quatrième et la cinquième travée de la nef sont homogènes, et l'on considère qu'elles sont issues de la troisième campagne de construction. Ici apparaît donc le triforium, qui se compose dans chaque travée de deux arcades en cintre surbaissé reposant sur trois colonnettes à chapiteaux, et s'inscrivant dans un arc de décharge également en cintre surbaissé, et reposant sur deux autres colonnettes à chapiteaux dont les bases sont situées plus haut. La sculpture des chapiteaux du triforium est plus riche que celle des voûtes : feuilles refendues avec beaucoup de soin ou striées grossièrement pour évoquer la feuille d'acanthe de la tradition antique, feuilles d'eau, avec souvent une boule suspendue à la pointe. Au sud, de petits personnages en buste émergent des rinceaux qu'ils agrippent fermement des deux mains. Les arcades ne sont pas moulurées. Le bandeau déjà observé dans la sixième travée continue au même niveau, et doit s'infléchir au-dessus des arcs de décharge. Son profil se retrouve par ailleurs sur les tailloirs des chapiteaux du second ordre. S'y ajoute un second bandeau qui est homogène avec les tailloirs des chapiteaux de l'arc de décharge, et qui adopte le même profil que les tailloirs. Un troisième bandeau court au niveau du seuil des baies de la galerie. Au premier étage, les grandes arcades sont en cintre surhaussé. À cette exception près, elles sont analogues aux arcades de la sixième travée, bien qu'à l'époque de construction, les grandes arcades de Villers-Saint-Paul soient déjà en tiers-point. Les arcades en tiers-point n'apparaissent que sous la quatrième campagne de construction, qui porte sur la première et la seconde travée de la nef. Elles sont bouchées du côté nord, où les deux premières travées du bas-côté supportent la moitié du massif clocher du XVIIe siècle. Les fenêtres désormais en arc brisé sont légèrement plus étroites et ne présentent plus le glacis à gradins. Le bandeau supérieur manque. Le doubleau retombe sur des colonnettes du même diamètre que celles correspondant aux ogives : l'esthétique ne s'en trouve pas améliorée, car la largeur du dosseret reste identique, et il est ainsi rendu plus visible. Aucune évolution ne peut être observée sur le plan du triforium, hormis les chapiteaux de crochets plus avancés. Il est probable que la quatrième campagne de travaux est contemporaine du voûtement de la nef, et elle appartiendrait ainsi à la fin du XIIe siècle. Les nombreuses archaïsmes, ou autrement dit, la faible évolution par rapport à la troisième campagne, peut s'expliquer par une reconstruction presque à l'identique à la suite de l'incendie qui ravagea Beauvais en 1180 ou 1188. Il est à souligner que les voûtes ont survécu aux bombes incendiaires que les Allemands ont jetées sur la nef et sur le clocher le 8 et 9 juin 1940, qui ont complètement anéantie les toitures.

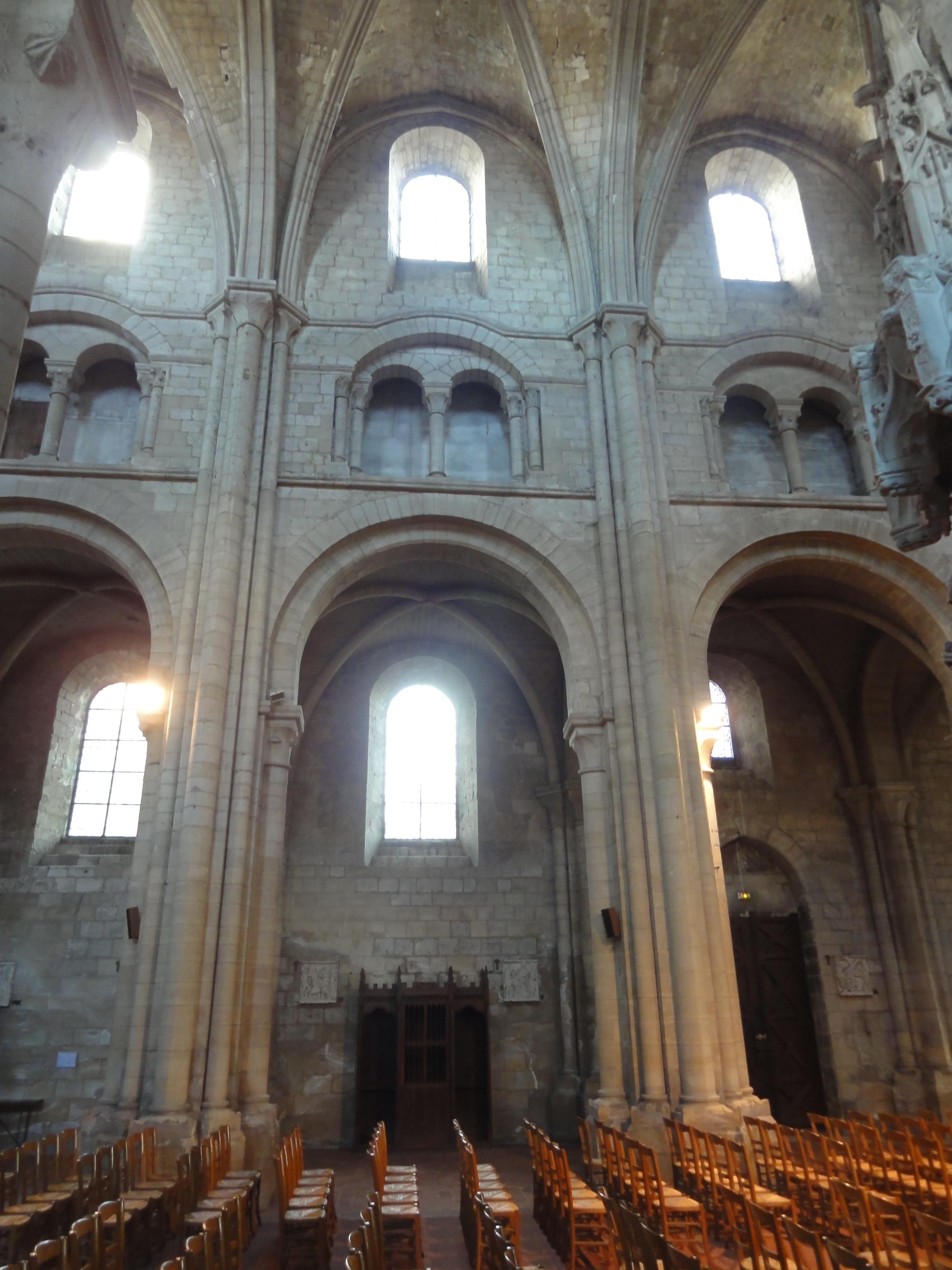
4e travée, côté nord.
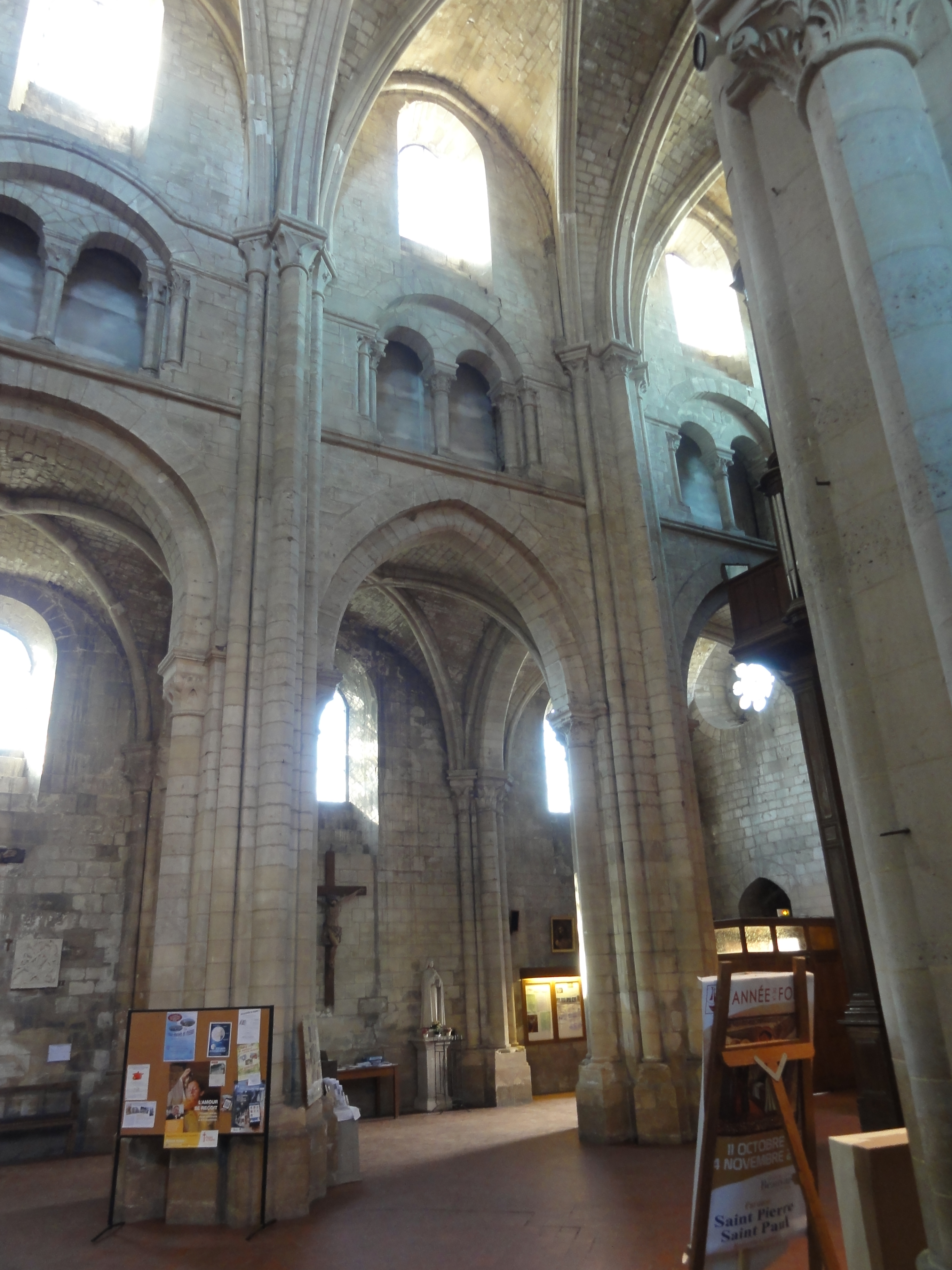
2e travée, côté sud.
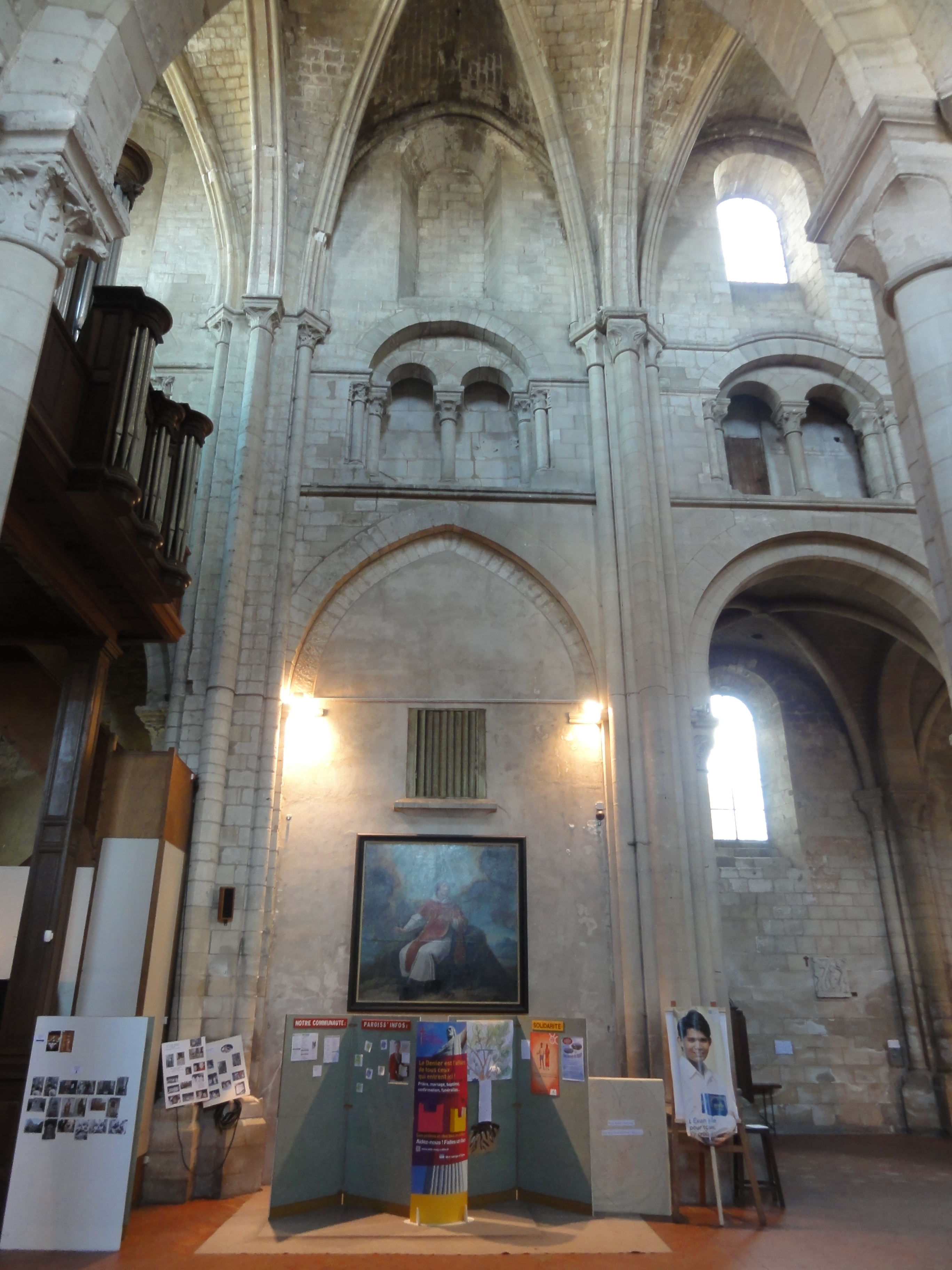
2e travée, côté nord.
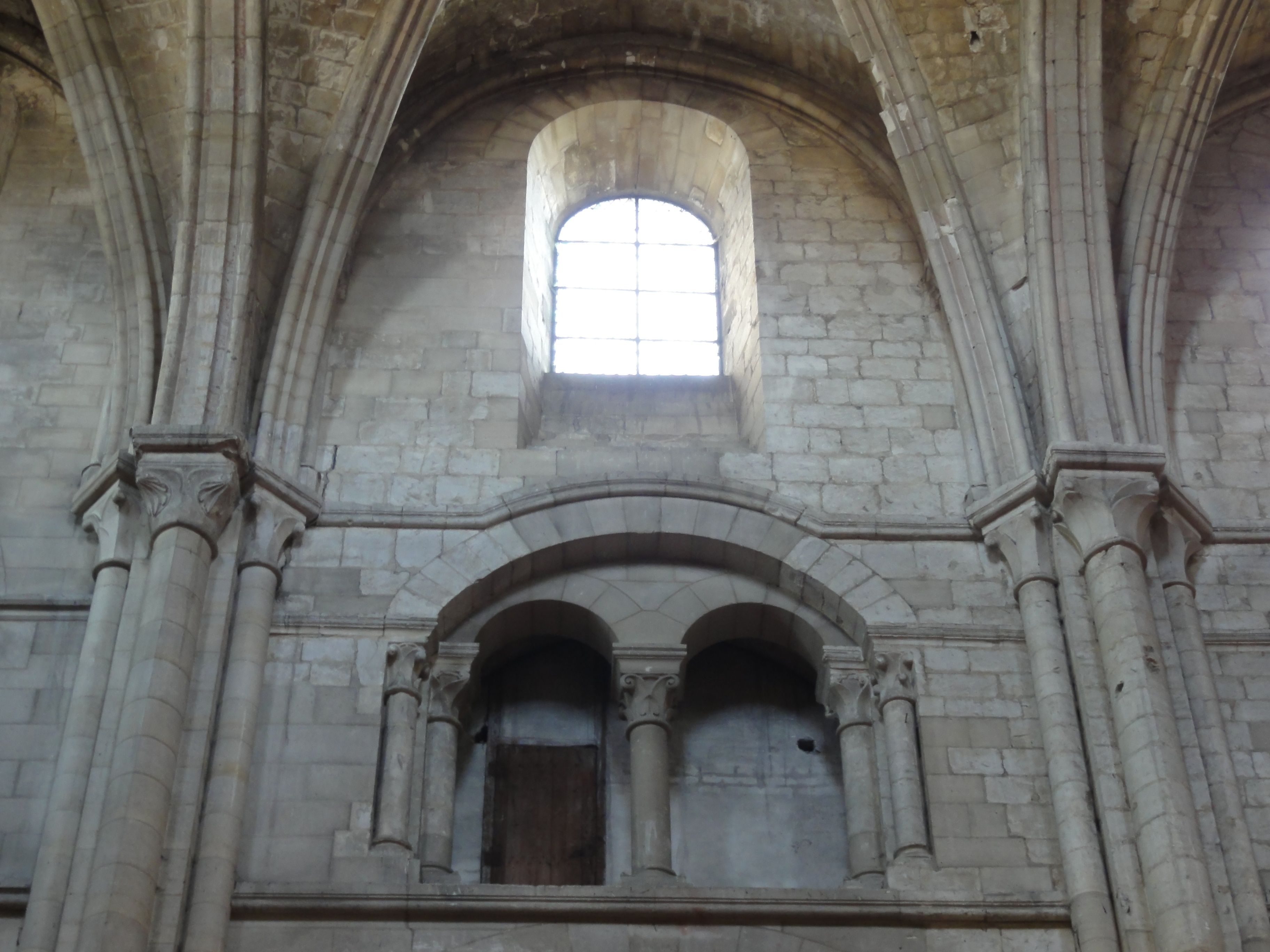
Parties hautes de la 3e travée.
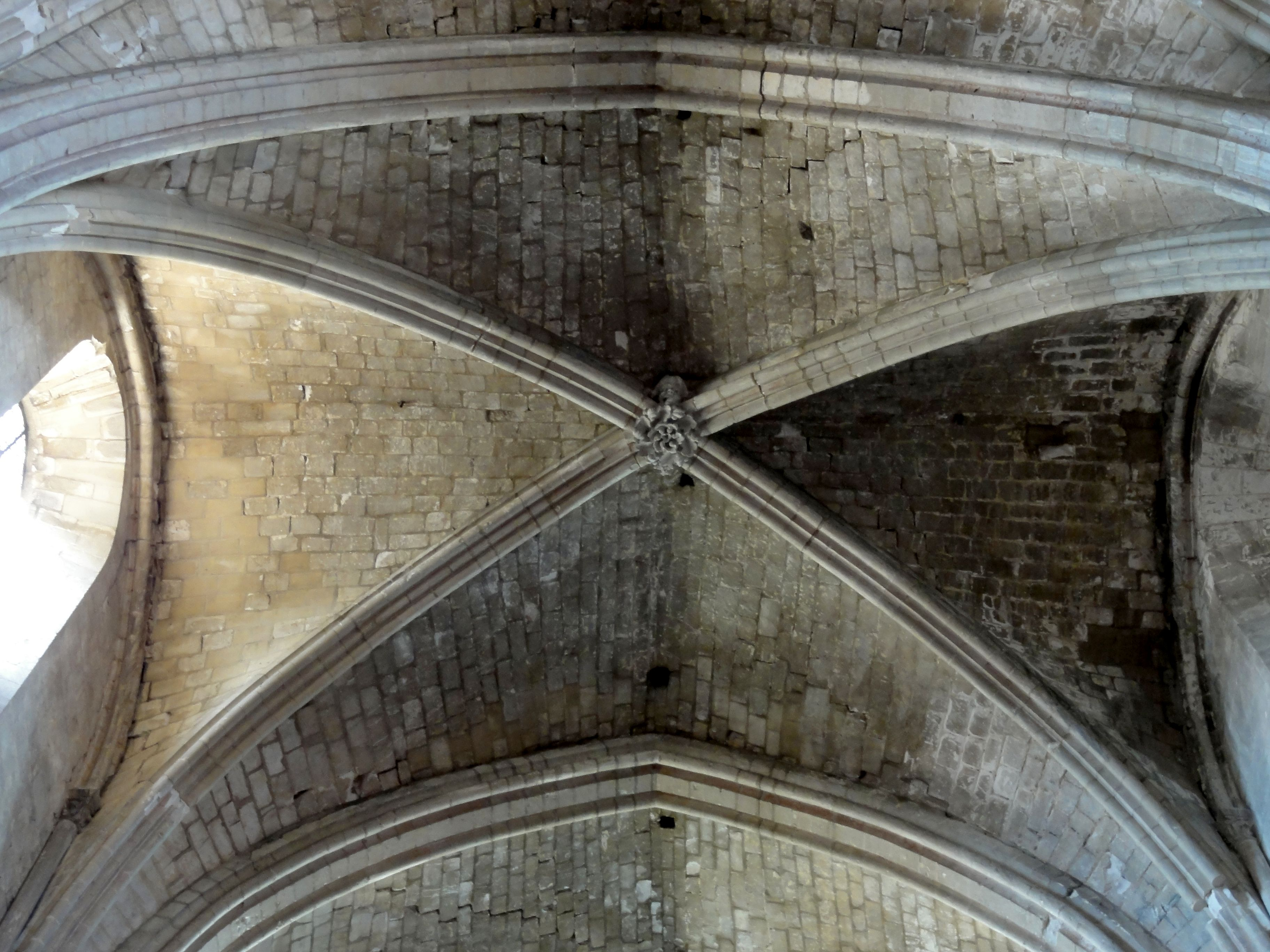
Voûte de la 2e travée.
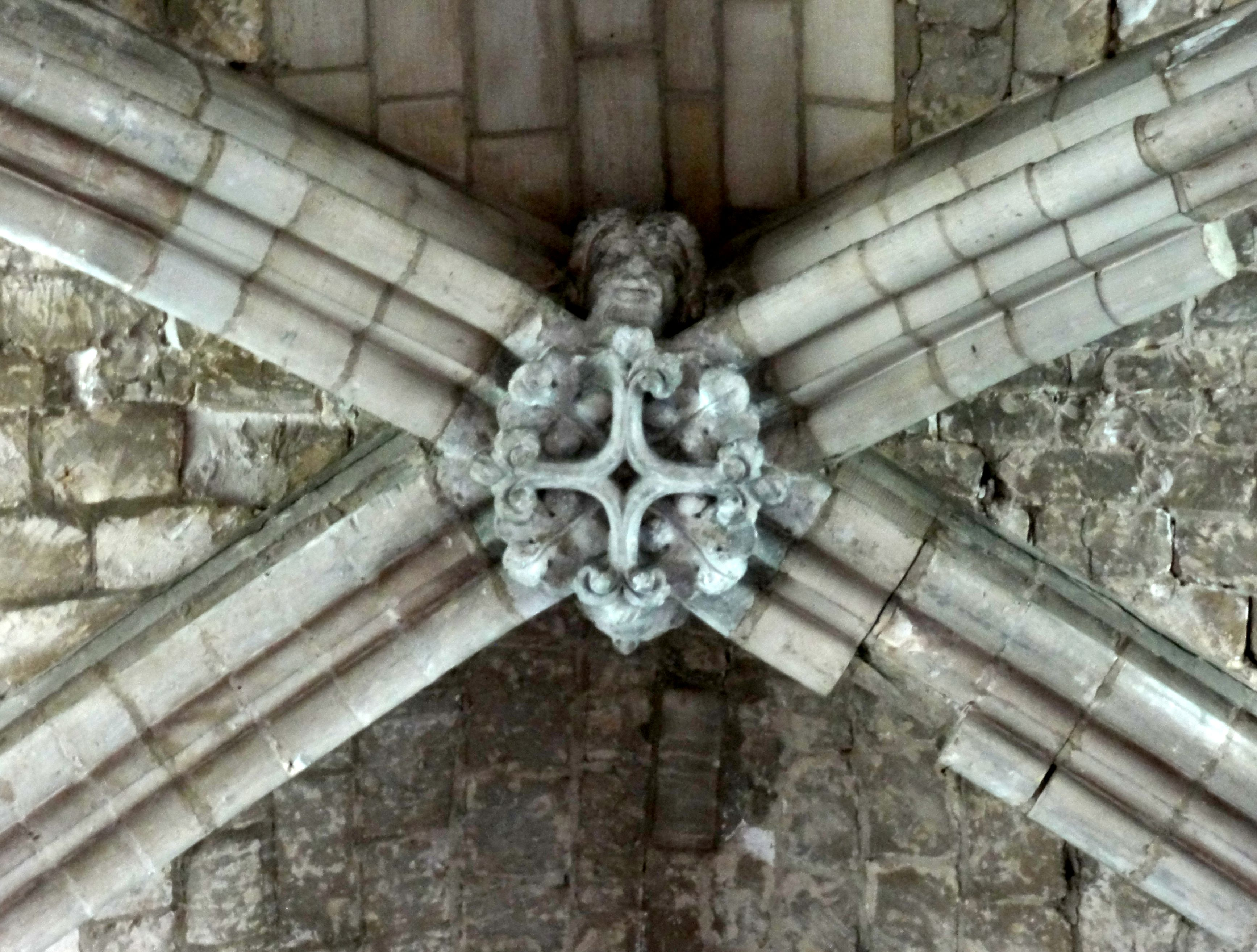
Clé de voûte de la 4e travée.

#### Bas-côtés et grandes arcades

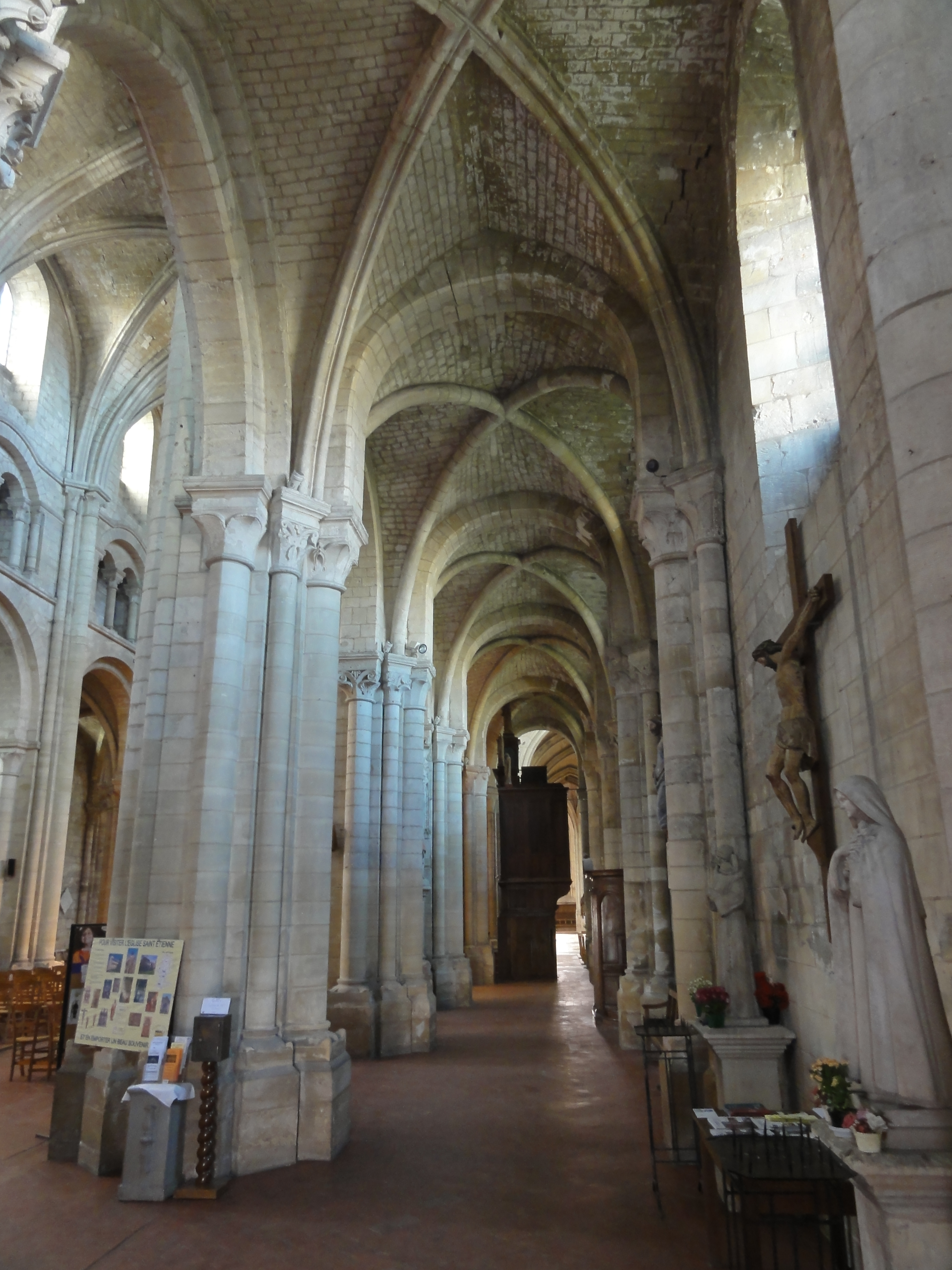
Bas-côté sud, vue vers l'est.

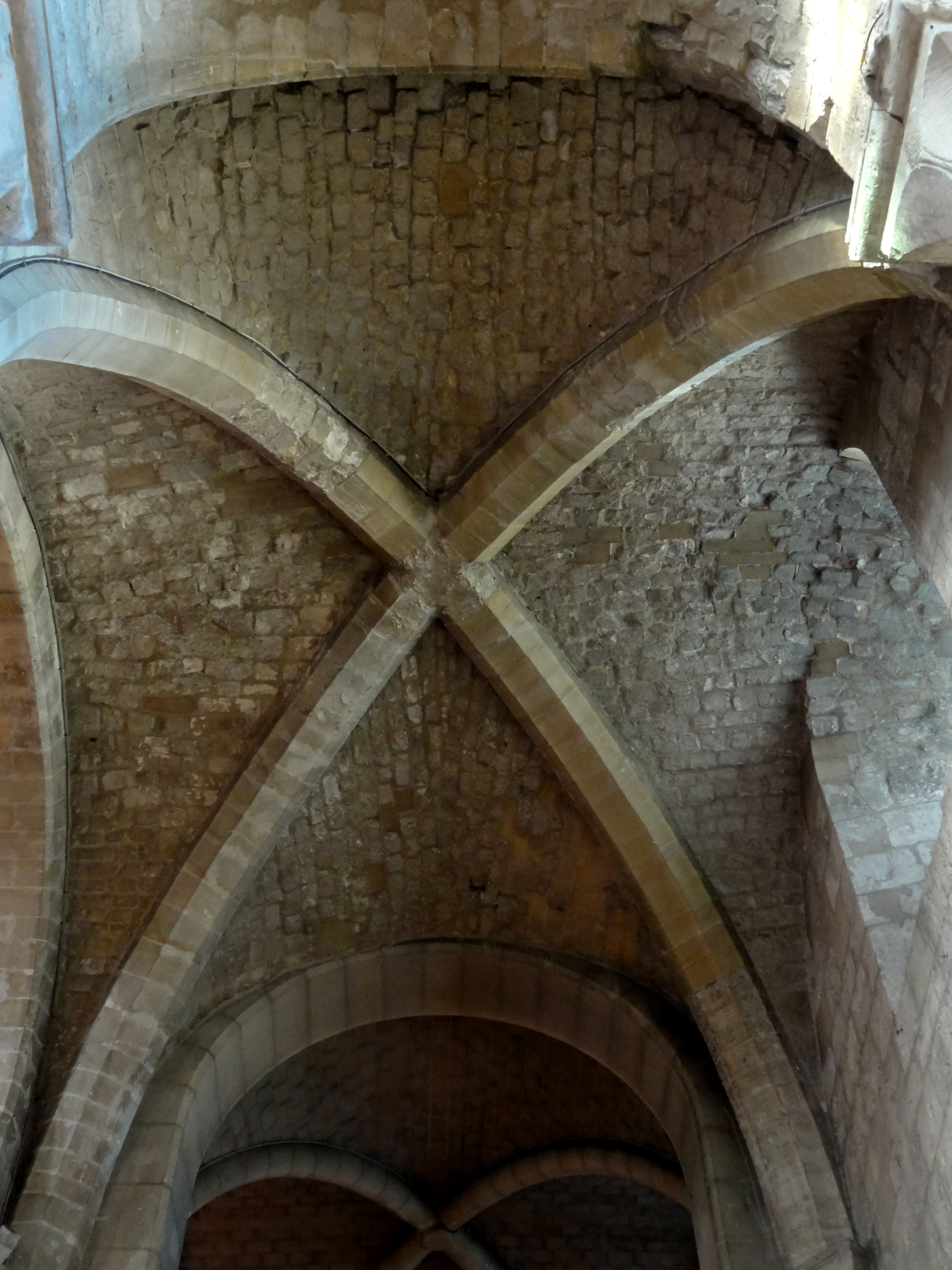
Voûte de la 6e travée nord.

Les travées des bas-côtés sont larges de 4,50 m et profondes de 5,00 m. Elles sont définies par les grandes arcades, qui reposent sur deux demi-colonnes adossées aux piliers de la nef, sans doubleaux secondaires ; et elles sont subdivisées par des doubleaux simplement chanfreinés, de la même facture que les grandes arcades. Le doubleau entre la première et la seconde travée est le seul qui est en tiers-point. Les autres sont en cintre surhaussé, c'est-à-dire qu'elles comportent une partie verticale au-dessus des chapiteaux. C'est une conséquence logique du niveau identique de l'ensemble des chapiteaux, lié à une largeur réduite par rapport aux grandes arcades. Les doubleaux retombent sur des colonnes engagées flanquées de deux colonnettes correspondant aux ogives, que ce soit du côté des grandes arcades ou du côté des murs extérieurs. Il n'y a pas de formerets, ni de clés de voûte apparentes. Les lignes de faîte des voûtes sont pratiquement horizontales. Sauf dans la première et la seconde travée du bas-côté sud, les voûtes sont en plein cintre ; un décrochement est donc visible entre la voûte de la seconde travée et le second doubleau, qui date de la troisième campagne. Les voûtes du bas-côté sud sont encore authentiques, alors que celles du bas-côté nord ont dû être refaites à l'identique vers 1902-1906, car trop déformées par le déversement du clocher. Lors de ces travaux, l'on a constaté que les ogives pénètrent dans la voûte en faisant queue dans la maçonnerie. Les ogives montrent une intéressante évolution d'est en ouest. Dans la sixième travée, les ogives sont larges (40 cm) et à l'aspect grossier ; elles sont d'un profil carré simplement chanfreiné. Les corbeilles des chapiteaux y sont lisses, et sculptés de volutes d'angle mal dégagés, ou bien de feuilles lisses. Dans la troisième à la cinquième travée, les ogives affichent un profil torique, comme à Saint-Lucien ou à Morienval, et font également queue dans la maçonnerie. C'est un profil également simple à réaliser, mais plus élégant et large de 23,5 cm seulement. Dans les deux premières travées, le profil est le même que dans la nef,.
L'on trouve ainsi réunis dans une même église, les trois profils les plus répandus dans la région pendant la première moitié du XIIe siècle. L'horizontalité des lignes de faîte constitue déjà un progrès par rapport aux voûtes les plus primitives, car elle concentre la poussée aux angles des voûtes où se trouvent les piliers ; or, des voûtes très bombées se rencontrent encore jusque dans les années 1140, comme à Béthisy-Saint-Pierre. Eugène Lefèvre-Pontalis a déjà reconnu en 1898 que l'architecte de l'église Saint-Étienne a probablement « inventé » les piliers au noyau cruciforme, cantonnés de quatre colonnes engagées et de quatre colonnettes logées dans les quatre angles rentrants. Les colonnettes sont engagées dans le noyau par des queues dirigées alternativement vers la droite et vers la gauche, ce que l'on a constaté lors de la restauration du début du XXe siècle ; toutes les spéculations mettant en doute l'intention de voûter d'ogives dès l'origine sont dès lors rendues caduques. Sinon, Saint-Étienne semble être l'unique exemple de voûtes plates sans emploi de l'arc brisé (c'est-à-dire, avant le premier emploi de l'arc brisé dans le Beauvaisis), la différence de largeur entre arcades et doubleaux étant compensée par le profil surhaussé de ces derniers. Dominique Vermand n'exclut pas que Saint-Étienne soit le premier édifice où les chapiteaux des ogives soient disposés à 45°, sans doute un peu avant Duclair, Jumièges et Saint-Paul de Rouen. Un autre aspect novateur est l'appareillage des petits claveaux des voûtains perpendiculairement aux arcades et doubleaux.
Puisque l'appareil est petit et irrégulier et les joints épais, les voûtains étaient sans doute enduits. Quant aux bases, elles sont individuelles à chaque colonne et colonnette ; de plan carré de 80 cm à 85 cm de côte, elles sont montées sur un socle et se composent d'une plinthe et d'une partie moulurée de type attique. L'évolution d'est en ouest connaît davantage de graduations que les autres aspects de l'architecture ; au début, les griffes sont absentes ; à la fin, elles prennent la forme de feuilles. Pour revenir aux chapiteaux, les plus simples étaient destinés à être peints, et des traces de polychromie demeurent par ailleurs toujours visibles. Le décor reste presque uniquement végétal, composé de feuilles plates qui se terminent en volutes ou palmettes, ou de feuilles en palmettes vues de profil, avec parfois des réminiscences du chapiteau corinthien. De minuscules têtes grimaçantes surgissent au-dessus de certaines feuilles. Un unique chapiteau montre un décor plus fouillé ; aucun n'est historié. Tous ces chapiteaux n'ont rien d'inhabituel dans la région. Ils sont proches de ceux de Catenoy, Cauvigny, Fitz-James et Foulangues, ou même de ceux de Saint-Germer qui sont toutefois plus évolués. Dans leur simplicité, les chapiteaux des grandes arcades et des bas-côtés sont tout de même plus variés que ceux des voûtes de la nef, assez monotones. La première travée du bas-côté sud est à considérer à part ; ici, les chapiteaux sont déjà tout à fait gothiques sans pour autant arborer la flore naturaliste qui apparaît sur le portail occidental, encore plus tardif.

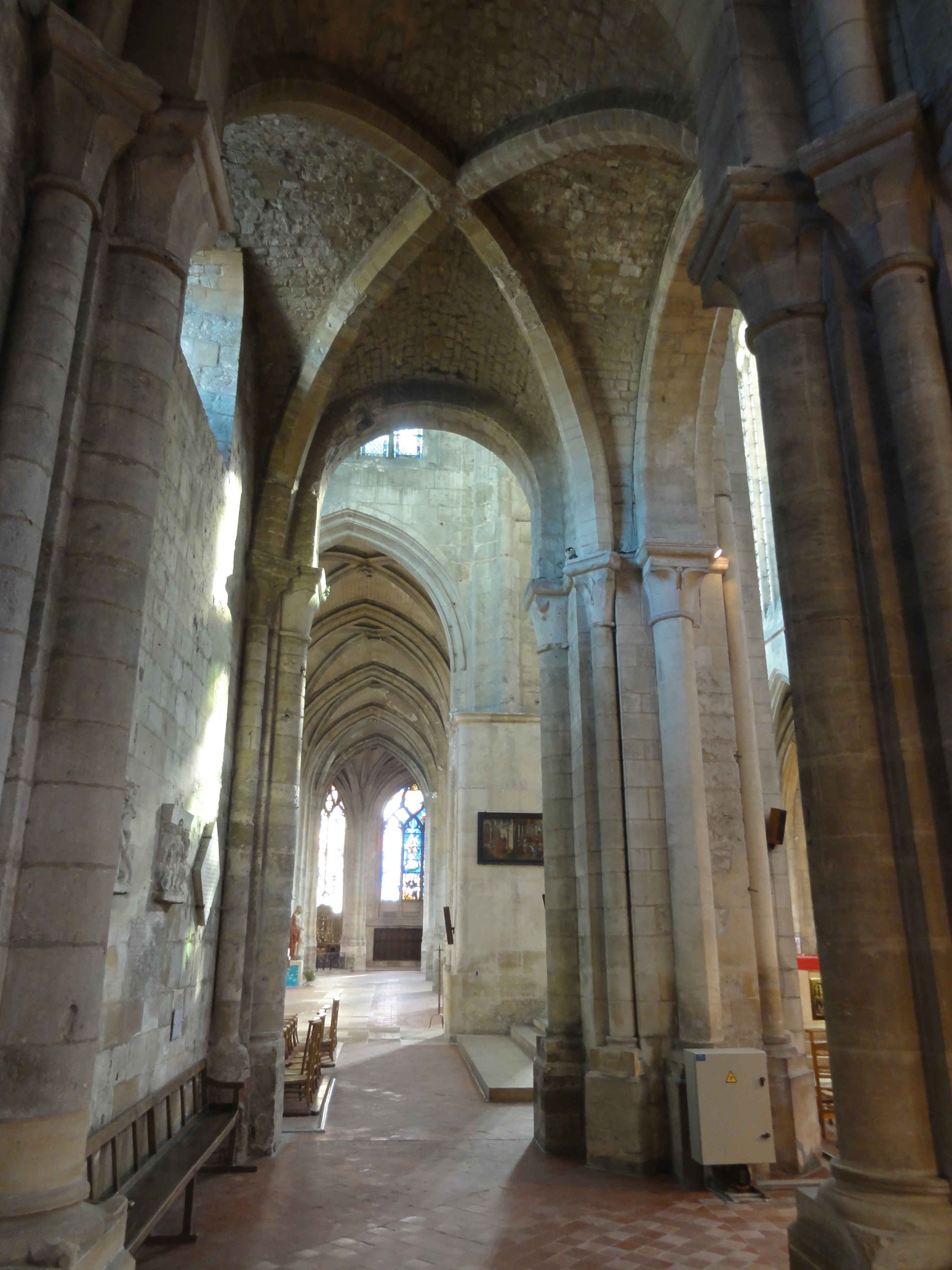
Bas-côté nord, 6e travée, vue vers l'est.
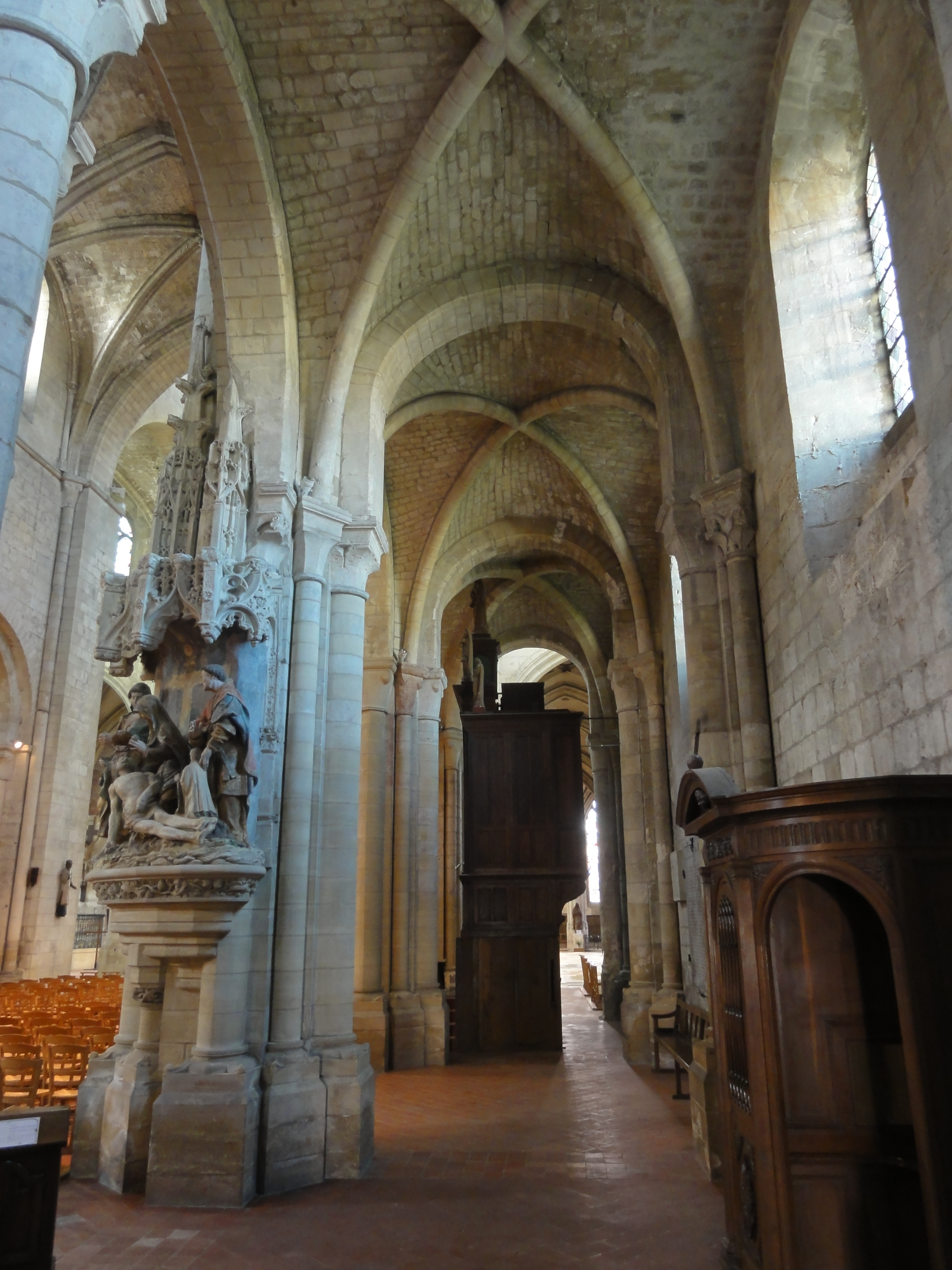
Bas-côté sud, 4e travée, vue vers l'est.
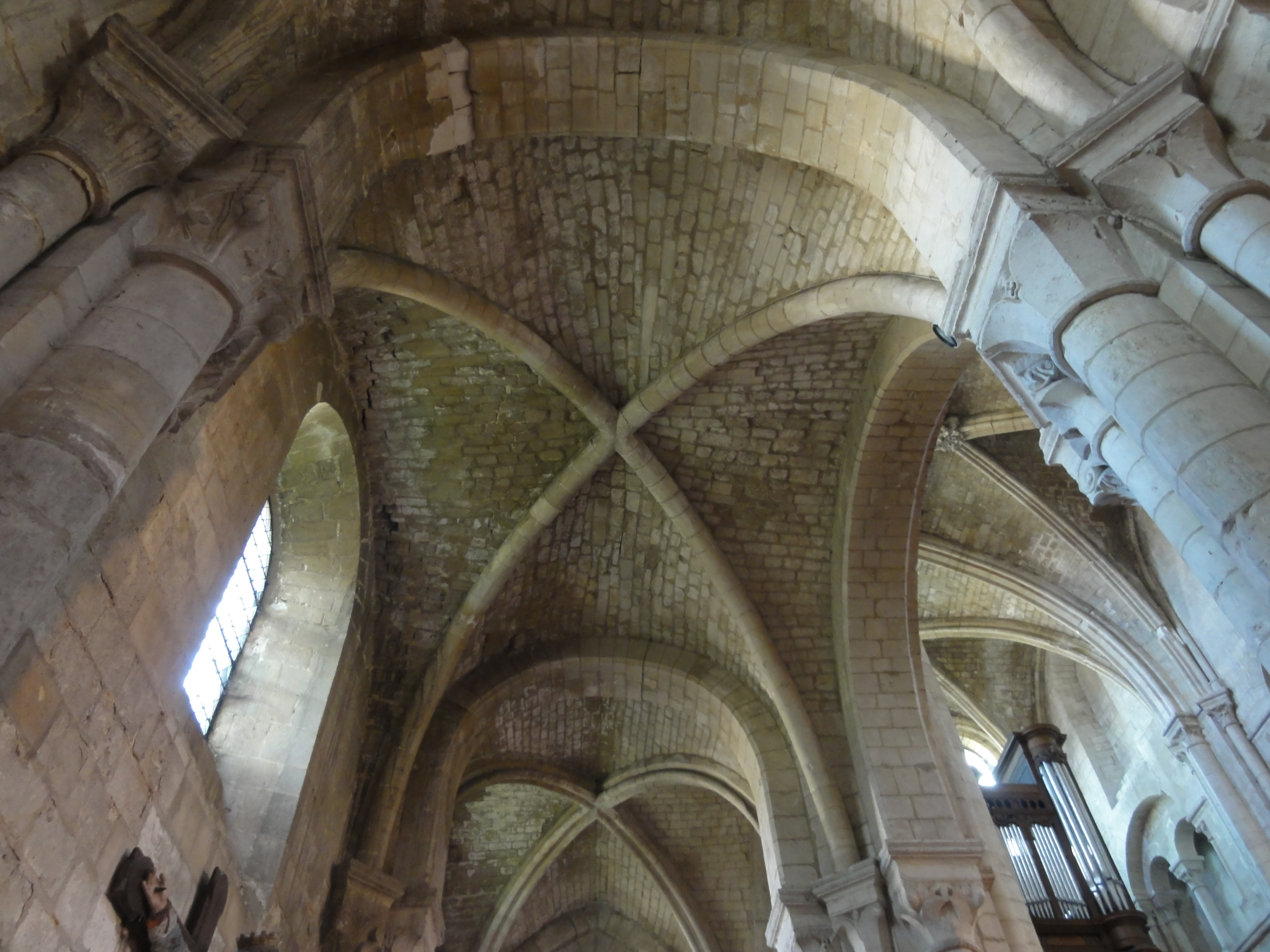
Voûte de la 3e travée du bas-côté sud.
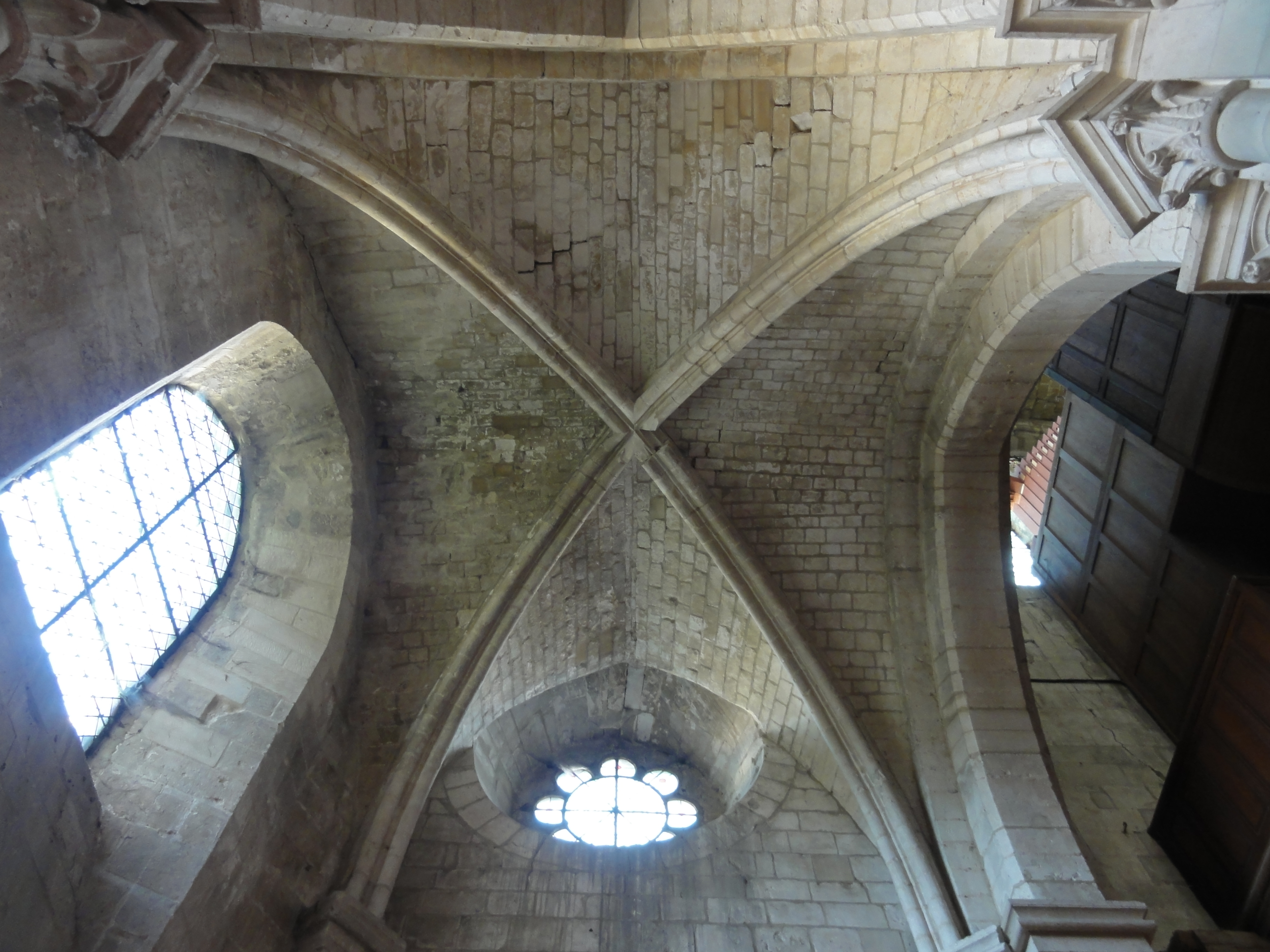
Voûte de la 1re travée du bas-côté sud.
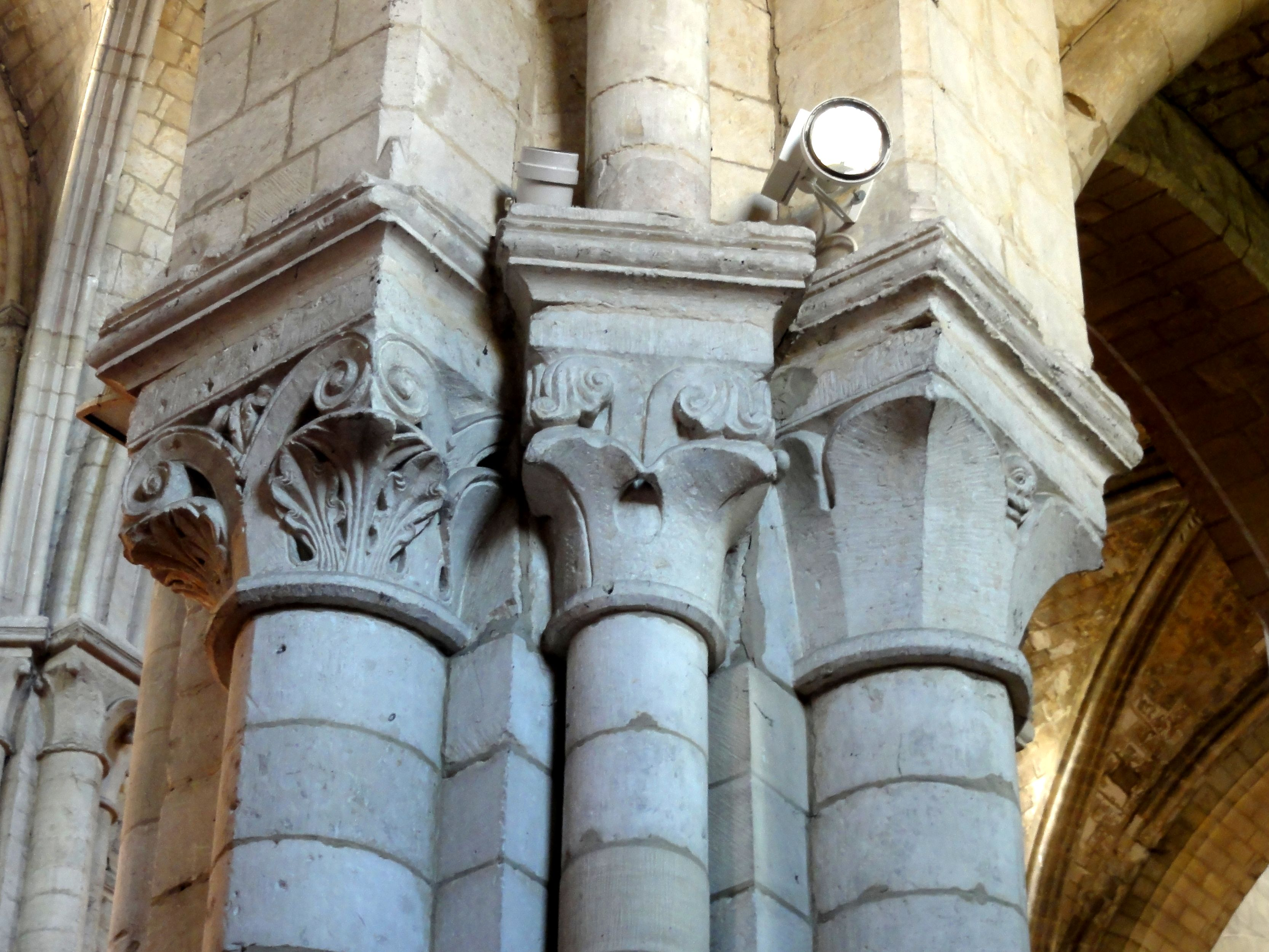
Chapiteaux de la 3e campagne, au bas-côté sud.
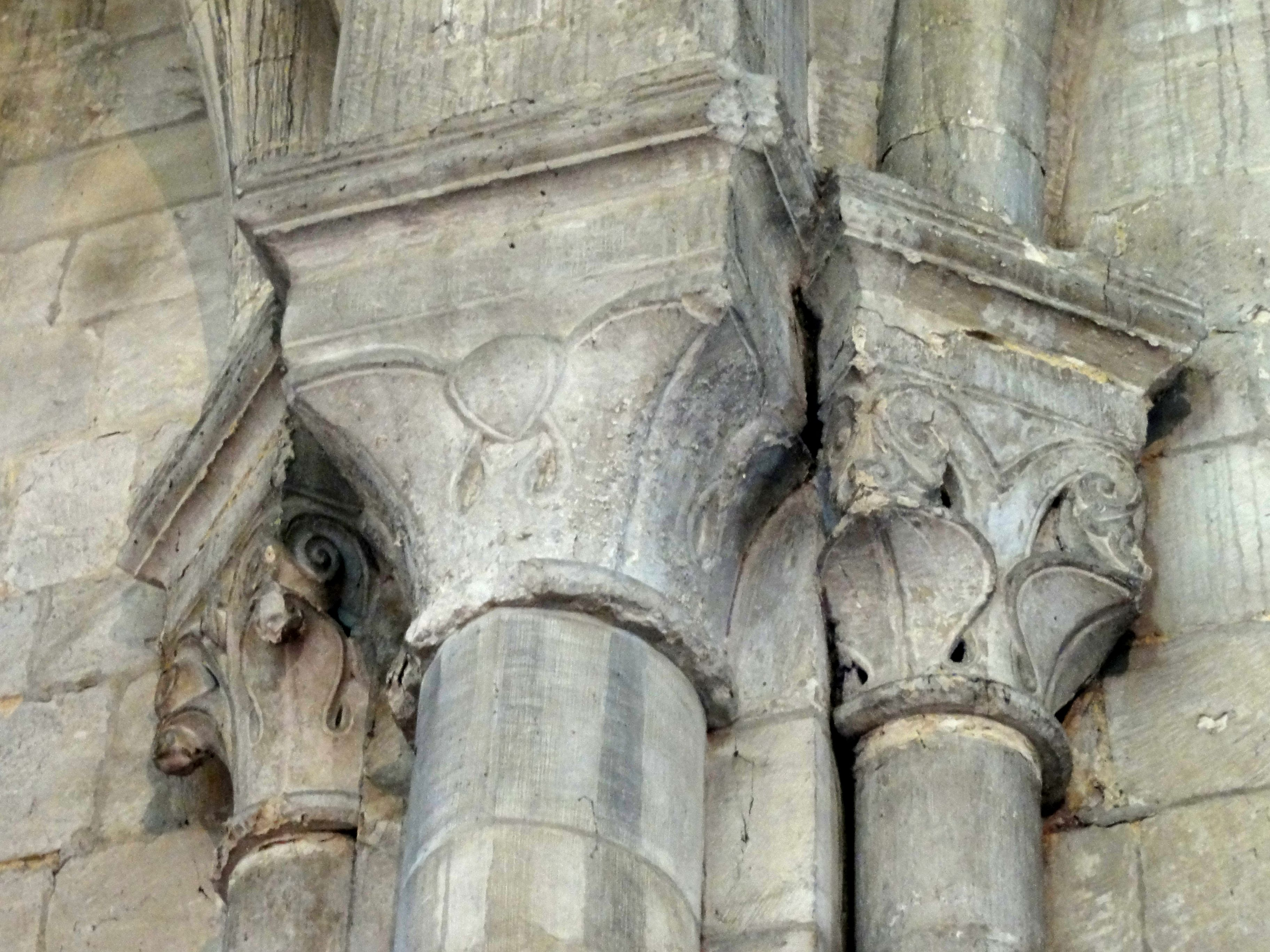
Chapiteaux de la 3e campagne, au bas-côté sud.

#### Transept

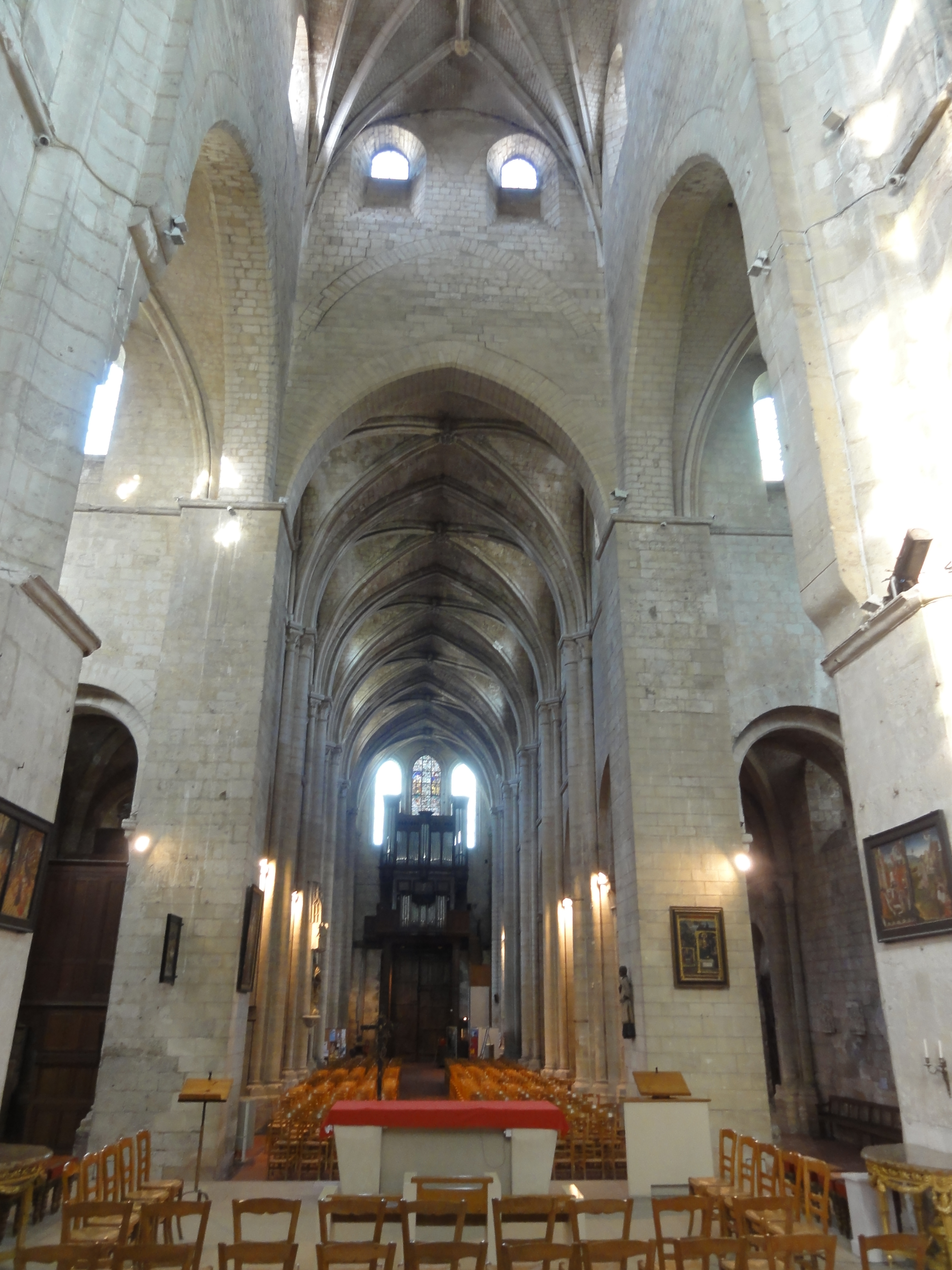
Croisée, vue vers l'ouest.

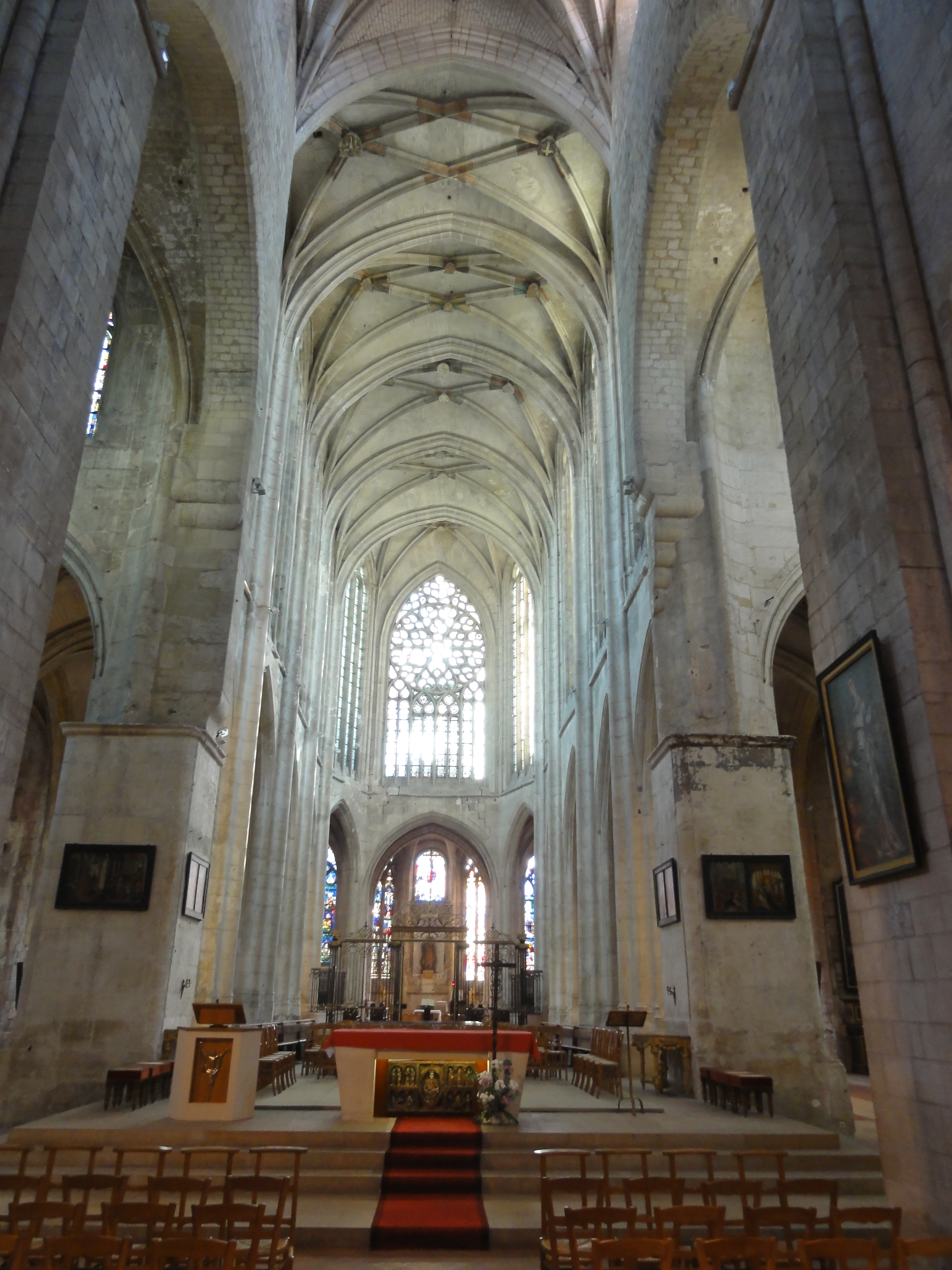
Croisée, vue vers l'est.

La croisée du transept est de plan légèrement trapézoïdal, car après la construction du chœur, l'on a décidé de donner un peu plus de largeur à la nef. Les deux piles occidentales entièrement nues, les arcades légèrement brisées vers la nef et les croisillons, et l'étage des fenêtres hautes datent d'origine. C'est cette tour-lanterne qui fait le véritable intérêt de la croisée, car très peu de spécimens en subsistent. L'on a souvent écrit que la croisée du transept de Morienval possédait aussi une tour-lanterne, mais la différence de hauteur par rapport à la nef et aux croisillons y est moins importante, et il ne s'agissait que de quatre petites fenêtres dans les écoinçons des arcades vers les croisillons. À Saint-Étienne, c'étaient huit fenêtres au total, situées nettement au-dessus des arcades ; ceux regardant vers l'est ont disparu lors de la construction de l'arc triomphal du nouveau chœur. Celui-ci atteint pratiquement la même hauteur que la croisée, qui a offert à Michel de Lalict les conditions optimales pour relier un chœur élevé à une nef de hauteur relativement modeste. Par contre, vers 1580, l'un de ses successeurs a dû reprendre les piles orientales en sous-œuvre, à une époque que la tour-lanterne supportait encore un volumineux clocher. Au niveau des piédroits des grandes arcades, les piles sont carrées et nues vers la croisée, mais ondulées vers les collatéraux, ce qui témoigne d'un souci de respecter l'esthétique d'origine des deux parties. Puis l'architecte a changé de parti et opté pour des piles ondulées proprement dites, mais il a apparemment oublié les arcades vers les croisillons, ou bien est parti de l'hypothèse que celles-ci allaient aussi être rebâties. En tout cas, il a finalement dû aménager des encorbellements successifs pour fournir un appui à ces arcades.
Les fenêtres orientales des croisillons avaient déjà été repercées en 1580, car leur remplage est dessiné dans l'esprit flamboyant. Des arcades en tiers-point et des accolades apparaissent encore dans les réseaux secondaires, alors que les fenêtres elles-mêmes sont déjà en plein cintre, comme le veut la architecture Renaissance en train de se diffuser. Les lignes épurées des réseaux des baies des premières travées renvoient à une période plus tardive, près du milieu du XVIe siècle. La voûte assez plate à liernes et tiercerons n'est pas clairement datable. Elle est percée d'un trou de cloches, et les clés secondaires sont ornées d'écussons. Les nervures pénètrent dans les murs. Le remaniement du transept a dû commencer par les grandes arcades vers les collatéraux et les chapelles du chœur, construits entre 1502 et 1522. Comme les piles orientales, ces arcades doivent résulter d'une reprise en sous-œuvre. Ce fait n'a pas toujours été évident pour tous les auteurs, qui ont imaginé que les murs orientaux des croisillons auraient été entièrement reconstruits au XVIe siècle. Ainsi les voûtes des croisillons ont été abusivement datées du XVIe siècle, y compris leurs curieux supports côté est.
L'âge des croisillons s'annonce par les élévations ouest, nord et sud, qui datent entièrement du premier quart du XIIe siècle. L'élévation ouest des premières travées est à peu près identique à l'élévation de la sixième travée de la nef, bâtie simultanément. Les arcades en cintre surhaussé ont bien entendu l'étroitesse des doubleaux des bas-côtés. Entre la première et la seconde travée, les supports des voûtes évoquent également la nef, et les chapiteaux sont aussi archaïques que dans la sixième travée des bas-côtés. L'élévation ouest des secondes travées comporte un mur aveugle en lieu et place des grandes arcades, agrémenté de jadis de peintures murales, dont l'on voit toujours des traces. Une colonnette unique au chapiteau archaïque est logée dans les angles nord-ouest et sud-ouest. Par différence avec la nef, il n'y a pas de formerets. Les murs d'extrémité sont différents au nord et au sud : L'extrémité méridionale comporte deux fenêtres décorées d'un bandeau en forme de sourcil, et une troisième fenêtre située plus haut. L'extrémité septentrionale comporte une rosace à la place de la fenêtre haute, subdivisée en douze segments avec un oculus au centre. Son décor extérieur lui vaut le surnom de roue de la fortune. Dans les angles nord-est et sud-est, l'on ne trouve pas de colonnettes à chapiteaux, mais des atlantes semblables à celles de la cathédrale de Noyon, de la troisième travée du bas-côté nord de Bury et du croisillon sud de Cambronne-lès-Clermont. À l'est, entre la première et la seconde travée, l'on trouve des supports encore plus inhabituelles. Au lieu de culs-de-lampe recevant directement les ogives et le doubleau, l'architecte y a ajouté de très courtes colonnettes à chapiteaux. Au sud, les culs-de-lampe des ogives sont des têtes grimaçantes telles que sur certains chapiteaux romans, alors que celui du doubleau est la tête d'un homme barbu. Au nord, cette tête centrale prend une physionomie plus bizarre, alors que les autres culs-de-lampe s'apparentent à des chapiteaux arrondis aux volutes d'angle.
Il est certain que le voûtement du transept n'était pas prévu d'origine, car la largeur de 8,60 m a dû impressionner l'architecte. Les culs-de-lampe à l'est indiquent effectivement que les murs ont été construits sans prévoir le moindre voûtement. Ces murs appartiennent vraisemblablement encore à la première campagne de construction, celle du chœur. Le changement d'avis est intervenu au moment de la construction des murs occidentaux, que ce soit au bout d'une brève interruption du chantier ou non. Il est également difficile à dire si les voûtes ont été lancées directement après la construction des murs occidentaux, ou bien avec un important retard comme dans la nef. En tout cas, les voûtes sont antérieures au milieu du XIIe siècle. Le profil est semblable à celui utilisé dans la nef, mais les tores sont plus épais, et les clés de voûte sont très petites et discrètes. L'on rencontre un tel profil à Bury ou Morienval, autour de 1130, et il n'y a pas de formerets. Il n'est donc pas nécessaire de reculer le voûtement des croisillons jusqu'en 1150 comme le fait Annie Henwood-Reverdot. Dominique Vermand suggère plutôt les années 1130 tout en insistant sur l'antériorité des voûtes des dernières travées des bas-côtés. Maryse Bideault et Claudine Lautier éludent une fois de plus la question de la datation. Anne Prache propose l'année 1130 comme date la plus ancienne plausible, en s'appuyant elle aussi sur la date du chœur de Romsey Abbey (vers 1125),,.

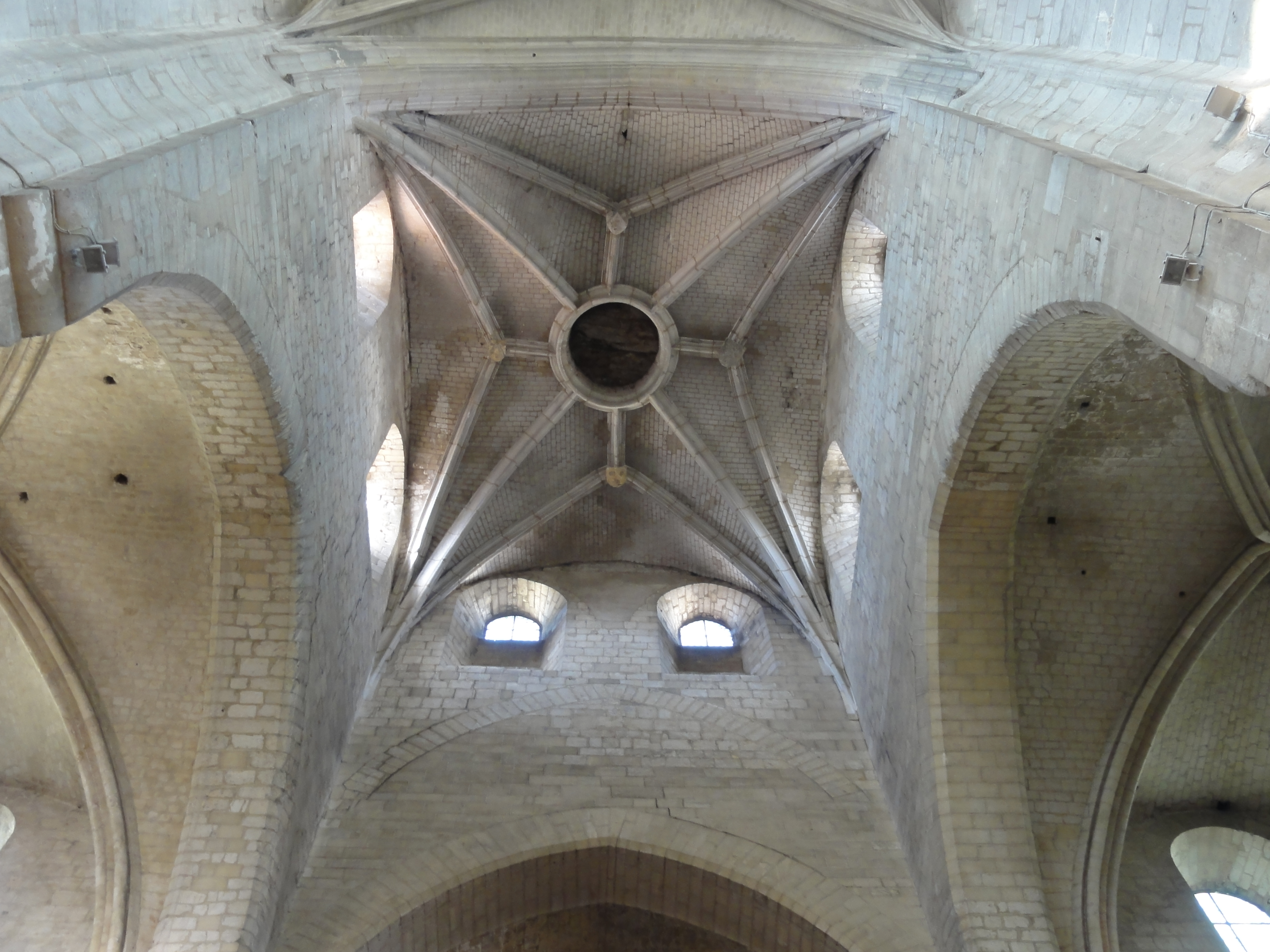
Croisée, parties hautes.
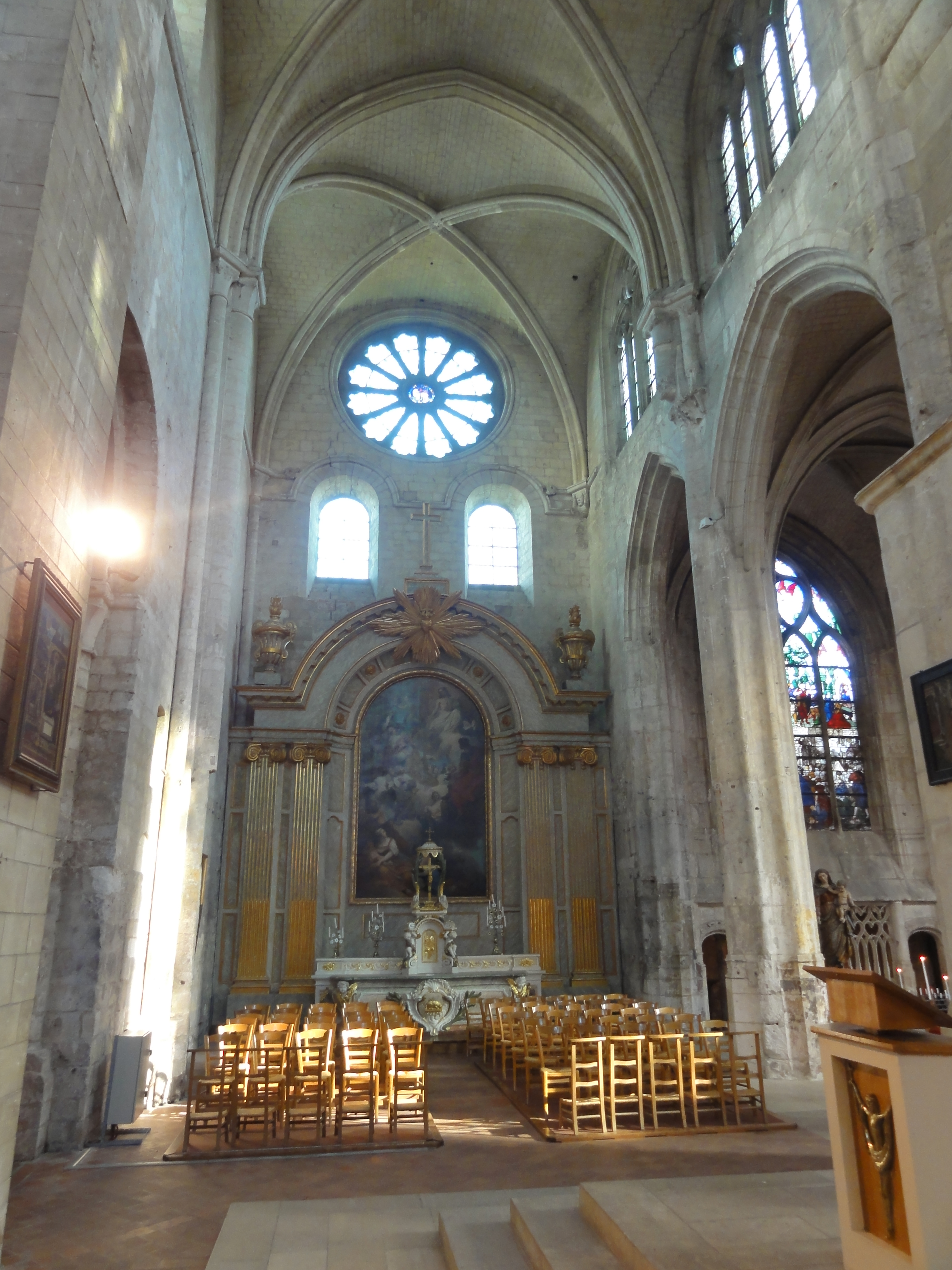
Croisillon nord.
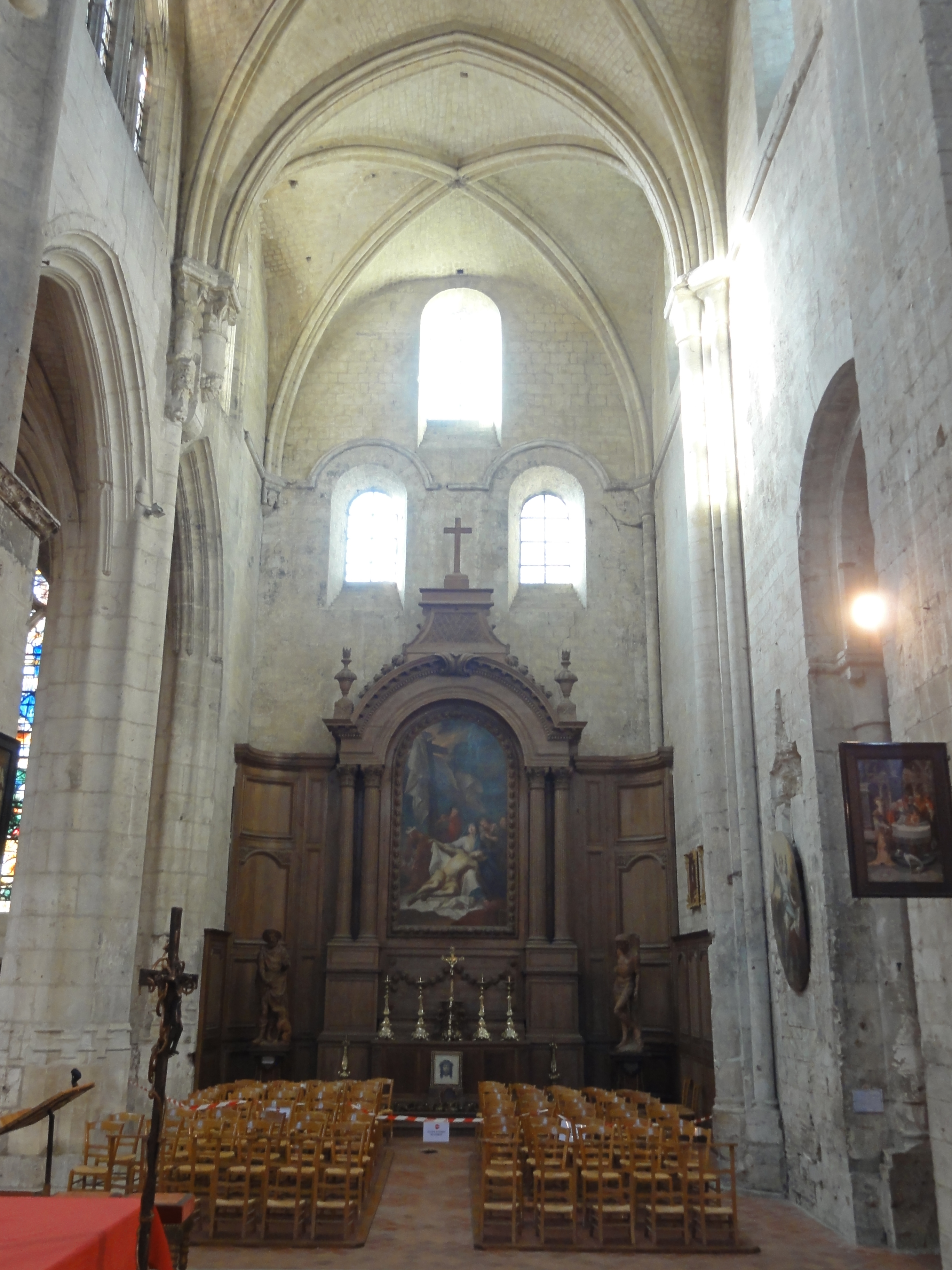
Croisillon sud.
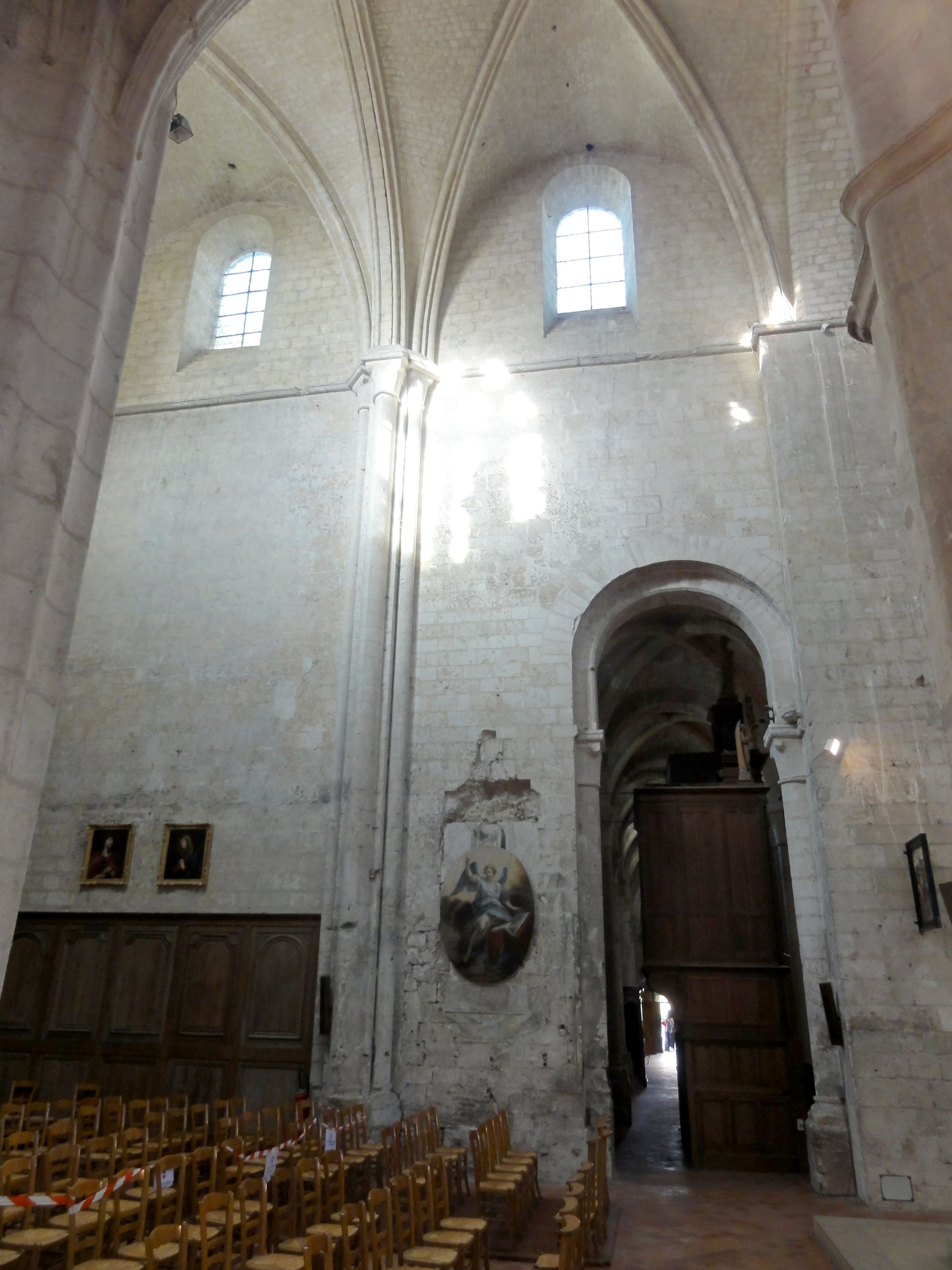
Croisillon sud, côté ouest.
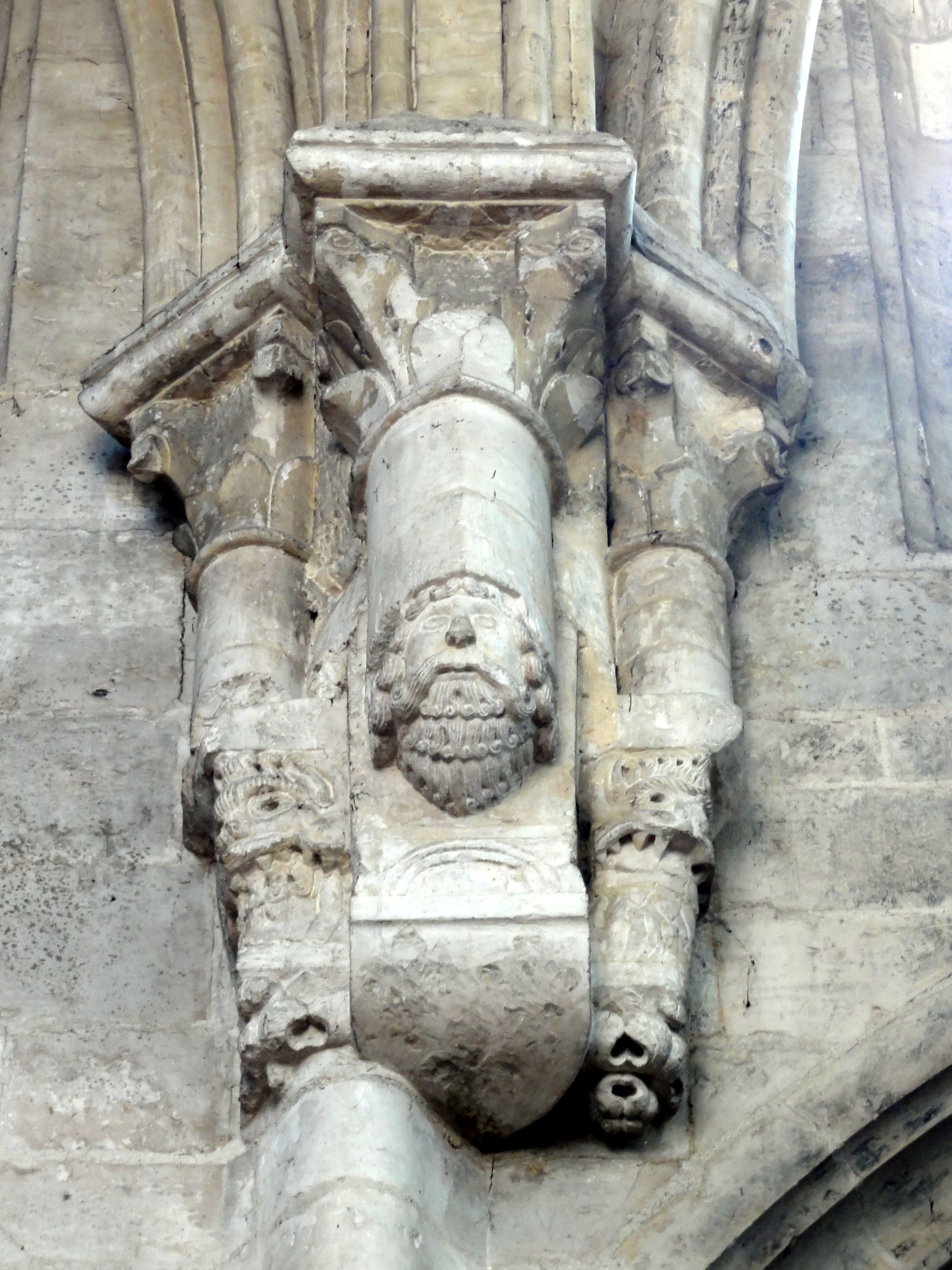
Croisillon sud, supports côté est.
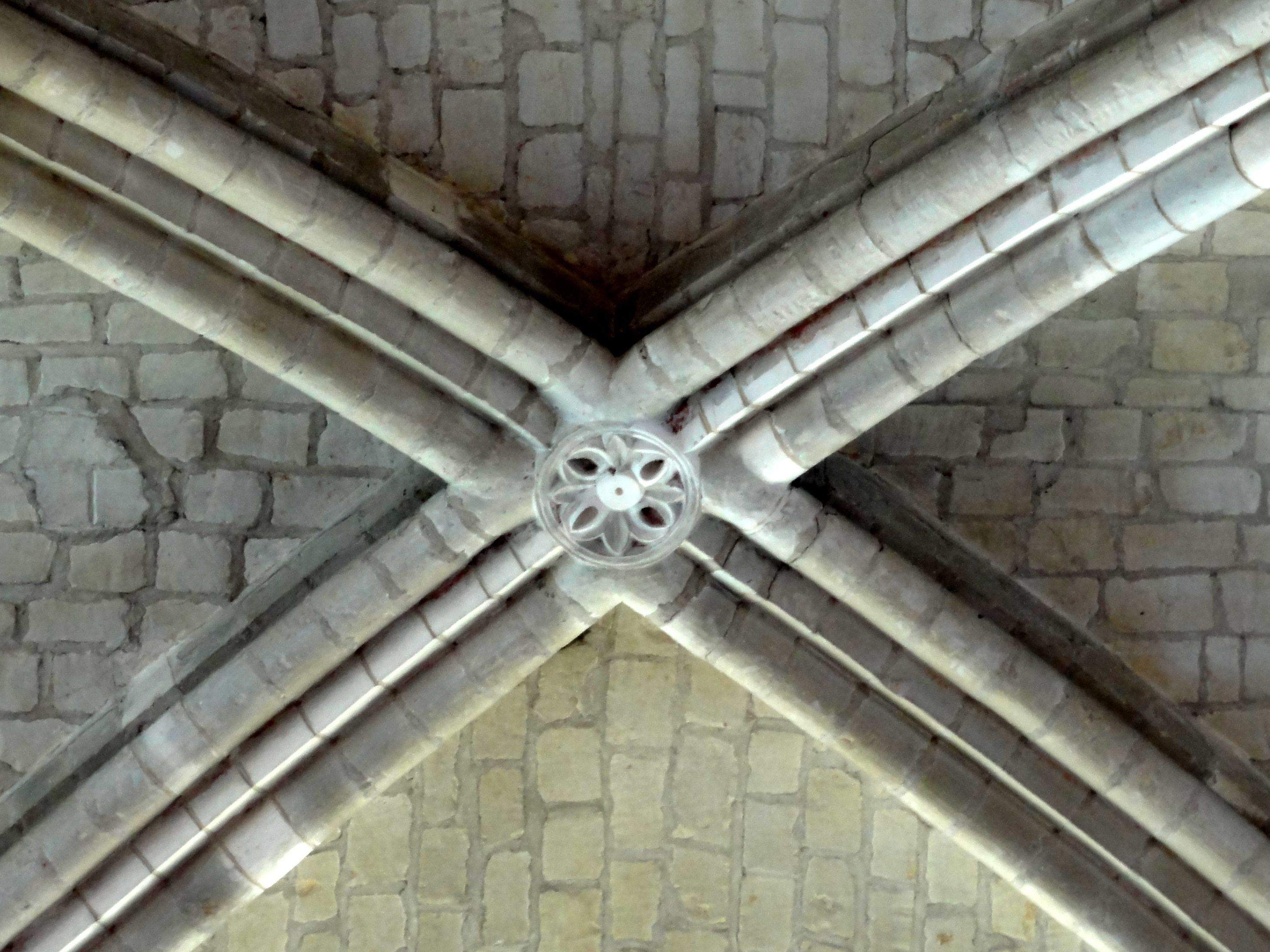
Croisillon nord, clé de voûte de la 2e travée.

#### Chœur

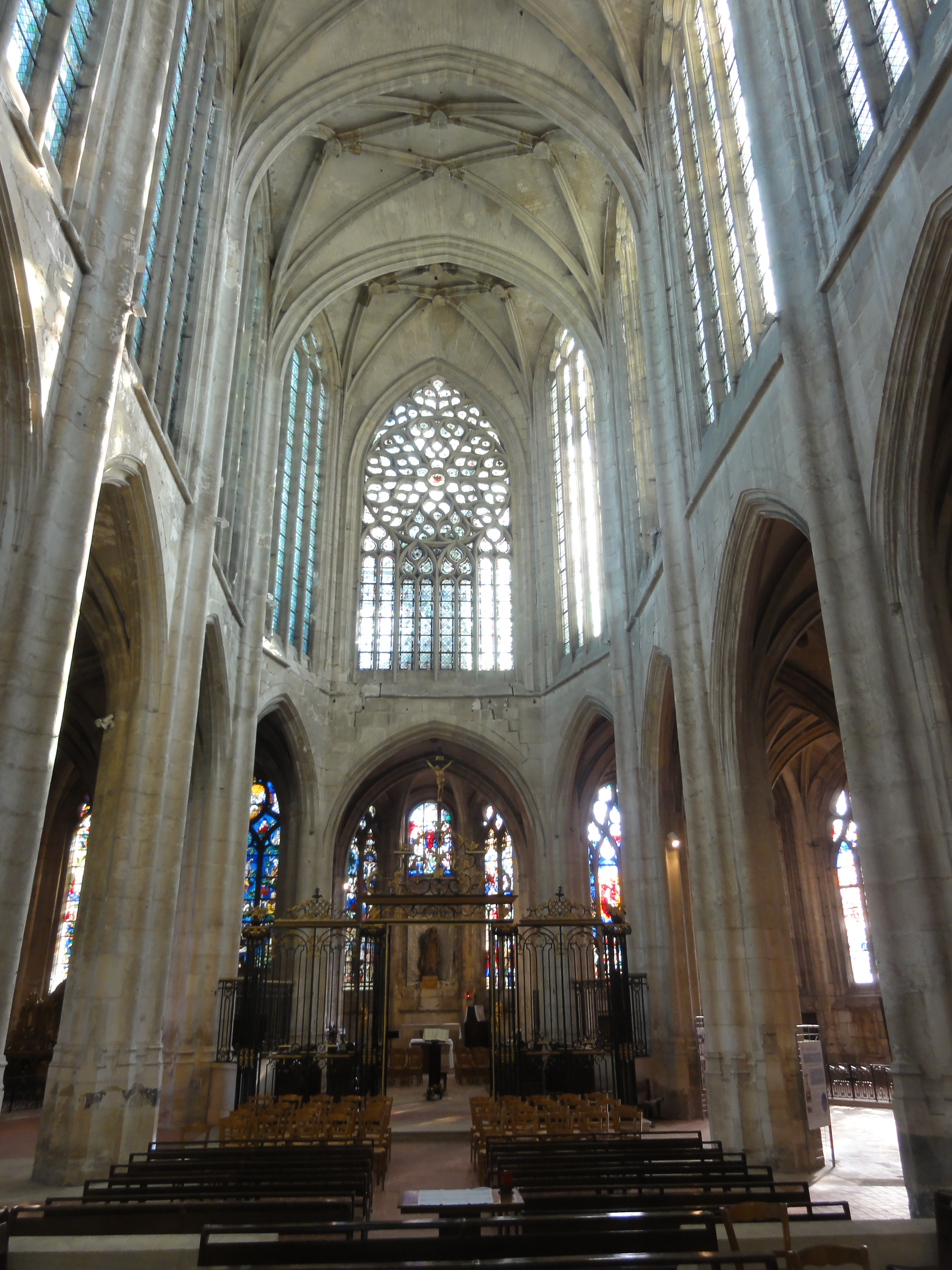
Chœur, vue vers l'est.

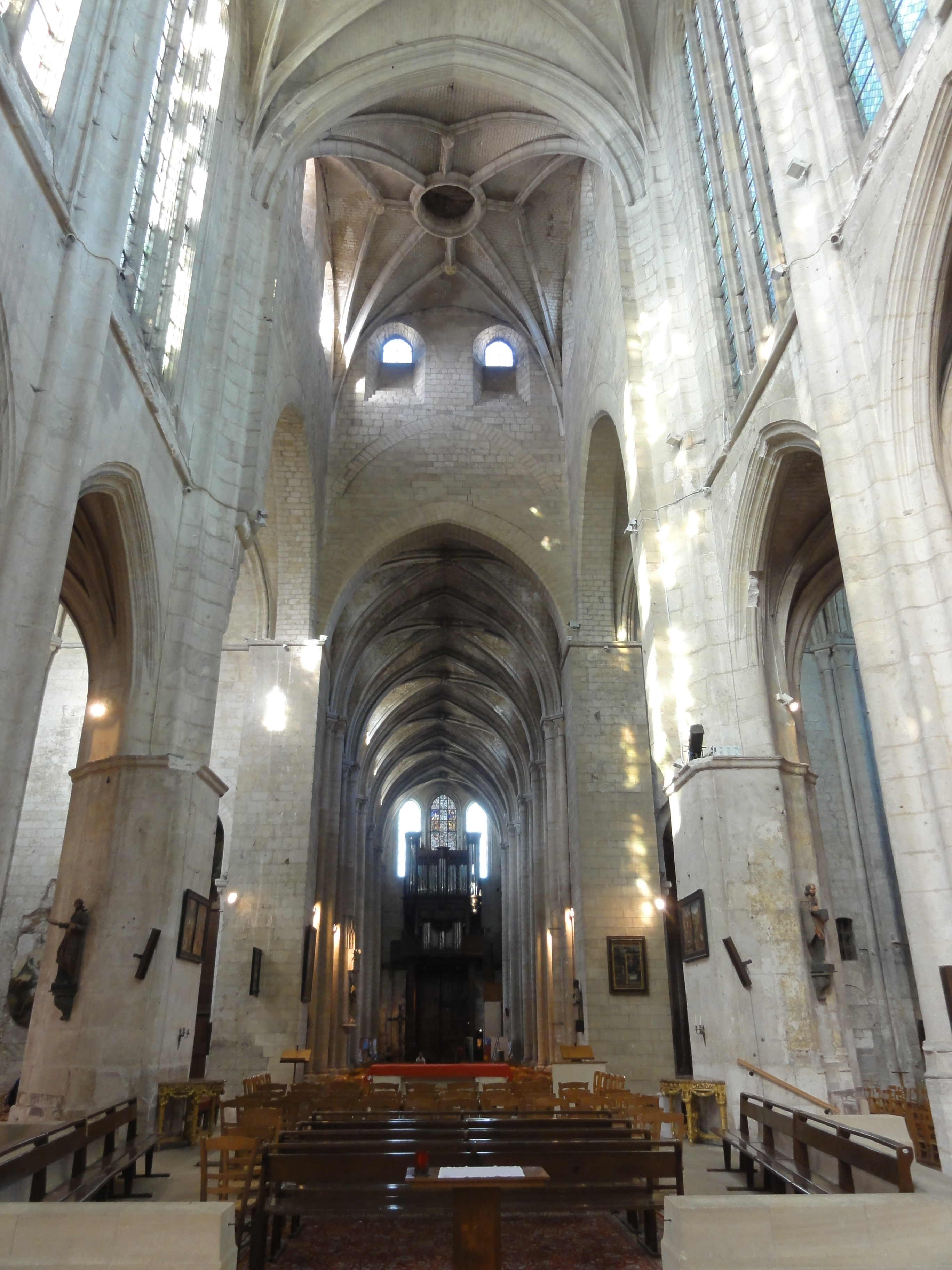
Chœur, vue vers l'ouest.

Le chœur n'a pas suscité l'enthousiasme des archéologues, et a presque autant été critiqué que le clocher. Beaucoup de ces jugements s'expliquent par une mauvaise considération en général de l'architecture flamboyante, surtout tardive ; elle rompt effectivement de façon radicale avec de nombreuses principes du style rayonnant. Dans les églises de moyenne et faible importance, elle peut aller de pair avec la monotonie et un manque de luminosité, ce qu'il convient toutefois d'imputer en partie au manque de moyens des paroisses et aux compromis qu'il a fallu accepter. La réduction du nombre des niveaux d'élévation et la suppression des fenêtres hautes dans les petites et moyennes églises, et la suppression du triforium dans la quasi-totalité des églises constitue toutefois un choix délibéré, s'inscrivant dans une volonté de simplification. Au chœur de Saint-Étienne, l'on peut reprocher tout sauf un manque d'éclairage naturel ; Michel de Lalict a même fait l'effort de rapprocher de façon étonnante les grandes arcades des fenêtres hautes, évitant ainsi l'importante portion de murs nus si caractéristique de la plupart des édifices flamboyants. Il faut admettre que l'art flamboyant introduit une esthétique nouvelle, en rendant les formes plus organiques grâce à la suppression des chapiteaux et l'emploi de profils prismatiques. Rien n'interrompt plus le cours des lignes, et les doubleaux ne marquent plus de lignes de séparation en se confondant avec les nervures des voûtes, ce qui est déjà le cas dans les meilleurs édifices rayonnants. Parfois des ajouts incohérents, notamment des frises, rompent avec la logique du style flamboyant en cédant aux influences de l'architecture Renaissance. Ce n'est pas le cas à Beauvais. Parfois aussi, la simplification de la forme des piliers apporte une certaine lourdeur. Le style flamboyant veut que les profils des arcades et les nervures des voûtes pénètrent dans les piliers et s'y poursuivent sous la forme de listels ou renflements ; à Beauvais, ce principe est tout à fait respecté. Louis Régnier épingle les profils mous et veules de l'étage des fenêtres hautes en comparaison avec l'étage des grandes arcades et des chapelles, mais ce sont des considérations de détail ; en effet, l'acuité des profils diminue à l'approche du milieu du XVIe siècle. Régnier qualifie aussi le chœur d'œuvre banale et sans accent : il est vrai qu'à l'intérieur des églises flamboyantes, la marge de créativité des architectes est réduite, alors que l'exubérance est de mise à l'extérieur. Ce que Régnier ne savait pas, est que les fenêtres hautes ont dû être remplacées après l'ouragan de 1702 : il convient d'en tenir compte lors du jugement de l'œuvre de Michel de Lalict,,.
Très élancé avec une hauteur considérable de 29,50 m et inondé de lumière, le vaisseau central du chœur se compose de quatre travées barlongues et d'une travée légèrement trapézoïdale. Les murs latéraux ne sont placés que légèrement de biais ce qui ne permet pas de parler d'un chevet à pans coupés ; il s'agit d'une variante du chevet plat, inspirée par la forme rectangulaire de l'ancien chœur, en lien avec la volonté de terminer le vaisseau par une baie unique au-dessus d'une unique grande arcade. Une autre source d'inspiration a pu être le chevet de Saint-Quiriace de Provins, remanié à la fin du XIIIe siècle. La baie et l'arcade sont toutefois plus larges que les autres, et pour éviter que l'arcade ne devienne surbaissée, l'architecte a raccourci ses piédroits, ce qui aurait été impensable en la présence de chapiteaux, car la dérogation à la règle aurait été trop visible. Fenêtres hautes et grandes arcades ont à peu près la même hauteur, ce qui est favorable à l'harmonie du vaisseau. Les grandes arcades sont toutes en tiers-point et assez aigües ; leur profil est prismatique et se fond dans les piliers ondulés. Ceux-ci comportent huit ondulations ou renflements : trois vers le vaisseau central, trois vers le collatéral, et les autres vers les arcades. Les formes sont tout à fait arrondies et il n'y a pas de listels. Les bases sont toutefois plus complexes. Depuis les piliers, trois ondulations montent jusqu'en haut entre les fenêtres, et donnent naissance aux nervures des voûtes. Sans ogives, elles sont toutes à losange central, relié aux quatre extrémités par huit liernes. Les clés de voûte sont des écussons ; c'est dans les deux premières travées qu'elles sont le mieux conservées. Dans la première travée, il n'y a que deux clés, et les motifs sont ici un Christ en croix et un crucifix en bas-relief, alors que les motifs des autres écussons sont seulement peints. L'on note l'absence de formerets, fonction assumée en partie par les fenêtres dont la limite supérieure épouse la lunette des voûtes. Hautes de 15,00 m et larges de près de 5,00 m, elles occupent aussi toute la largeur disponible entre les piliers, et sont entourées de deux gorges. Le remplage comporte quatre arcatures en plein cintre surmontées par trois soufflets, puis deux autres soufflets au sommet. Étant donné qu'il s'agit de réfections du XVIIIe siècle, il faut souligner que le maître d'œuvre a défini un dessin qui cadre remarquablement bien avec le reste, si bien que Louis Régnier a pris ces fenêtres pour une manifestation du style flamboyant tardif. Ceci n'exclut pas que des réseaux flamboyants complexes, tels que l'on les aurait réalisé encore au premier quart du XVIe siècle, auraient pu être d'un meilleur effet. La vaste baie du chevet montre par ailleurs un dessin très différent, composé sur la base d'une grande roue à six rayons, dont chaque compartiment contient trois soufflets subdivisées en soufflets et mouchettes plus petites. Le sommet et les écoinçons sont remplis du même motif. L'original ayant été détruit en 1702 et sa copie en 1795, Jean-Pierre Paquet a conçu le dessin de cette rose après avoir étudié les roses attribuées à Martin Chambiges dont l'on suppose qu'il a conseillé Michel de Lalict. Maryse Bideault et Claudine Lautier ont l'impression que le chœur a été conçu comme une boîte aux parois plates, avec une recherche non pas plastique mais plutôt graphique ; Annie Henwood-Reverdot pense à une châsse,.

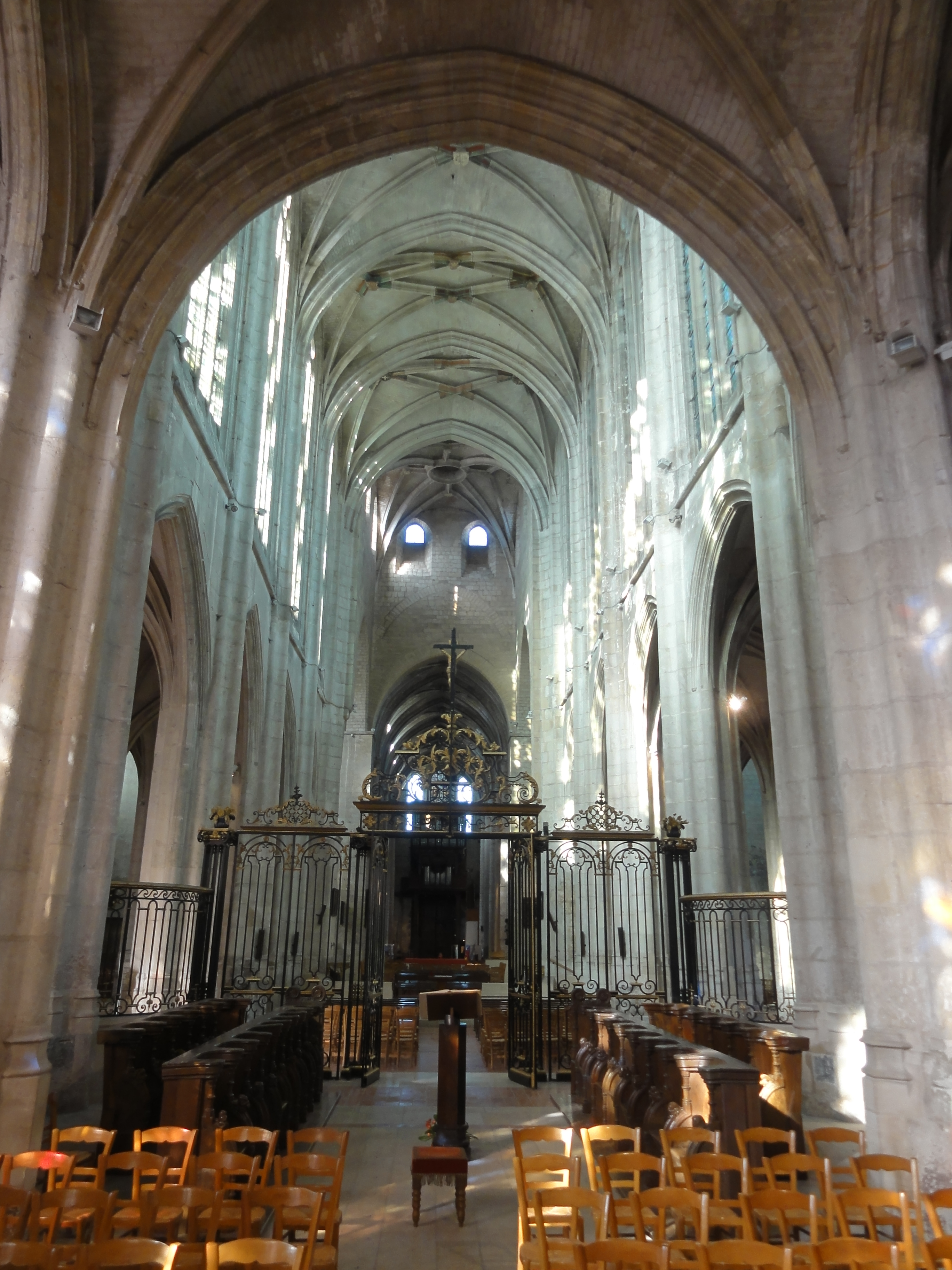
Vue vers l'ouest.
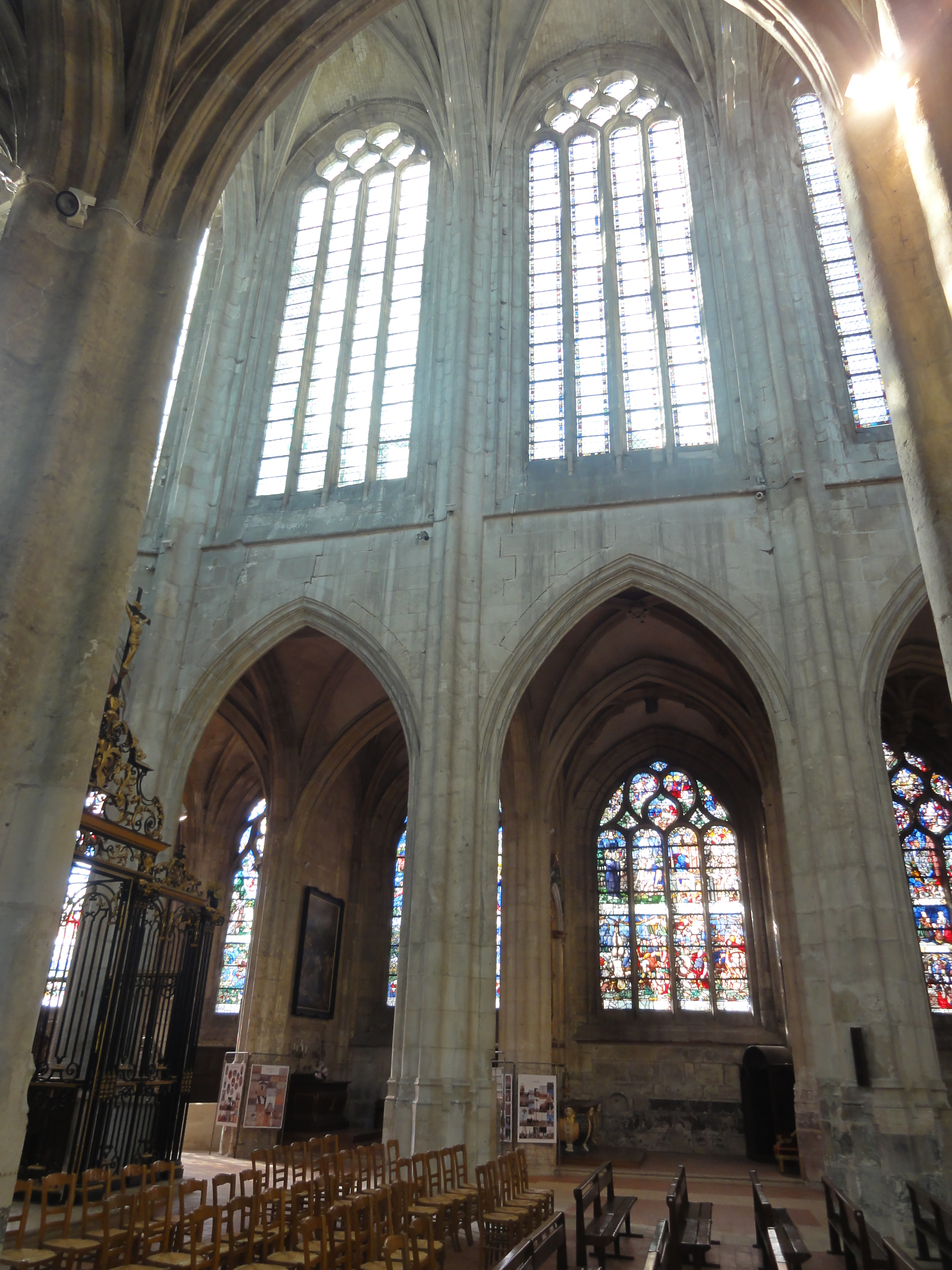
4e et 3e travée côté sud.
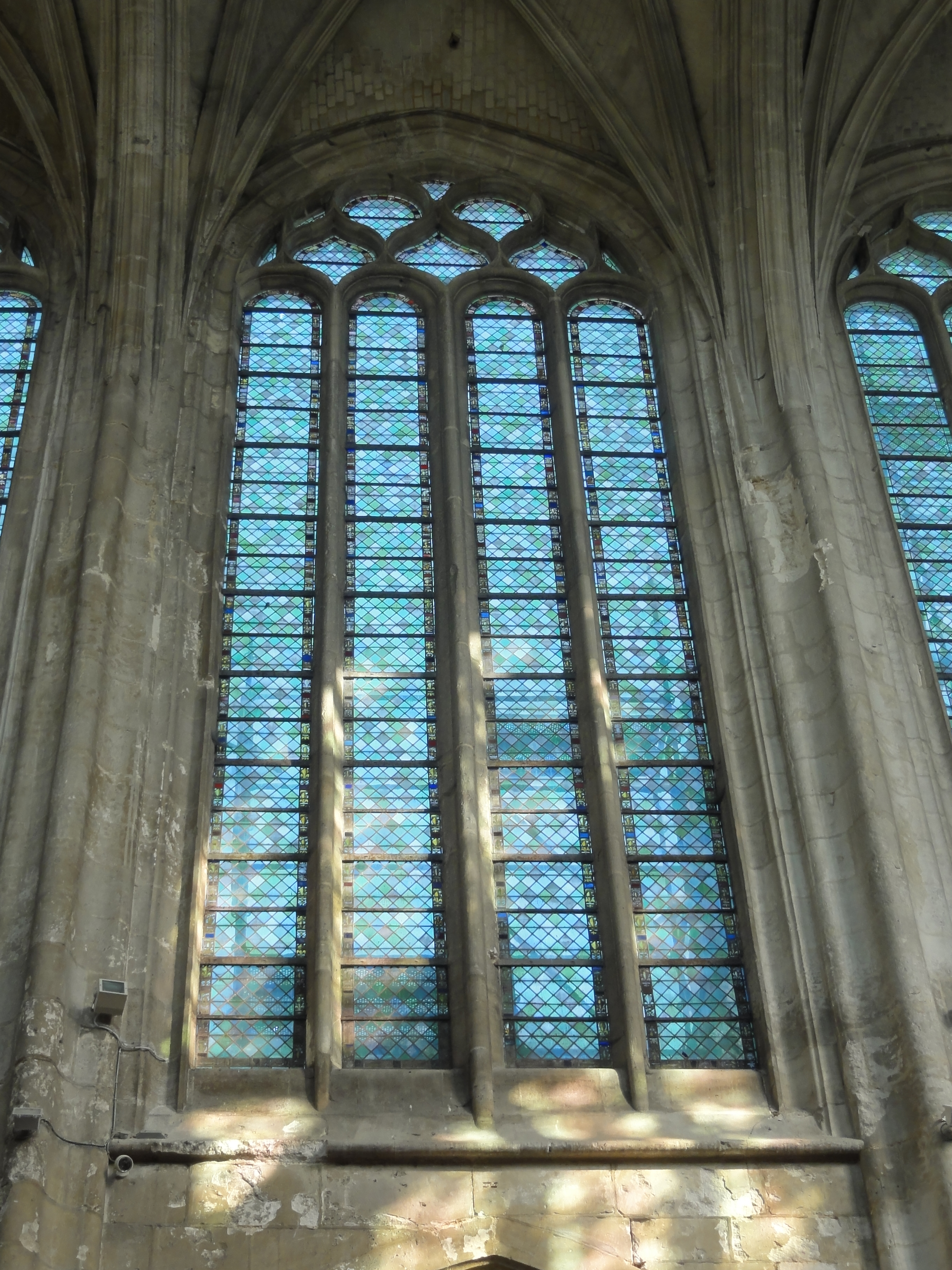
Fenêtre haute côté nord.
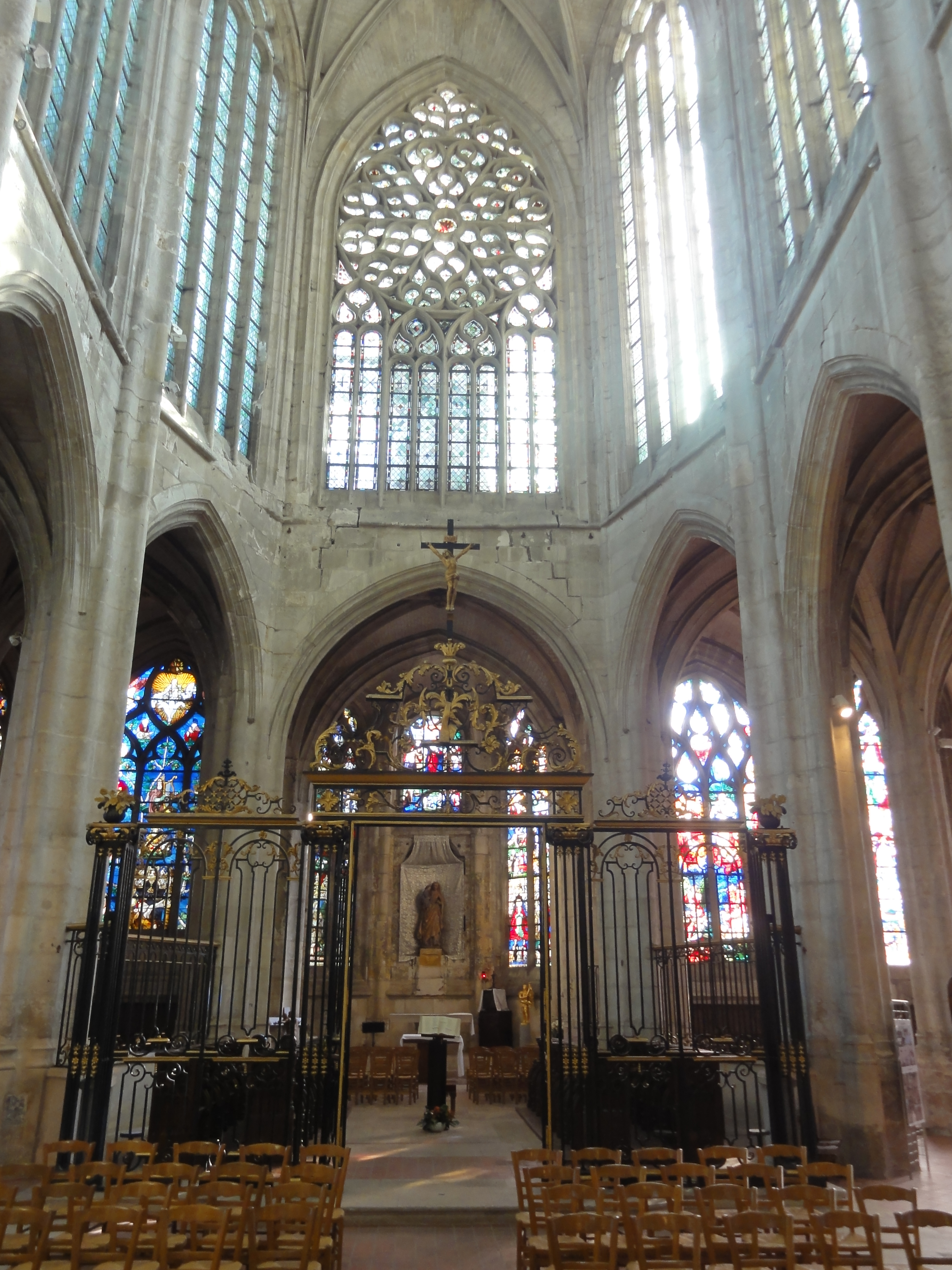
Abside.
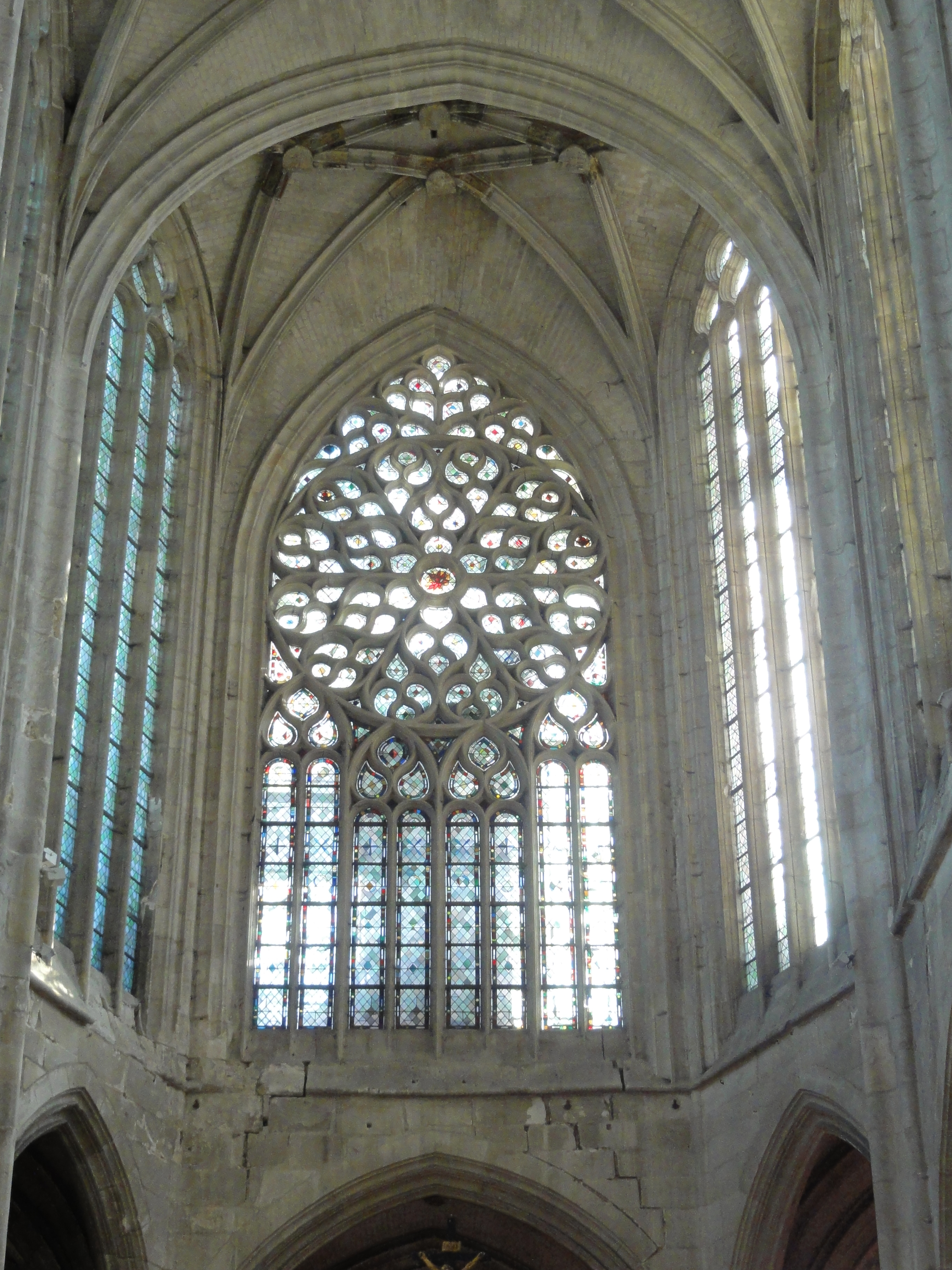
Abside, fenêtre d'axe.
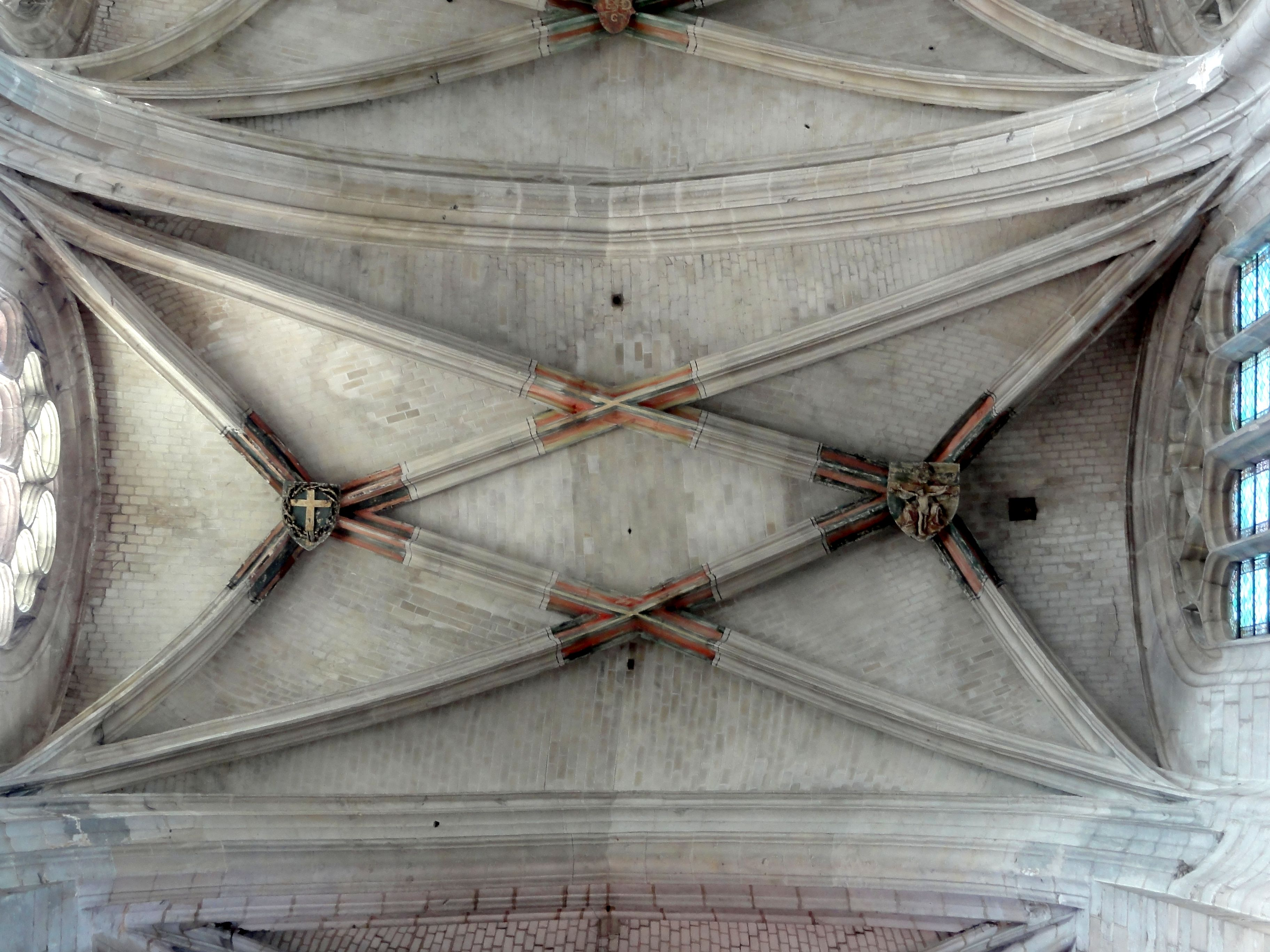
Voûte de la 1re travée.

#### Déambulatoire et chapelles

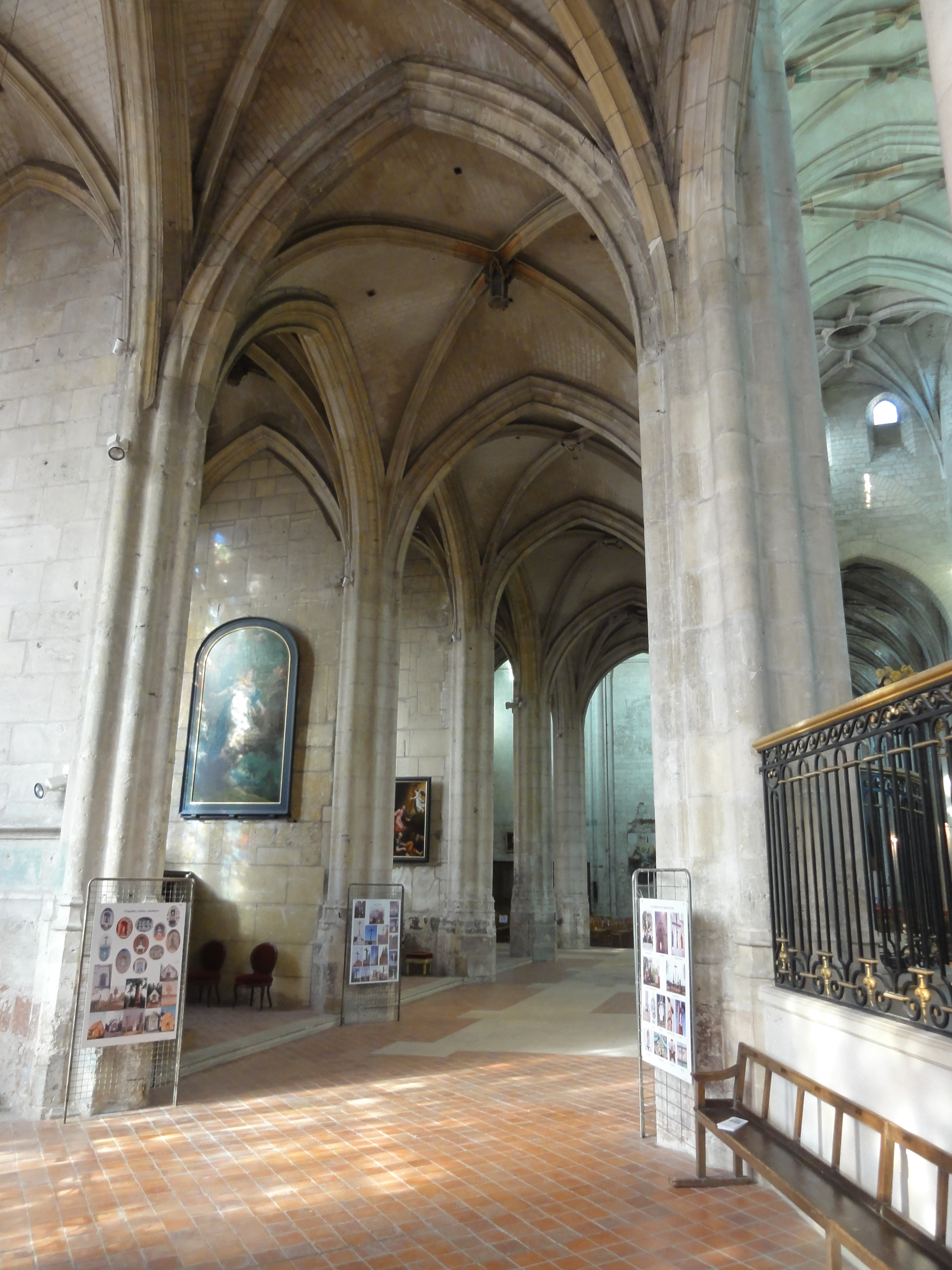
Collatéral sud, vue vers l'ouest.

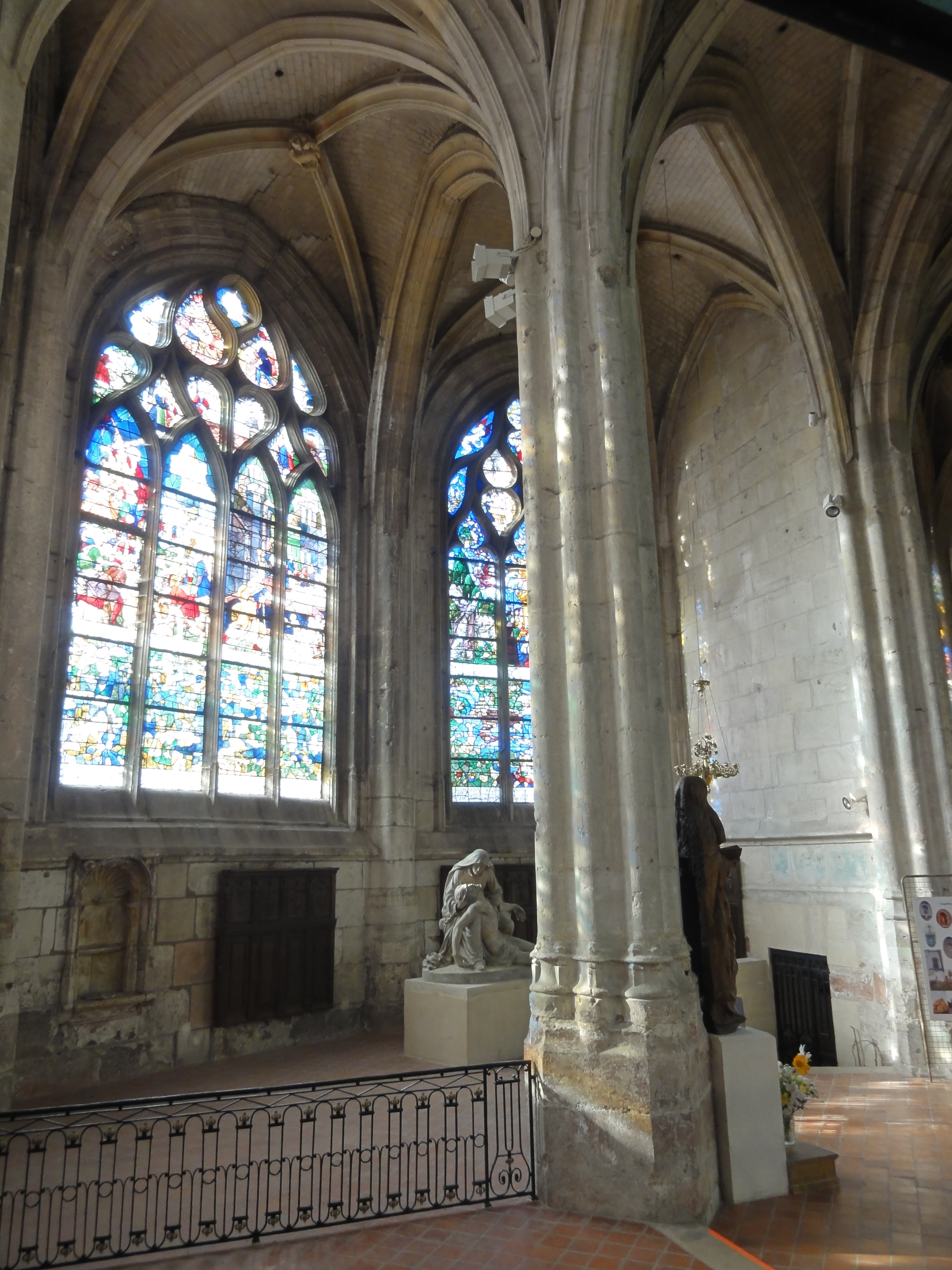
Chapelle Saint-Nicolas.

La forme particulière du chevet permet de parler de deux collatéraux bien distincts, séparés par la chapelle d'axe, qui en plus est clôturée par des grilles. Mais la première travée de la chapelle d'axe s'insère entre les dernières travées des collatéraux et en fait en réalité partie, si l'on fait abstraction des grilles : il s'agit donc aussi d'un déambulatoire. Les collatéraux sont simples, mais dédoublés par des chapelles de dimensions identiques, sauf à leur fin où l'on trouve un chevet plat. Chaque collatéral compte deux chapelles de deux travées et deux chapelles d'une seule travée, situées entre les premières. Le plan particulier des deux dernières travées des collatéraux et de la dernière chapelle a déjà été décrit. Tout cet ensemble date d'entre 1502 et 1522 environ, mais les vitraux côté sud ont été posés avec près de vingt ans de retard par rapport aux autres, et Annie Henwood-Reverdot suppose que les nervures décoratives de trois voûtes au sud ont été financées par les donateurs des vitraux, et seraient donc des ajouts postérieurs. Quant à la chapelle d'axe, anciennement chapelle de la Vierge, elle possède un chevet à cinq pans et avait été entièrement pulvérisée par les bombardements du 8 et 9 juin 1944 : c'est donc une restitution. Sinon le déambulatoire avec ses chapelles est parfaitement homogène, et les piles ondulées sont toutes identiques. Cependant, vers les chapelles du sud et le long des murs extérieurs, les bases ont des plinthes rondes, les bases elles-mêmes s'aplatissent en une sorte de tore, et des listes correspondent aux nervures respectives des voûtes. Ailleurs les plinthes sont de forme hexagonale et les bases ont une modénature simplifiée. Ces bases du second type sont postérieures à 1506 et paraissent aussi dans le transept de la cathédrale. Sauf la première voûte au sud qui présente un dessin à liernes à tiercerons particulier, toutes les voûtes sont établies à l'origine sur des croisées d'ogives simples. Ce sont les fenêtres qui évitent que la monotonie ne s'installe, premièrement pour les vitraux, qui ont été longtemps l'unique élément remarqué du chœur, et deuxièmement pour leur remplage qui est individuelle à chaque baie. Cette variété est rare dans les églises flamboyantes de la région. L'on observe une évolution vers des formes plus assagies, plus arrondies et plus symétriques du nord au sud. En plus, les différentes perspectives qui s'ouvrent vers le transept, vers le vaisseau central et d'un collatéral à l'autre ajoutent de l'intérêt au déambulatoire. Finalement, l'on trouve des aménagements particuliers au nord : l'ancienne chapelle du Saint-Sépulcre, l'escalier vers le sous-sol, la sacristie et un escalier en colimaçon ajouré.
Les chapelles comportent un mobilier assez réduit, car la plupart du mobilier était devenu inutilisable après la dernière guerre et n'a pas été restauré. Seulement les pièces les plus précieuses ont été mises à l'abri pendant les deux dernières guerres mondiales, et seulement trois statues parmi celles que l'église possédait déjà sous l'Ancien Régime ont pu être sauvées, les autres provenant d'églises voisines. De ce fait, les chapelles paraissent assez dépouillées, notamment les grandes chapelles de deux travées, mais les vitraux, le mobilier restant et l'architectures sont d'autant mieux mis en valeur. Les deux chapelles près du transept se caractérisent comme des espaces largement ouverts, ne faisant qu'un avec les travées adjacentes des collatéraux : l'on ne compte que trois murs pour cinq grandes arcades communiquant avec les croisillons, le vaisseau central et les troisièmes travées des collatéraux. Le déambulatoire a donc très peu l'aspect d'un couloir, et il est lumineux grâce à l'éclairage abondant venant du vaisseau central. Aucune chapelle n'est décorée de peintures murales d'un ton sombre, contrairement à la cathédrale. Les deux chapelles d'angle près du chevet sont particulièrement intéressantes grâce à leurs trois fenêtres et leurs deux voutes tripartites qui recouvrent la dernière travée. Un dessin particulier avec trois branches d'ogives principales et deux branches plus courtes qui se subdivisent ensuite en deux branches secondaires se trouve dans la première travée de la chapelle Saint-Claude, qui est la dernière chapelle du nord. En face dans le collatéral sud, Jean-Pierre Paquet a dû réinventer cinq clés de voûte non documentées photographiquement, se faisant guider par une description sommaire. Dans la quatrième chapelle du sud dédiée à saint Jean-Baptiste, l'on trouve un dessin à liernes et tiercerons classique, mais la clé de voûte pendante est reliée aux ogives par des nervures aériennes. Dans la seconde travée de la chapelle du début du collatéral sud, un dessin en trois dimensions d'une rare complexité a été mis en œuvre, dont Annie Henwood-Reverdot dit qu'il défie toute description : Une couronne centrale est reliée aux angles par deux ogives et huit liernes, créant ainsi tout autour deux grands compartiments remplis de deux lignes recourbées, et huit petits compartiments remplis d'une seule ligne recourbée. Les cinq clés de voûte centrales sont reliées aux nervures par quatre volutes, et les huit clés secondaires par seulement deux volutes. La couronne comporte en outre un petit dessin secondaire en étoile. Quant aux voûtes des deux travées attenantes au croisillon sud, l'on ne trouve pas cette plasticité étonnante, mais toujours des courbes et contrecourbes qui rappellent le règne végétal.

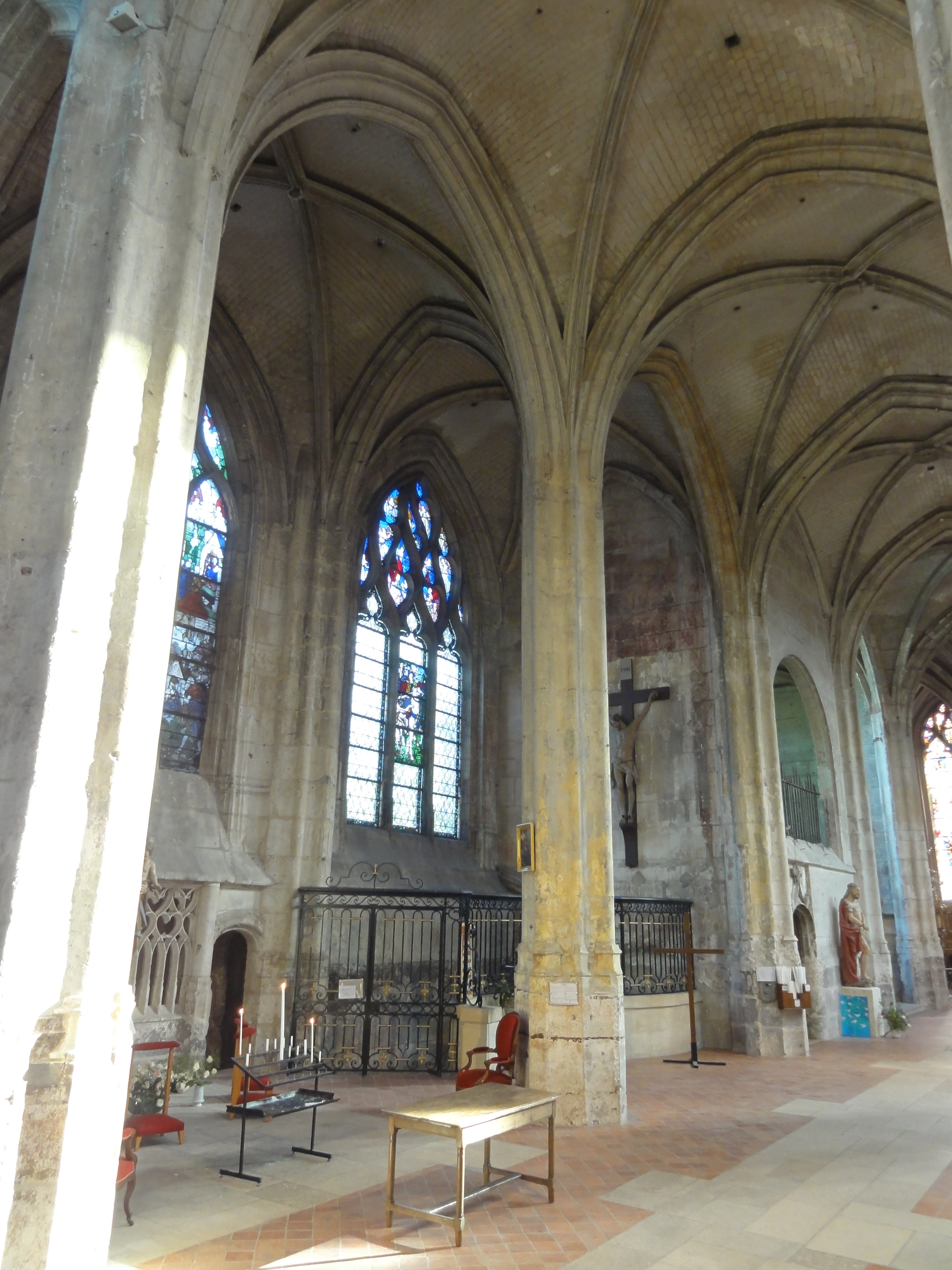
Collatéral nord, vue vers l'est.
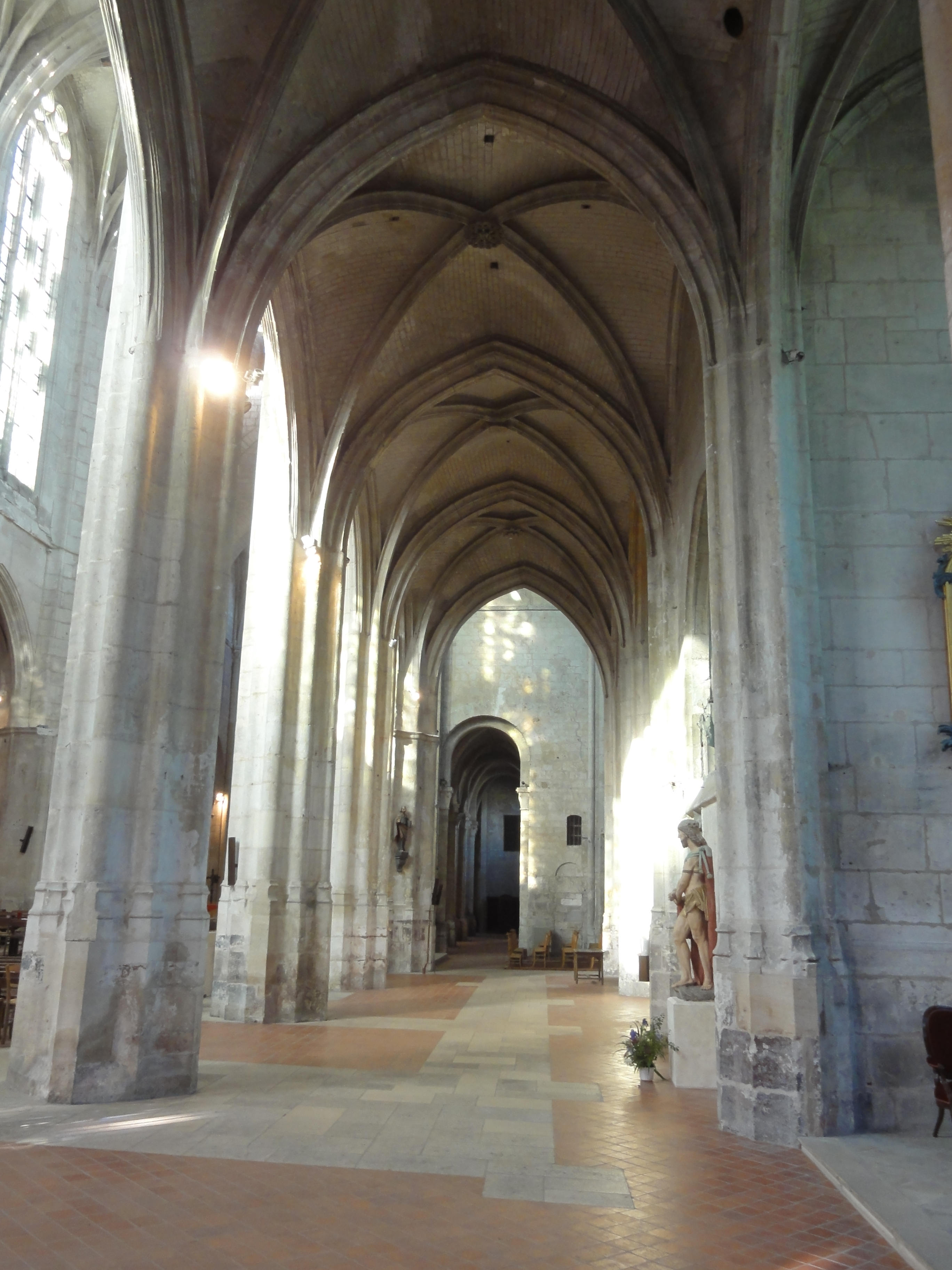
Collatéral nord, vue vers l'ouest.
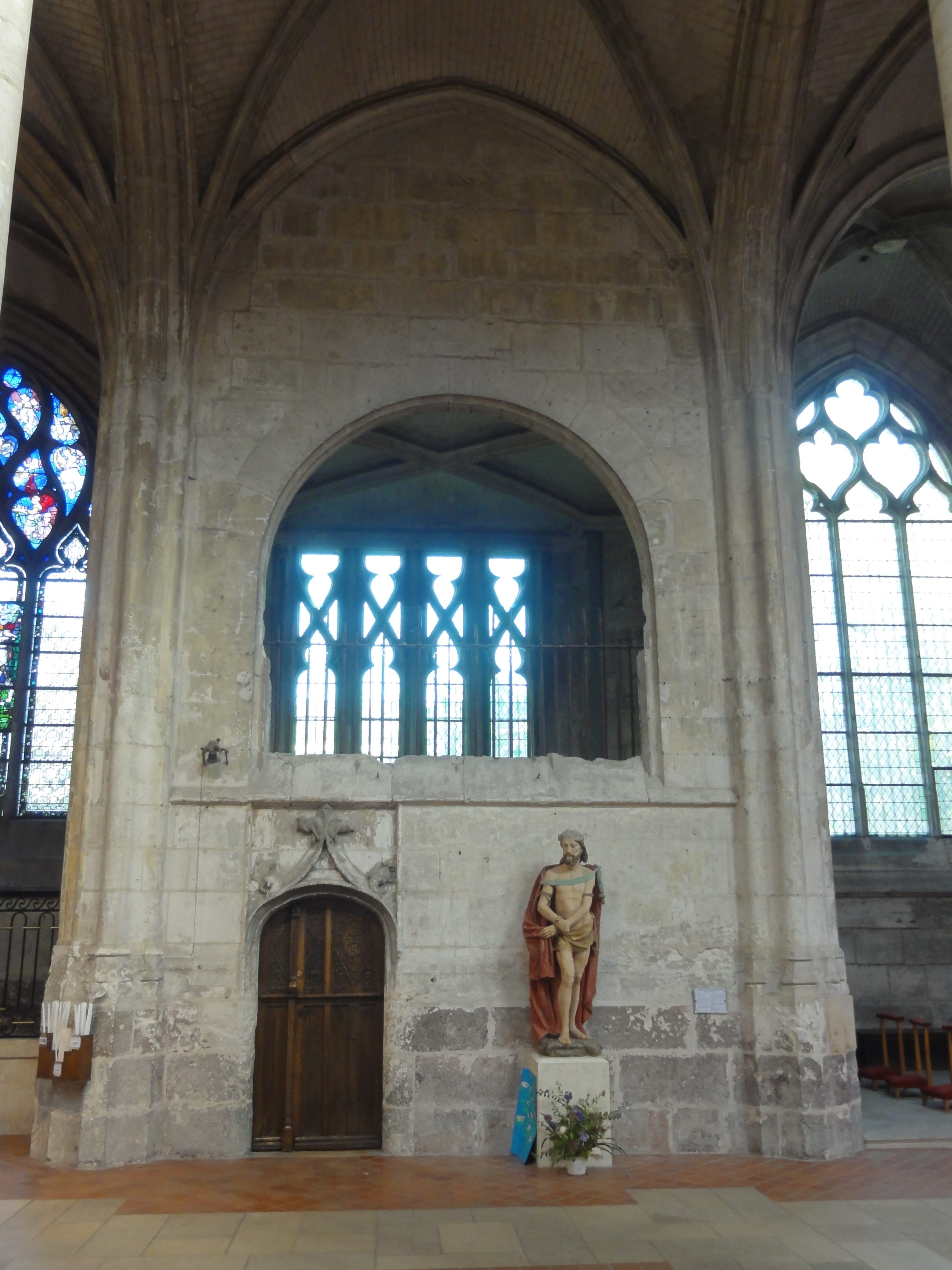
Entrée de la sacristie.
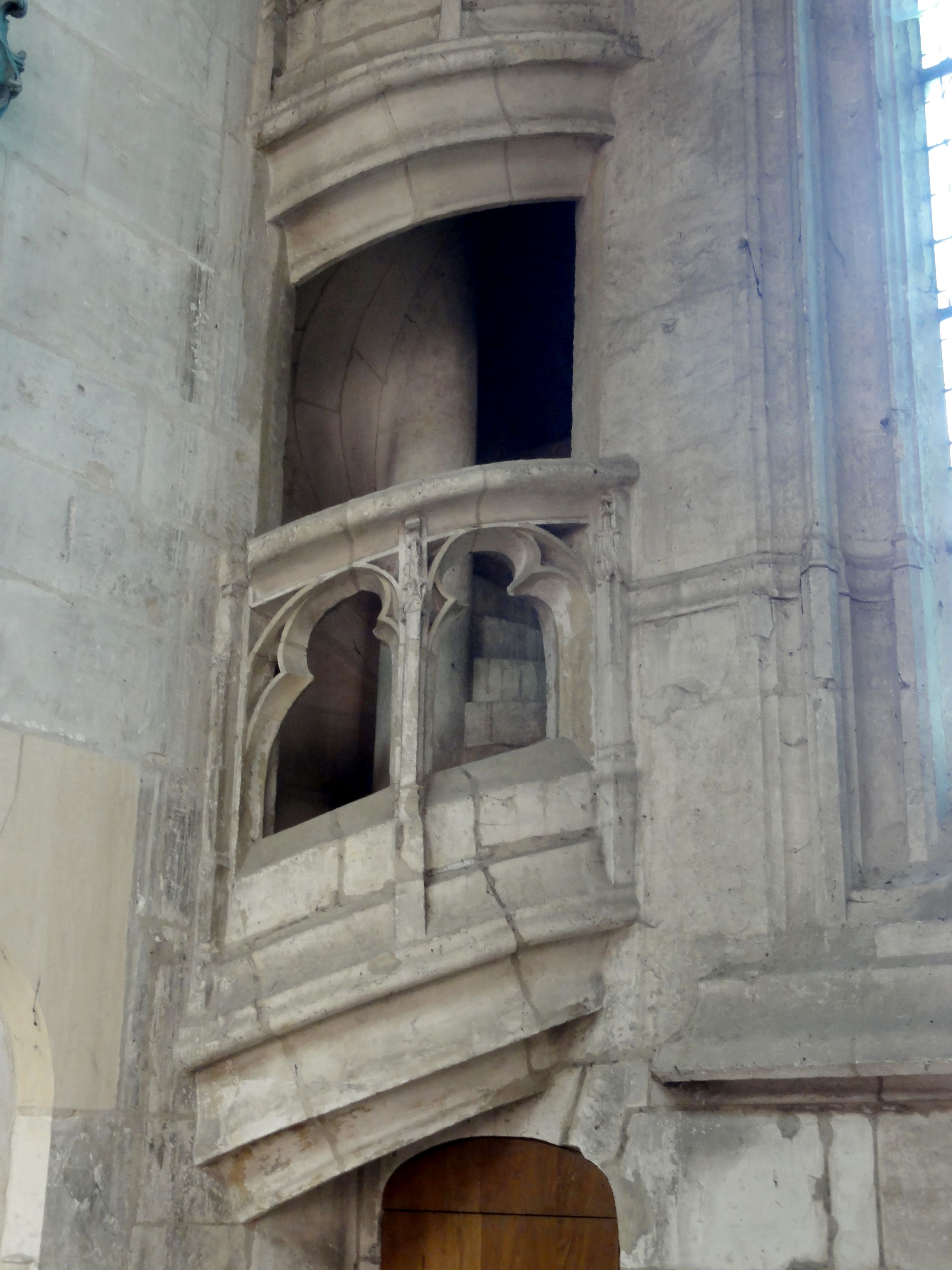
Tourelle d'escalier.
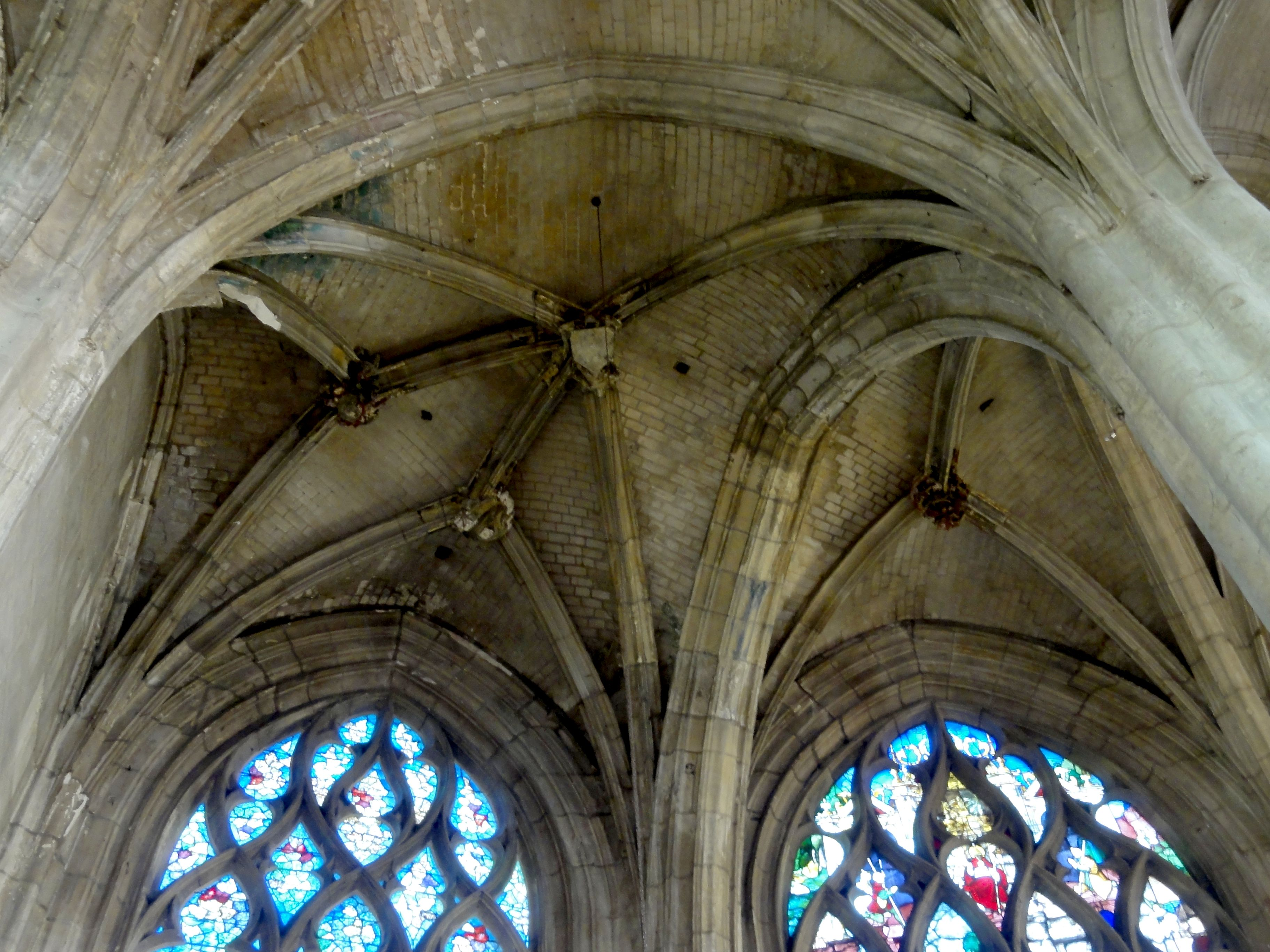
Voûte de la chapelle Saint-Claude.
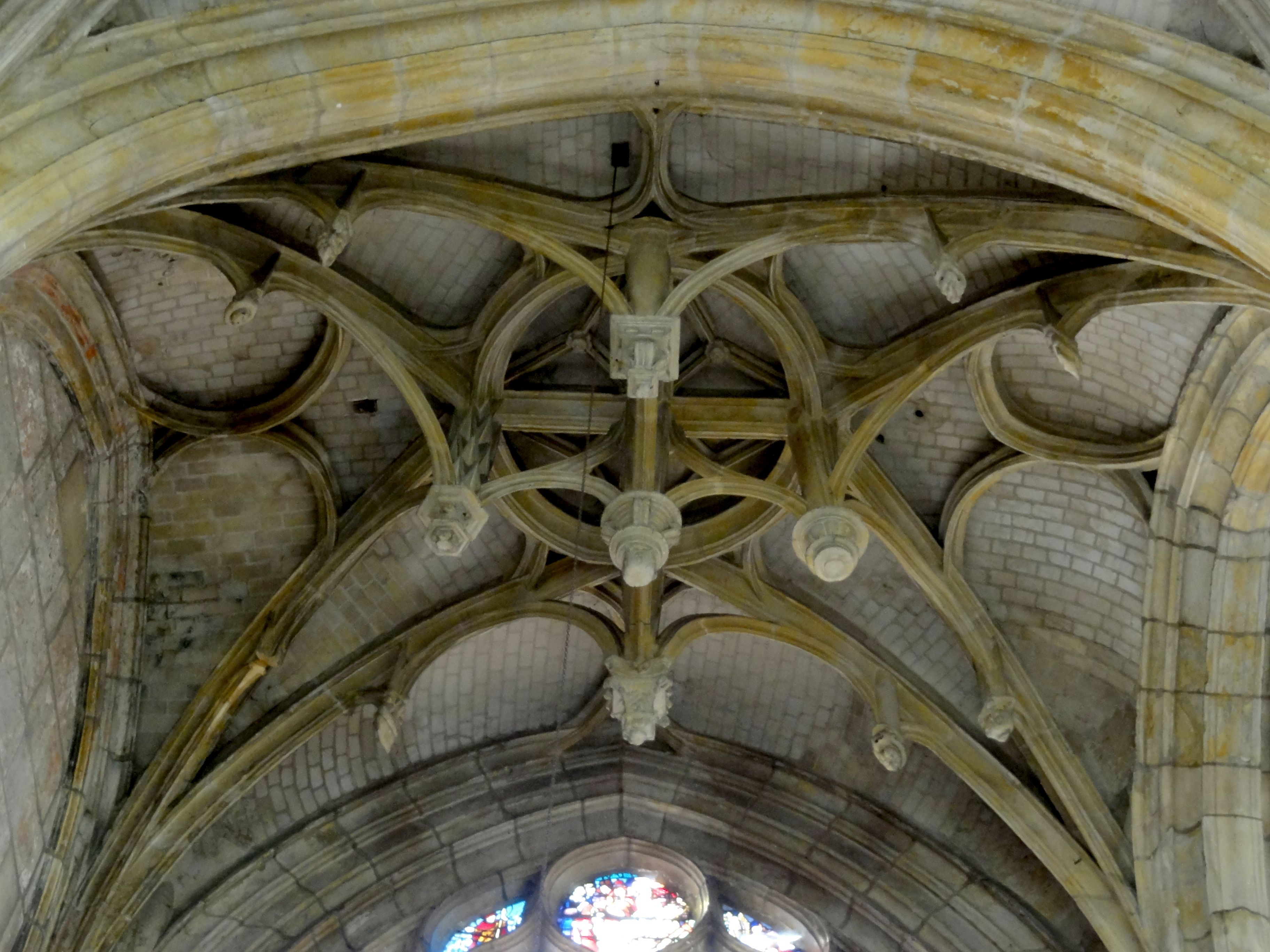
Voûte de la chapelle N.-D.-de-Bon-Secours.

#### Ancienne chapelle du Saint-Sépulcre

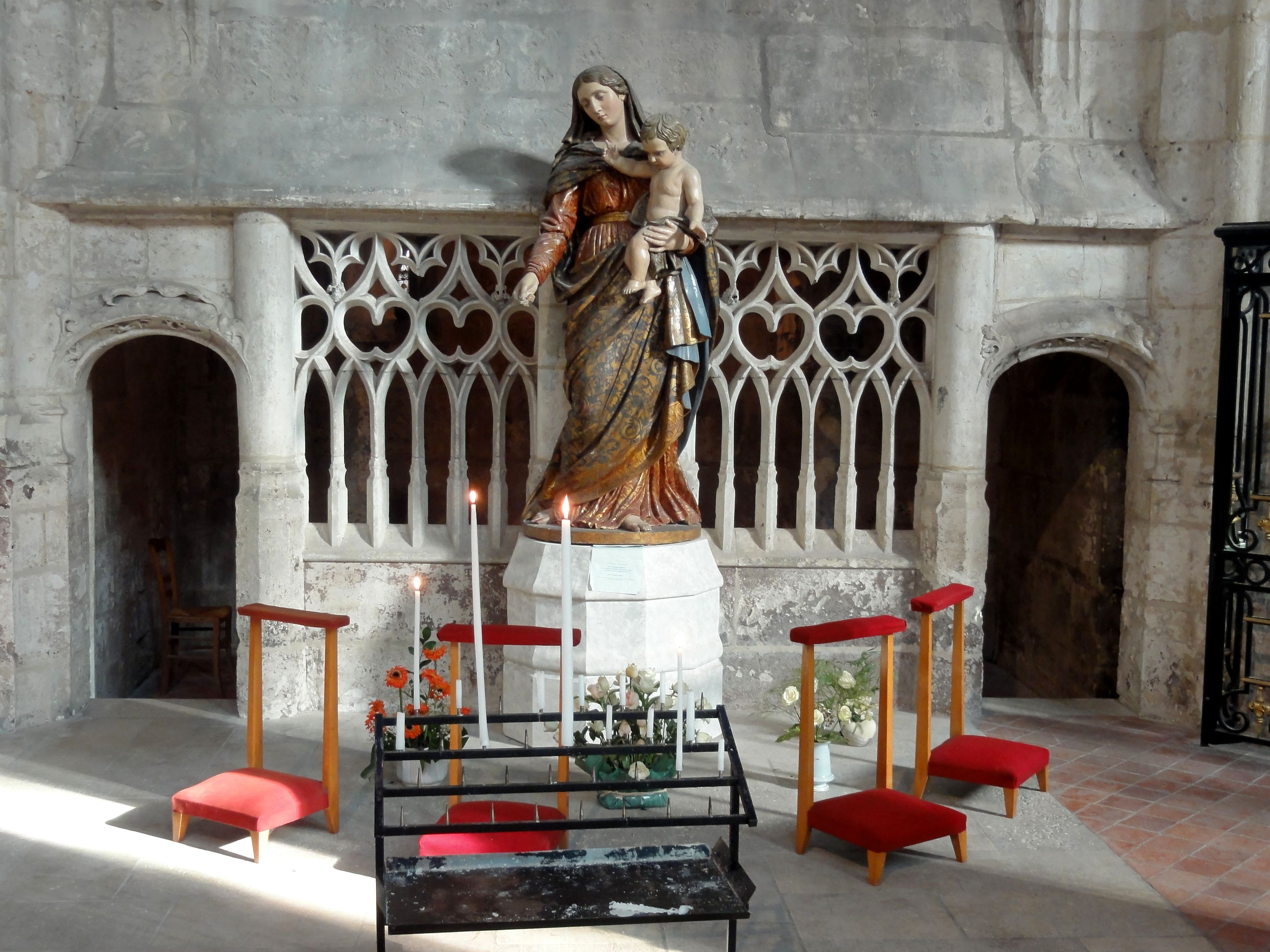
Claire-voie à l'entrée de la chapelle.

Cette chapelle d'une rare élégance est un véritable joyau de l'art flamboyant. C'est en même temps la première partie construite du nouveau chœur, sans en faire réellement partie. Il n'y a toutefois aucune rupture dans l'appareil, et la partie adjacente du collatéral sud a dû être construite en même temps vers 1502, année de décès du donateur Guy de Hodenc. La plaque commémorative sur le mur occidental dit à la fois que sa dépouille gît dans la chapelle, et qu'il offre « ce beau Sépulcre », ce qui permet de penser qu'il s'agit seulement d'un caveau ou d'un grand enfeu. Or, des entrées dans les comptes de la fabrique mentionnent des travaux d'entretien du Saint-Sépulcre, et ce groupe sculpté a bien existé. Aucune description précise n'en est connue, et il a dû disparaître au plus tard à la Révolution. De part et d'autre d'une claire-voie munie d'un réseau flamboyant très filigrane, deux portes en anse de panier aux linteaux décorés de jeunes feuilles de vigne donnent accès à l'intérieur, ce qui permettait le défilement des fidèles devant le Sépulcre. Une troisième porte semblable existe à l'intérieur à droite de l'entrée de droite ; c'est la seule qui est dotée d'un vantail. En dépit de la surface très restreinte de la chapelle, l'architecte a disposé deux colonnettes à chapiteaux au milieu de la pièce. Ce sont des chapiteaux flamboyants sculptés de feuillages, avec des corbeilles très courtes et sans astragale ; en leur lieu et place, le décor des chapiteaux est répété à l'envers sur les colonnettes. Il n'y a pas de doubleaux et donc pas de subdivision en travées : les chapiteaux délimitent deux extrémités d'une voûte losangée, dont le dessin est basé sur quatre pétales agencés autour d'une clé centrale. Des piliers engagés se trouvent dans les quatre angles et au milieu des murs nord et sud, tous reliés aux colonnettes centrales par des nervures de la voûte. Dans son ensemble, la chapelle apparaît comme une miniature où l'architecte a voulu illustrer son savoir-faire. Elle abrite aujourd'hui l'un des deux fonts baptismaux de l'église.

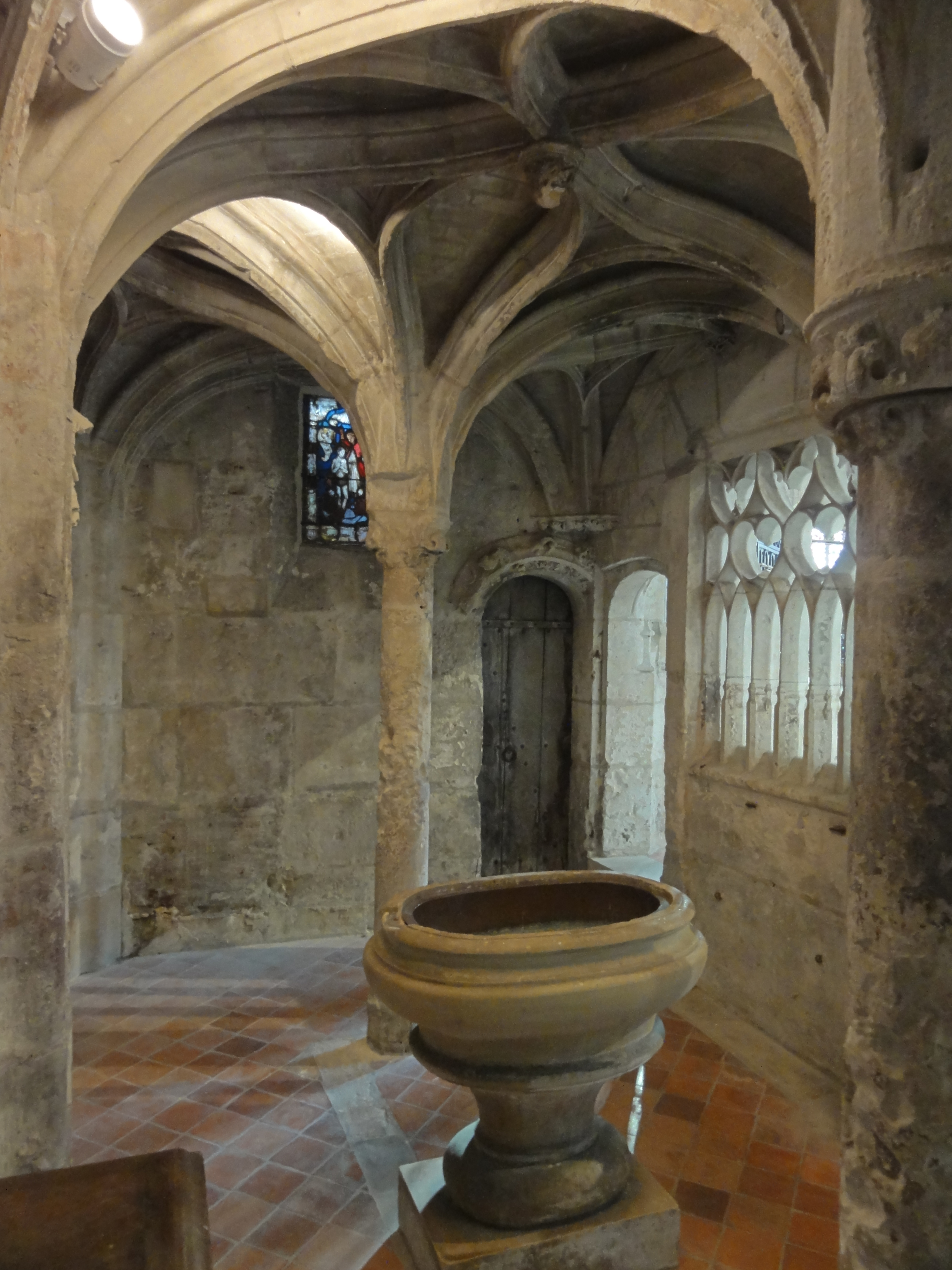
Vue vers l'est.
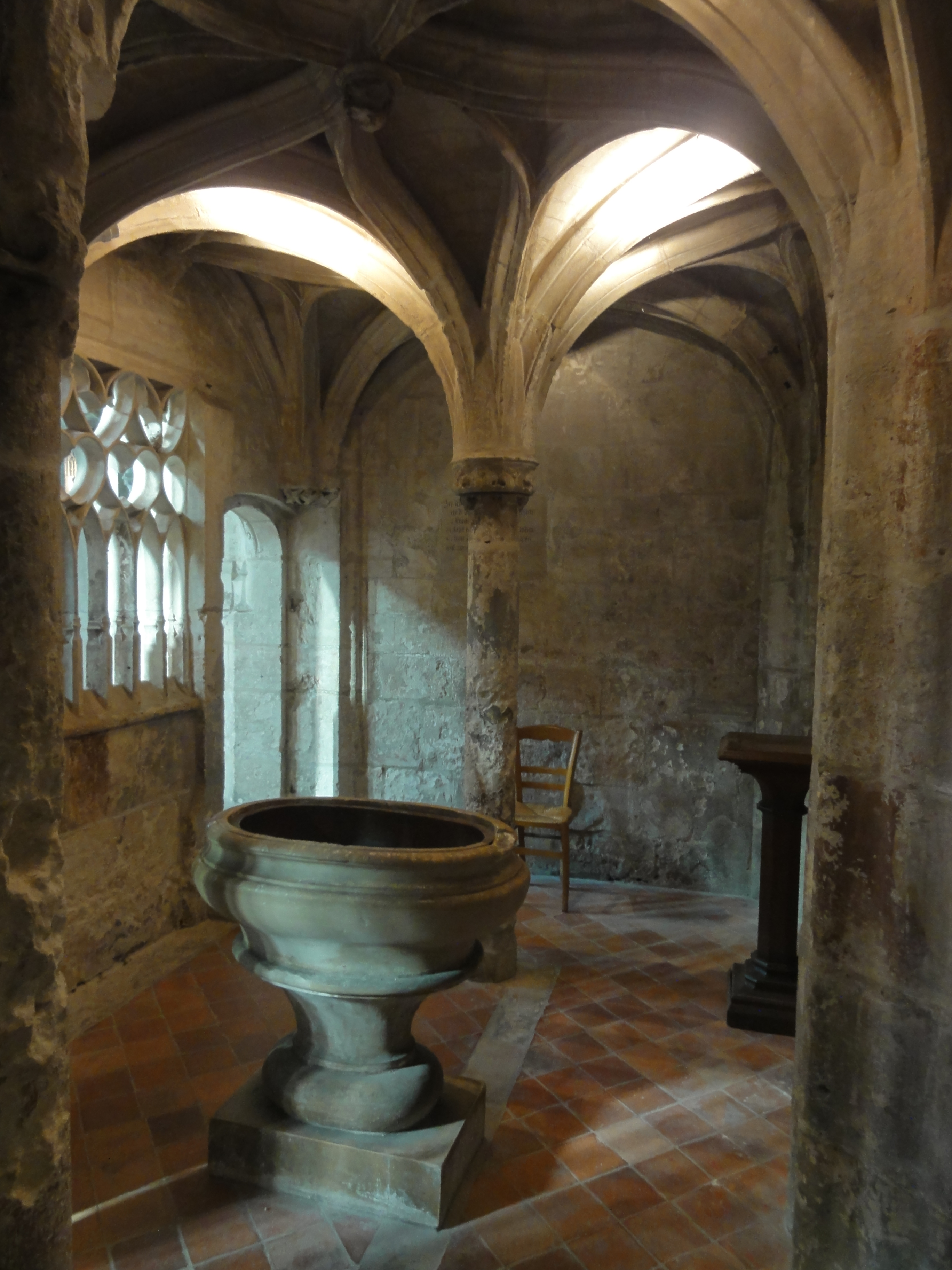
Vue vers l'ouest.
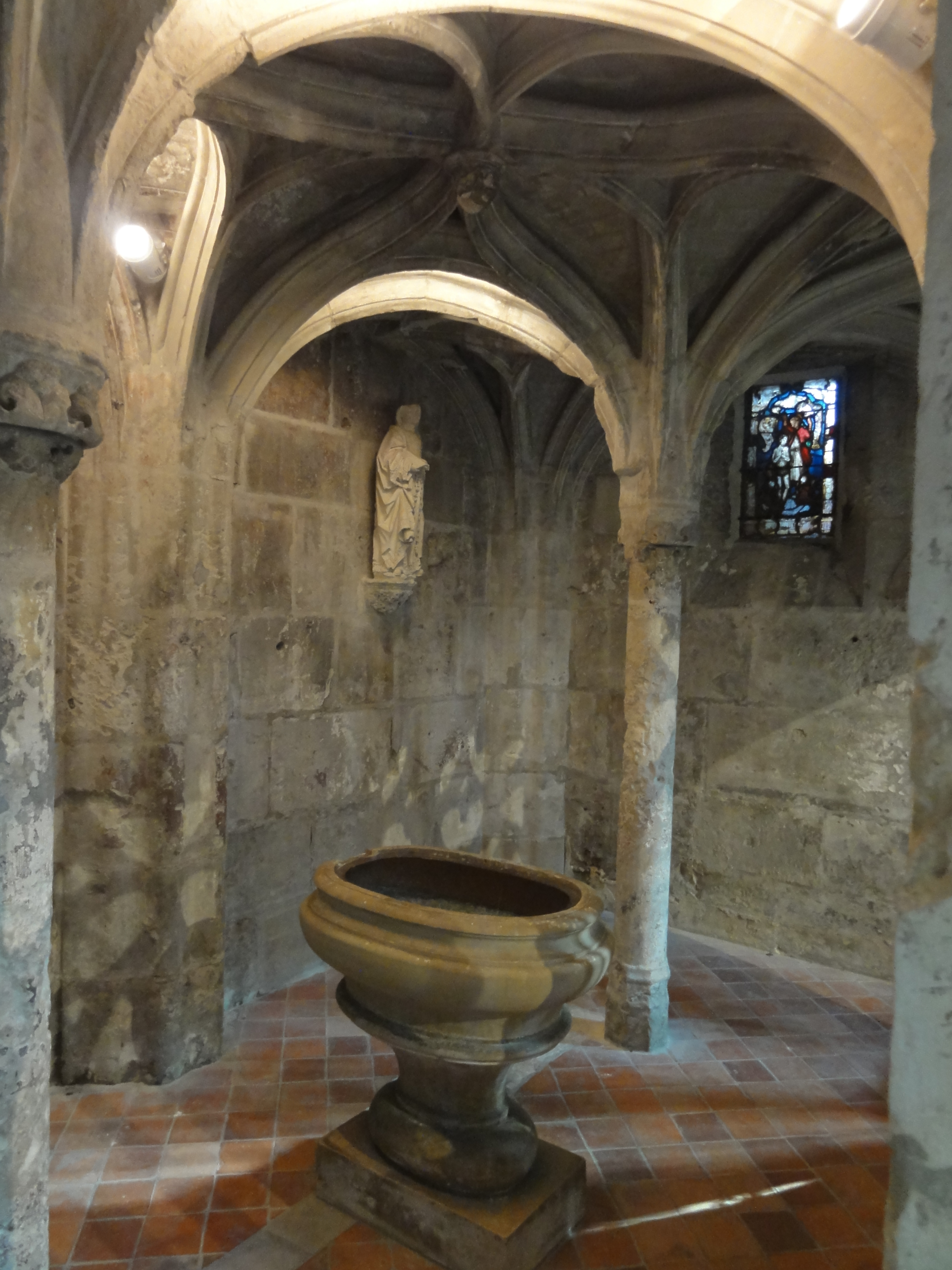
Vue vers le nord-ouest.
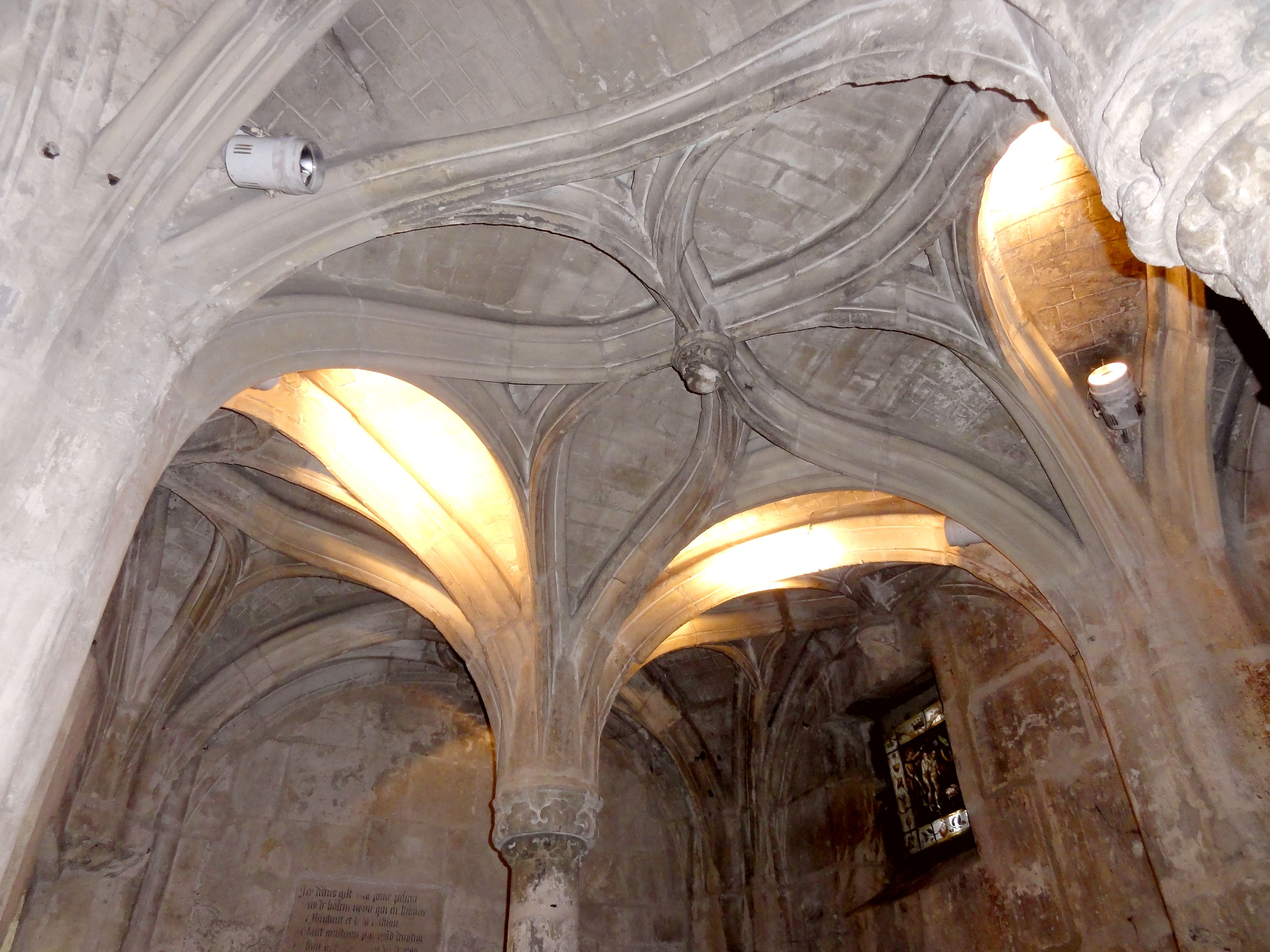
Voûtes.
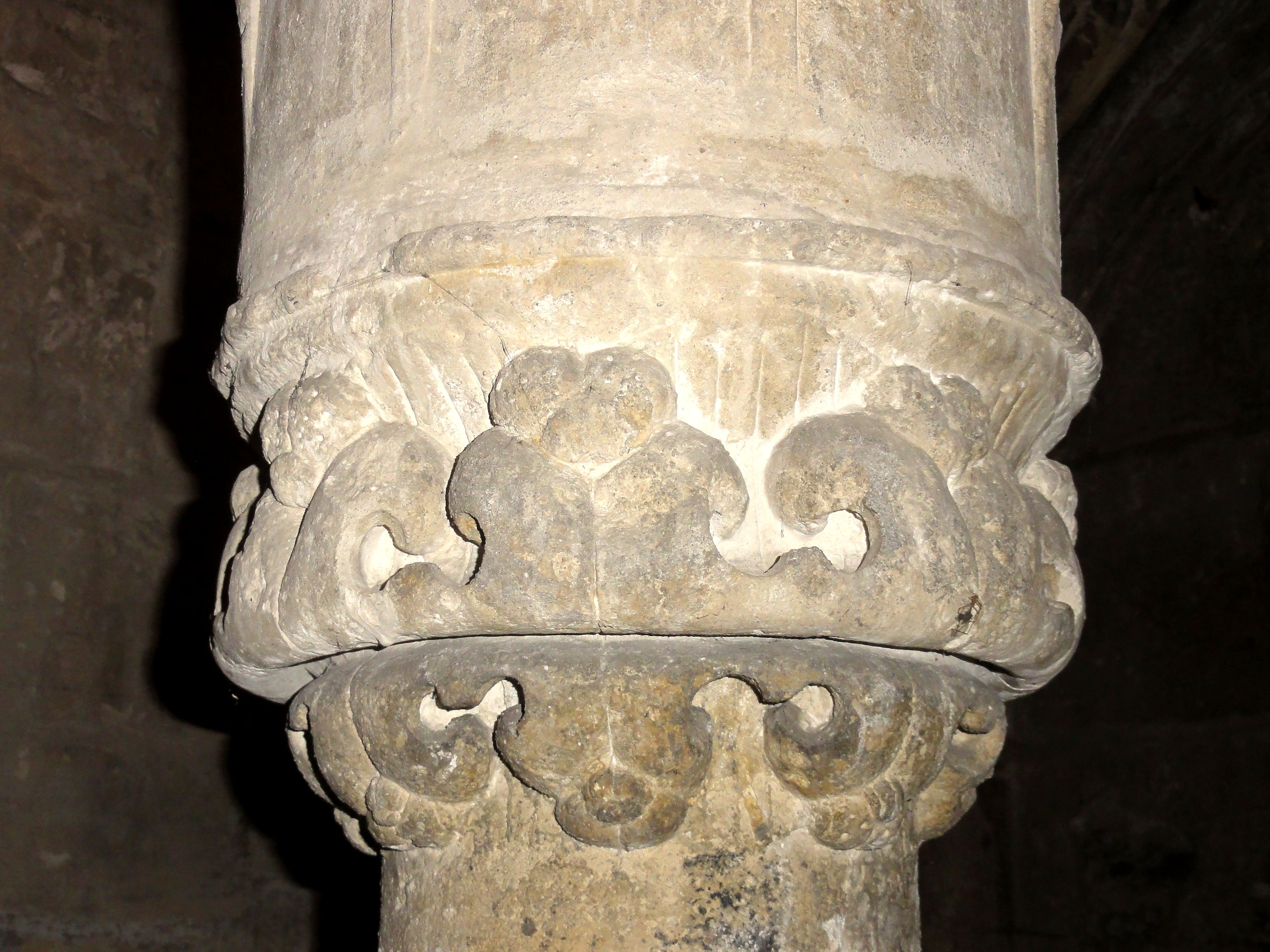
Chapiteau.
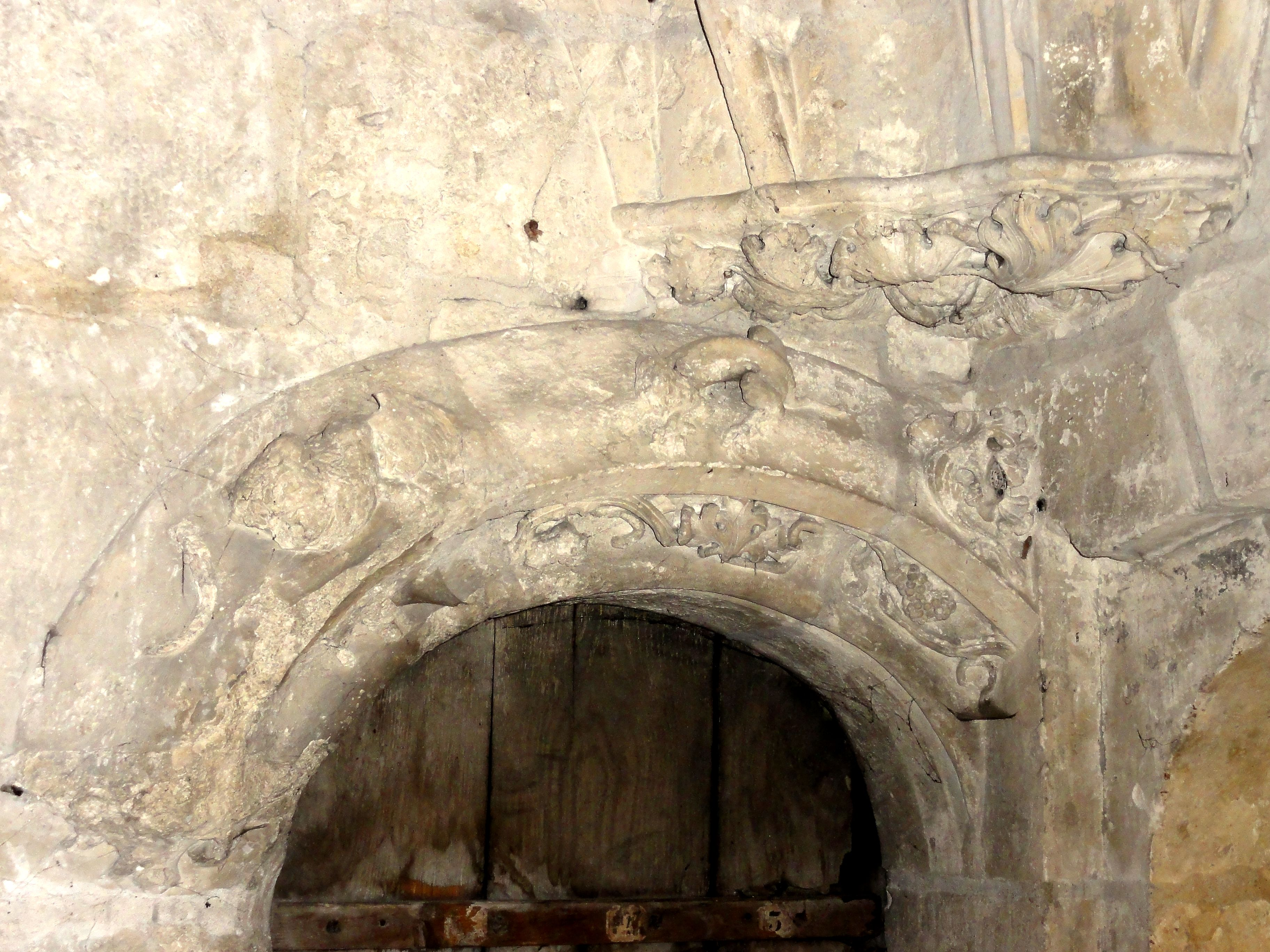
Linteau et console.

### Extérieur

#### Croisillon nord

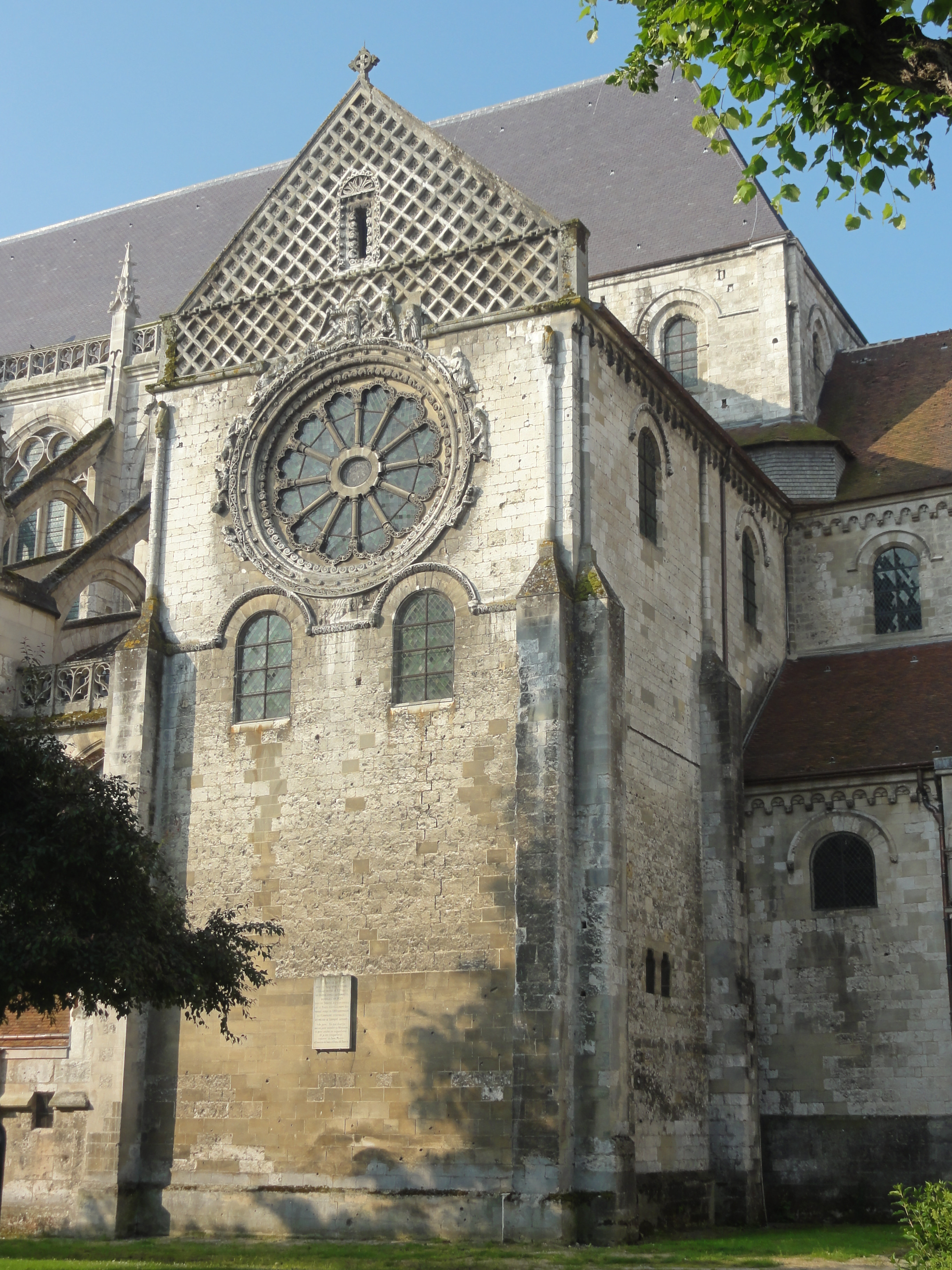
Vue depuis le nord.

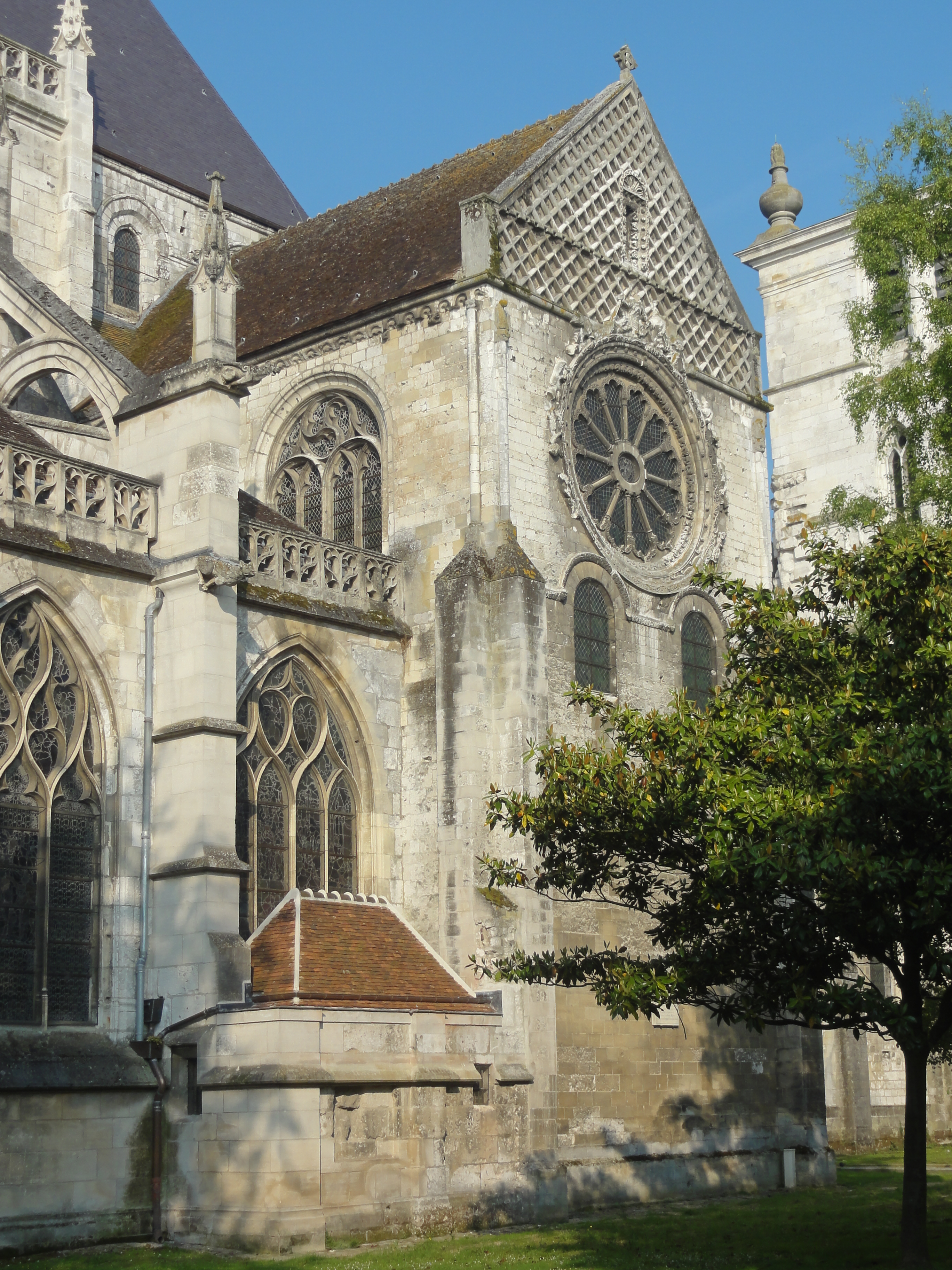
Vue depuis le nord-est.

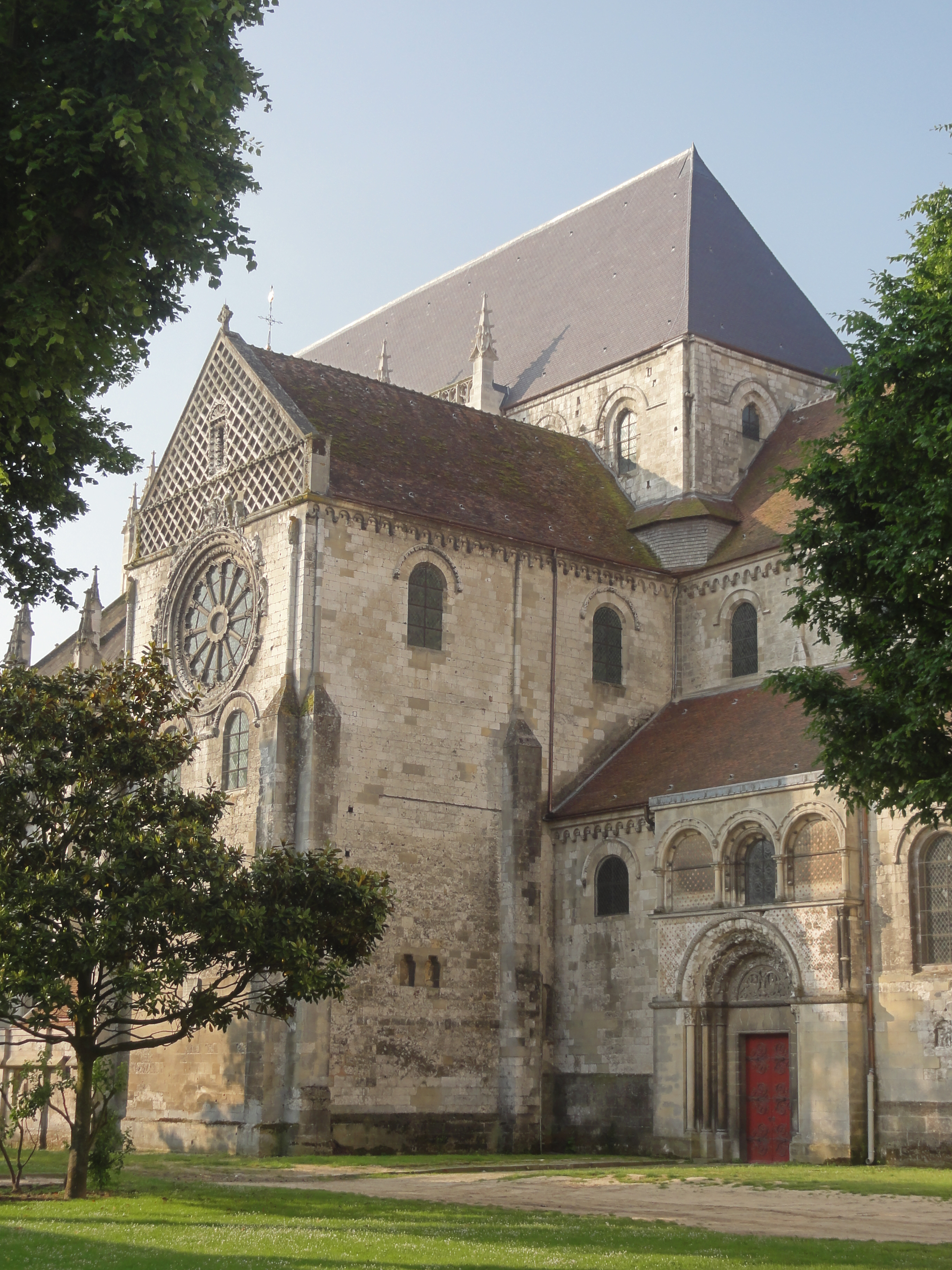
Vue depuis le nord-ouest.

Orientée vers la ville et vers les maisons des chanoines, la façade septentrionale a fait l'objet d'une décoration particulièrement soignée, qui comporte notamment le portail de la cinquième travée du bas-côté nord, le pignon du croisillon nord et sa roue de la fortune. Ces éléments font la célébrité de l'église Saint-Étienne, et l'on a de tous temps remarqué leur caractère extraordinaire. Avec la façade de l'église Sainte-Madeleine de Trie-Château, c'est l'un des ensembles décoratifs romans les plus complets de la région, affichant un style qualifié souvent de « roman fleuri ». Le pignon est couvert d'un treillis, formé par des boudins demi-cylindriques qui délimitent des caissons losangés. Chaque caisson contient indifféremment une petite rosace à quatre pétales. Une frette crénelée apporte une subdivision horizontale. Au-dessus, la fente d'aération des combles est entourée de palmettes fortement enroulées autour d'elles-mêmes, puis par une gorge garnie à intervalles réguliers de fleurettes sphériques, dont celles en bas sont remplacées par des masques. L'ensemble est surmonté d'un tympan arborant une demi-rosace, et doté d'une archivolte de zigzags en relief, qui se poursuit sur les piédroits. Très abîmé au milieu du XIXe siècle et menaçant de s'écrouler en 1879, le pignon a été largement restauré en 1895, et le fait que cent-quarante nouvelles rosaces ont été sculptées montre que l'ensemble n'est plus guère authentique, tout en respectant scrupuleusement la disposition d'origine. Apparemment un pignon semblable se trouvait sur la façade occidentale de l'abbatiale de Saint-Lucien ; l'on en voit toujours à Trie-Château, et le tympan de Saint-Rémy-l'Abbaye est décoré d'une résille du même type. Le décor du pignon est une œuvre d'inspiration anglo-normande, et l'abbaye de Kelso possède toujours un pignon comparable, quoique dépourvu de rosaces,.
Immédiatement en dessous du pignon, s'ouvre la rosace de 3,50 m de diamètre, autour de laquelle gravitent une douzaine de personnages, dont ceux du sommet se superposent au décor du pignon. L'oculus au centre de la rosace évoque le moyeu d'une roue, et les douze colonnettes à chapiteaux les rayons. Il s'agit d'un genre de remplage, alors que pour les baies « normales », le XIIe siècle n'en connaît pas. La rosace à rayons de Saint-Étienne est probablement la plus ancienne qui subsiste ; elle doit être postérieure à la construction du croisillon et ne remonte pas beaucoup plus loin que 1145. Les douze compartiments se terminent par des têtes trilobées ornées de petits anneaux. L'archivolte comporte au centre un tore, et au-dessus et en dessous, l'on retrouve les motifs de la baie du pignon. Un rang de rinceaux de palmettes vues de profil s'y ajoute. Les personnages sont d'une sculpture assez fruste. À droite, cinq d'entre eux semblent se hisser jusqu'au sommet, où un personnage assis les prend par la main à leur arrivée. De son autre main, ce personnage tient un bâton avec lequel il repousse et précipite dans le vide les cinq personnages qui grimpent sur la roue à la gauche. Sur le boudin qui délimite le pignon, l'on aperçoit des têtes d'animaux féroces qui semblent vouloir le dévorer ; ce sont des engoulants qui apparaissent fréquemment sur les fermes des charpentes des églises non voûtées. Annie Henwood-Reverdot mentionne en outre un douzième personnage couché sous la roue, illustré par une photo sans doute déjà ancienne, car il a aujourd'hui pratiquement disparu. La roue de la fortune a été interprétée comme représentation du Jugement dernier, comme allégorie des institutions municipales (sachant que les élections se tenaient autour de la tribune qui existait au pied du croisillon nord), ou comme allégorie de la vie humaine, à la fois symbole de la fuite du temps, des phases de la vie, et des revirements du sort. Cette dernière explication comme roue de la fortune n'a été communément admise qu'à la fin du XIXe siècle, car longtemps jugée comme trop païenne. Le personnage présidant la roue serait donc la déesse ou « dame » Fortune. Le sujet a été introduit dans la mythologie médiévale par Boèce, et des miniatures dans des manuscrits l'attestent. Au XIIe siècle, un abbé de Fécamp a même donné une roue de la fortune animée à la méditation des fidèles. Sur les façades des églises, le sujet est souvent traité en Italie, ainsi que sur la cathédrale de Bâle. Un oculus de l'église Sainte-Anne de Gassicourt semble en être une version simplifiée,.
En dessous de la rosace, existent deux fenêtres en plein cintre faiblement ébrasées, décorées d'un cordon de palmettes qui retombe sur des têtes grimaçantes, mais qui se poursuit néanmoins au niveau des impostes. Des cordons identiques ornent également les fenêtres occidentales des croisillons. Les deux contreforts orthogonaux par angle se terminent au niveau du sommet des fenêtres par un glacis pyramidal à trois versants ; l'on note par ailleurs une faible retraite à mi-hauteur. Chaque contrefort semble supporter une colonne appareillée. C'est une réminiscence d'un type de contrefort roman, qui dans la région cesse d'être employé au début du XIIe siècle. Ces contreforts-colonnes sont fréquents en Normandie, en Languedoc et en Poitou. L'on en trouve aussi sur l'église Saint-Côme-Saint-Damien de Luzarches, la chapelle Saint-Aubin de Chambly, ou sur la chapelle des Templiers de Laon. Les colonnes se terminent par des engoulants et des genres de coiffes, ce que l'on peut également observer sur les églises de Breny et Chavigny (Aisne) (détruite), ainsi que sur les chevets de Saint-Germer et Morienval.

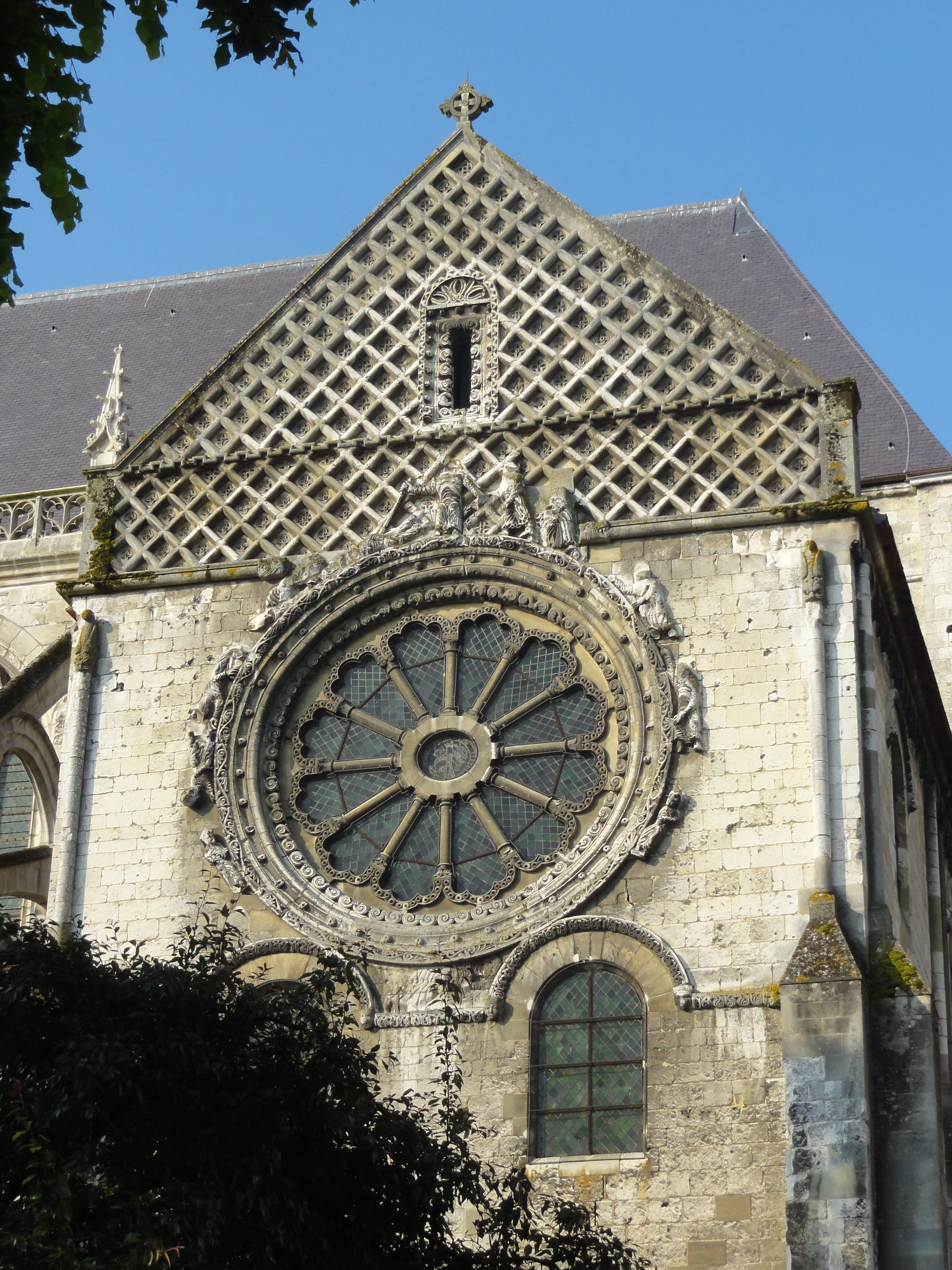
Parties hautes côté nord.
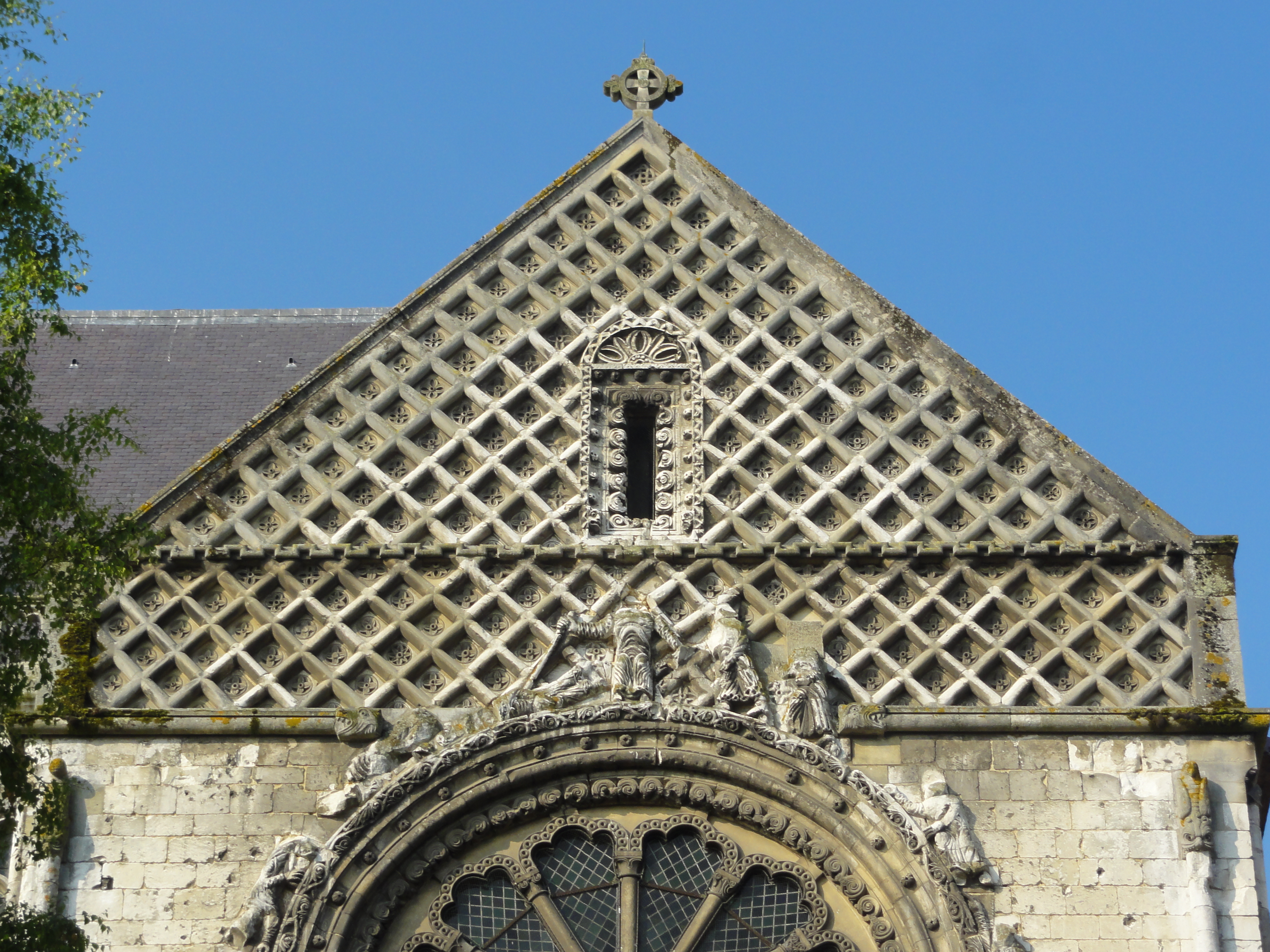
Pignon du croisillon.
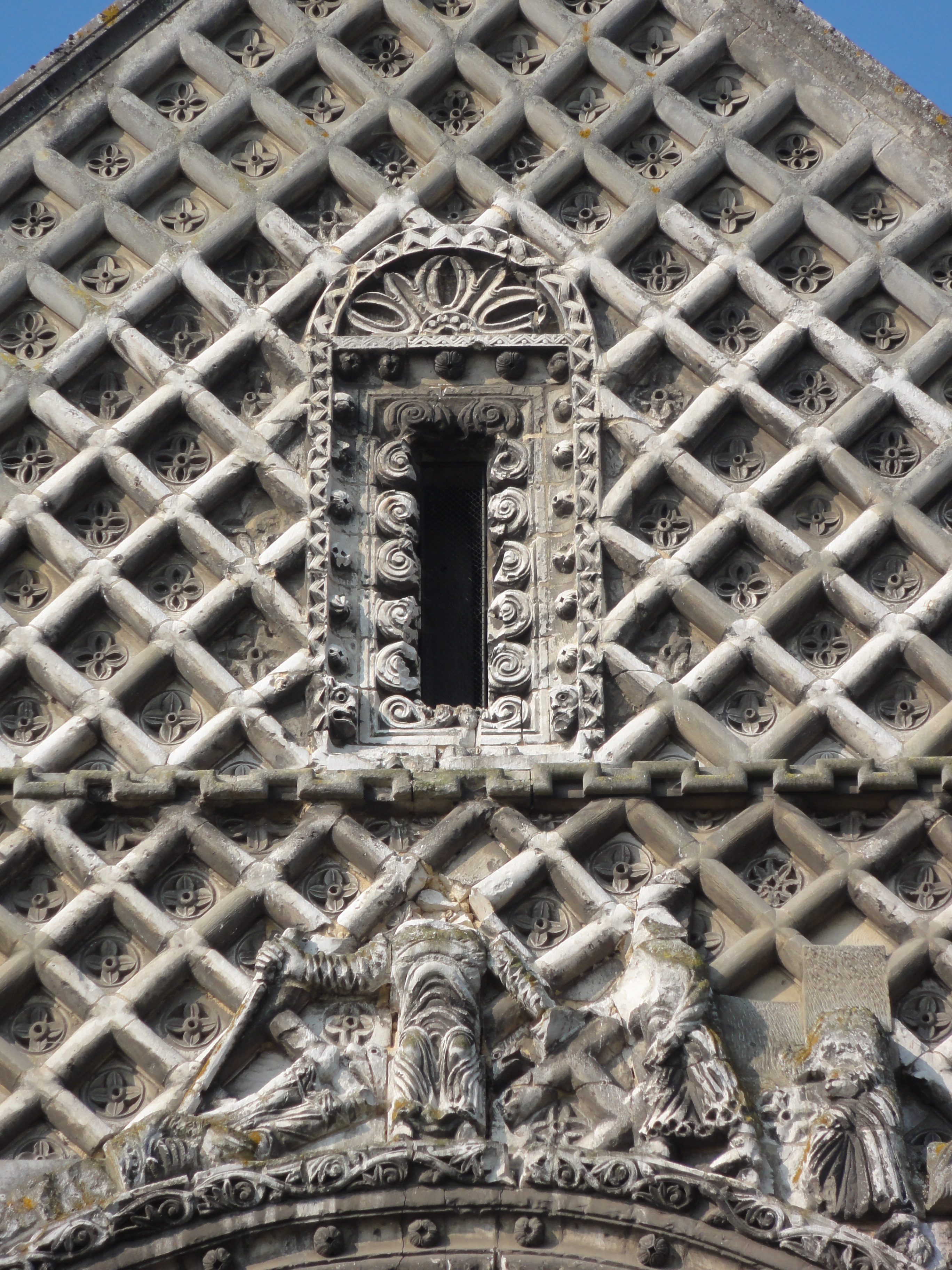
Détail du pignon.
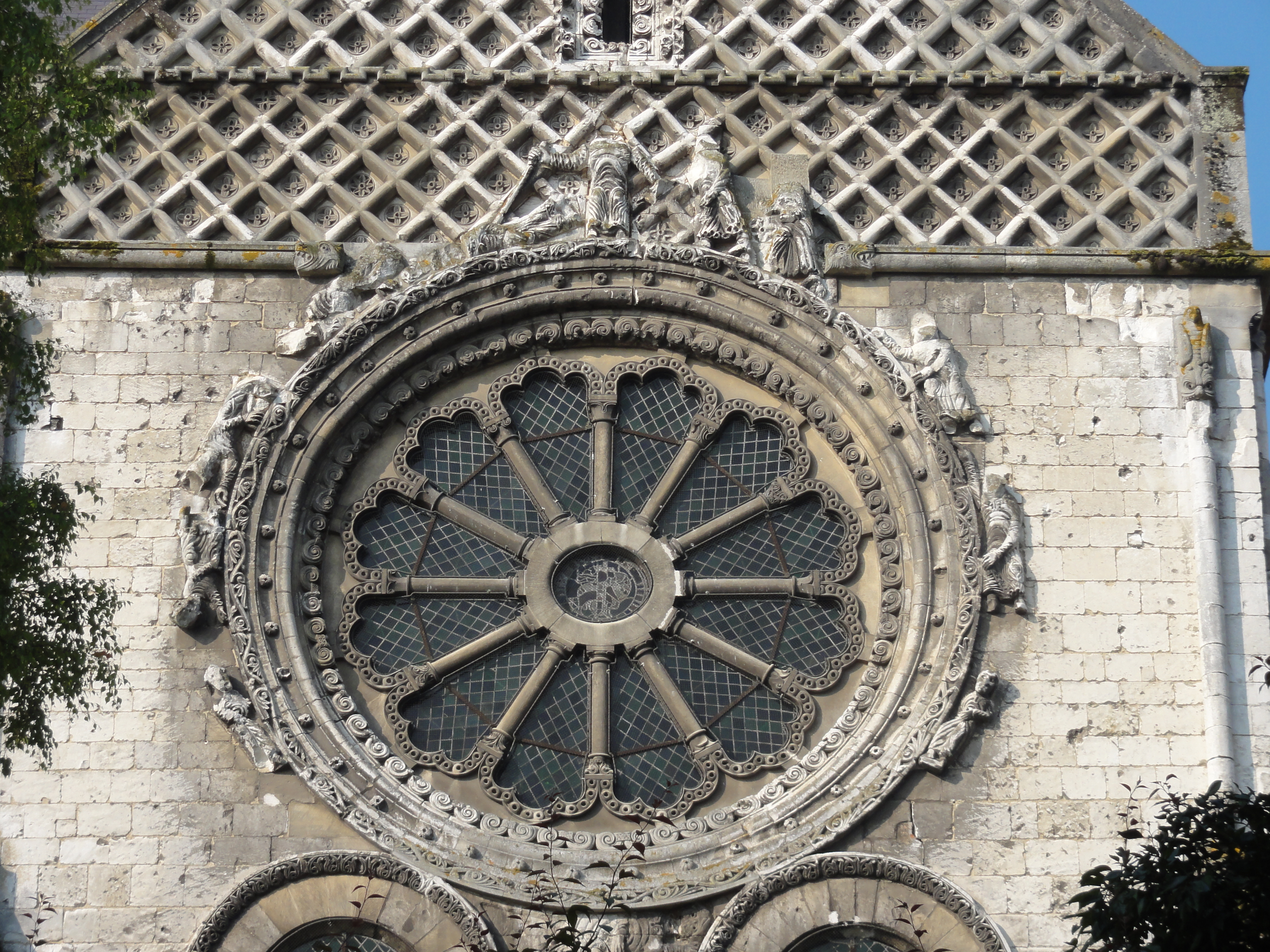
Roue de la fortune.
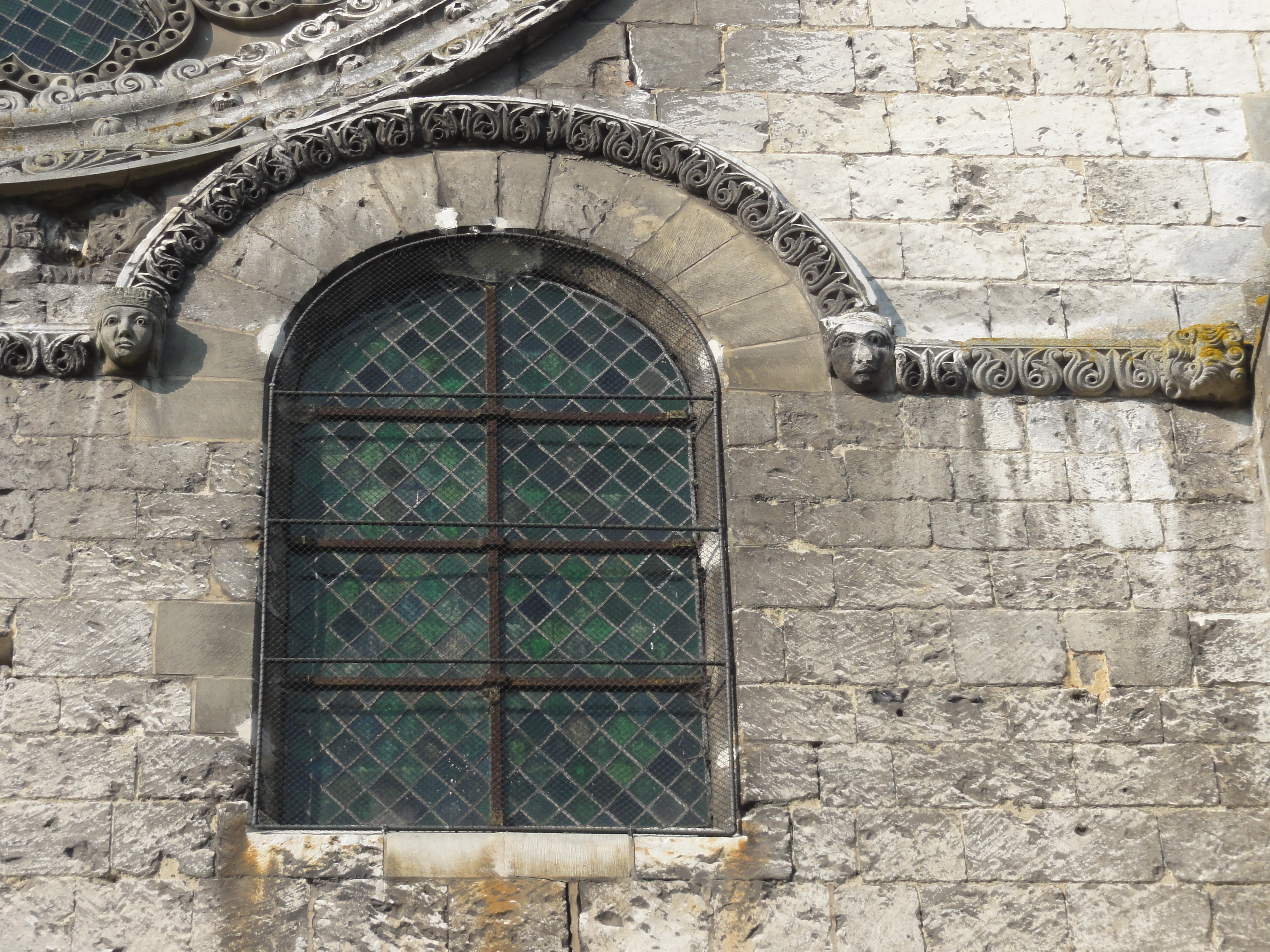
Fenêtre côté nord.
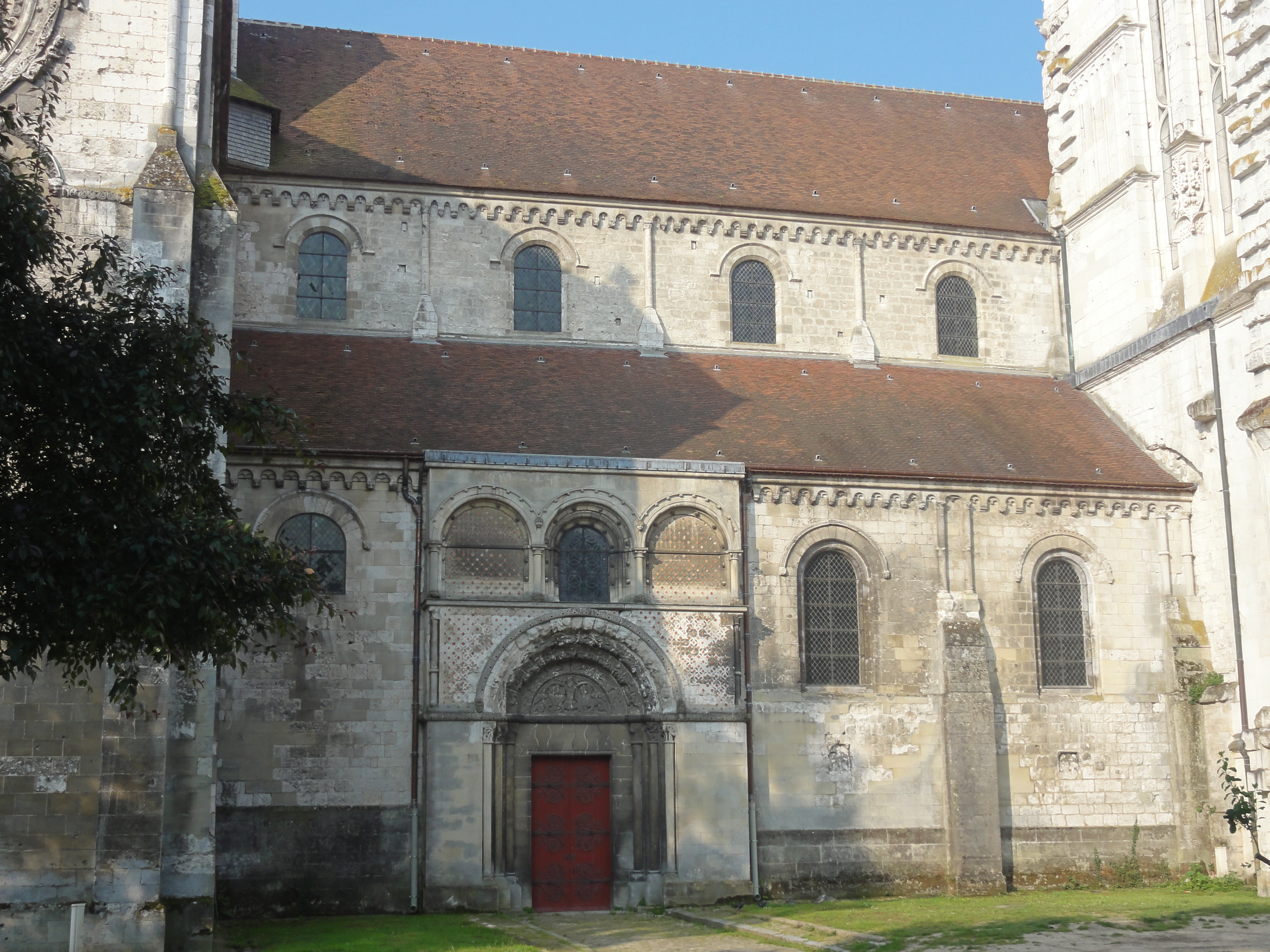
Nef, élévation nord.

#### Portail septentrional

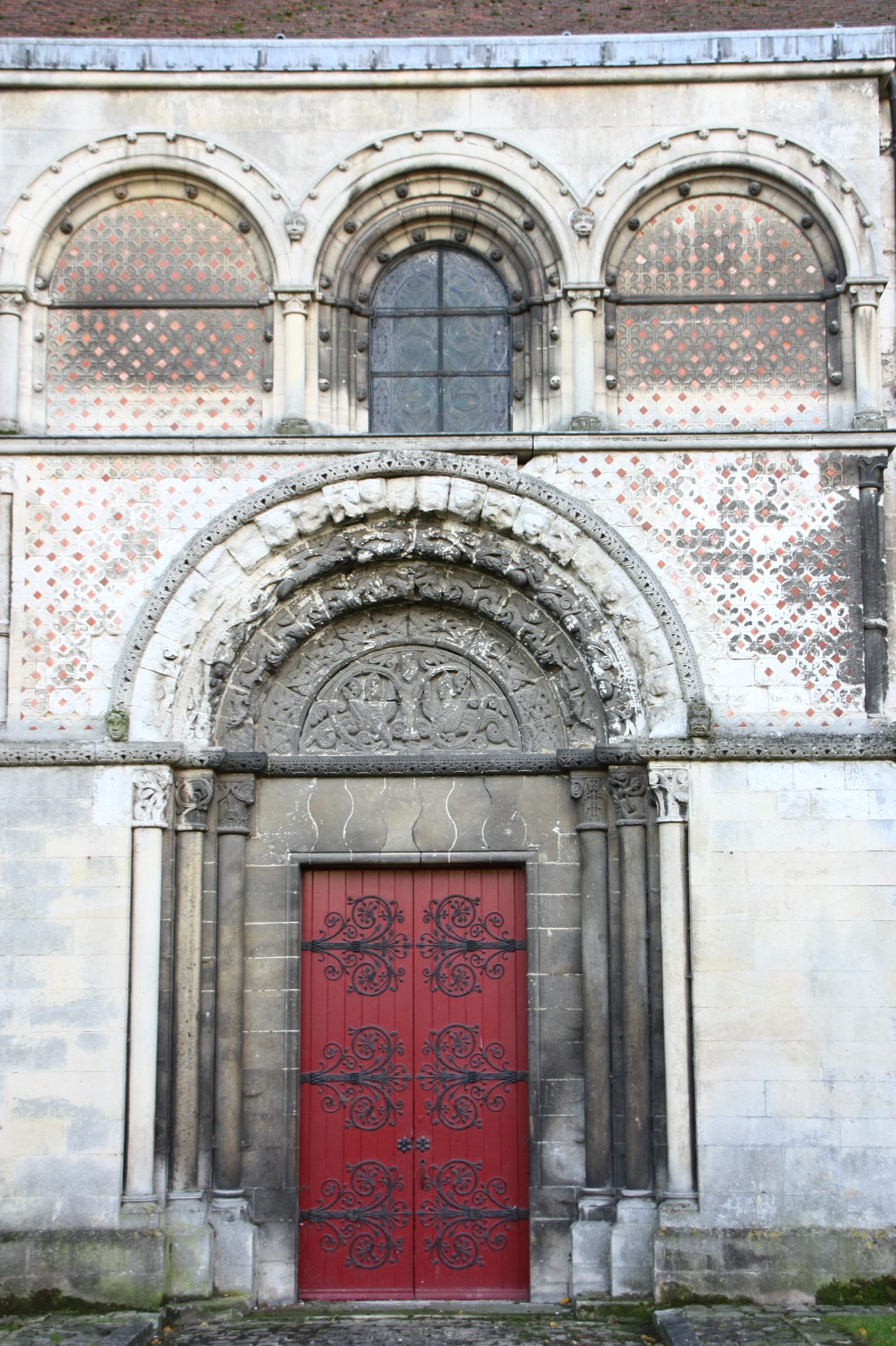
Portail septentrional.

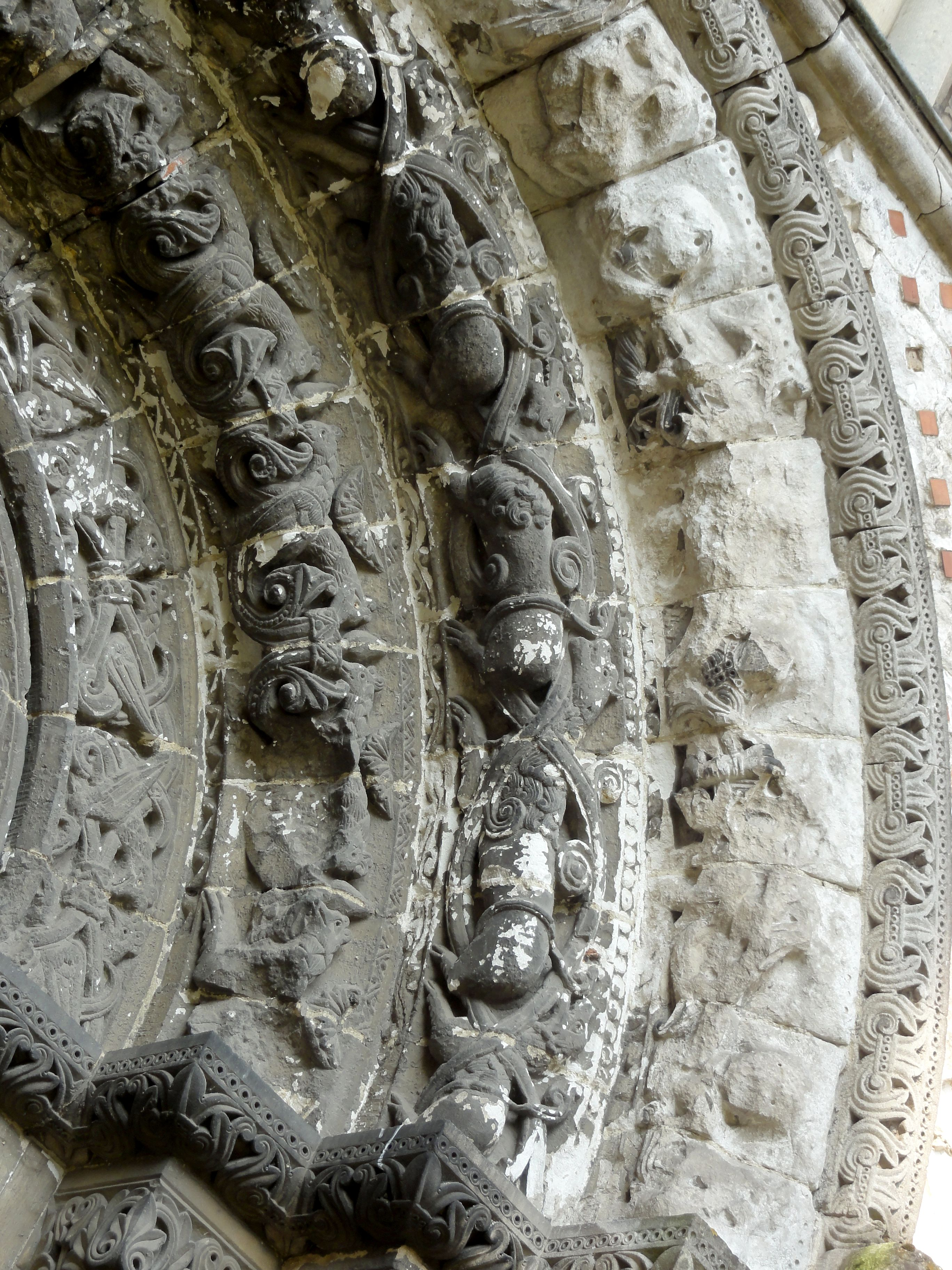
Détail des archivoltes.

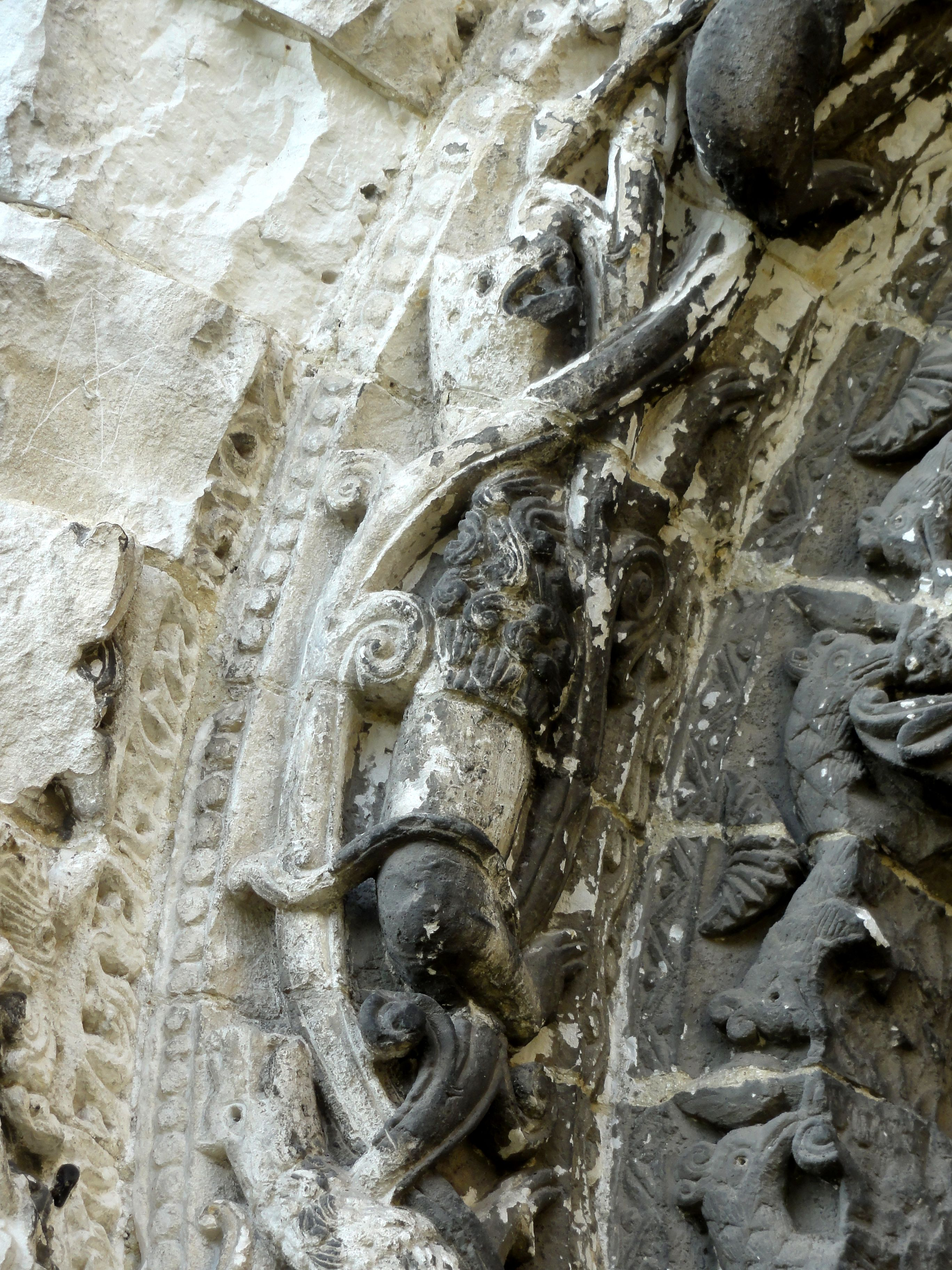
Détail de la 3e archivolte.

Le portail nord de l'avant-dernière travée du bas-côté nord est d'un intérêt extraordinaire, notamment pour la sculpture de son tympan et de sa quadruple archivolte, qui dépasse le cadre du vocabulaire ornemental habituellement utilisé dans la région pendant la première moitié du XIIe siècle et comportant une petite série de motifs prédéfinis, comme les fleurs de violette excavées ou les bâtons brisés. L'intérêt de ce portail a été découvert par plusieurs érudits beauvaisiens, qui au début des années 1840 se sont engagés pour obtenir le classement de l'église, dont aux premiers rangs l'abbé Pierre-Constant Barraud. Par l'adjonction du porche en bois du XVIe siècle, le portail avait été horriblement mutilé comme l'indiquent les descriptions de l'époque. Il a ensuite été profondément restauré en 1851. Les documents relatifs à cette campagne de restauration se sont perdus, mais l'on sait que les colonnettes, la moitié des chapiteaux (les deux premiers de gauche et le premier de droite), le cordon qui entoure l'archivolte supérieure et l'attique ont été entièrement remplacés. Le portail faisant une saillie de 60 cm devant le mur, l'architecte a épaissi aussi le mur au niveau de cet attique, et évite ainsi un ressaut qu'il aurait fallu couvrir d'un gâble. L'attique comporte au centre une baie sous quatre voussures toriques, qui sont garnies de quelques fleurs sphériques et se poursuivent sur les piédroits sans interposition de chapiteaux, qui sont remplacés par de simples bagues. Seulement l'archivolte supérieure déroge à cette règle, et il fait partie d'une succession de trois arcatures plein cintre, dont la première et la dernière contiennent des baies factices. À partir des impostes du portail, le mur est couvert de mailles hexagonales sculptées en creux et groupées par quatre de façon à former un octogone, dont le centre contient un carreau en terre cuite. Rappelant l'orfèvrerie cloisonnée, ce type de décor dit opus reticulatum  se retrouve sur certains tympans de la région.
Les pentures des vantaux de la porte rectangulaire ont été réalisées par Pierre Boulanger. La porte s'ouvre sous un linteau composé de huit segments qui s'emboîtent grâce à un découpage en lignes ondulées, disposition dont il n'est pas certain si elle date d'origine. Ni le linteau, ni les piédroits ne sont décorés, et restent entièrement nus. Le tympan et les colonnettes logées dans les ressauts successifs du mur prennent donc du recul par rapport à la porte. Le tailloir des chapiteaux est remplacé par une frise de palmettes, qui se prolonge en dessous du tympan, et qui réapparaît au-dessus de l'archivolte supérieure, où elle retombe sur deux têtes sculptées. Le tympan est structuré par les tiges qui émanent d'une fleur de lys au centre, et que tiennent les mains d'un buste d'un homme couronné qui domine l'ensemble. Des sphinx à la queue de reptile ressortent des volutes formées par les tiges à gauche et à droite. Sur les archivoltes, dit Annie Henwood-Reverdot, « animaux fabuleux et figures humaines se glissent entre des branches dans un désordre savamment organisé ». Ce n'est pas tout à fait l'impression laissée par une représentation graphique du décor, aujourd'hui passablement érodé car épargné par la réfection de 1851. Sur l'archivolte inférieure, l'on identifie des coqs affrontés, à moins que ce ne soient des basilics. Sur la seconde archivolte, ce sont des colombes superposées deux par deux, l'une regardant vers la gauche et l'autre vers la droite, et l'une ayant la queue plus richement plumée que l'autre. Sur la troisième archivolte, l'on aperçoit des lions regardant tous vers le milieu, au milieu d'un entrelacs de tiges, qui contrairement à ce qu'il paraît à la première vue, ne sont pas les queues des animaux. L'archivolte supérieure n'est plus guère lisible. Par leurs bras tendus, les têtes imberbes et aux cheveux longs étreignent des rinceaux symétriques noués devant leur poitrine, attitude typique de Gilgamesh étouffant un lion. Dans tous les cas, il s'agit de décors traités à la façon d'une frise, avec des sujets qui se répètent à l'infini.
Étudiant les sources d'inspiration de l'artiste qui sculpta le portail au XIIe siècle, Annie Henwood-Reverdot pense aux ivoires arrivant d'Antioche par le monde byzantin et par l'Espagne et aux étoffes imprimées de la même provenance, qui n'étaient pas inconnus à Beauvais, où l'église Saint-Étienne possédait justement un reliquaire dit byzantin. Il est bien connu que l'art roman se soit développé en Arménie, et Jurgis Baltrušaitis a trouvé une miniature sur le feuillet 27 de l'évangéliaire d'Hahpat (Arménie) qui lui évoque les archivoltes et le tympan du portail nord de Saint-Étienne. L'on y voit toutefois des éléphants à la place des sphinx. Des griffons se faisant face et entourés de tiges émanant d'un cep central sont par ailleurs un motif récurrent au Moyen-Orient sous l'Antiquité. Des suaires conservés dans le trésor de la cathédrale Saint-Étienne de Sens ou l'encensoir de Lille du XIIe siècle comportent le même motif. Les sphinx ou griffons ont un corps d'oiseau, une tête humaine et une queue de reptile ; ils s'identifient ainsi comme des sirènes-oiseaux, où la queue symbolise le diable, et la sirène incarne l'idée de la tentation ou du péché. C'est une interprétation occidentale du modèle oriental. Les tiges ou rinceaux signifient l'arbre de vie. Quant aux basilics entrecroisés et symétriques, ils sont aussi un emprunt à l'iconographie orientale. L'on peut retrouver le motif notamment sur le trumeau de l'église Saint-Pierre de Moissac, du XIIe siècle également. Dans son ensemble, le tympan a été compris par certains historiens comme l'illustration de la Genèse, hypothèse qui se heurte au caractère païen du décor. Plus probablement, le sculpteur n'a pas voulu transmettre de message, mais simplement épater le spectateur en réunissant un certain nombre de motifs qui fascinèrent ses contemporains.
La décoration de l'élévation du bas-côté et de la nef a été largement refaite au nord, où en raison du manque d'ensoleillement l'humidité fait davantage de dégâts. Il convient d'étudier l'élévation latérale au sud, où elle est plus authentique et plus complète, puisque les deux premières travées du nord ont été remplacées par le clocher.

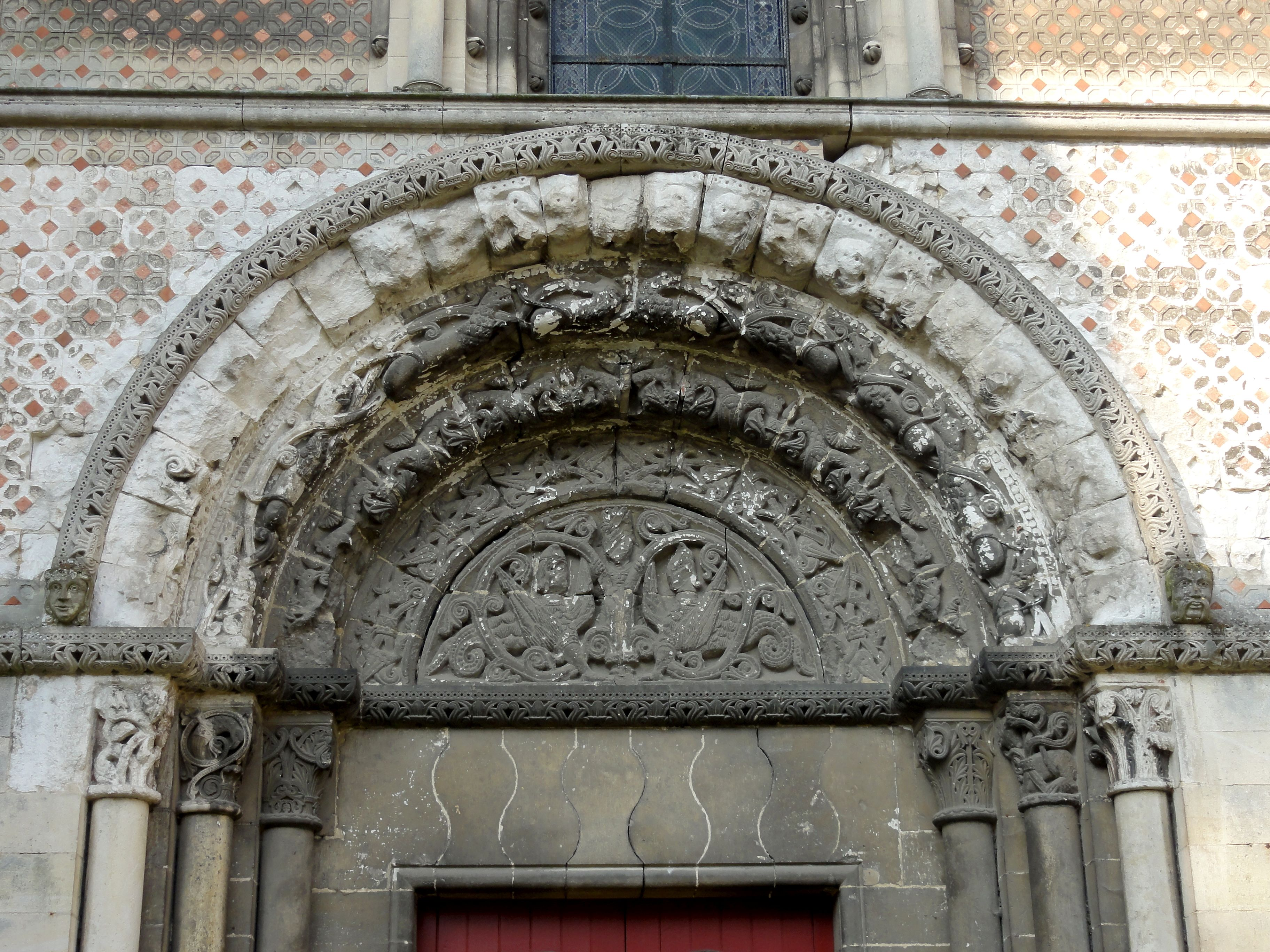
Archivoltes et tympan.
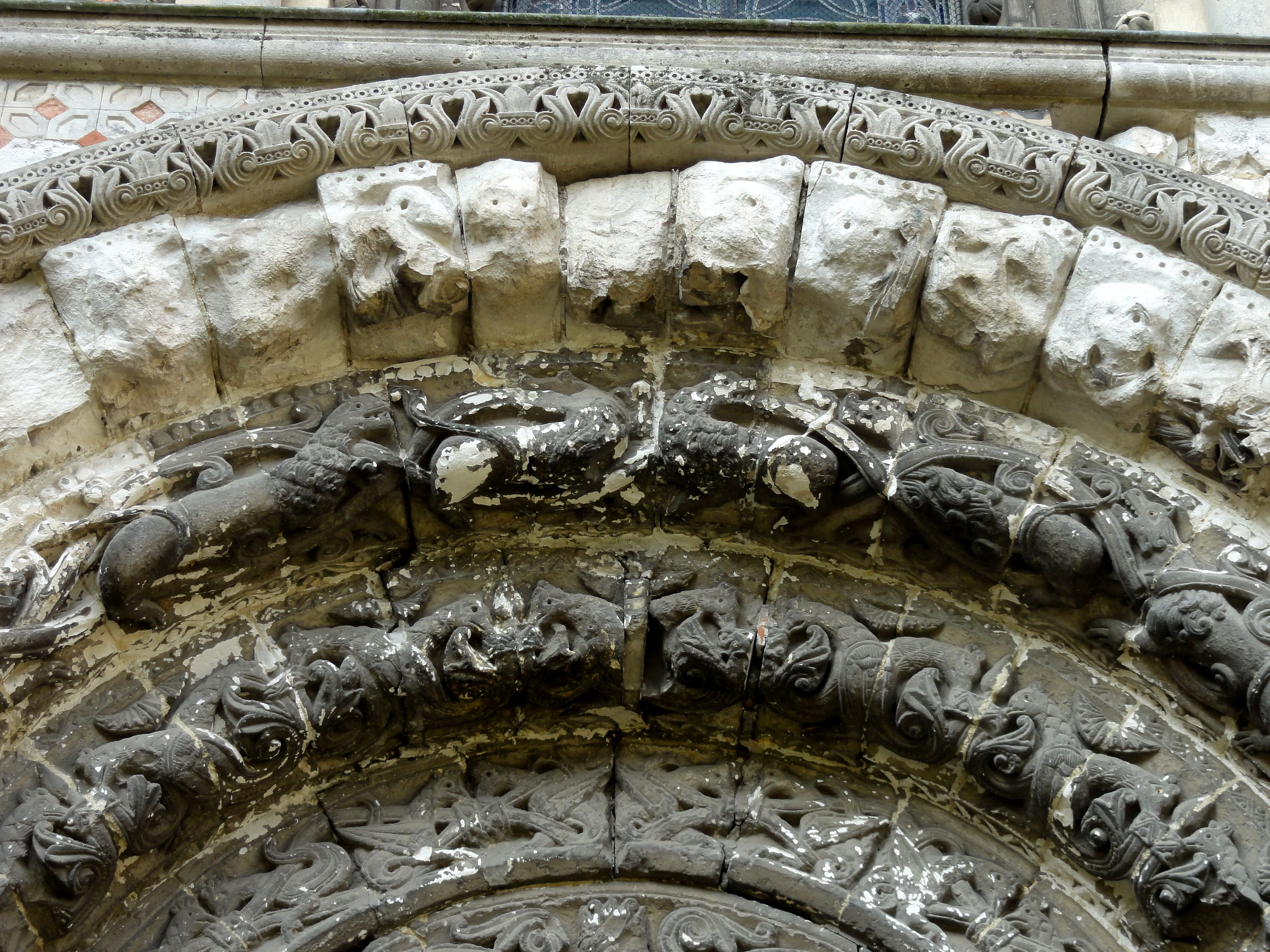
Détail des archivoltes.
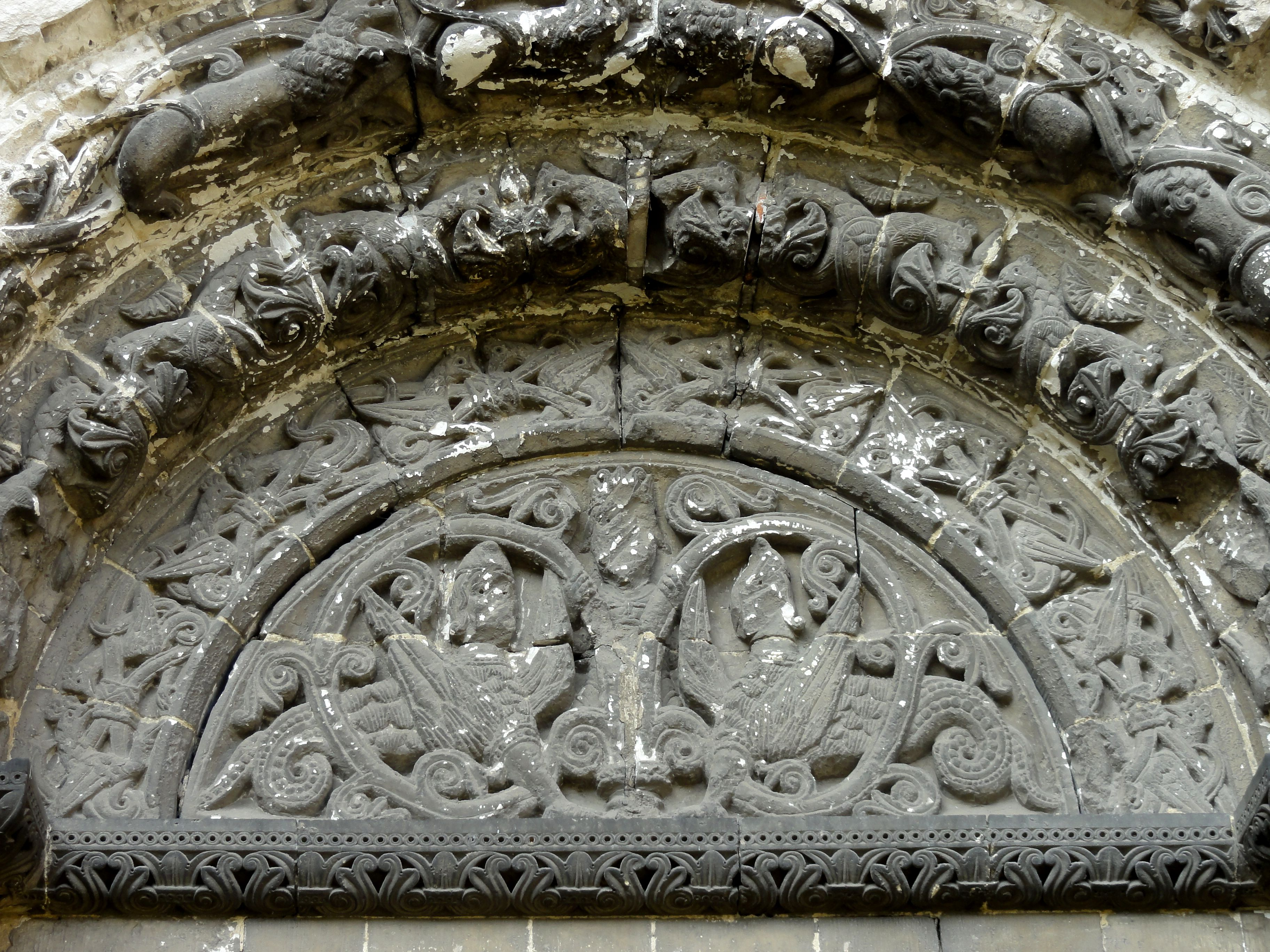
Tympan.
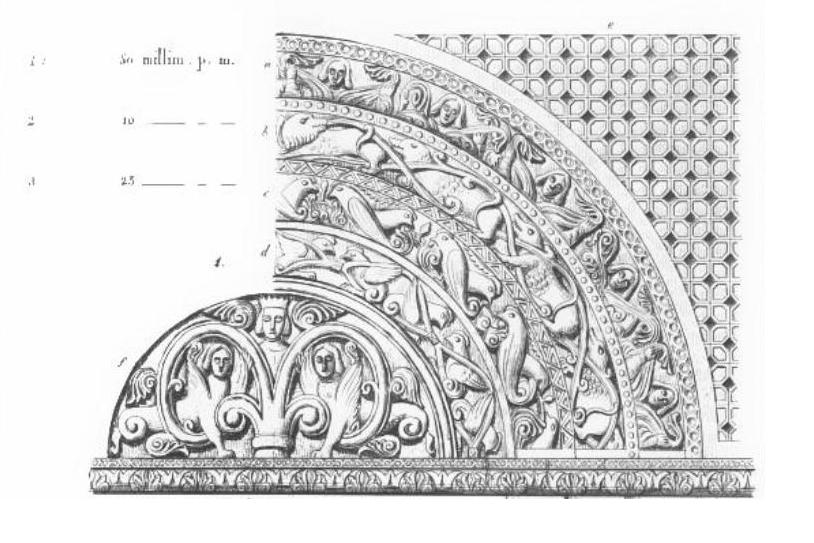
Dessin par E. Woillez.
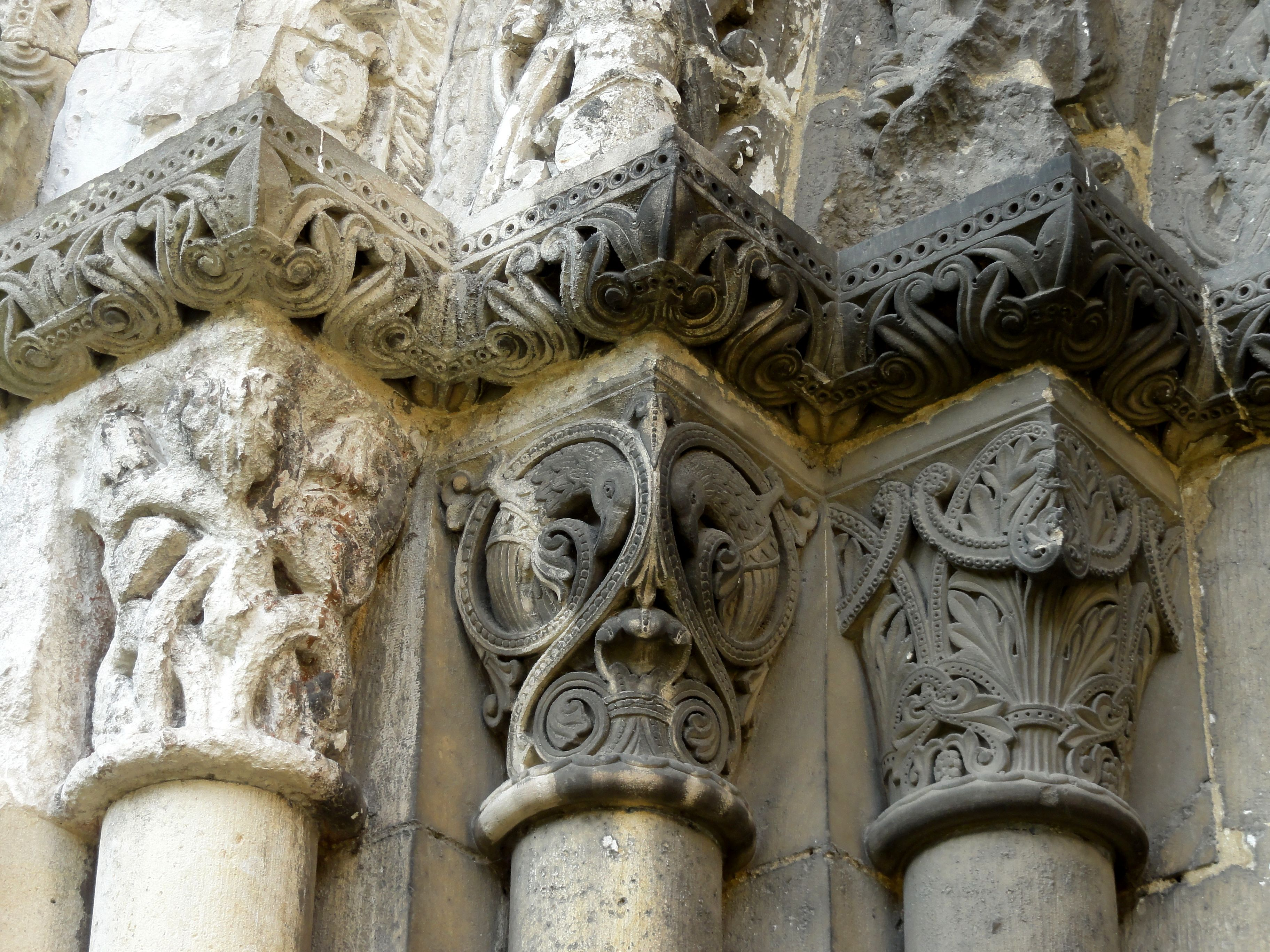
Chapiteaux à gauche.
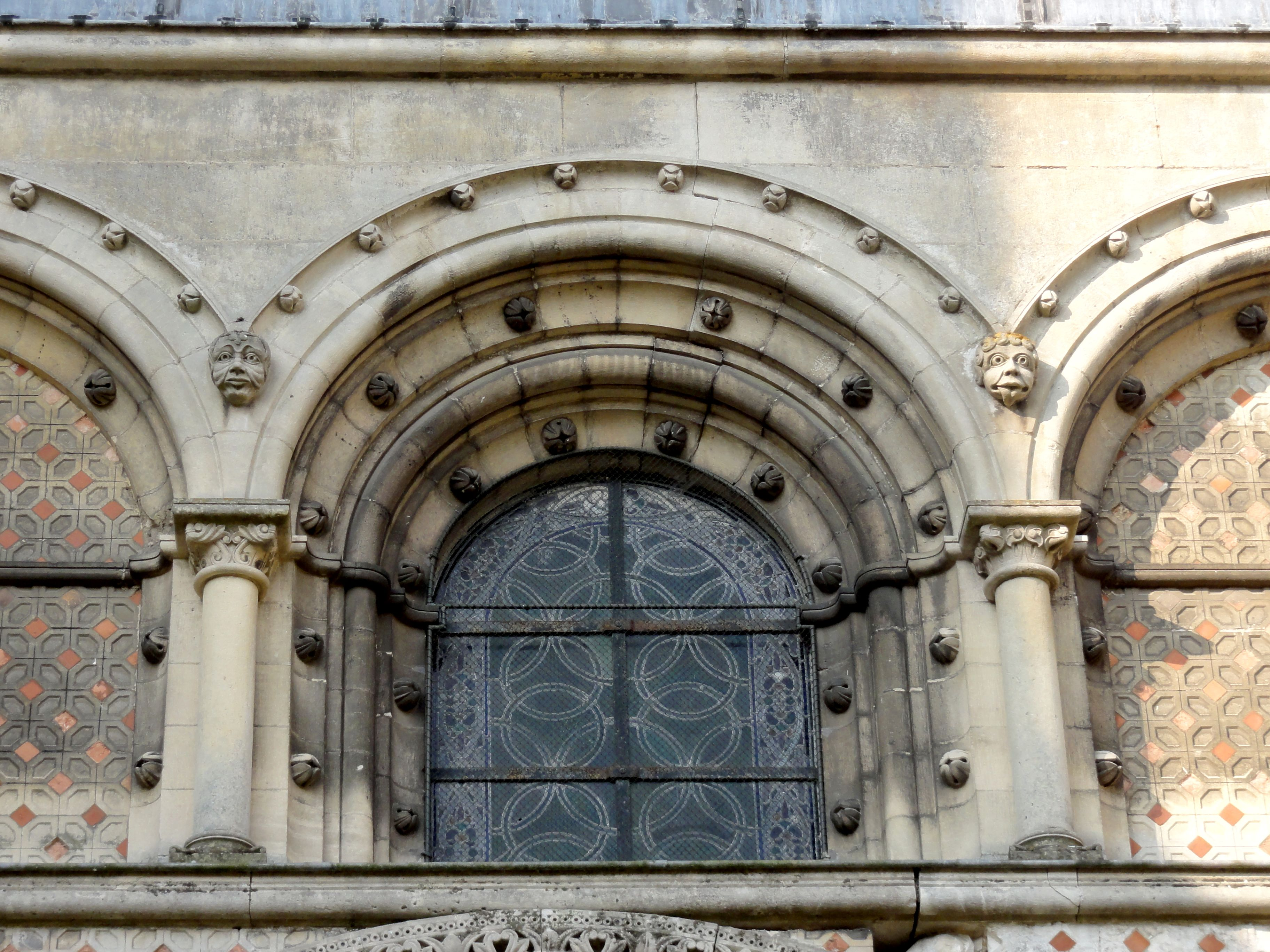
Fenêtre.

#### Clocher

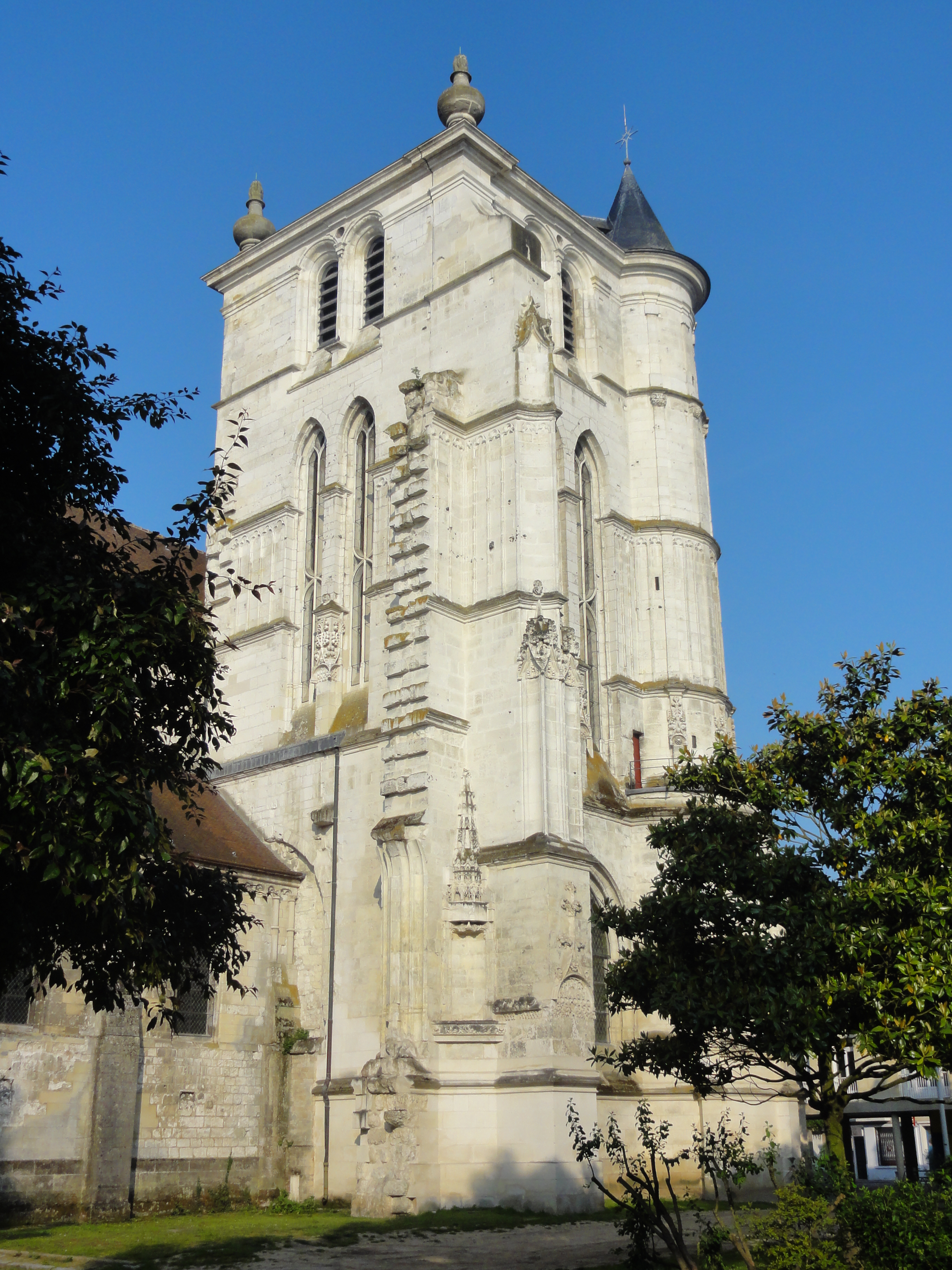
Vue depuis le nord-est.

À l'origine, la façade occidentale était symétrique et comportait des demi-pignons à gauche et à droite, mais la construction de la tour du clocher à partir de la fin du XVIe siècle vient rompre l'harmonie de l'ensemble. Répondant à un plan carré de 12,50 m de côte, sa largeur correspond aux deux tiers de la largeur de la nef et des bas-côté réunis. La tour du beffroi comprenait un dôme de bois, qui a été détruit dans un incendie et n'a jamais été remplacé. La structure intérieure a quant à elle disparu lors du bombardement des 8 et 9 juin 1940. Construite d'une pierre trop tendre, cette tour d'apparence extraordinairement massive a posé très tôt de sérieux problèmes de stabilité, et son déversement vers l'est a mis en péril le bas-côté nord, qui a dû être entièrement reconstruit au début du XXe siècle, ainsi que la façade occidentale. Source de soucis incessants, la tour n'a jamais suscité d'admiration parmi les archéologues et historiens. Souvent dénigrée, elle a été exclue du premier classement de l'église, et restaurée tardivement, elle doit être considérée avant tout comme un témoin de l'histoire plus qu'un chef-d'œuvre. Édifiée lentement au fil de près d'un siècle, elle met en exergue le passage du style flamboyant, auquel appartiennent encore les étroites baies du premier étage et les réseaux plaqués à la même hauteur, vers le style de la Renaissance avec ses pilastres qui apparaissent sur les parties hautes de la tourelle d'escalier, puis vers le style baroque exprimé à travers le contrefort occidental s'amortissant par un enroulement. Vu la date de début de construction autour de 1585, la présence même du style flamboyant est un énigme. Il se traduit aussi par les pinacles plaqués en bas de la tourelle d'escalier, dont la grosseur inhabituelle au niveau du rez-de-chaussée fait l'originalité. La scansion horizontale par six niveaux de larmiers donne un peu de cohérence à l'ensemble, mais l'absence de symétrie des élévations et le déséquilibre entre les trois niveaux de baies ne sont pas favorables à l'esthétique. Les baies en plein cintre du second étage sont trop basses et paraissent tassées. L'élévation orientale fait apparaître des pierres de réserve en vue d'une potentielle reconstruction de la nef, et sa conception n'est donc pas aboutie. L'élévation septentrionale comporte à gauche un contrefort de type flamboyant, qui monte jusqu'en haut du premier étage. À droite, la tourelle d'escalier remplace le contrefort, tout comme à gauche de l'élévation occidentale. Ici le contrefort à la droite est plus saillant et moins décoré que le contrefort flamboyant au nord, et il est relié au corps de la tour par un mur biais. Aucun contrefort n'existe au sud, du fait de l'antériorité de la nef. Trois pots-à-feu d'une sculpture assez sommaire et datant de 1705 couronnent trois angles du toit-terrasse actuel, alors qu'une poivrière toute récente coiffe la tourelle d'escalier.

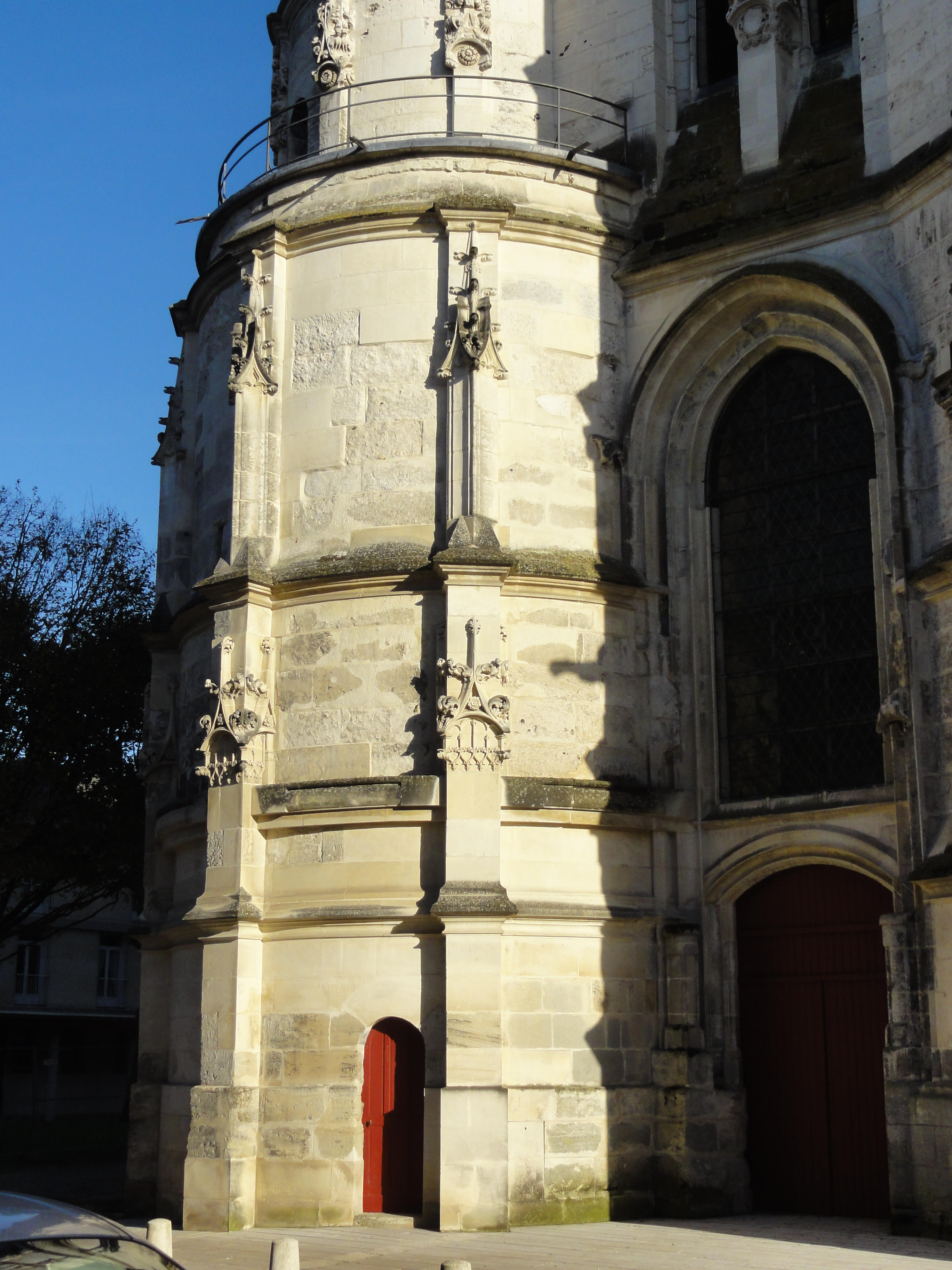
Angle nord-ouest.
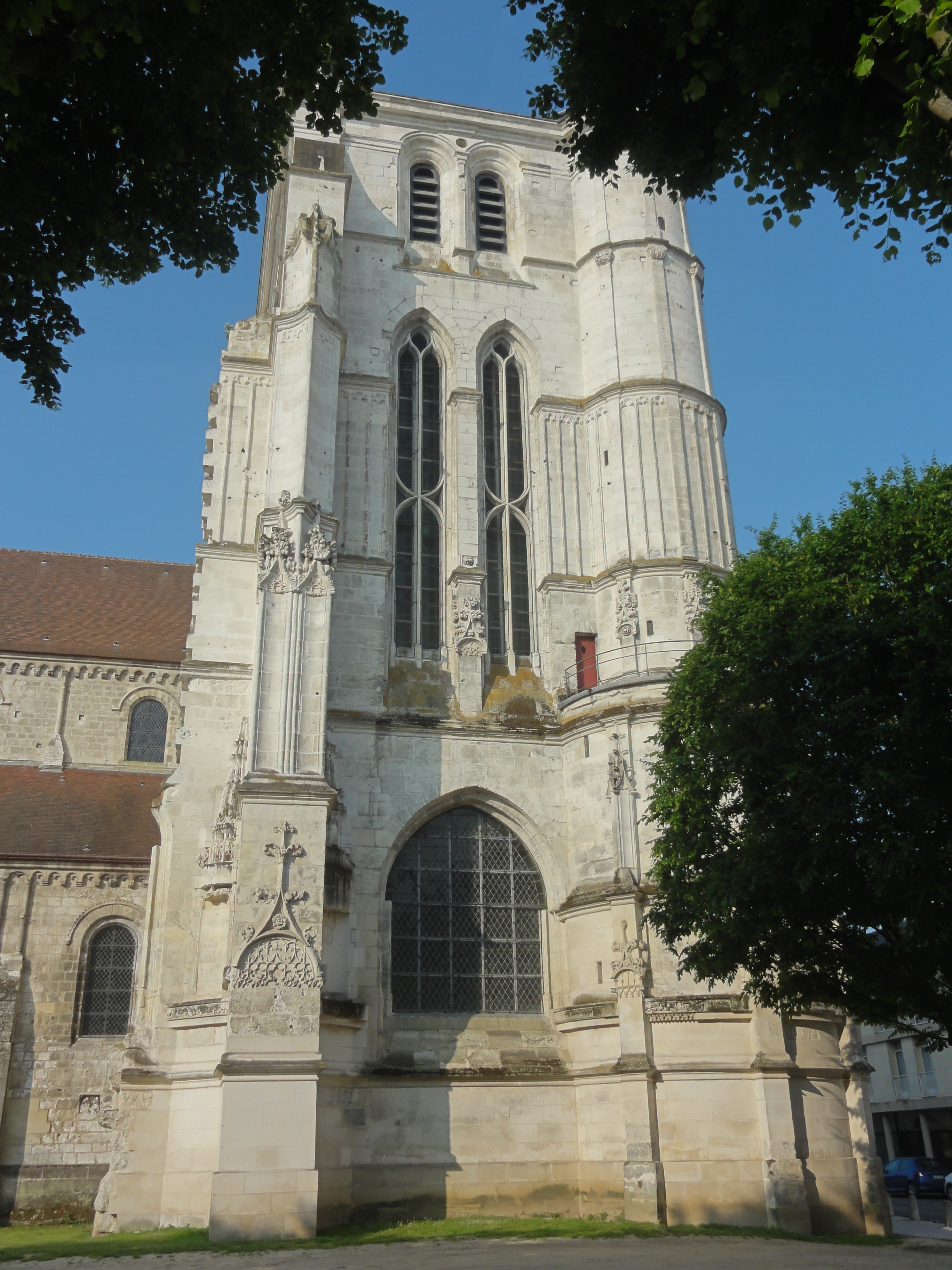
Vue depuis le nord.
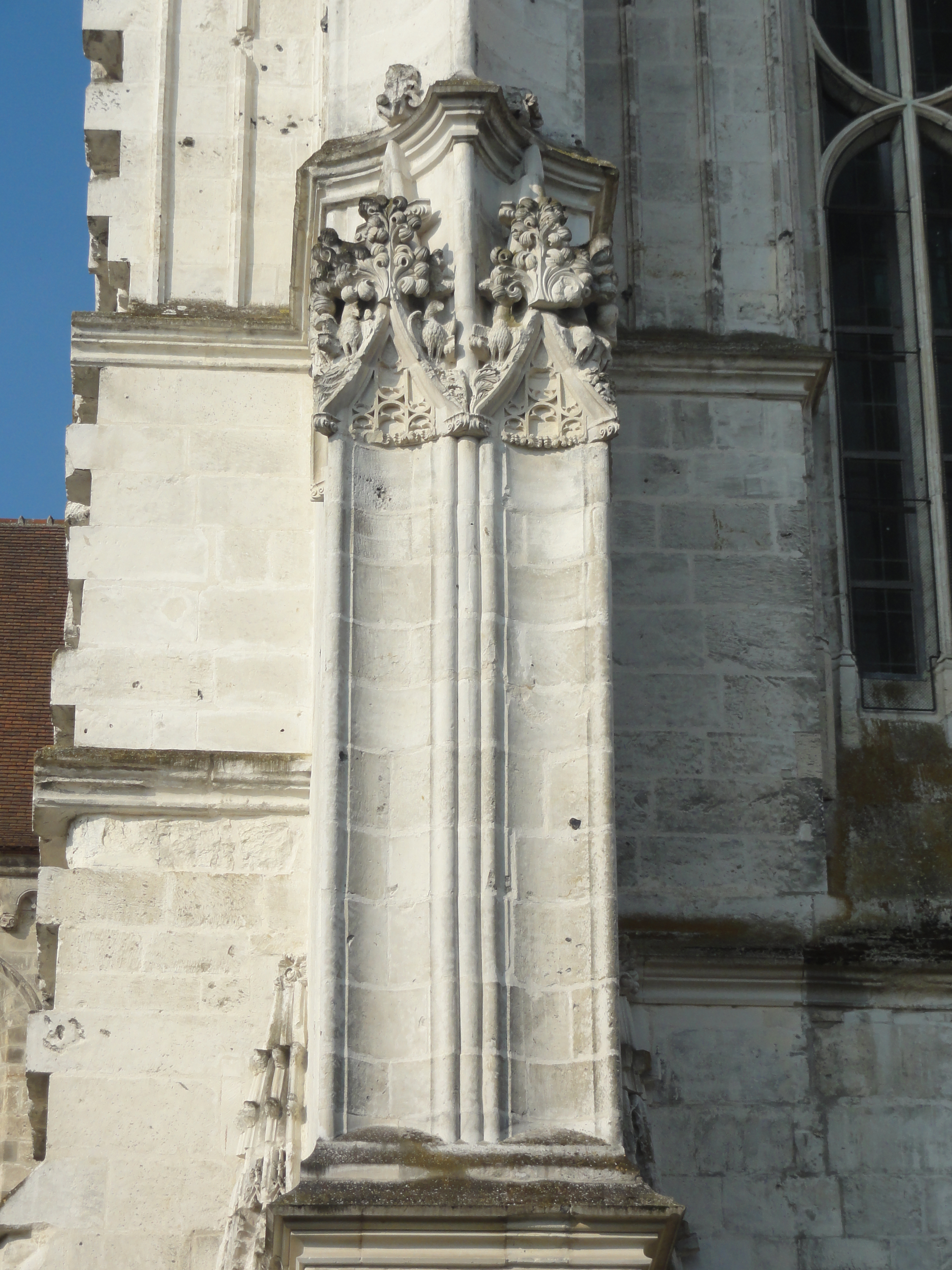
Détail d'un contrefort.
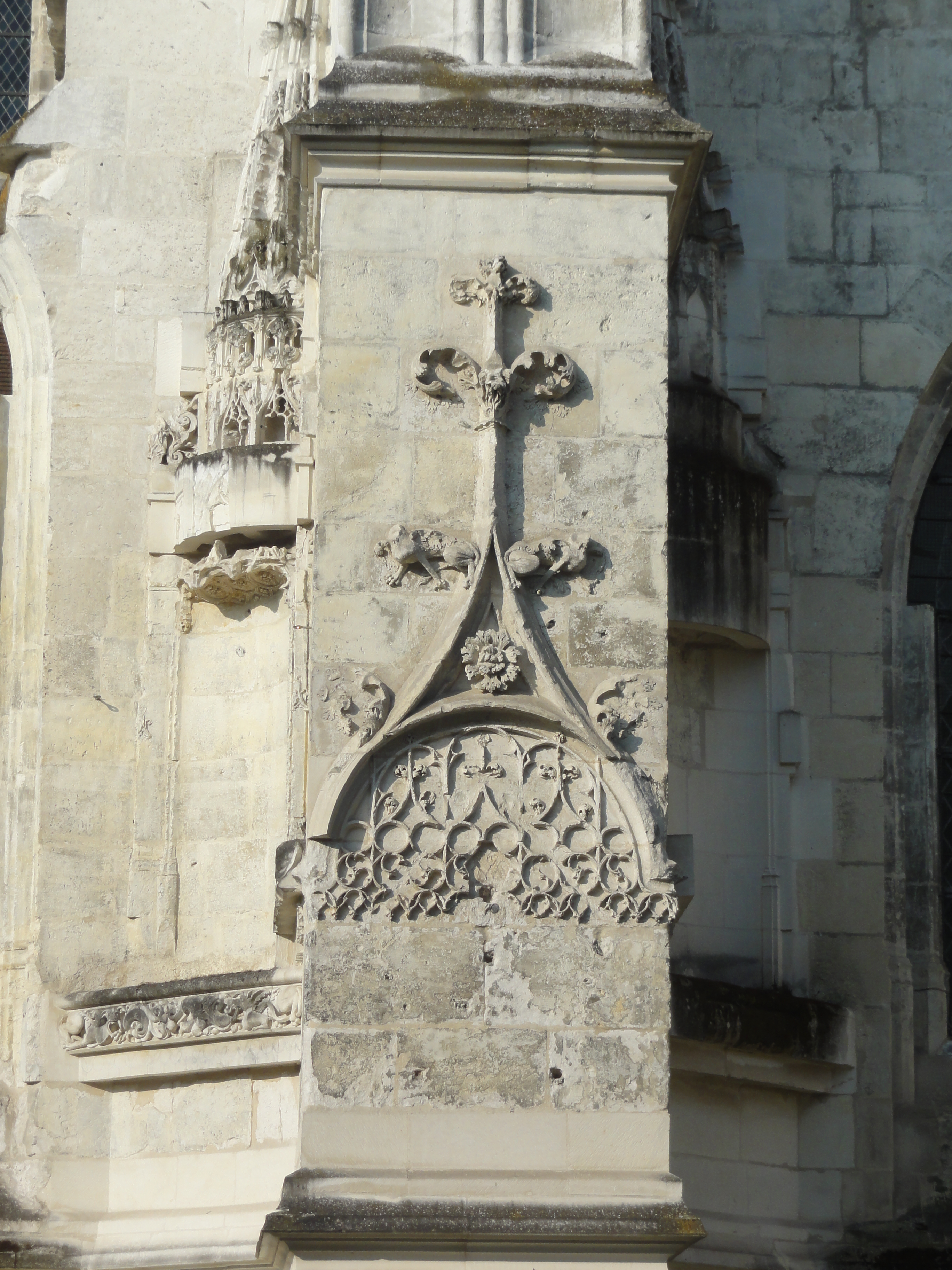
Détail d'un contrefort.
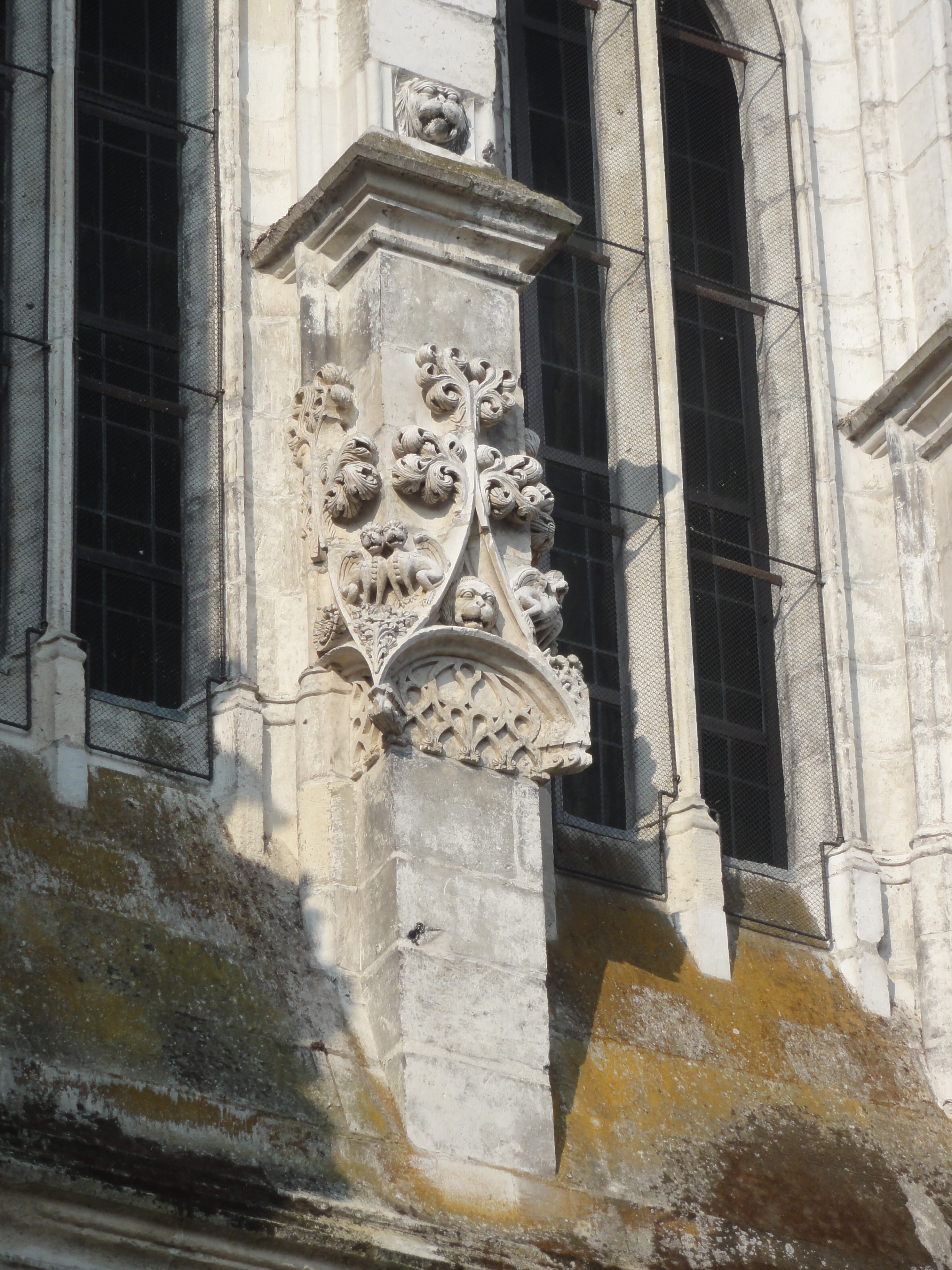
Détail d'un trumeau.
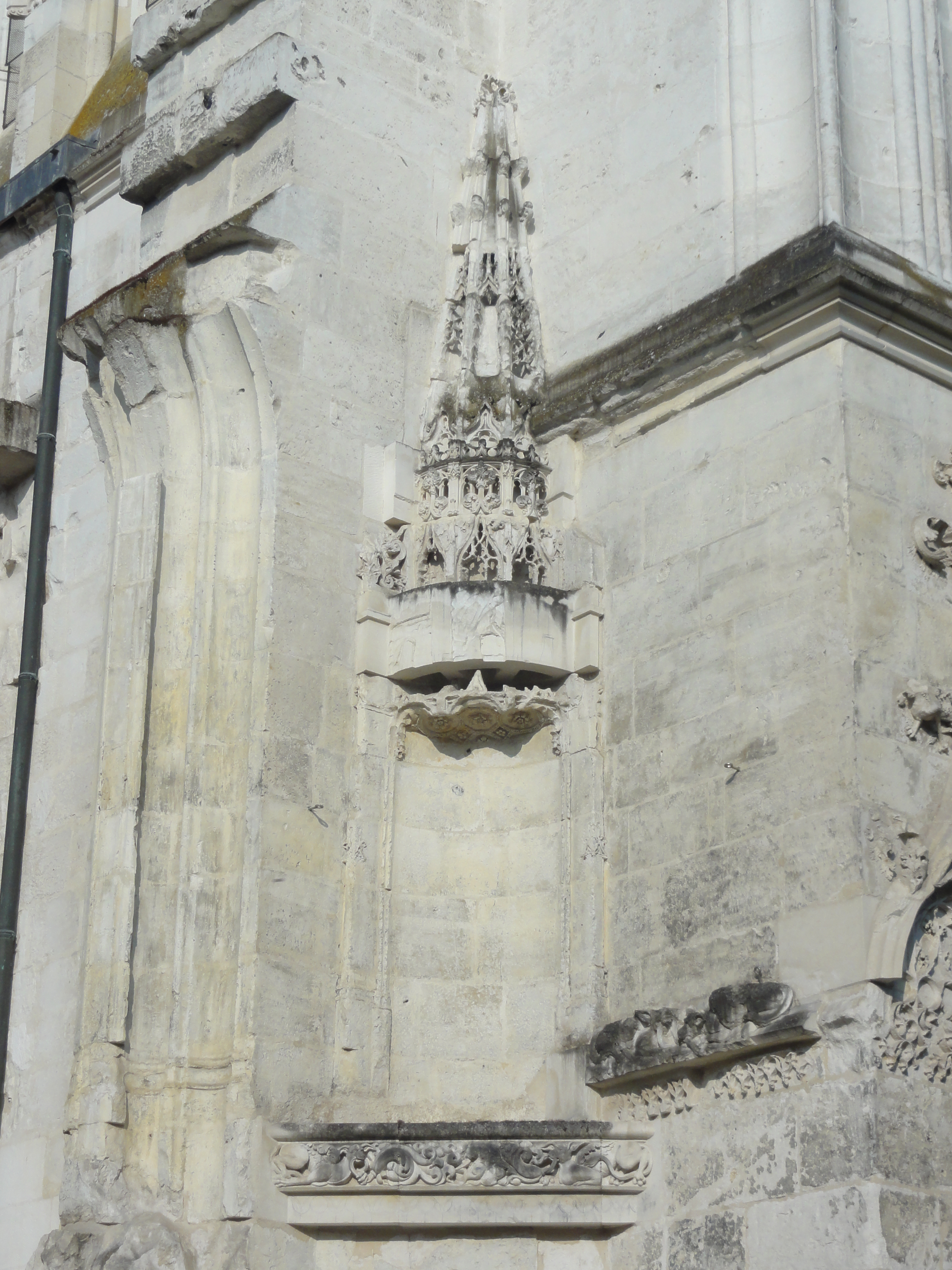
Niche à statue.

#### Façade occidentale

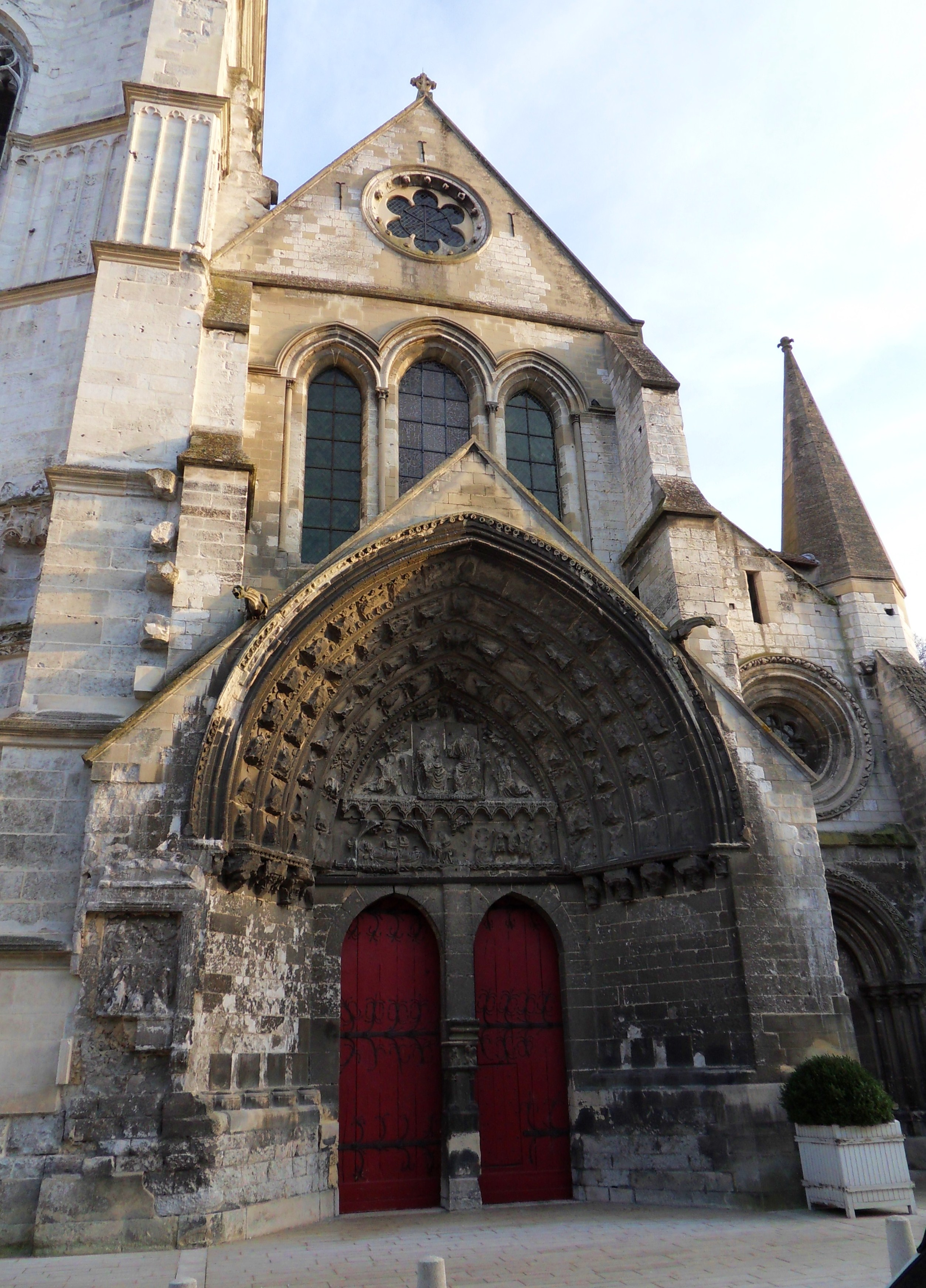
Façade occidentale.

La façade occidentale de la nef de la fin du XIIe siècle ou du début du XIIIe siècle se caractérise par des contreforts à triple larmier plus saillants que sur les élévations orientales, et par des fenêtres de style gothique primitif au-dessus du portail, qui occupe toute la largeur disponible et domine toute la façade. Il a profondément modifié sa physionomie quand il a été ajouté, peu de temps après l'achèvement. Annie Henwood-Reverdot remarque que sa largeur, sa hauteur et sa saillie exagérées ne correspondent pas au projet d'origine. Le pignon est sommé d'une croix nimbée en antéfixe, et il est ajouré d'une petite rosace hexalobée, sans remplage. En dessous, le triplet tranche avec les petites fenêtres des élévations latérales. Les trois baies sont en arc brisé, et celle du centre est plus élevée que les autres. Elles s'ouvrent entre de fines colonnettes à chapiteaux, qui supportent une archivolte torique surmontée d'un bandeau mouluré, qui se poursuit au niveau des impostes. Malheureusement, les trois fenêtres ne contribuent plus à l'éclairage de la nef, car obstruées par le buffet d'orgue. Le gâble du portail cache en outre la partie inférieure des fenêtres. Il recouvre la saillie du quintuple archivolte, qui est composée d'une succession de tores et de gorges. Les quatre premières archivoltes comportent quatorze statuettes chacune, dont ne restent plus que des vestiges peu évocateurs depuis le vandalisme révolutionnaire. Le tympan rend hommage au Couronnement de la Vierge et se place ainsi dans le courant de la cathédrale Notre-Dame de Senlis, où le sujet est représenté pour la première fois en France en 1185. La Vierge couronnée trône à droite de son fils qui lève sa main pour la bénir. Des anges encensent ou portent des flambeaux. L'on a longtemps cru voir une représentation de la Sainte Trinité. — Les chapiteaux de feuillages sont encore presque au complet et restent lisibles. Il y avait quatre chapiteaux de chaque côté, correspondant aux quatre archivoltes, puis un cinquième plus petit correspondant au tore supérieur. Les dais et niches à statues ont disparu hormis leurs bases ; l'on note que les piédroits du portail sont formés par des murs biais au lieu de présenter des ressauts successifs, comme c'est souvent le cas. Un bas-relief mutilé existe à gauche du portail.
À droite du portail principal, se trouve le portail plus petit du bas-côté sud. Sa triple archivolte torique en tiers-point est ménagée dans l'épaisseur du mur, ce qui permet de penser qu'il date d'origine, soit d'autour de 1200. L'archivolte est surmontée d'un agréable rang de rinceaux de feuilles et grappes de vignes, mais le tympan reste en revanche nu. En dessous, la porte elle-même est en tiers-point, ce qui paraît inhabituel sous un tympan : Il s'agit en fait d'un remaniement. Les trois chapiteaux à gauche du portail sont assez différents des trois chapiteaux à droite : les premiers : à gauche, ils sont sculptés de feuilles assez sèches, étroites et non découpées ; à droite, les feuilles grasses sont disposées en deux rangs et se recourbent en crochets. Elles évoquent la fin du XIIe siècle. Les colonnettes sont encore en place ou ont été refaites, et elles sont logées dans des ressauts du mur. Un bandeau au-dessus du portail structure horizontalement la façade. Comme sur la partie centrale de la façade, le mur est percé d'une rosace hexalobée, qui ici est plus profondément enfoncée dans le mur et entourée de moulures. L'angle sud-ouest de la façade est occupé par une tourelle d'escalier octogonale, qui est dissimulée par les contreforts jusqu'en haut du mur du bas-côté, mais qui en même temps est accentuée par une haute flèche pyramidale décorée uniquement d'une croix en antéfixe.

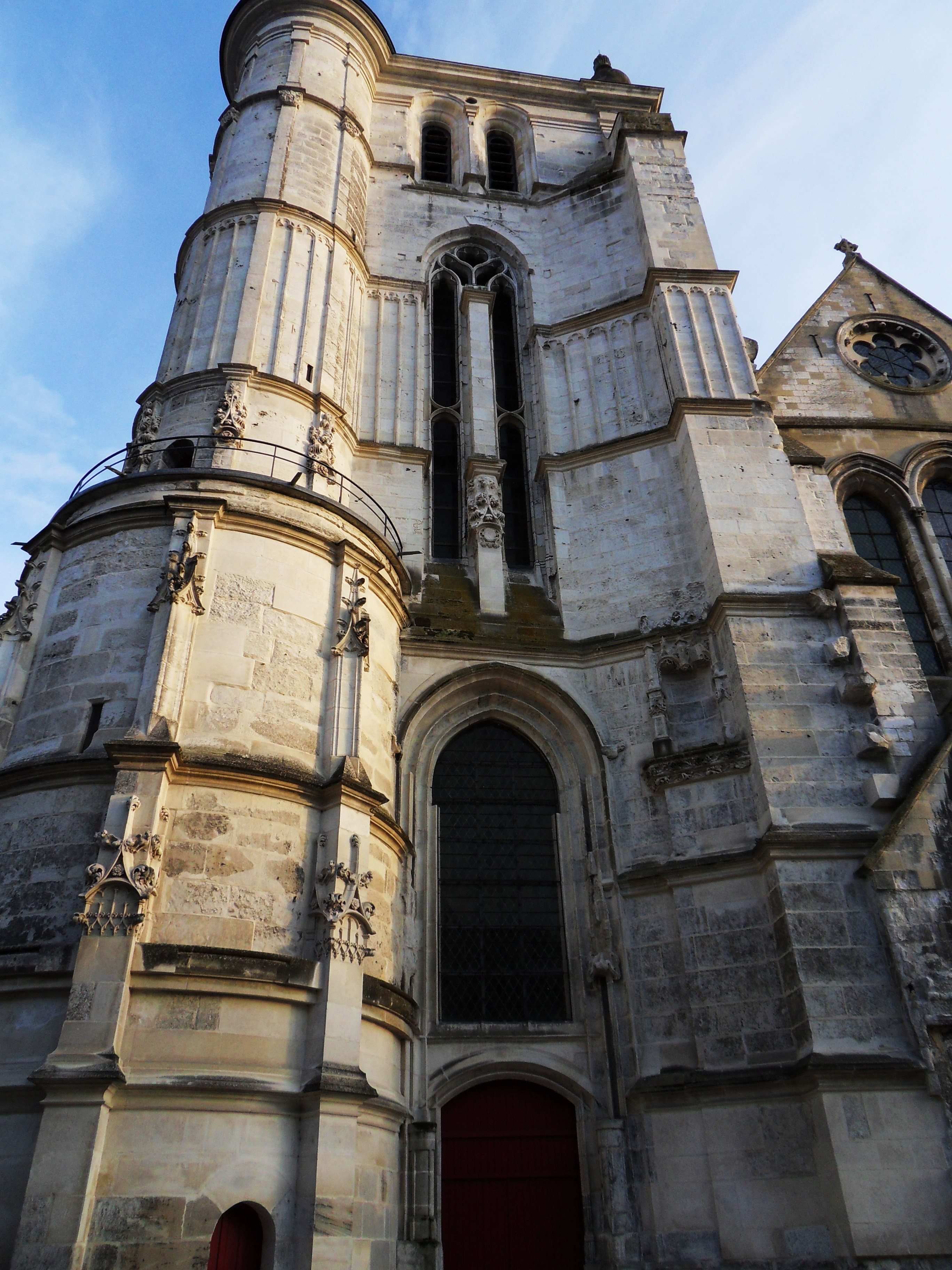
Vue depuis l'ouest.
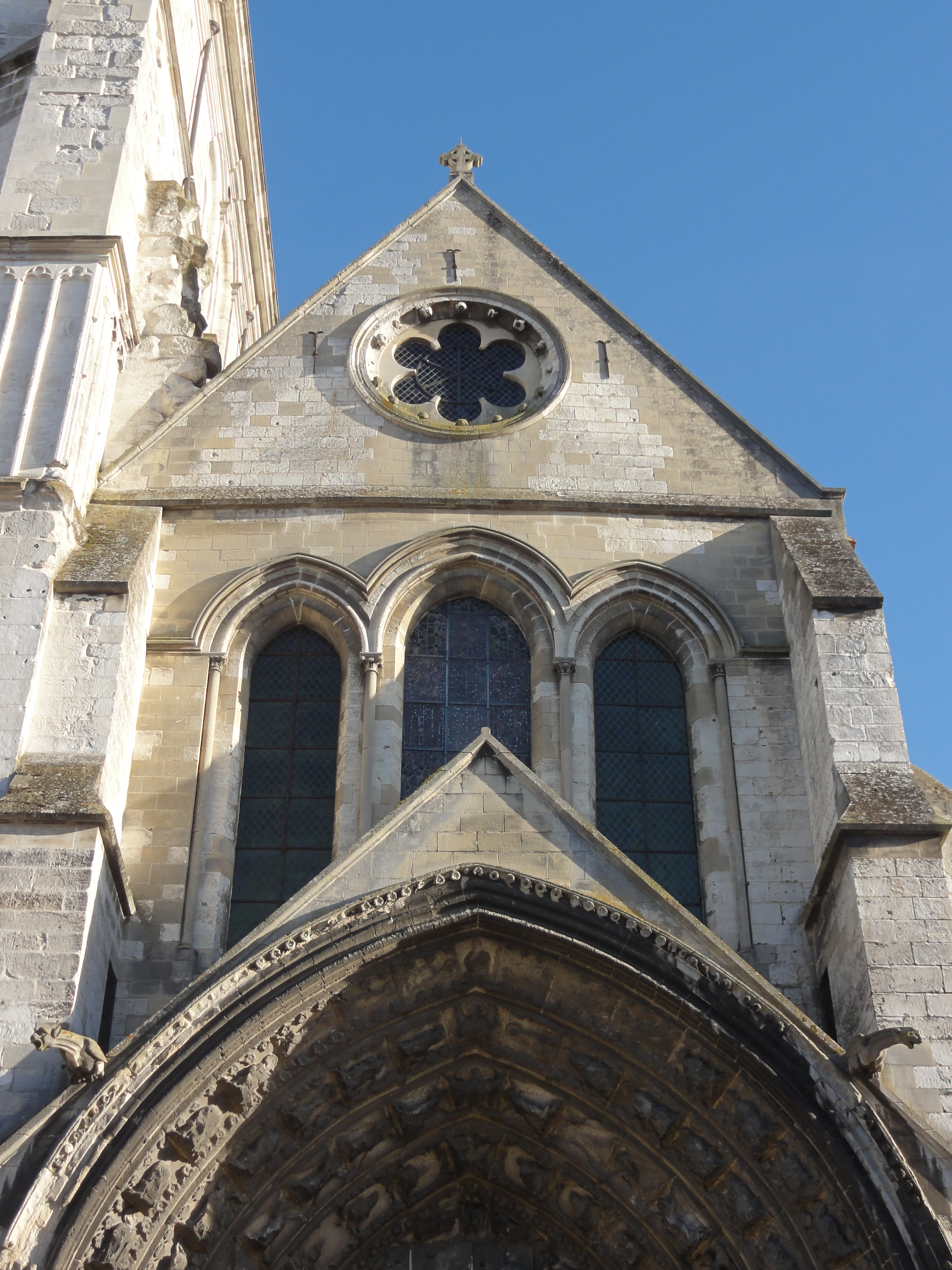
Façade, triplet et rosace.
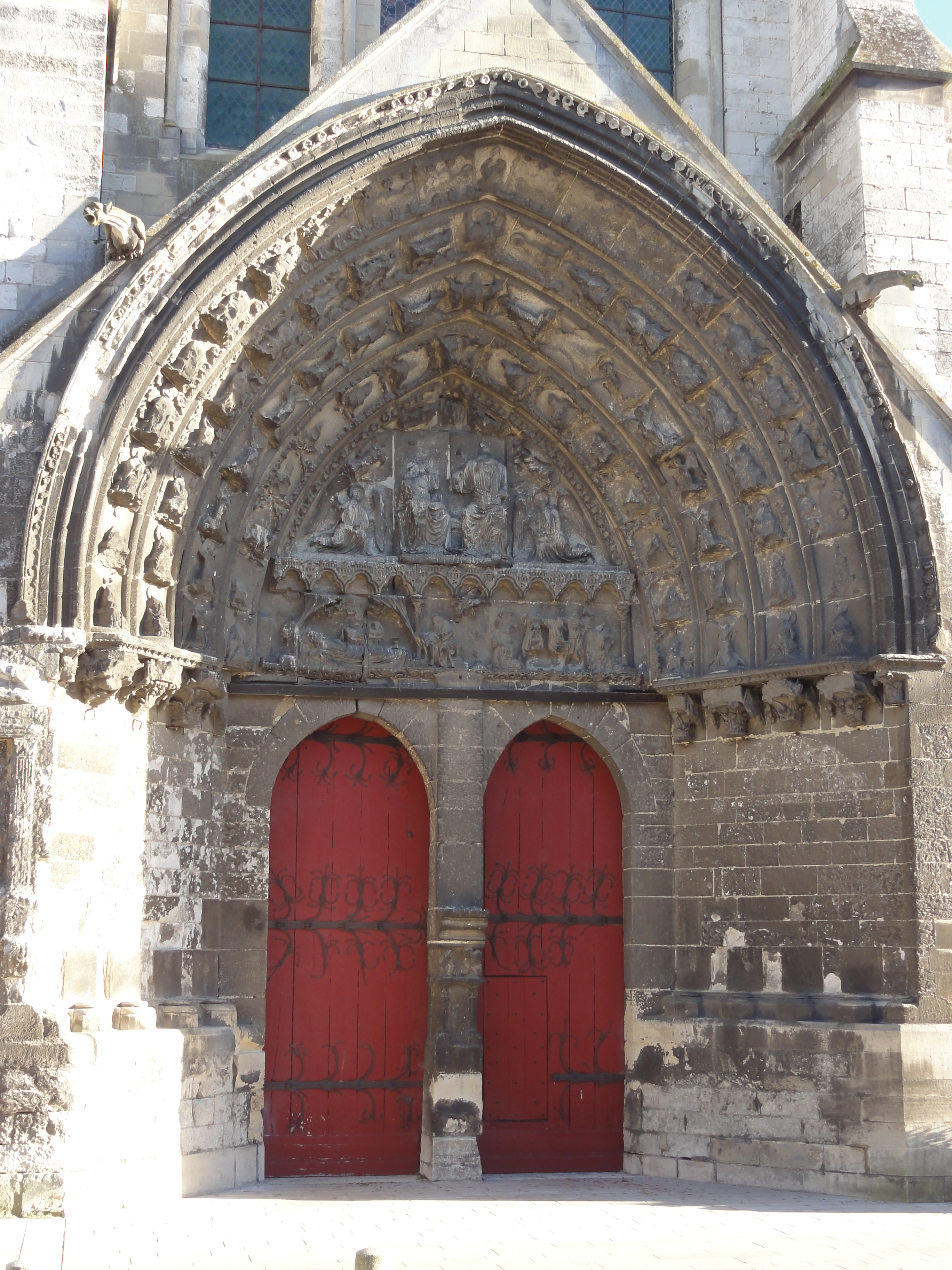
Portail occidental.
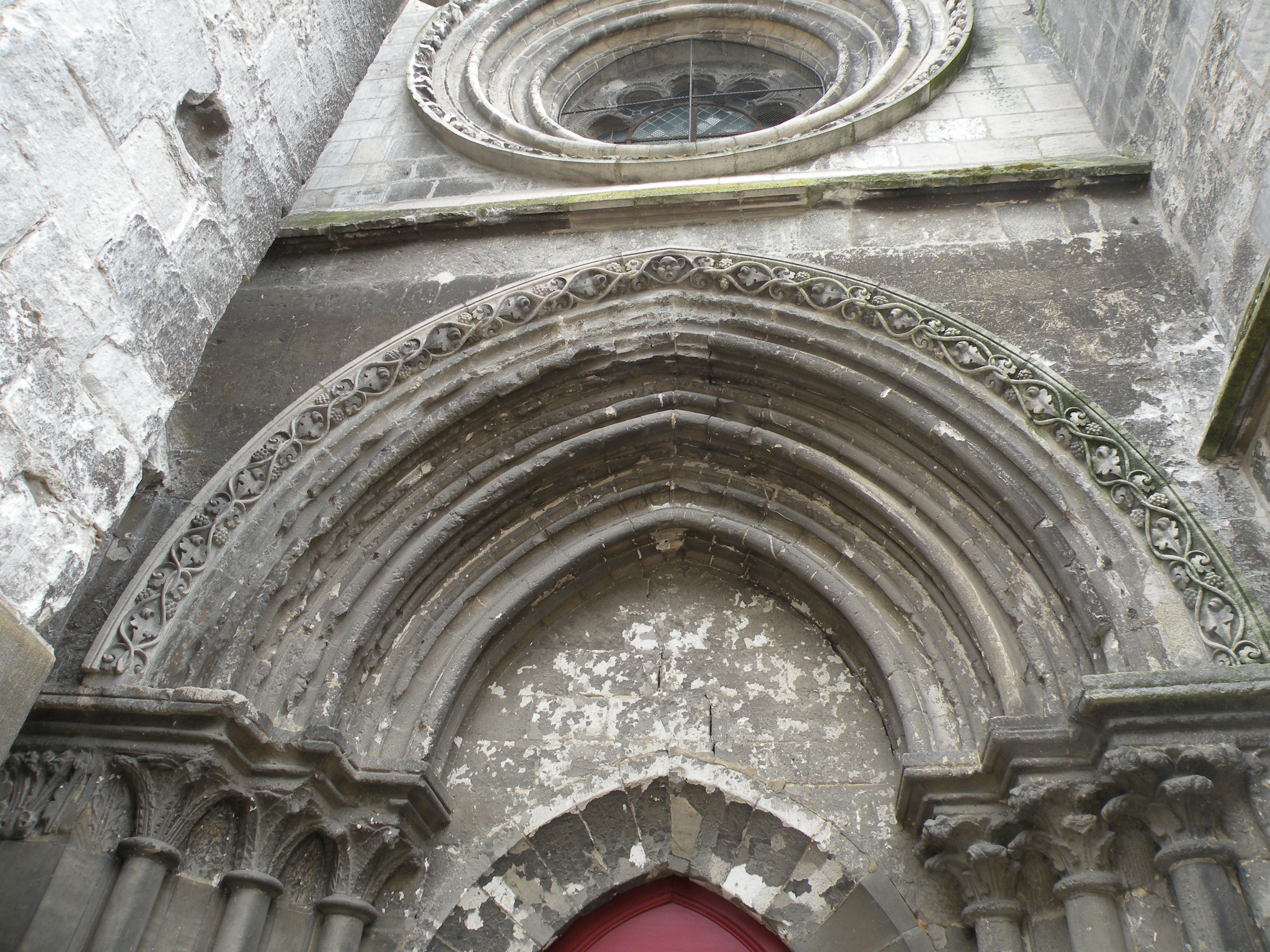
Tympan du portail secondaire.

#### Élévation latérale sud

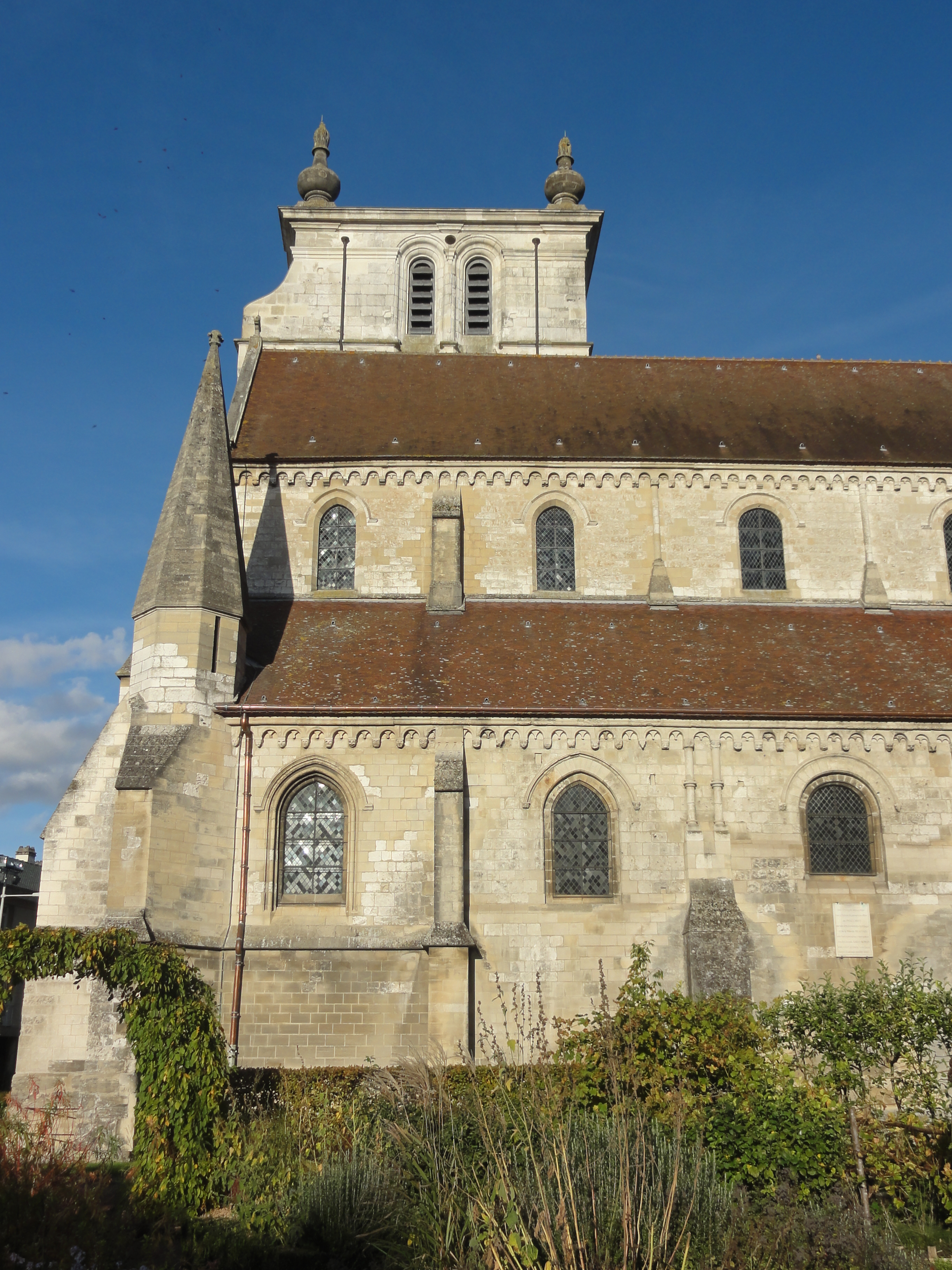
Vue partielle depuis le sud.

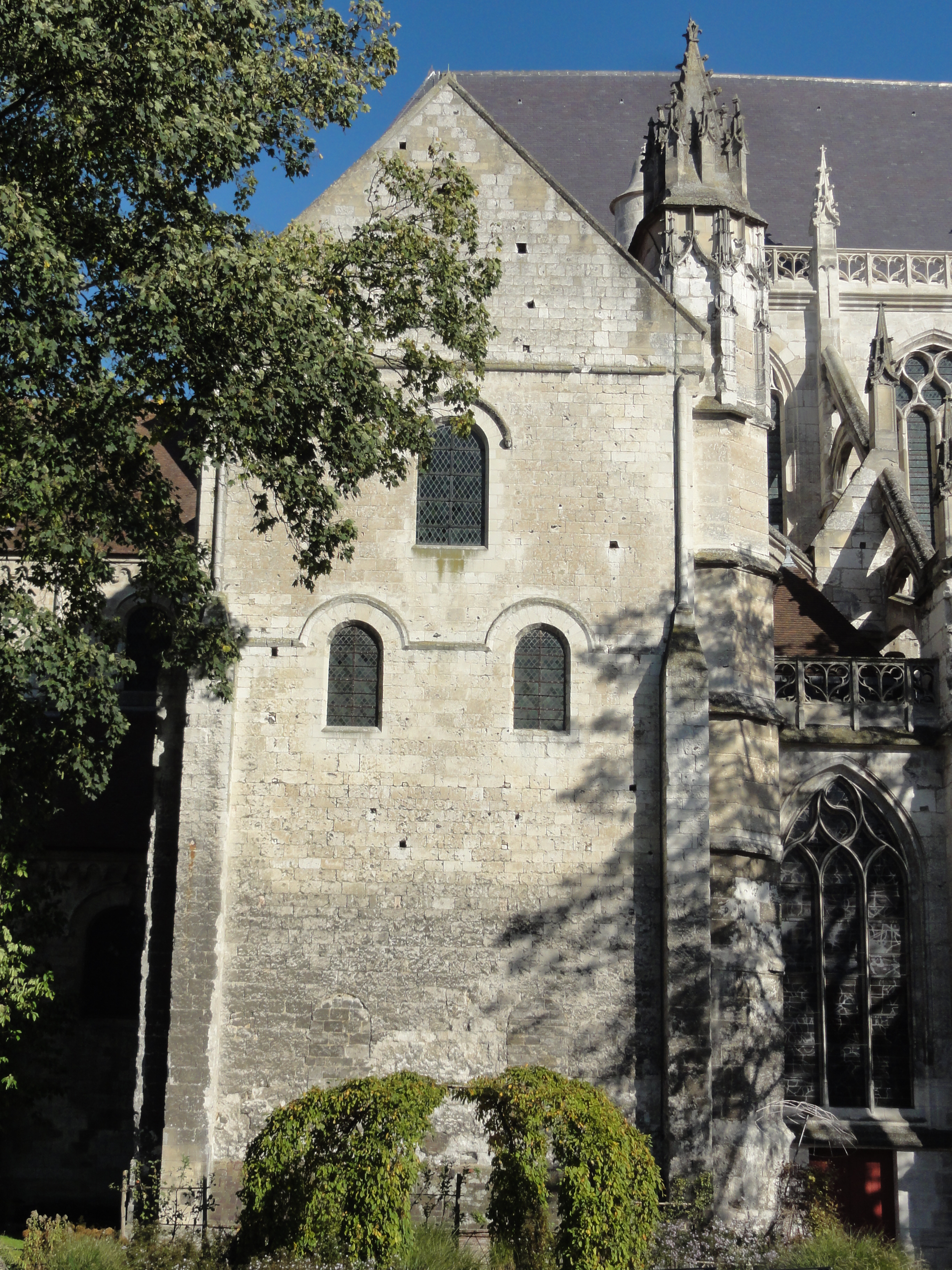
Croisillon sud.

L'élévation latérale sud de la nef et du transept n'a pas évolué depuis le début du XIIe siècle, quand la nef fut achevée. La platitude relative des murs est caractéristique de l'architecture romane et vient du faible relief des contreforts. Alors que l'élévation porte sur trois étages à l'intérieur, l'on n'aperçoit que deux niveaux à l'extérieur, car le triforium n'a jamais été ajouré contrairement à l'abbaye Saint-Lucien. Le voûtement d'ogives en lien avec l'existence d'un étage de fenêtres hautes exige en principe des arcs-boutants, qui toutefois n'étaient pas connus à la période romane. L'on s'est interrogé comment la nef a pu tenir sans arcs-boutants, et avec des contreforts peu efficaces soumis à l'exigence esthétique du maître d'œuvre. Il a opposé à la poussée des ogives des murs épais de près d'un mètre, et concentré l'essentiel des forces de poussée aux angles grâce à la forme des voûtes. Malgré tout, la solidité de la nef n'a jamais été très bonne, et de temps en temps, les doubleaux se sont ouverts et les voûtes se sont fissurées. Mais l'on a toujours su réparer ces problèmes de structure, sauf dans le bas-côté nord, où la responsabilité est toutefois du côté du clocher. L'ouragan de 1702 n'a eu aucune emprise sur les parties romanes. Il se pose la question si les tirants de fer posés en 1962 auraient été nécessaires sans les dégâts infligés par les deux guerres mondiales, et en particulier les bombardements du 8 et 9 juin 1940. Alors que la charpente a été anéantie, les voûtes n'ont pas cédé et aucune restauration n'a été effectuée pendant les décennies d'après-guerre. La qualité de la pierre utilisée pendant la période romane y est pour beaucoup. Les comptes-rendus des réunions hebdomadaires de la fabrique conservés des siècles passés témoignent de problèmes incessants avec le chœur du XVIe siècle, mais mentionnent rarement la nef avant le milieu du XVIe siècle.
L'on peut constater une évolution de la seconde à la quatrième campagne de travaux, mais les maîtres d'œuvre sont restés fidèles au projet de base et ont notamment maintenu la même corniche beauvaisine partout. Cette corniche très répandue dans la région, jusque dans le Vexin français et la banlieue nord de Paris, n'apparaît pas avant 1120 environ et se compose toujours de petites arcatures plein cintre retombant sur des corbeaux ou modillons, et subdivisées chacune en deux arcatures plus petites. Ici les modillons sont sculptés en masques, mais sauf sur le mur occidental du croisillon sud, la quasi-totalité a été remplacée tout au cours de la seconde moitié du XIXe siècle. — Au niveau de la nef, tous les contreforts sauf le premier sont des contreforts-colonnes qui butent contre un modillon de la corniche, prenant ici la forme d'un genre de chapiteau. La partie inférieure des contreforts disparaît sous le toit en appentis du bas-côté, et n'en émerge que le triple glacis. Le contrefort entre la seconde et la première travée est de section carrée et n'a plus rien de roman. L'on note l'absence de contrefort d'angle à gauche de la nef. Pour toutes les fenêtres, le même décor simple sous l'apparence d'un bandeau en forme de sourcil (deux chanfreins réunis par un listel) a été adopté.
Au niveau du bas-côté, seul l'unique contrefort issu de la seconde campagne se contente d'une colonnette. Les trois contreforts issus de la campagne suivante comportent deux colonnettes interceptées par des bagues, et possédant des bases cubiques. Ces colonnettes sont toujours appareillées avec le mur et renforcent réellement, quoique faiblement, leur structure. La partie inférieure saillante des contreforts a une épaisseur de 61 cm à la base, et de 54 cm après la retraite. L'on trouve des contreforts-colonnes doubles du même modèle sur l'abside de l'église du prieuré de Saint-Jean-du-Vivier, près de Mouy. — Comme au niveau de la nef, le premier contrefort est de type gothique. Quant aux fenêtres en plein cintre de la seconde et de la troisième campagne, elles sont dotées d'archivoltes rudimentaires retombant sur des modillons. La disposition a été conservée pour la fenêtre en tiers-point de la seconde travée, alors que les modillons sont remplacées par des sections horizontales pour la première fenêtre. C'est la seule qui est entourée de moulures. Toutes les fenêtres sont à peine ébrasées. — Le croisillon sud représente une variante simplifiée du croisillon nord, dont il reprend les contreforts-colonnes amortis par un personnage sculpté puis un cône, ainsi que l'archivolte d'un cordon de palmettes des deux fenêtres inférieures au nord. Au sud, elle est appliquée à la fenêtre supérieure et aux fenêtres occidentales, alors qu'un bandeau continu court au niveau des impostes des fenêtres inférieures, faisant en même temps office d'archivolte. — C'est aussi le cas des fenêtres de la tour-lanterne au-dessus de la croisée. Elle est flanquée de deux contreforts orthogonaux par angle, qui sont peu saillants et ne comportent pas de ressauts. À l'angle sud-ouest, l'on trouve un genre d'échauguette en encorbellement, qui permet de passer des combles de la nef aux combles du croisillon sud. Les tours-lanterne sont disséminées un peu partout en France, mais la plupart sont concentrées en Normandie : abbaye de Boscherville, abbaye de Jumièges, église Saint-Étienne de Caen, église de la Trinité de Caen, et l'abbaye Saint-Lucien en possédait aussi.

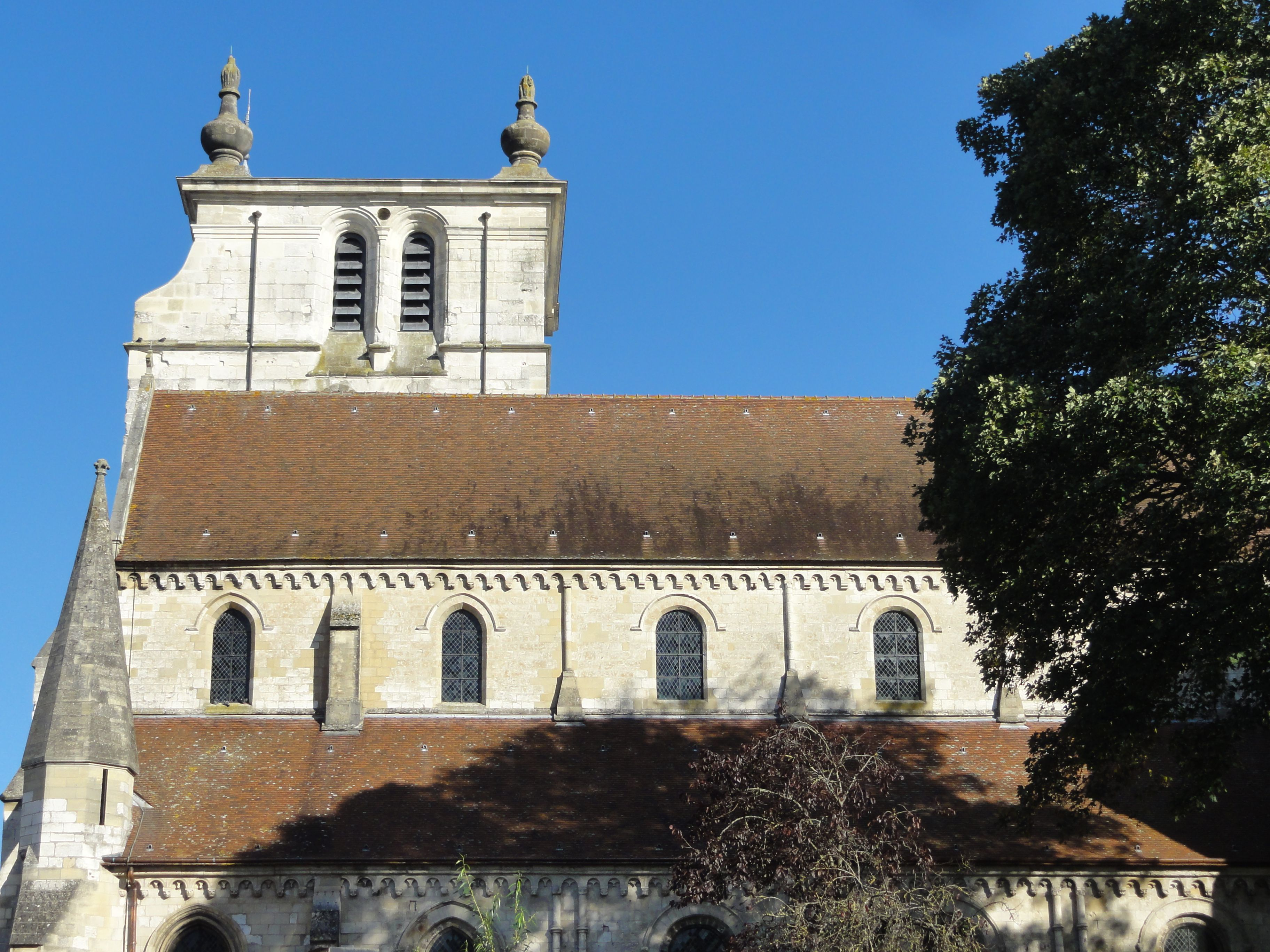
Clocher et nef.
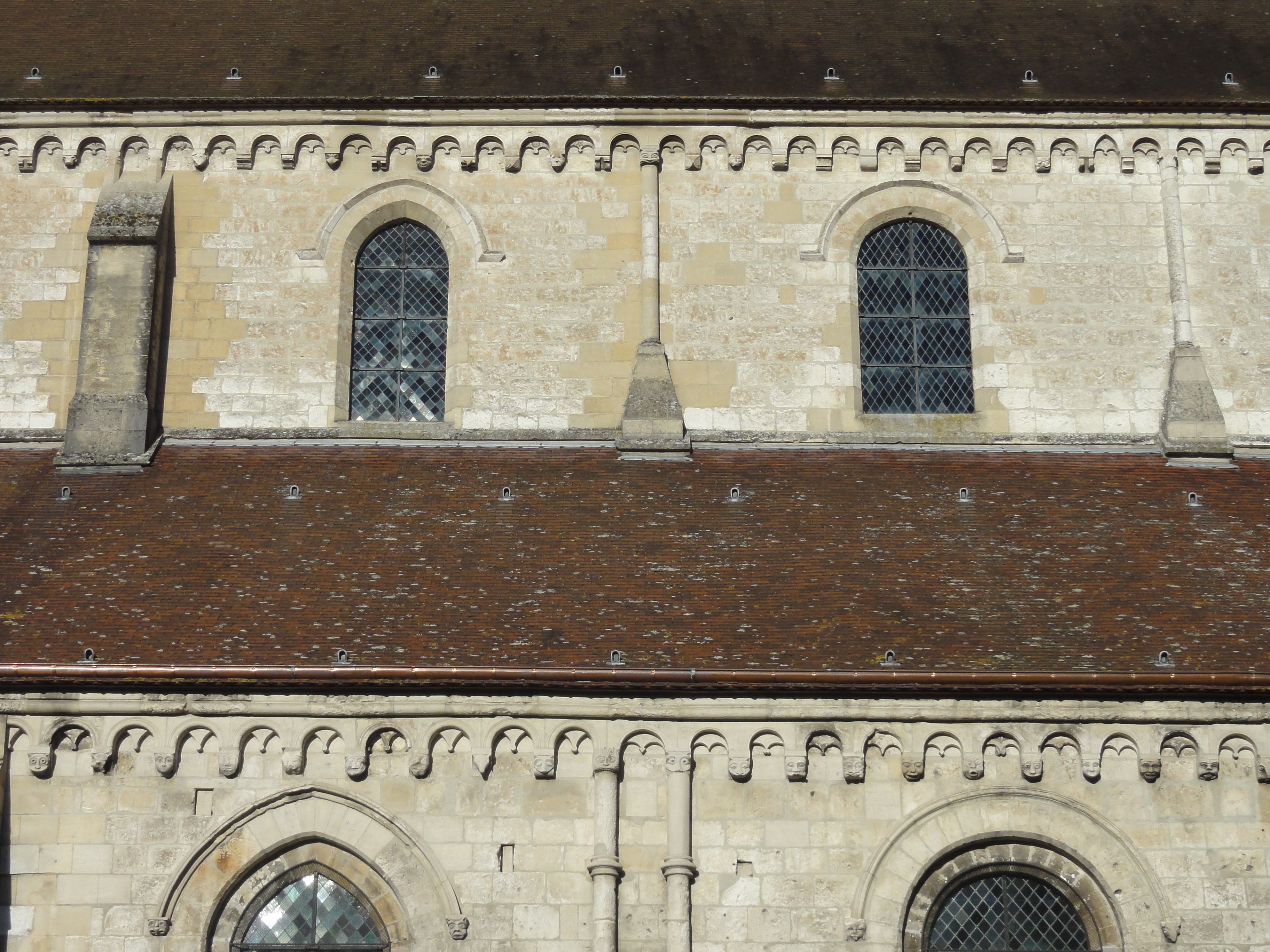
Nef, 2e et 3e travée côté sud.
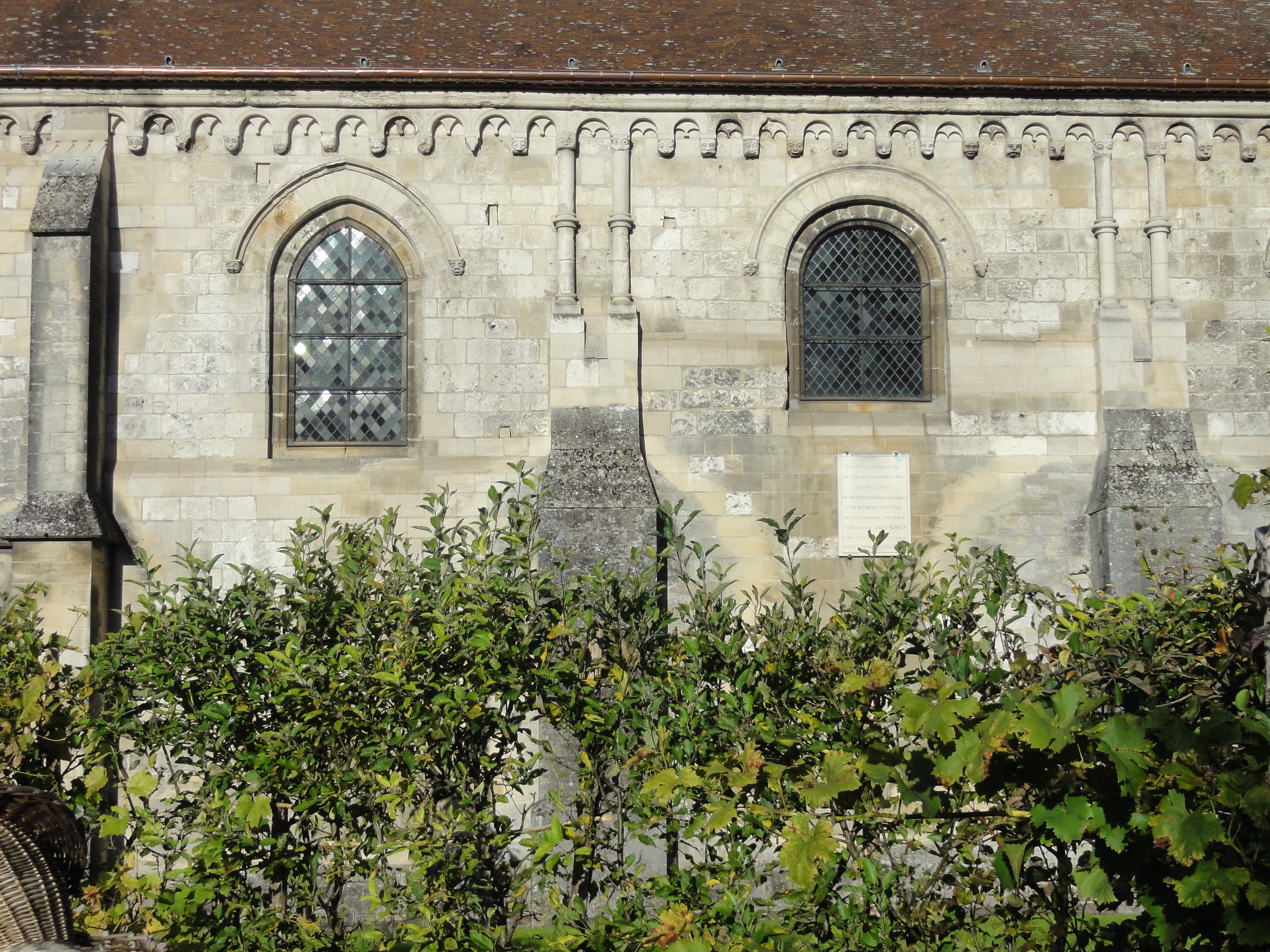
Bas-côté sud, 2e et 3e travée.
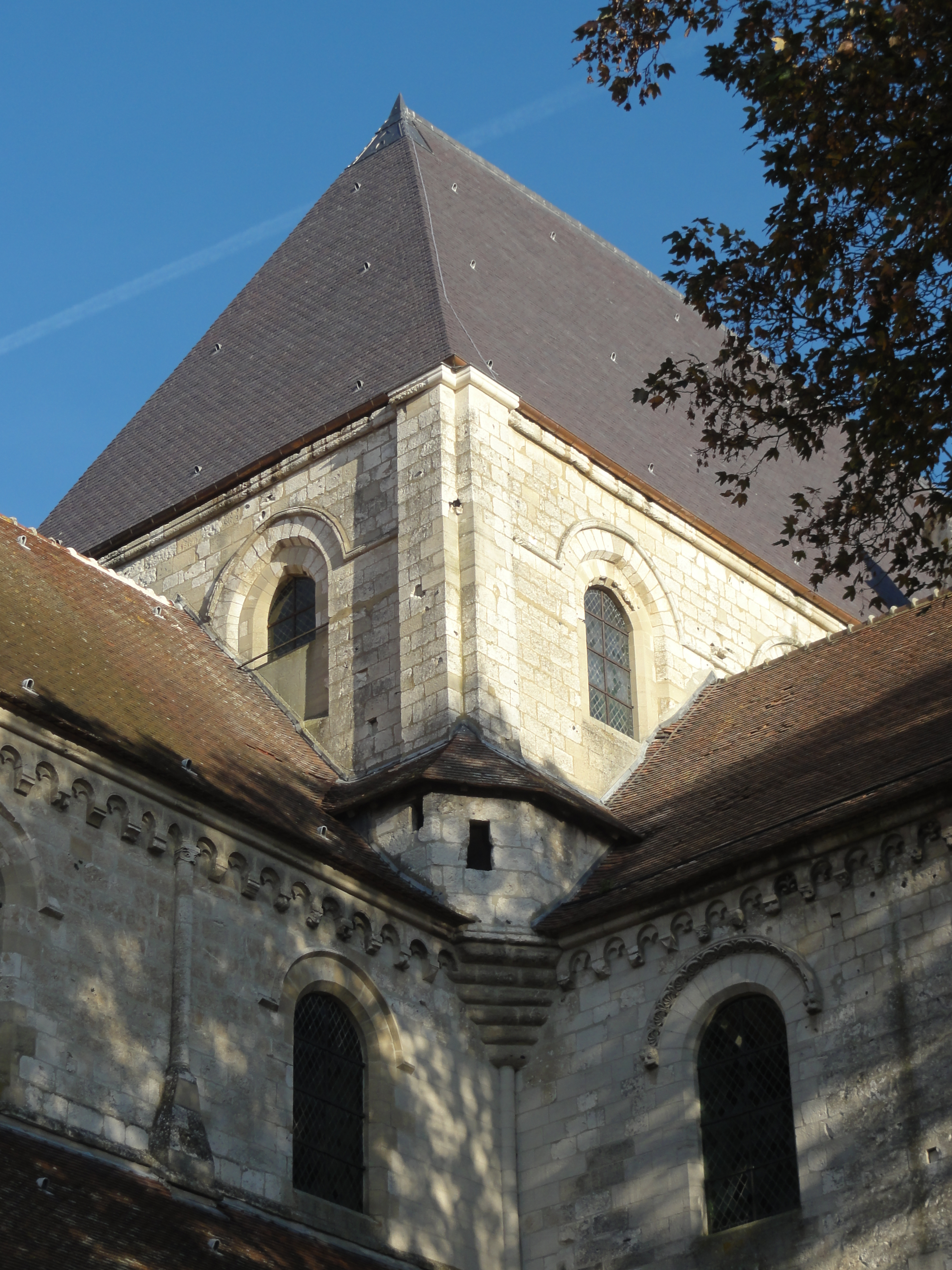
Tour-lanterne.
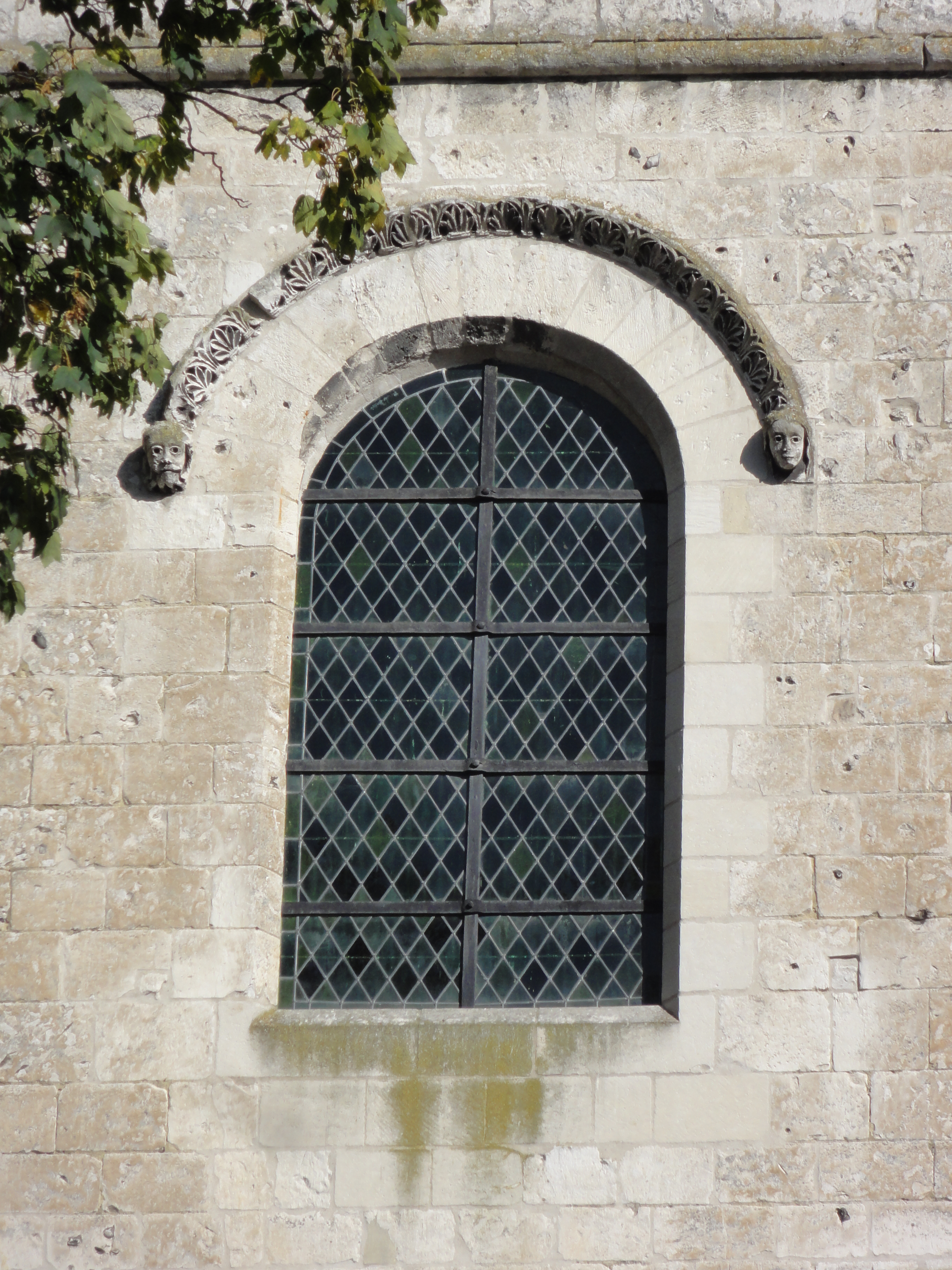
Fenêtre du croisillon sud.
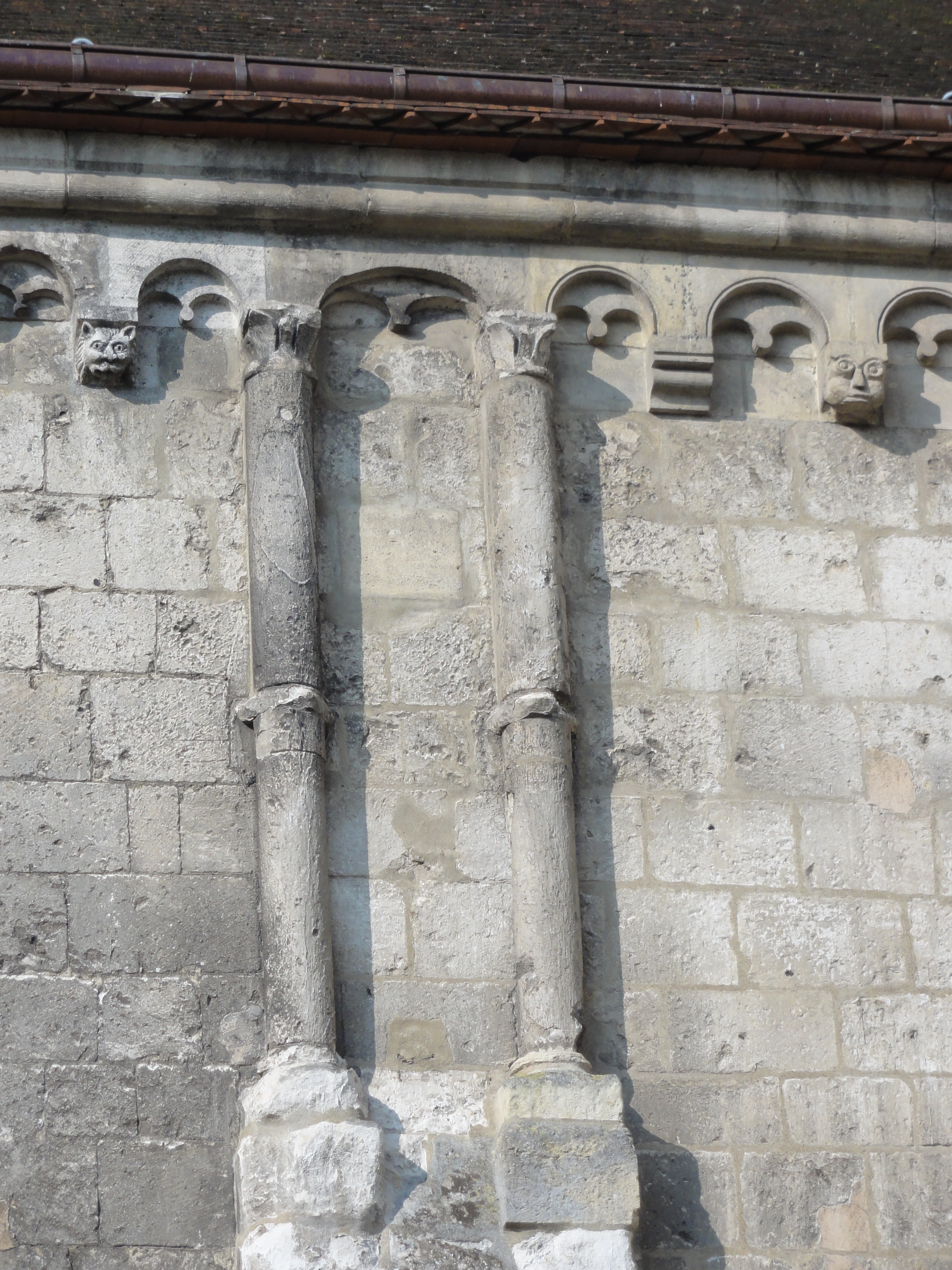
Contreforts-colonnettes.

#### Chœur

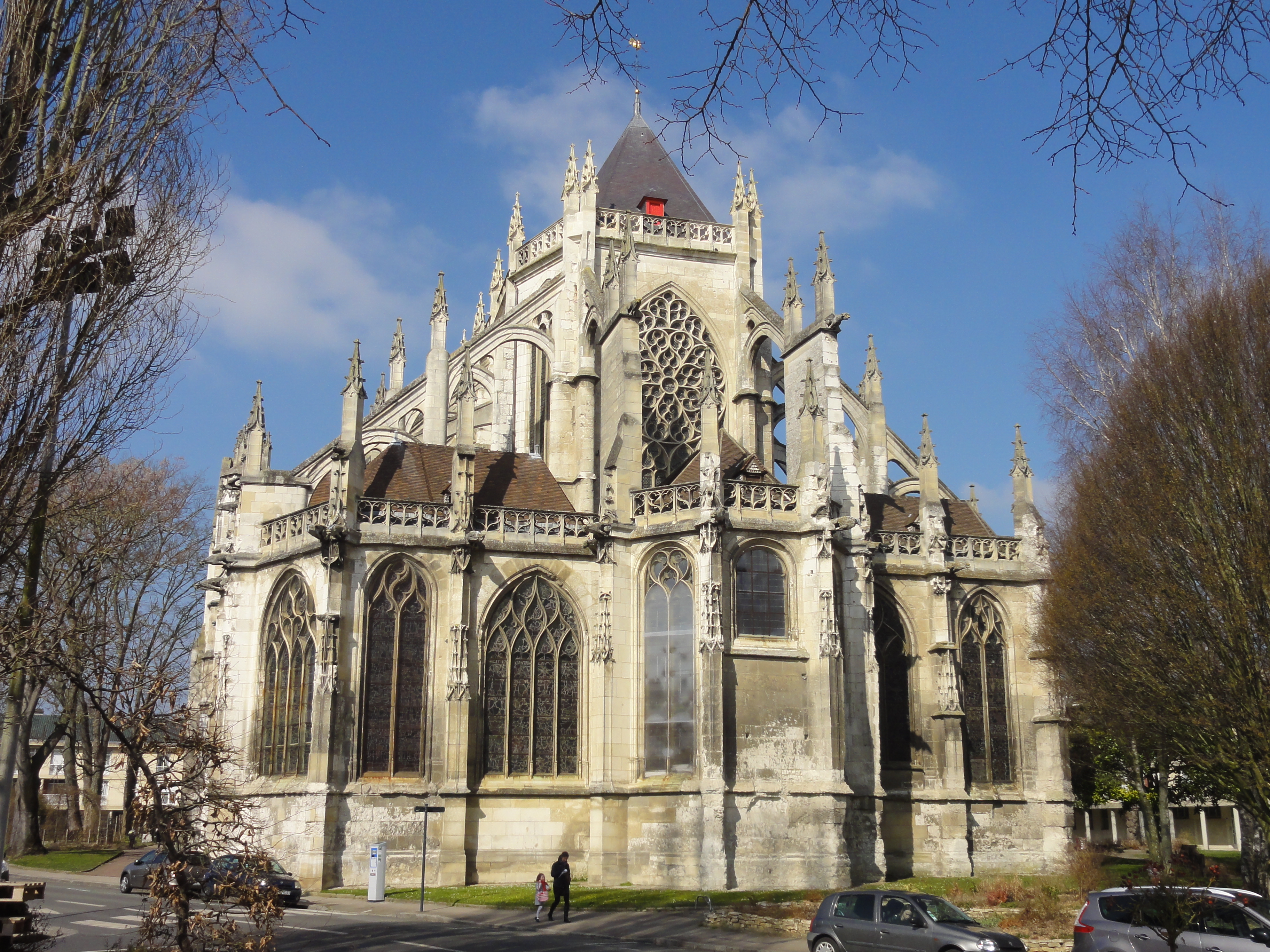
Vue sur le chevet.

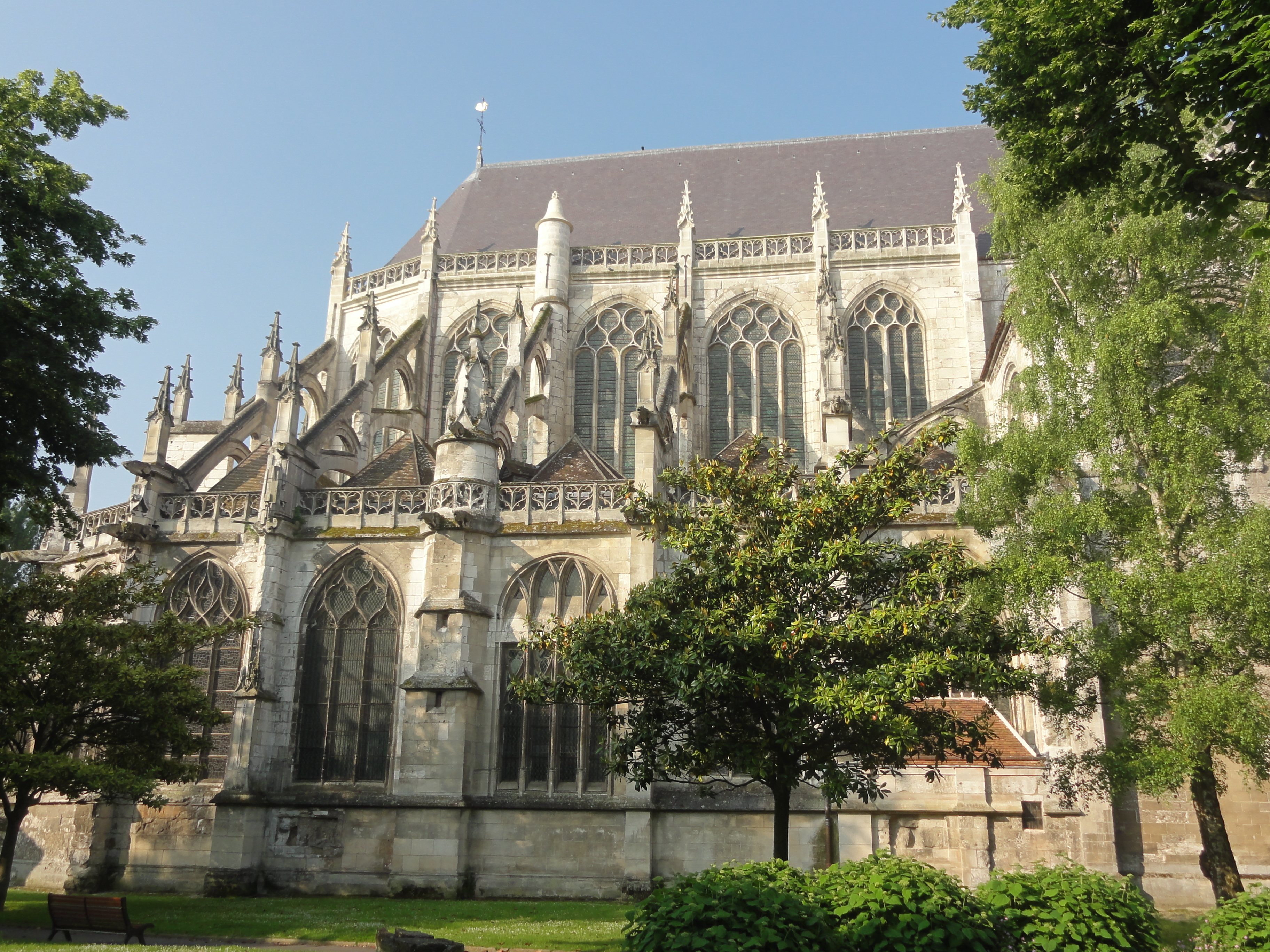
Vue depuis le nord.

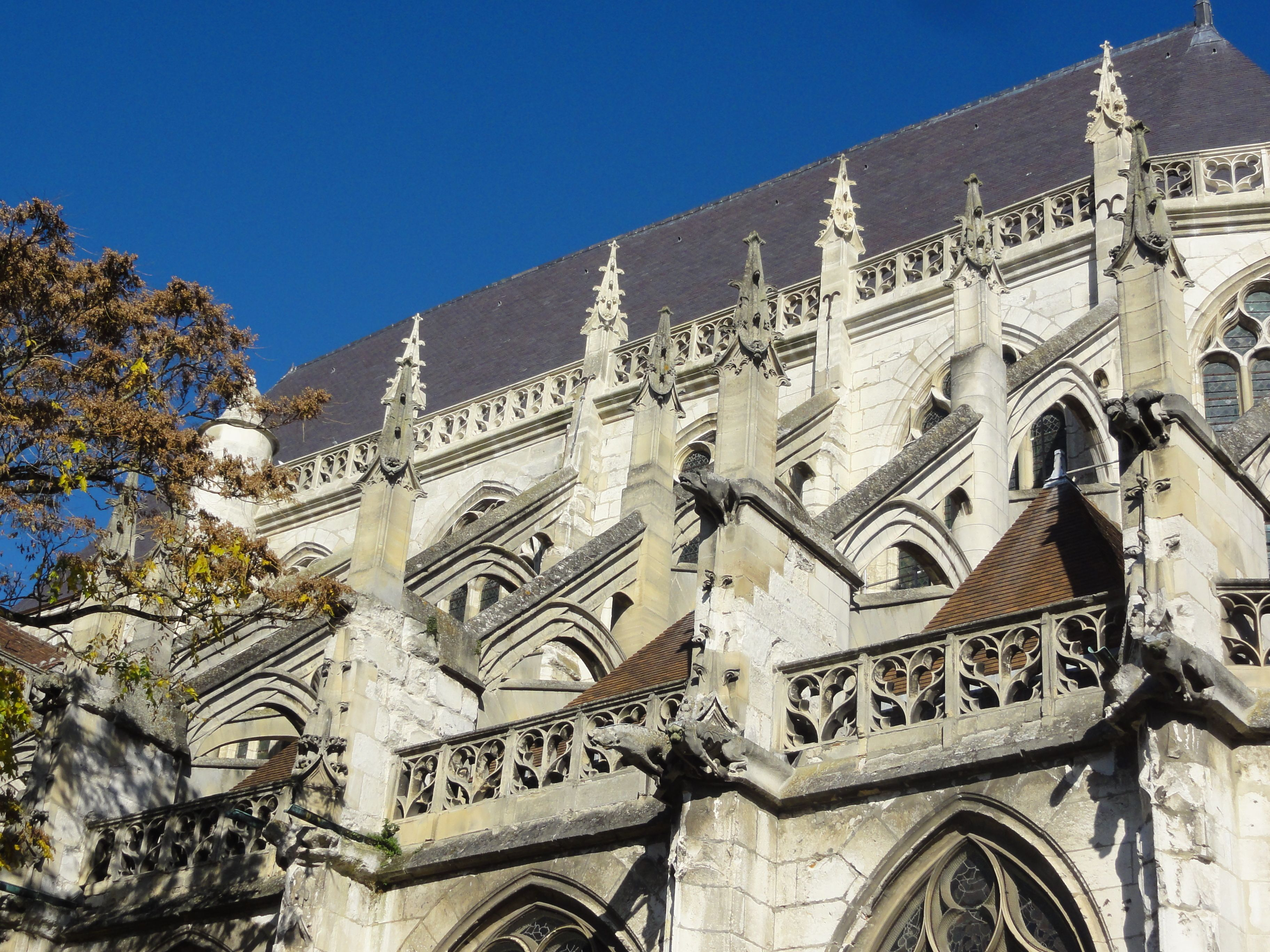
Parties hautes côté sud / est.

L'extérieur du chœur montre des formes assez filigranes caractéristiques du style flamboyant, qu'il a été facile de mettre en œuvre du fait de l'emploi de pierre tendre de Saint-Martin-le-Nœud, à la fois bon marché grâce à la location d'une carrière par la paroisse et des voies d'acheminement courtes, et jugée appropriée à la tâche à l'époque de construction. Or, cette pierre ne résiste ni aux intempéries, ni aux forces qui travaillent à l'intérieur de l'édifice. Si les blocs sculptés n'avaient pas été remplacés à plusieurs reprises, les détails seraient devenus illisibles. Comparé à d'autres édifices flamboyants, le décor est plutôt sobre. Il est constitué par des balustrades ajourées le long des toitures de la nef et des chapelles, et de pinacles garnissant les arcs-boutants. Les gargouilles ont en même temps une vocation fonctionnelle. S'y ajoutent les réseaux des fenêtres, qui représentent une surface presque aussi importante que les murs. Quant aux arcs-boutants à double volée et à double batterie, Jean-Pierre Paquet a formulé le diagnostic suivant : « Bien que construit au XVIe siècle, époque où la construction gothique, après avoir été de plus en plus habile, atteignait la virtuosité, le chœur de l'église est mal équilibré. Les arcs-boutants de l'édifice placés trop haut, ont dû être doublés par une volée basse, afin d'arrêter la déformation des façades latérales qui s'infléchissaient vers l'extérieur à mi-hauteur des fenêtres hautes. Ces adjonctions durent effectivement arrêter ces mouvements mais cependant sans remédier à la mauvaise répartition des contraintes dues aux déformations. Dans certaines sections des piliers, les efforts ont dû trouver leur passage sur une surface extrêmement restreinte, comme on peut s'en rendre compte aux fissures d'écrasement que l'on peut constater en divers points ».
La structure elle-même est simple, car les chapelles ne font pas saillie, et sont délimitées tant au nord qu'au sud par un mur unique commun à toutes les chapelles. Toutes les travées sont identiques, que ce soit au niveau des chapelles ou au niveau des fenêtres du vaisseau central, et que ce soit au niveau des quatre premières travées ou au niveau des deux dernières, où apparaissent des murs biais. Les culées des arcs-boutants ainsi que les contreforts plats du vaisseau central sont couronnés par des pinacles tous identiques. L'on obtient ainsi trois pinacles entre chacune des travées de l'étage des fenêtres hautes. Les pinacles en haut et en bas délimitent les sections des balustrades, qui se composent de cinq segments identiques par travée droite. Chacun comporte deux soufflets inscrits dans un cœur, avec une mouchette dans chacun des deux écoinçons inférieurs. Des différences entre les arcs-boutants résultent des nombreuses réparations. Les chéneaux aboutissent sur des gargouilles sous la forme de chimères, et immédiatement en dessous, deux autres gargouilles assorties assurent l'évacuation des eaux pluviales depuis les toits en pavillon des chapelles et des travées des collatéraux attenantes. Beaucoup de gargouilles ont toutefois été cassées, et la restauration d'après-guerre n'a apparemment pas inclus leur remplacement. Au niveau du rez-de-chaussée, les contreforts sont plus marqués. Ils présentent deux pinacles plaqués en bas, puis deux niches à statues vides entre un angle saillant, puis un troisième pinacle plaqué sur la face extérieure de la culée de l'arc-boutant, établie dans le prolongement du contrefort. Une grosse tourelle d'escalier à l'est du croisillon sud ressemble à celle du clocher, mais est coiffée d'une courte flèche abondamment décorée. La tourelle d'escalier de la chapelle Sainte-Marthe se fait plus discrète, mais contribue elle aussi à éviter que la monotonie ne s'installe. Plus qu'à l'intérieur, où les chapelles sont séparées par des murs, la diversité du remplage des fenêtres saute aux yeux et invite à une comparaison. — Le chevet se distingue bien sûr des élévations latérales : la chapelle d'axe avec son abside à pans coupés fait saillie, et l'on y trouve des fenêtres en cintre surbaissé, dont celle du chevet est raccourcie pour permettre l'installation d'un retable à l'intérieur. Les autres fenêtres de la chapelle d'axe sont plus étroites que les autres et ne comportent que deux formes ; il en va de même des fenêtres orientales des dernières chapelles de chacun des collatéraux. Finalement, l'on remarque les culées élevées au-dessus des murs latéraux de la chapelle d'axe ; elles se présentent comme de larges murs nus et ne diffèrent en ce point pas des autres, mais leur hauteur les rend plus visibles.

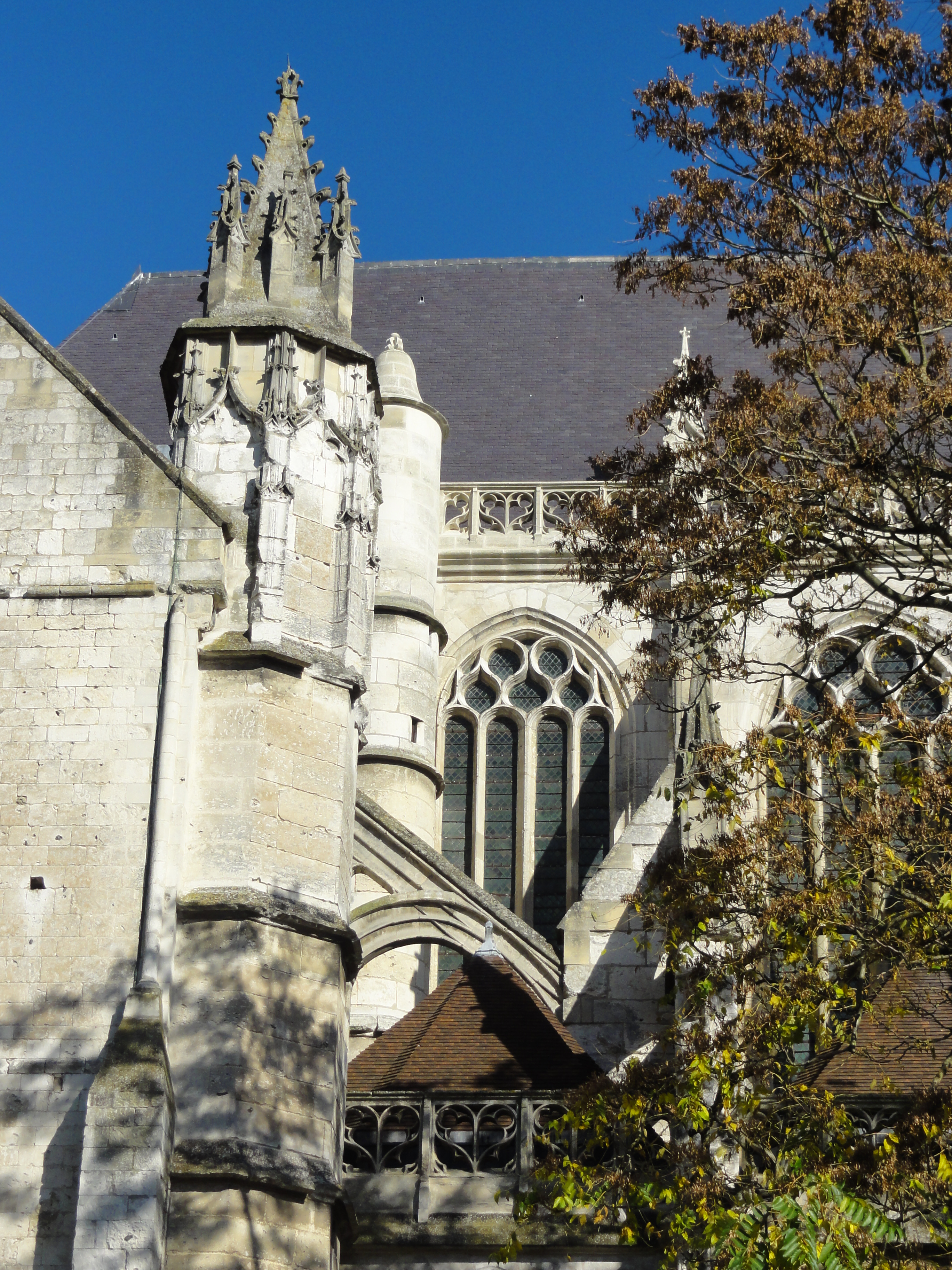
Tourelle d'escalier près du croisillon sud.
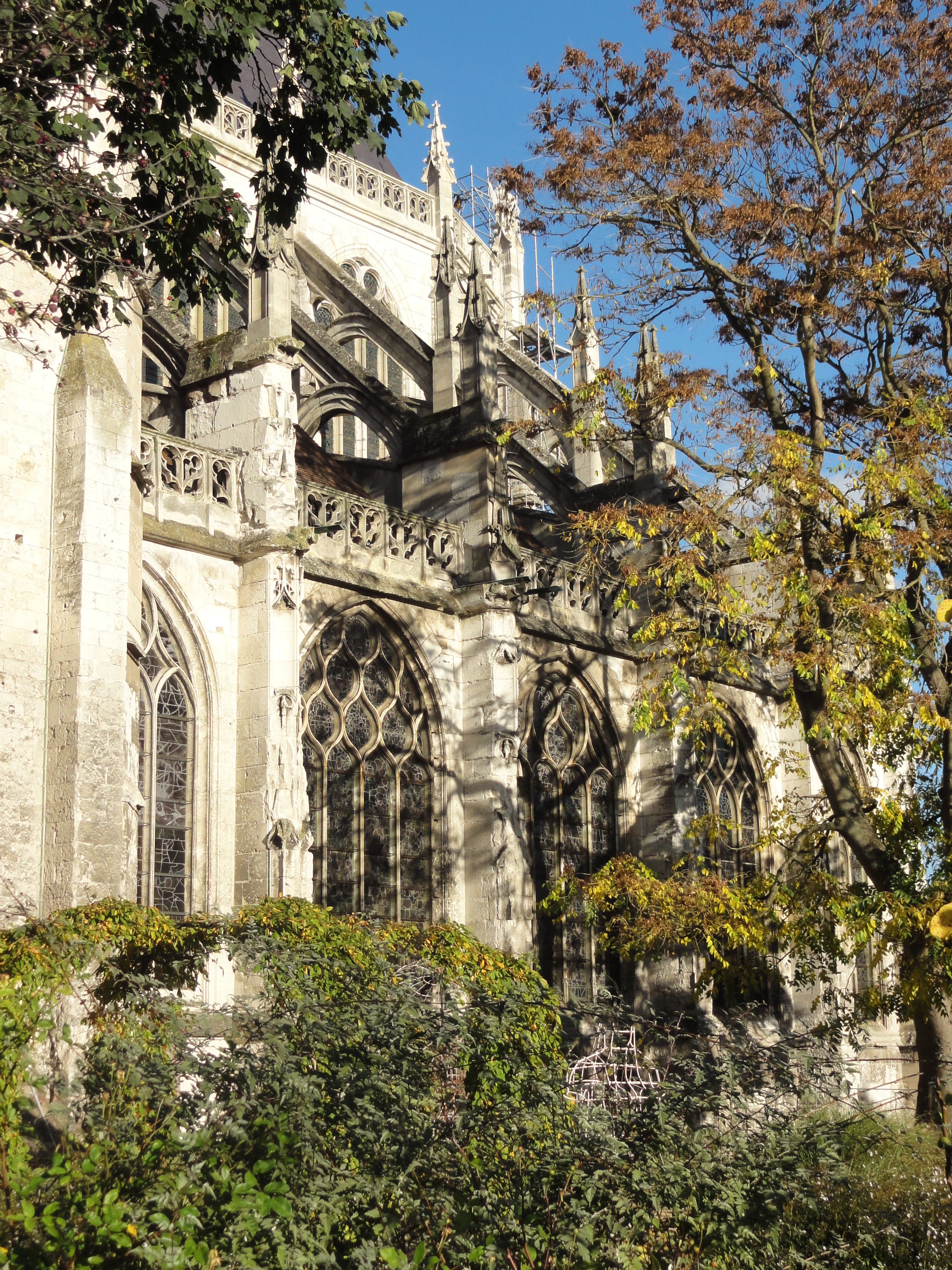
Chœur, vue depuis le sud-ouest.
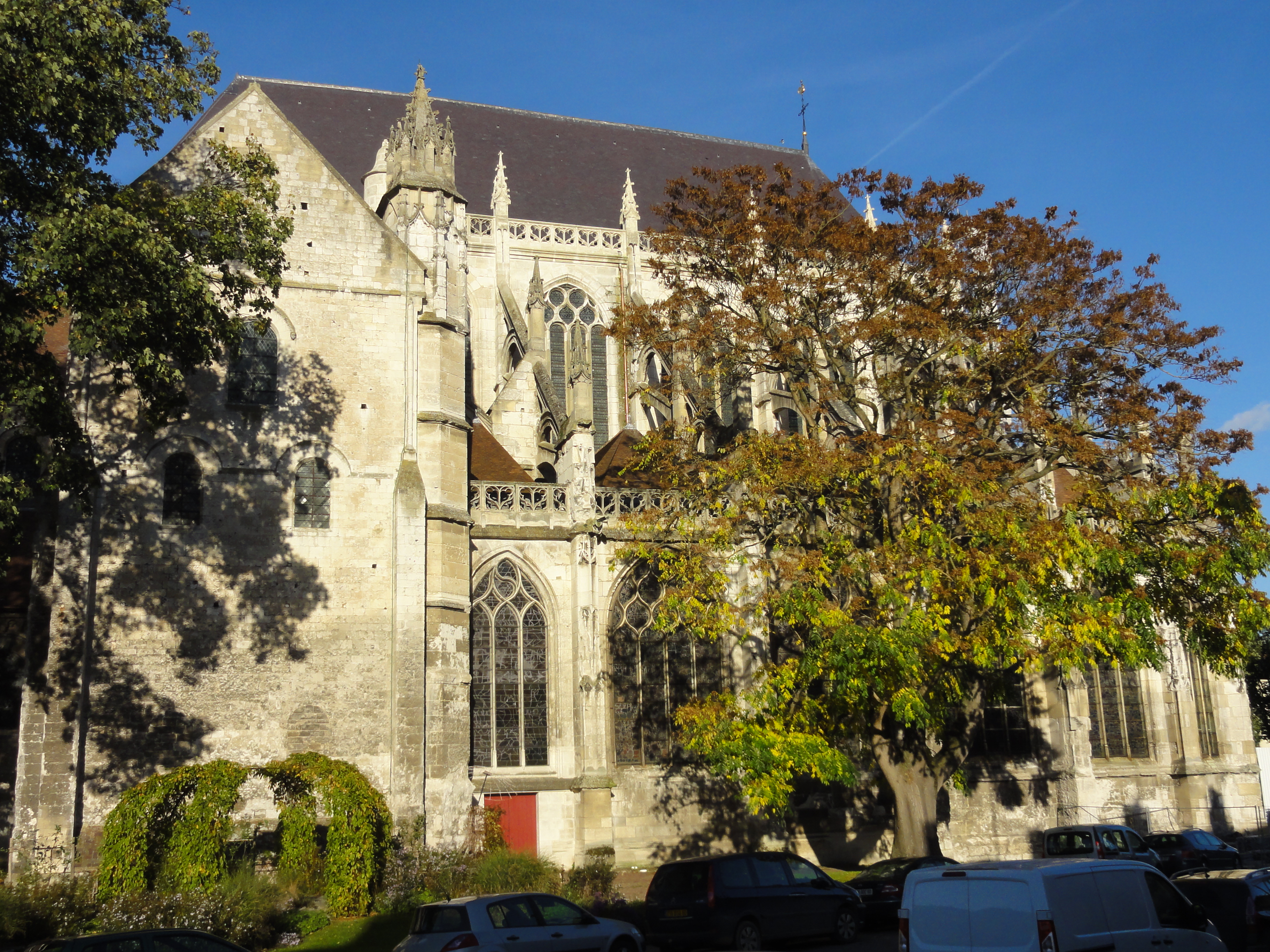
Croisillon sud et chœur.
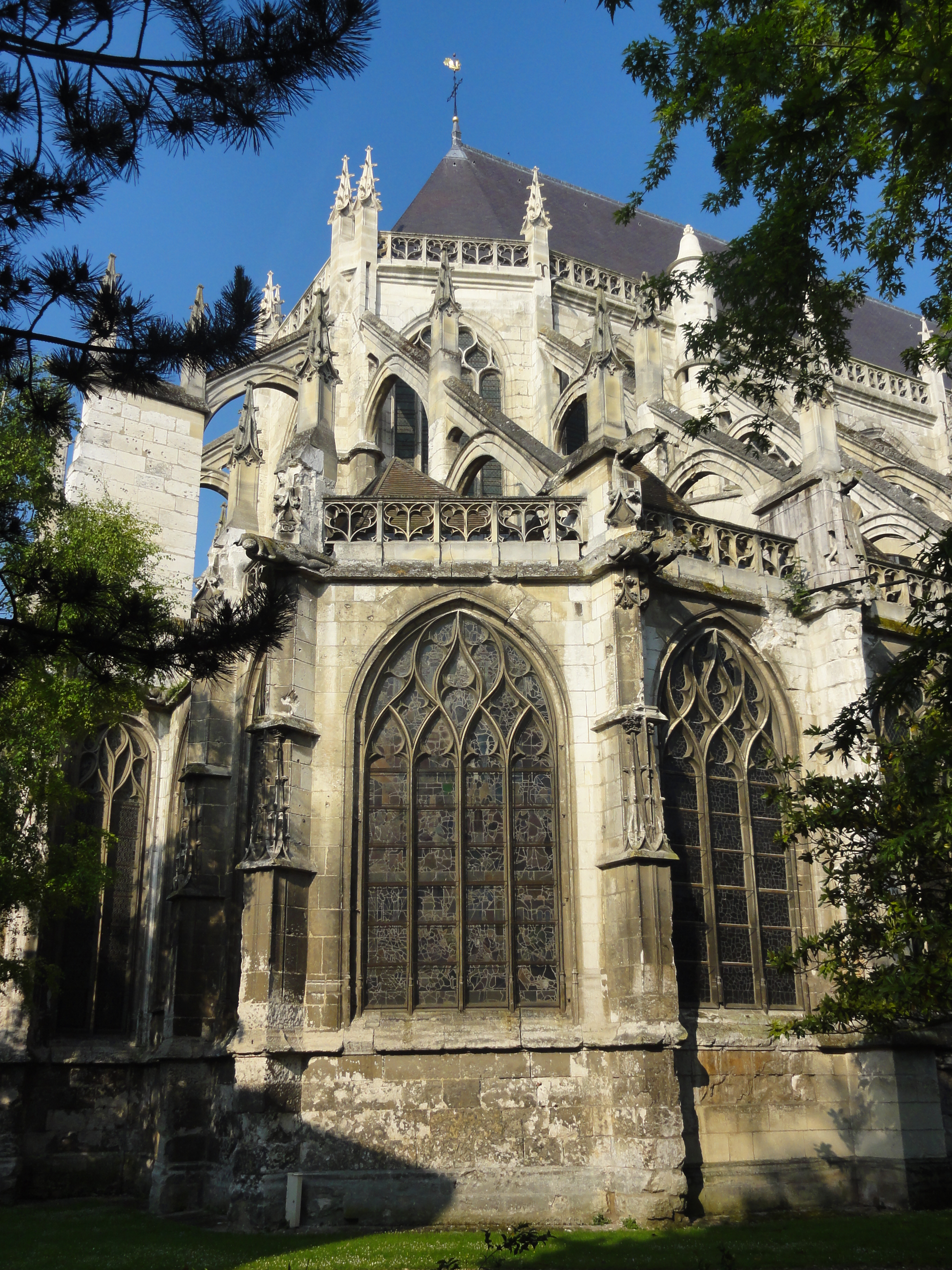
Chœur, angle nord-est.
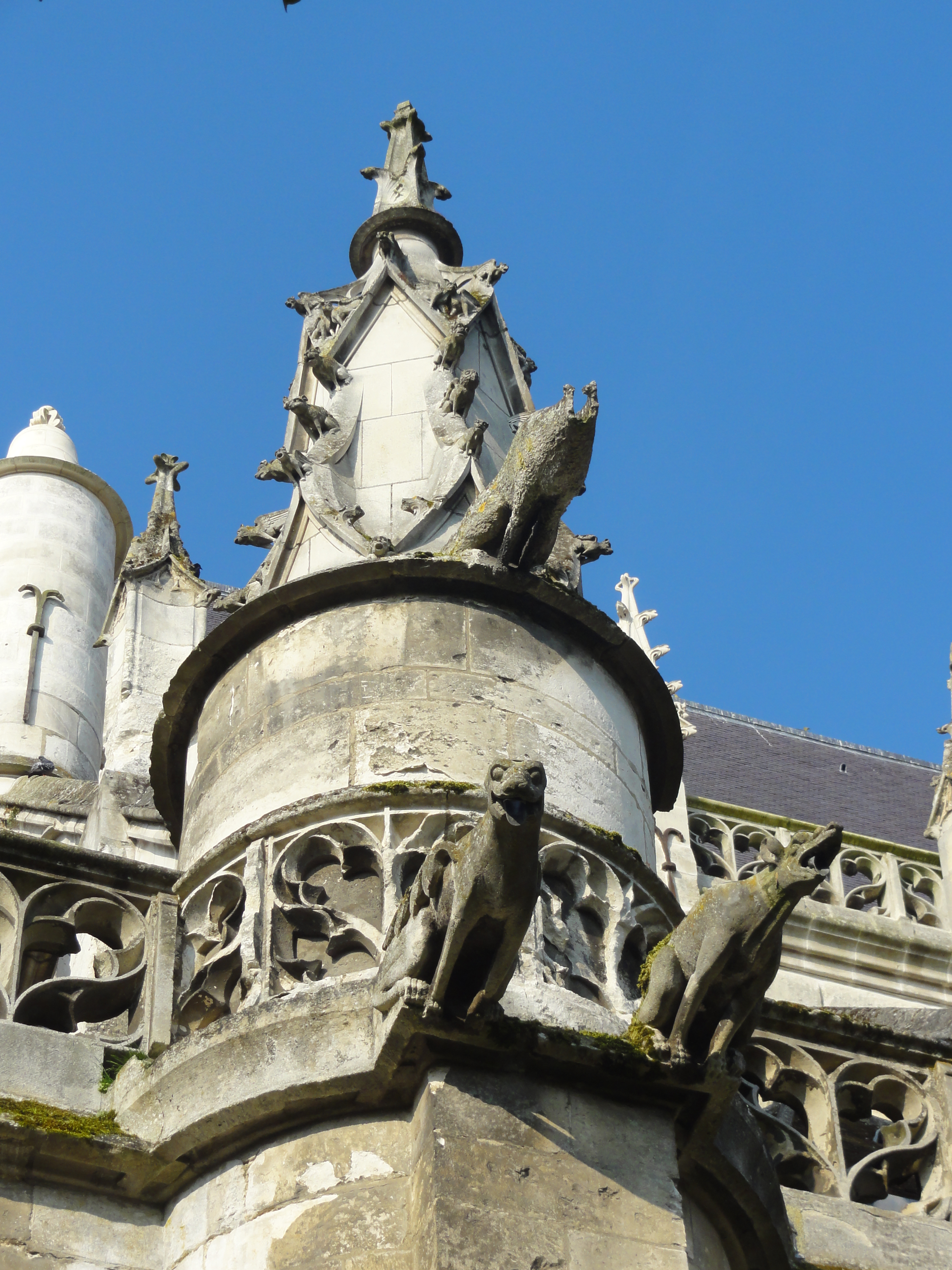
Coiffe de la tourelle d'escalier au nord.
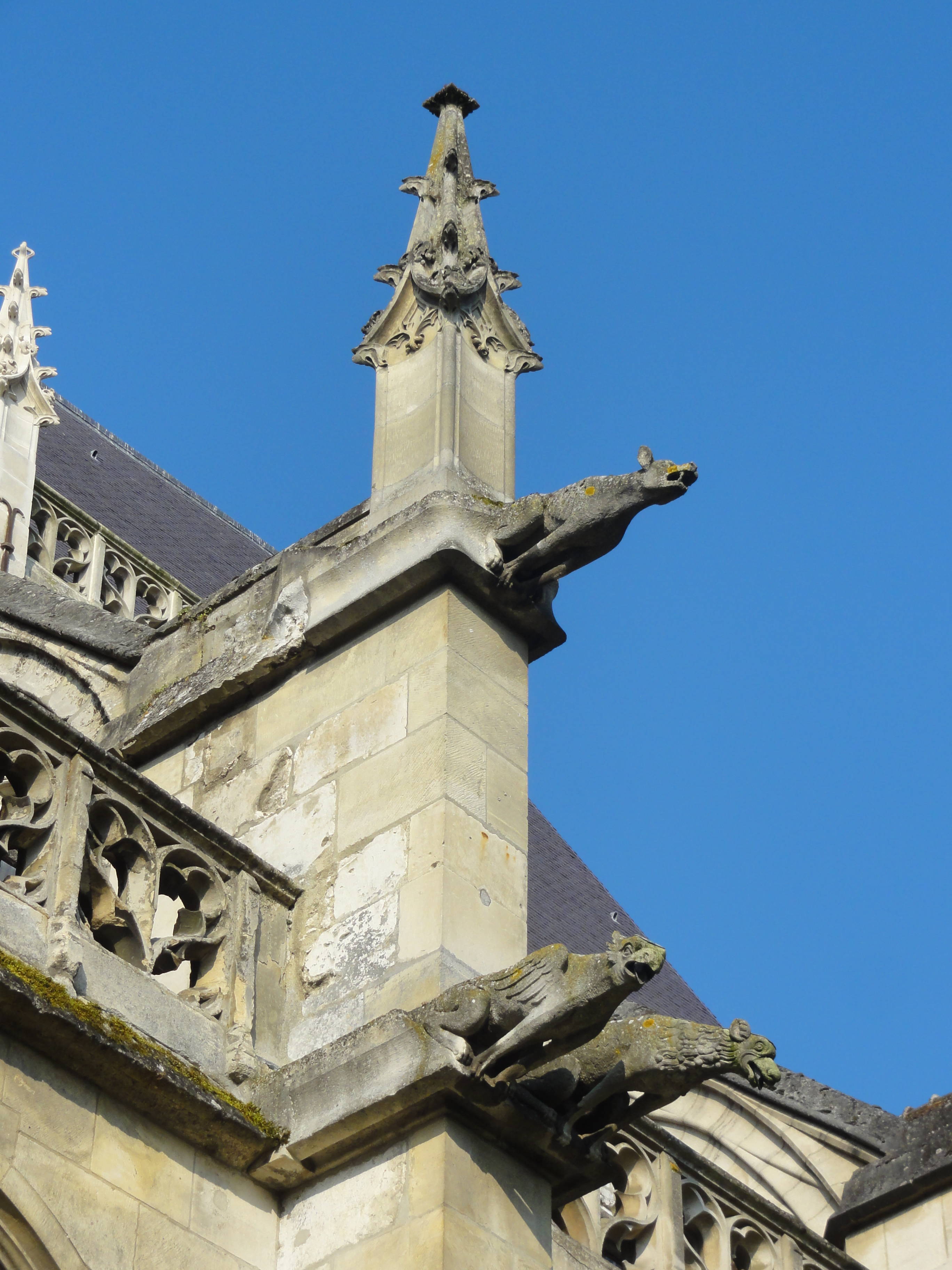
Pinacles et gargouilles côté nord.

## Mobilier
L’église possède un riche mobilier tant en sculpture qu’en peinture.

### Sculpture

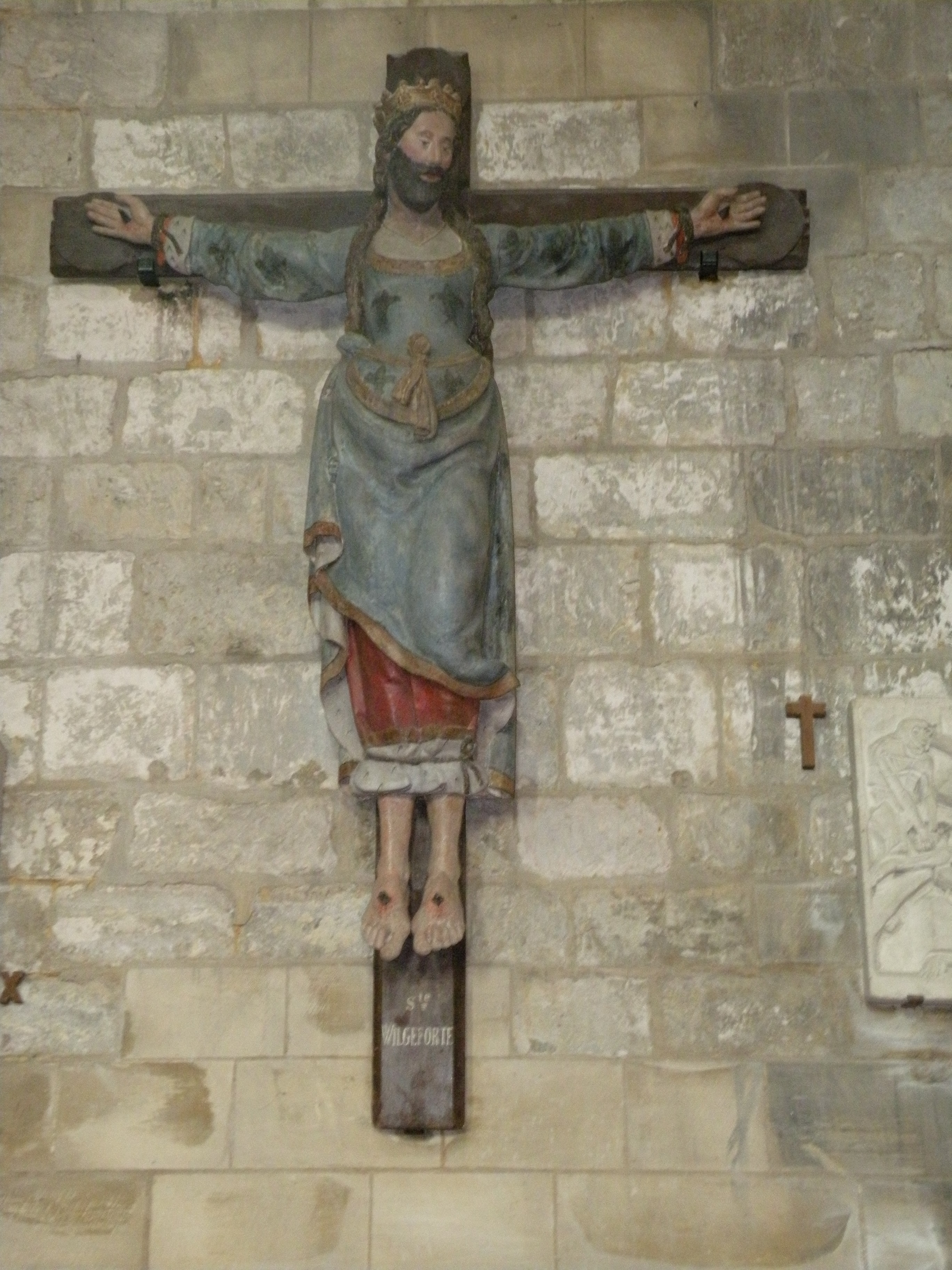
Sainte Wilgeforte crucifiée.

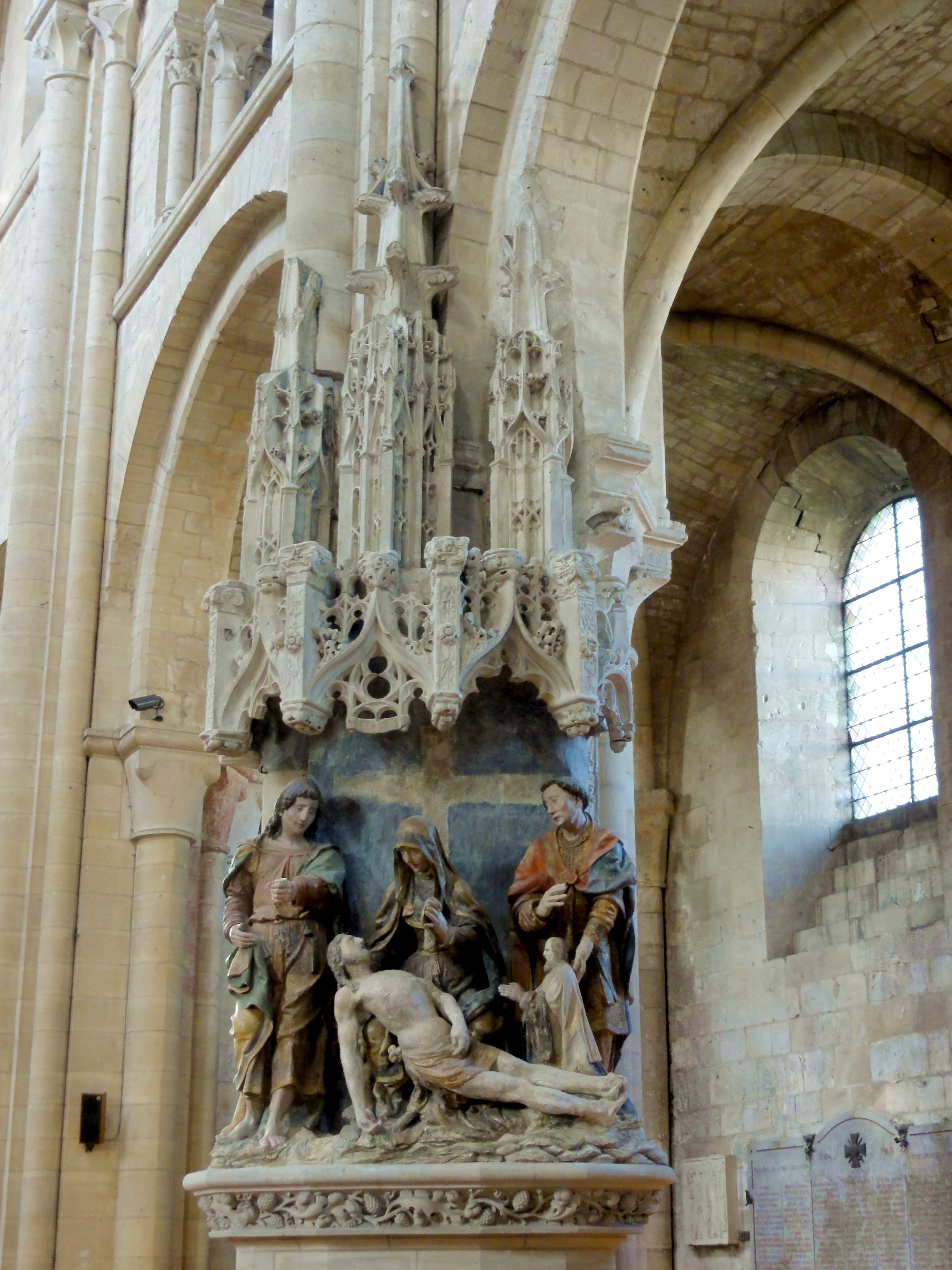
La Pietà entre saint Jean et saint Étienne.

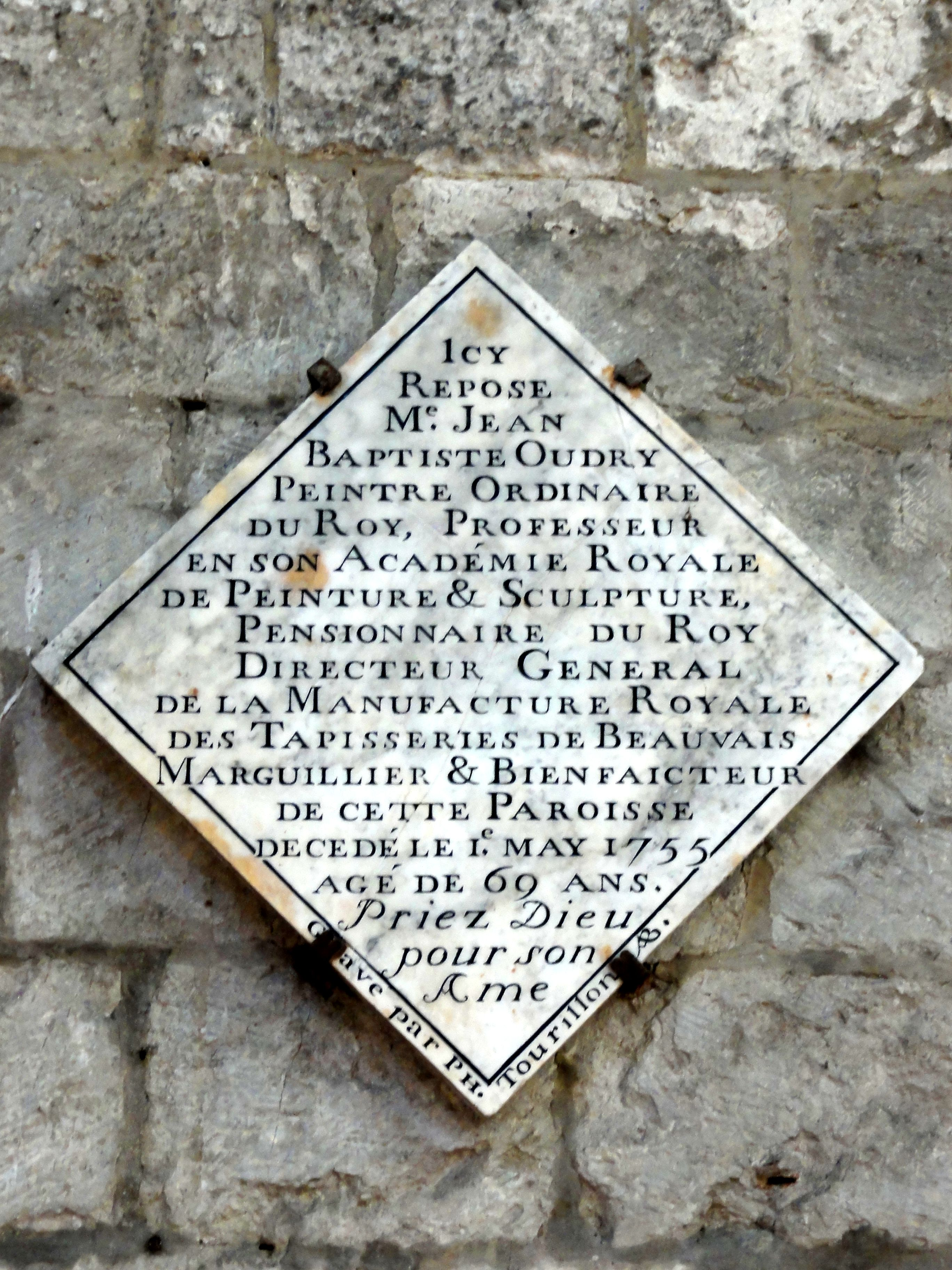
Épitaphe de J.-B. Oudry.

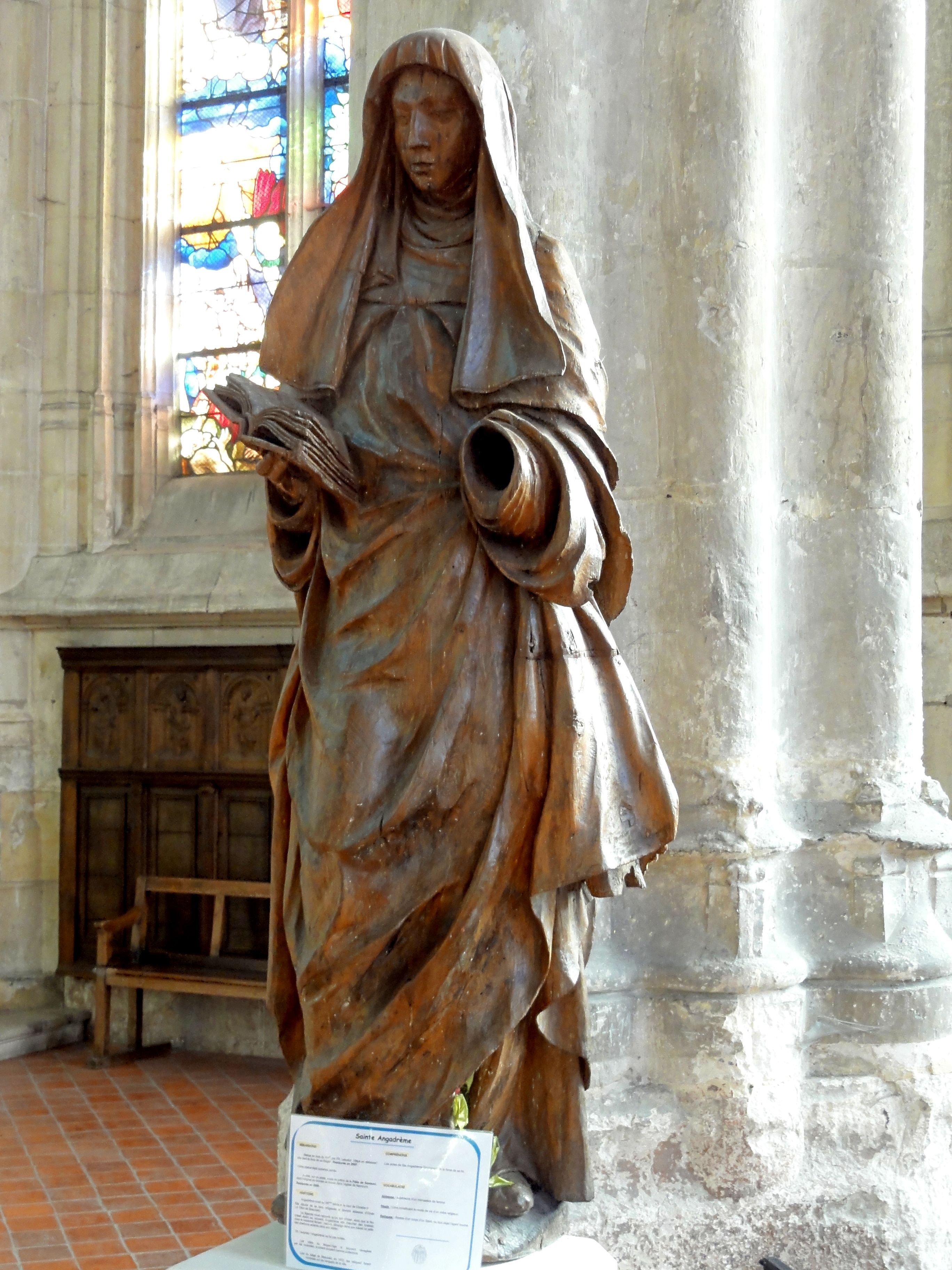
Sainte Angadrème.

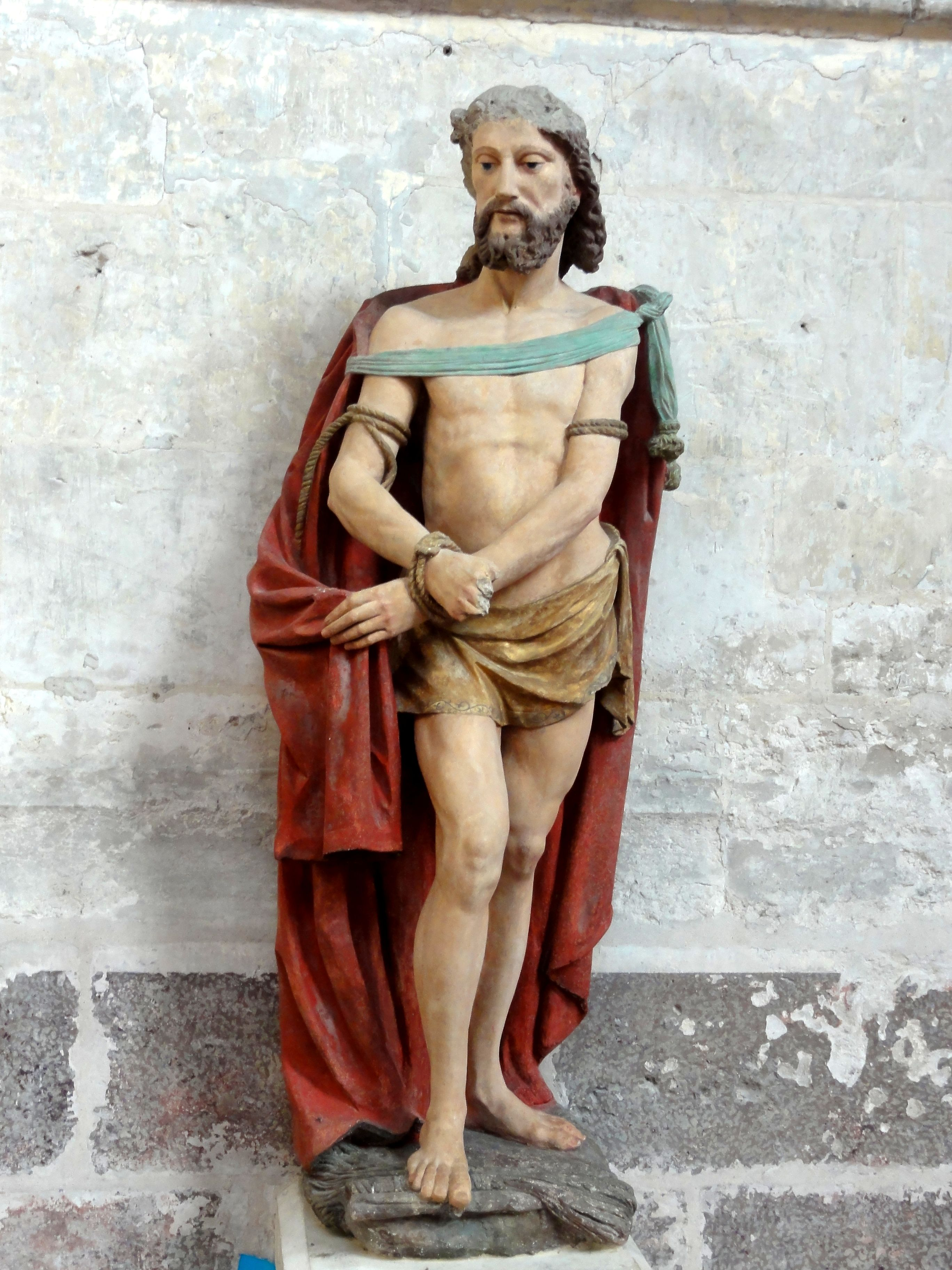
Christ aux liens.

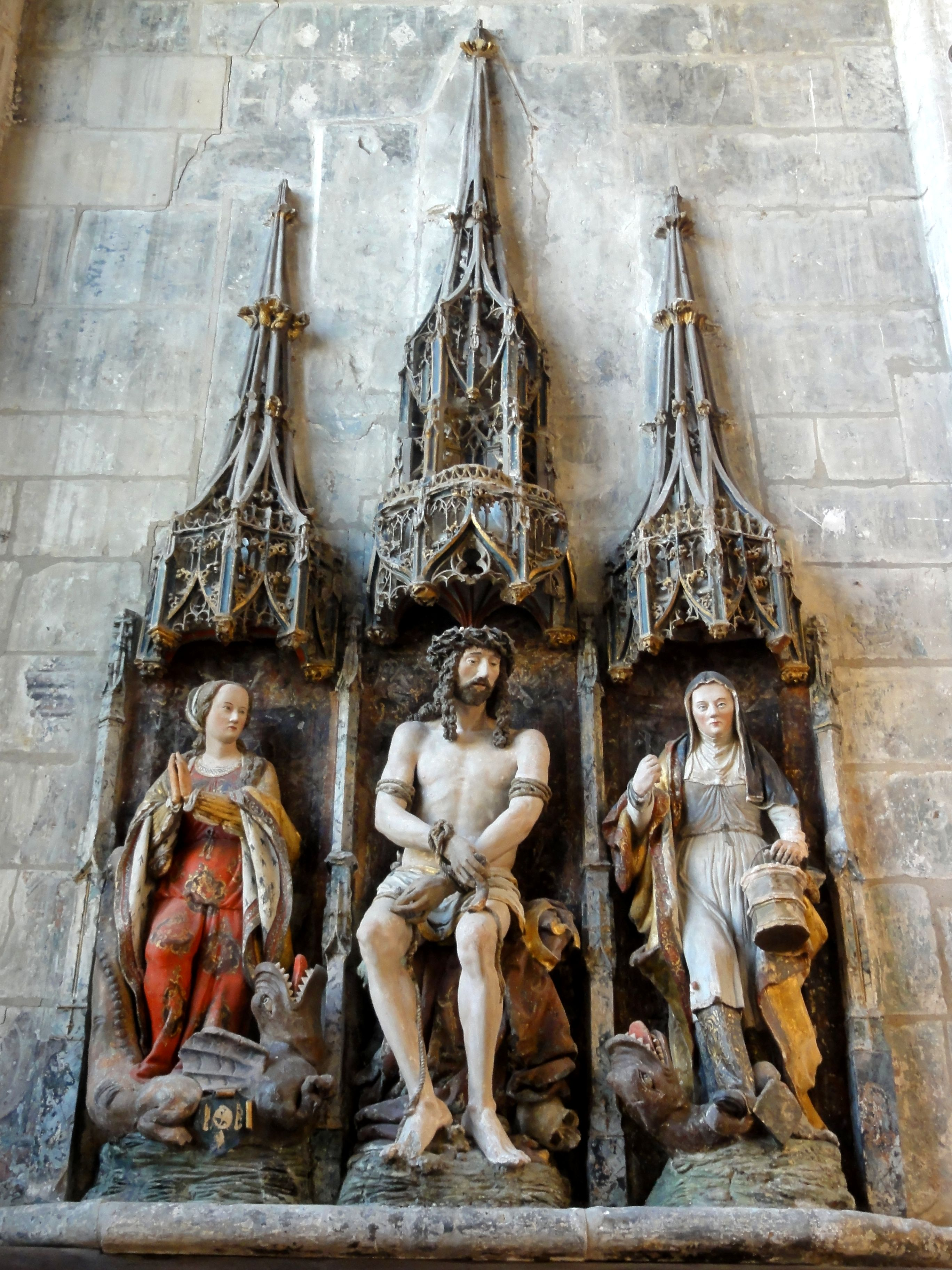
Retable de sainte Marthe.

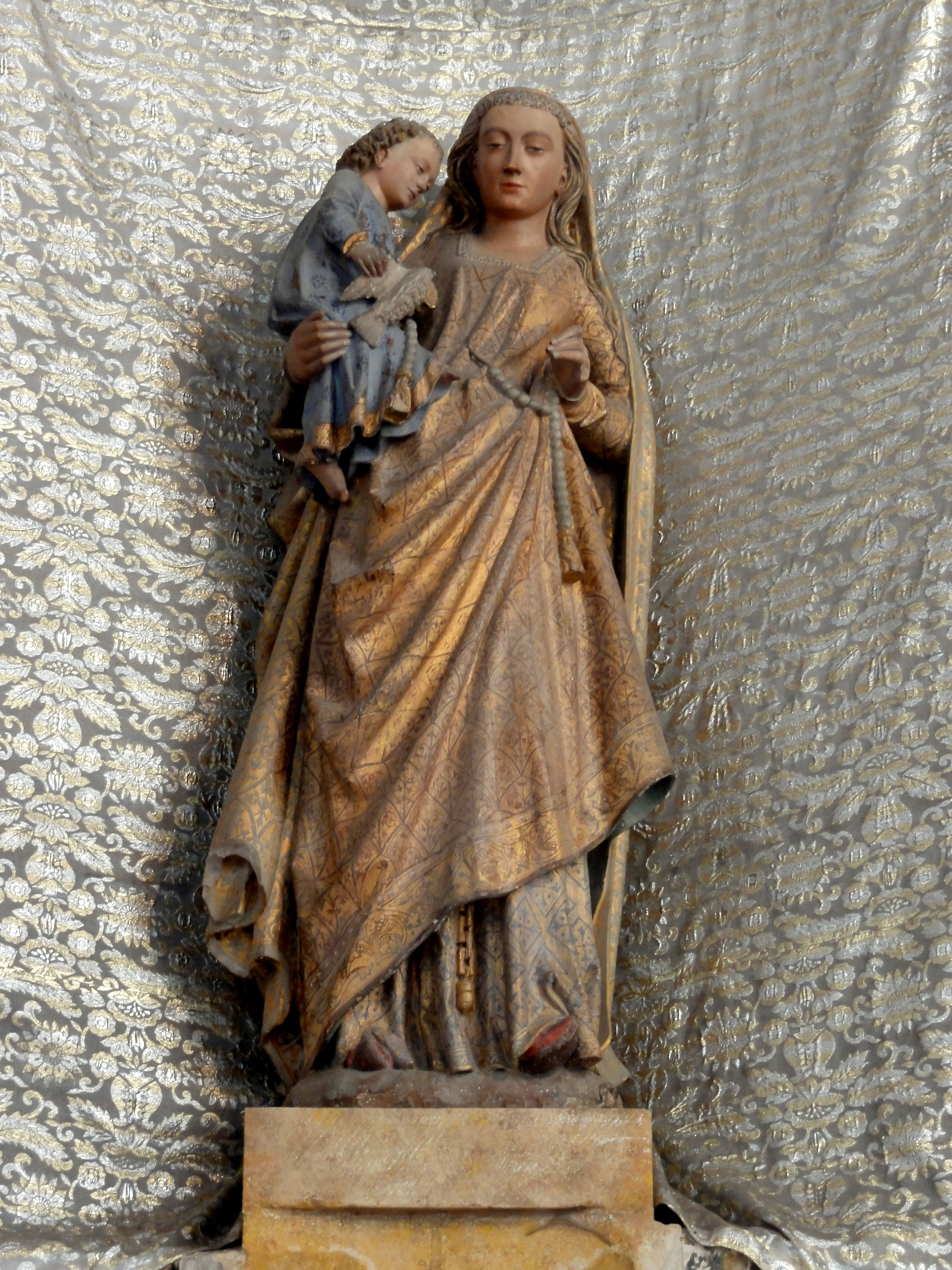
N.D. de Bon-Secours.

- La statue colossale de sainte Wilgeforte crucifiée, dans le bas-côté sud, est en bois peint. Elle mesure 200 cm de hauteur et 155 cm de largeur sans la croix, et date du XVIe siècle. Sa première mention dans les comptes de la fabrique apparaît en 1584. Selon Émile Mâle, il pourrait s'agir de l'une des nombreuses imitations de la Sainte-Face de Lucques (Volto Santo di Lucca ou « Saint Voult »), qui est en Christ en croix habillé de la même manière que sainte Wilgeforte. La statue est assemblée d'au moins cinq éléments, dont un pour chaque bras. Sa polychromie ancienne a été remise au jour. L'on a restitué la barbe que la sainte portait initialement, mais seulement avec de la peinture. Perçue comme choquante au XIXe siècle, elle avait alors été supprimée. Joris-Karl Huysmans relate que la sculpture aurait fait l'objet d'un culte fervent de la part de femmes insatisfaites par leur mariage jusqu'à la fin du XIXe siècle. Elle est classée depuis décembre 1908. Lors de son passage dans l'église en 1942, Hermann Göring a failli l'emporter avec lui[60],[61].
- Le groupe sculpté représentant la Piéta entre saint Jean, à gauche, et saint Étienne, présentant le chanoine donateur, à droite, est en pierre polychrome, et assemblé de plusieurs éléments non reliés. Son revers est sculpté. Philippe Bonnet-Laborderie identifie explicitement le personnage à droite comme saint Étienne, conformément à son habit de diacre, et non saint Antoine, comme l'affirme le dossier de protection (par ailleurs, quel saint Antoine). Bien entendu, ni l'un, ni l'autre n'étaient présents à la mort de Jésus. L'œuvre a été installée en 1760 devant le pilier à l'est de la troisième grande arcade du sud de la nef, que l'on n'hésita alors pas d'entailler. Elle est cependant beaucoup plus ancienne, et datable du premier quart du XVIe siècle. Philippe Bonnet-Laborderie remarque cependant que l'extériorisation des sentiments chez les personnes préfigure déjà le style baroque, et que la sculpture pourrait appartenir à une période plus tardive du XVIe siècle. L'attribution à Jean Le Pot proposée par Victor Leblond ne se fonde sur aucune source, mais l'œuvre s'inscrit bien dans sa mouvance. Le Christ, un peu raide, est d'une qualité moindre que saint Jean et saint Étienne, et il est manifeste que plusieurs sculpteurs sont intervenus sur le groupe. Il est surmonté de trois dais architecturés finement ciselés, et repose sur un encorbellement décoré d'une frise de pampres, d'inspiration gothique flamboyante. Il se substituerait au rocher qui aurait initialement soutenu le groupe. Son classement remonte à septembre 1911[62],[63].
- La plaque funéraire de Jean-Baptiste Oudry, peintre et graveur, mort en 1755, est en marbre blanc, et scellée dans le mur du bas-côté nord, dans la dernière travée. De plan losangé, elle mesure 62 cm de côté. Elle n'a rien de remarquable : son intérêt est purement historique. L'épitaphe se lit comme suit « Ici / repose / Me. Jean / Baptiste Oudry / Peintre Ordinaire / du Roy, Professeur / en son Académie Royale / de Peinture & Sculpture, / Pensionnaire du Roy / Directeur General / de la Manufacture Royale / des Tapisseries de Beauvais / Marguillier & Bienfaicteur / de cette Paroisse / decedé le 1e. may 1755 / agé de 69 ans / Priez Dieu / pour son / Ame. Gravé par Ph. / Tourillon ». La plaque provient de l'ancienne église Saint-Thomas, près de la manufacture, et a été retrouvée en 1851. Elle a été placée à son emplacement actuel par les soins de la Société académique de l'Oise, et est également classée depuis septembre 1911[64],[65].
- Un ensemble de cinq bas-reliefs en bois polychrome, provenant d'un retable ou constituant un antependium, est incorporé dans le nouvel autel de célébration. L'œuvre est de facture populaire et naïve, et l'on manque de renseignements à son égard. Le panneau central, qui s'étend sur les deux registres, représente la Vierge à l'Enfant assise. Ce bas-relief s'inscrit dans un ovale, et la Vierge est également ovale. Elle regarde le spectateur tout droit dans les yeux. L'Enfant Jésus, assis entre les genoux de sa mère, et entièrement habillé, est représenté comme un petit adulte, et bénit de sa main droite. À gauche, l'on voit l'Annonciation et la Visitation sur le registre supérieur, et la Nativité de Jésus en bas. À droite, l'on voit les trois Rois mages en chemin vers Bethléem en haut, et la Fuite en Égypte sur le registre inférieur. Cet ensemble remarquable pour sa rareté n'est pas encore classé à ce jour.
- La statue de sainte Angadrême est en bois taillé, au revers plat, et assemblée de plusieurs éléments. Elle était autrefois enduite et peinte, puis a été décapée. Mesurant 180 cm de hauteur, elle date de 1575. Cette datation précise est possible grâce aux registres de la fabrique, qui conserve le marché du 22 décembre 1574, passé avec Philippe Le Sueur, tailleur d'images, et son fils Nicolas le Sueur, « paintre et sculpteur » à Beauvais, « pour tailler et peindre une image de sainte Angadrême en bois de chêne bien et deuement painte de bonnes couleurs ». La commanditaire est Marguerite Gamet, femme de Nicolas de Cormeilles, docteur en médecine, et la réception est prévue avant Pâques 1575. La sainte est représentée debout, en très léger contrapposto. D'une silhouette très fine, ses arcades sourcilières sont fortement soulignées. Elle porte l'habit de son ordre, et regarde un livre ouvert qu'elle tient dans sa main droite. La main gauche a disparu, de même que la couronne qu'elle était susceptible de porter. Le sculpteur a creusé profondément les plis des vêtements. Cette œuvre remarquable d'un disciple de Jean Le Pot est classée depuis avril 1925. On peut la rapprocher du saint Roch ci-dessous, qui sort du même atelier[66],[67].
- La statue de saint Roch, dans le croisillon sud, a les mêmes caractéristiques que sainte Angadrême ci-dessus. Elle mesure 194 cm de hauteur, et peut également être attribuée à Philippe Le Sueur et son fils, mais on manque à son égard d'éléments permettant une datation aussi précise. Saint Roch, coiffé d'un chapeau à large rebord, et vêtu d'un ample manteau, qu'il soulève de sa main droite afin de dégager son genou présentant une plaie bubonique dans l'iconographie traditionnelle. En l'occurrence, le décapage de la statue a fait disparaître la plaie. Également disparu ont le petit ange qui la soigne la plaie, et le bourdon de pèlerin à haute hampe que le saint devait tenir de sa main gauche. Le chien, qui apporte un pain à son maître, est rapporté. Comme particularité, les pupilles des deux yeux sont soulignées par des clous[68],[67].
- La statue de saint Sébastien, également dans le croisillon sud, est en bois taillé, et anciennement polychrome. Elle mesure 195 cm de hauteur, et date du début des années 1520. La première attestation écrite d'un autel de saint Sébastien dans le chœur date de 1525. Dès le milieu du XVIIIe siècle, elle a été attribuée à Jean Le Pot, dont Philippe Le Sueur mentionné ci-dessus fut un disciple. La statue appartient aux dernières années d'activité de l'artiste, quand son œuvre était empreinte d'une influence italienne. Comme à l'accoutumée, saint Sébastien est attaché le dos contre un tronc d'arbre. Légèrement penché vers l'avant, il tourne la tête aux cheveux bouclés vers la droite, et sa jambe gauche avance alors que celle de droite est légèrement repliée car reposant sur une proéminence rocheuse. Le corps est percé de quatre trous de flèches, qui, elles-mêmes, ont disparu. La statue est classée depuis avril 1925[69].
- La statue de la Vierge à l'Enfant devant l'ancienne chapelle du Saint-Sépulcre est en pierre polychrome. Elle date du XVIIIe siècle, et n'est pas classée à ce jour.
- La statuette de sainte Marie-Madeleine dans l'ancienne chapelle du Saint-Sépulcre est en pierre. Elle date du XVIe siècle, et n'est pas non plus classée[70].
- La statue du « Christ aux liens » ou « Christ aux outrages », devant la sacristie, est en pierre polychrome, et a le revers plat. Elle mesure 180 cm de hauteur, et date du XVIe siècle. Suivant un modèle courant dans la région, à l'instar de deux exemplaires conservés à la cathédrale d'Amiens, le Christ est représenté debout, les mains liées. Malheureusement, l'œuvre est mutilée : des doigts manquent, et la tête est cassée au niveau du cou. Son classement est intervenu en mai 2005[71],[67].
- Le retable de la chapelle Sainte-Marthe, dans le déambulatoire nord, est le dernier parmi les autrefois nombreux retables de pierre que possédait l'église. Connu comme le retable de Sainte-Marthe ou « le Dieu piteux », il se compose de trois statues grandeur nature, placées chacune dans une niche sous un grand dais architecturé flamboyant, découpé à jour et finement ciselé. Les statues sont monolithes, mais les dais et le socle sont assemblés de plusieurs pièces. La largeur est de 250 cm ; la hauteur n'a pas été prise. L'œuvre du premier quart du XVIe siècle est attribué à Jean Le Pot. Dans la niche centrale, l'on voit Jésus couronné d'épines, les mains liées, dépouillé de ses vêtements, assis sur un rocher (Ecce homo). Il tenait jadis un roseau, l'un des instruments de la Passion, qui lui fut remis en guise de sceptre pour l'humilier. La niche de gauche abrite sainte Marguerite, foulant des pieds en dragon, mais conservant une mine imperturbable et joignant ses mains pour la prière. La femme en habits de religieuse dans la niche de droite est donc sainte Marthe, qui, elle, doit vaincre la tarasque et apporte à cette fin un seau rempli d'eau bénite et un goupillon. Les socles des statues et les têtes des monstres ont fait l'objet de ragréages en plâtre. L'ensemble est classé au titre immeuble depuis 1846[72],[63].
- La statue de la Vierge à l'Enfant, dite Notre-Dame de Bon-Secours ou jadis de Toute-Joie, dans la chapelle du Saint-Sacrement au fond du sanctuaire, est en pierre polychrome. Elle est sculptée en ronde-bosse, mais son revers est plat. Mesurant 180 cm de hauteur, elle a été sculptée par un atelier local au dernier quart du XVe siècle, mais a été repeinte vers 1860. Elle a été restaurée en 1977 par l'atelier Lenoir, sans reconstitution de la polychromie ancienne, mais celle-ci refait néanmoins surface à certains endroits, notamment sur l'Enfant. La Vierge n'est pas couronnée, et porte les cheveux ouverts, retenus par un serre-tête porté devant le front. Elle est vêtue d'une robe et d'un épais manteau, qui est ramené en voile sur l'arrière de sa tête. Sur le devant de la silhouette, il retombe en épais plis en tablier, et sur le côté droit, en plis à bec. Le buste rejeté en arrière et les hanches projetées en avant, la Vierge porte l'Enfant en partie sur sa hanche droite, et le soutien de son bras droit. L'Enfant Jésus est habillé d'une longue tunique, et tient une colombe par les ailes. Certains détails sont cassés, dont une aile et la tête de la colombe, le pouce gauche de la Vierge, etc., et l'objet qu'elle portait dans sa main gauche a disparu. Le classement de l'œuvre remonte à avril 1925[73].
- La Pietà dans la chapelle Saint-Nicolas, au sud-est du déambulatoire, est en marbre blanc. Elle n'est pas classée à ce jour.
- Plusieurs christs en croix sont présents dans l'église, mais le seul qui soit classé monument historique a été déplacé dans la salle du chapitre de la cathédrale en 1996. Il mesure 250 cm de hauteur, et date du XVIe siècle[74] (sans illustration).

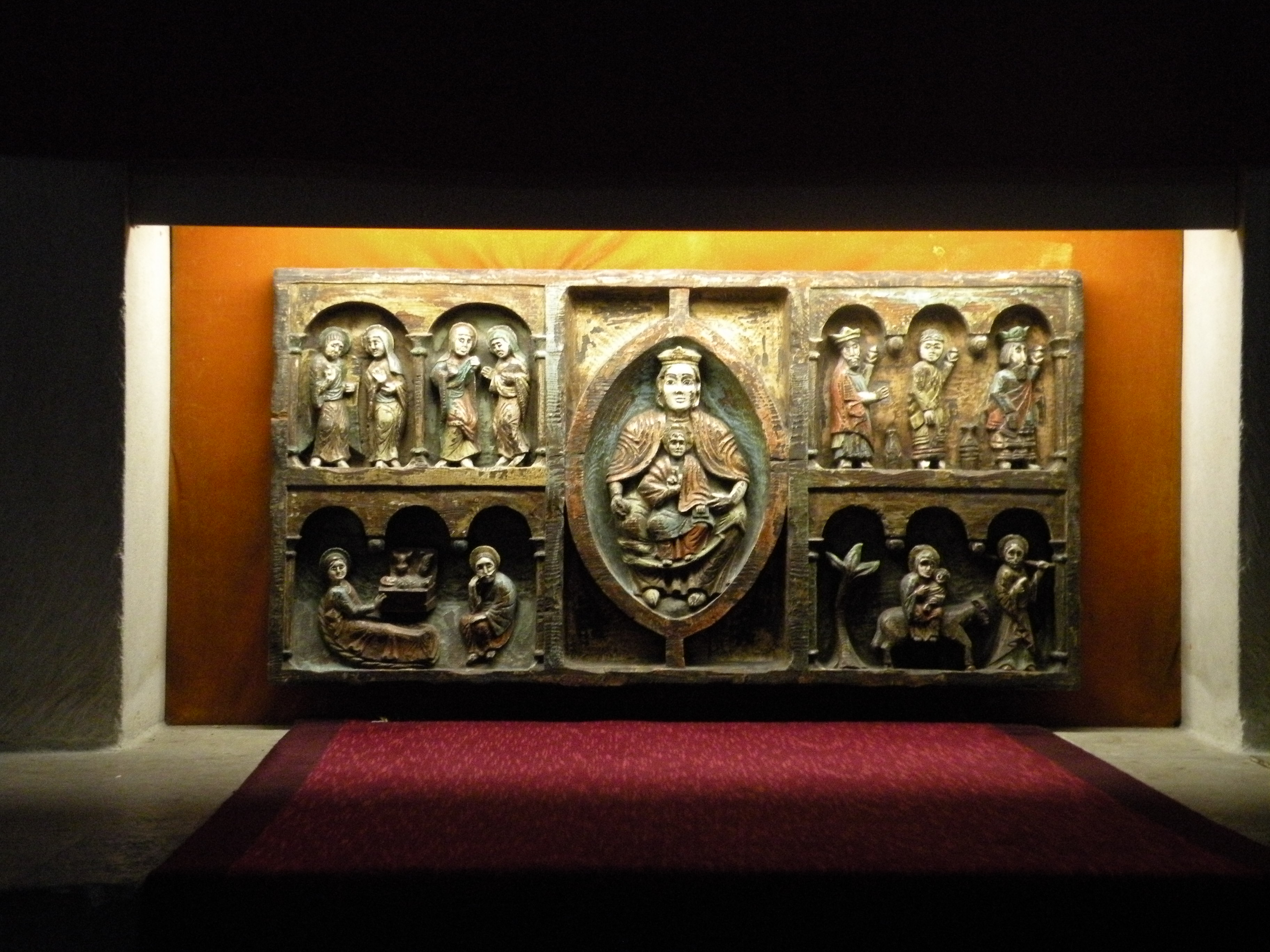
Bas-relief de retable.
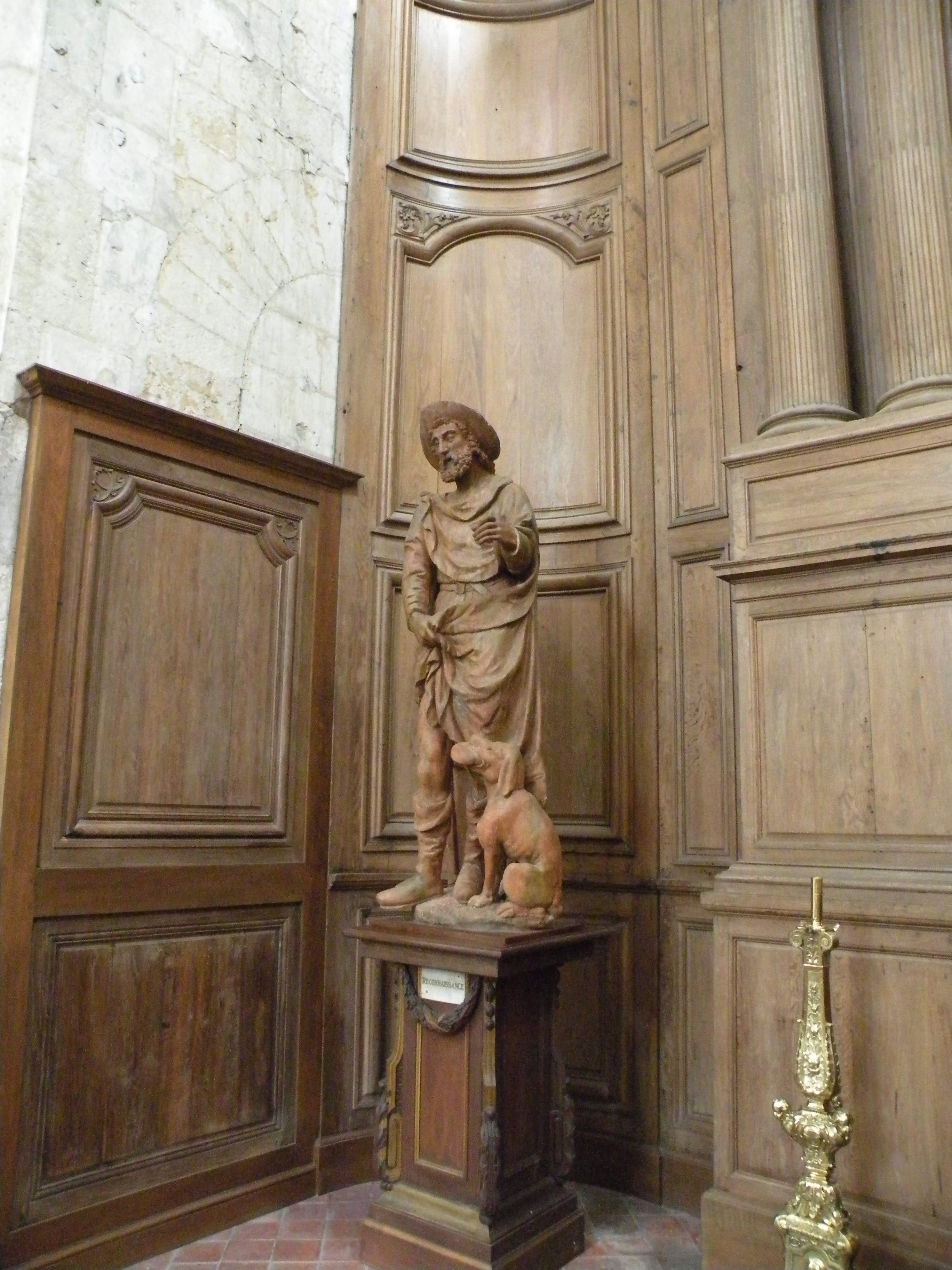
Saint Roch.
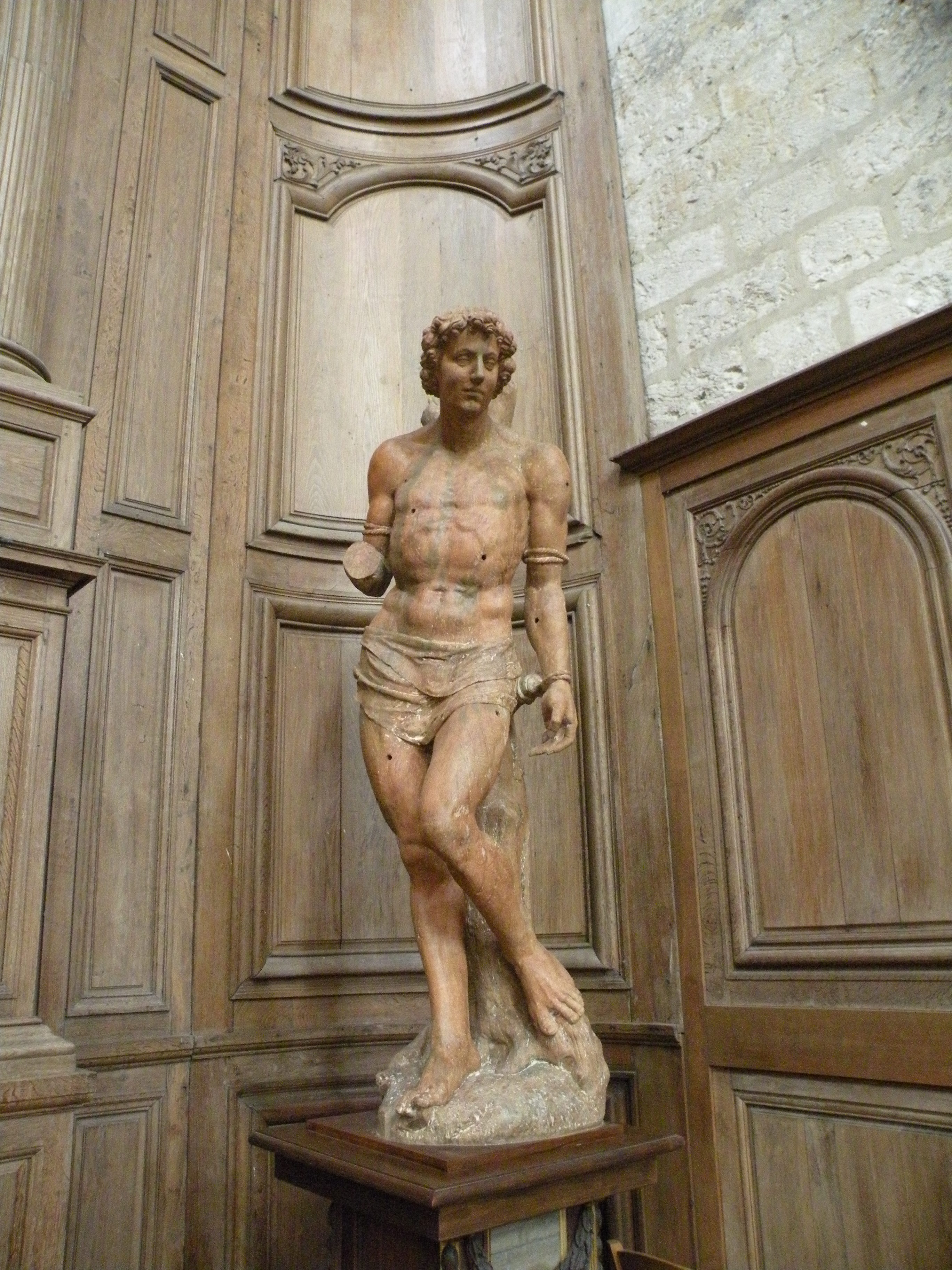
Saint Sébastien.
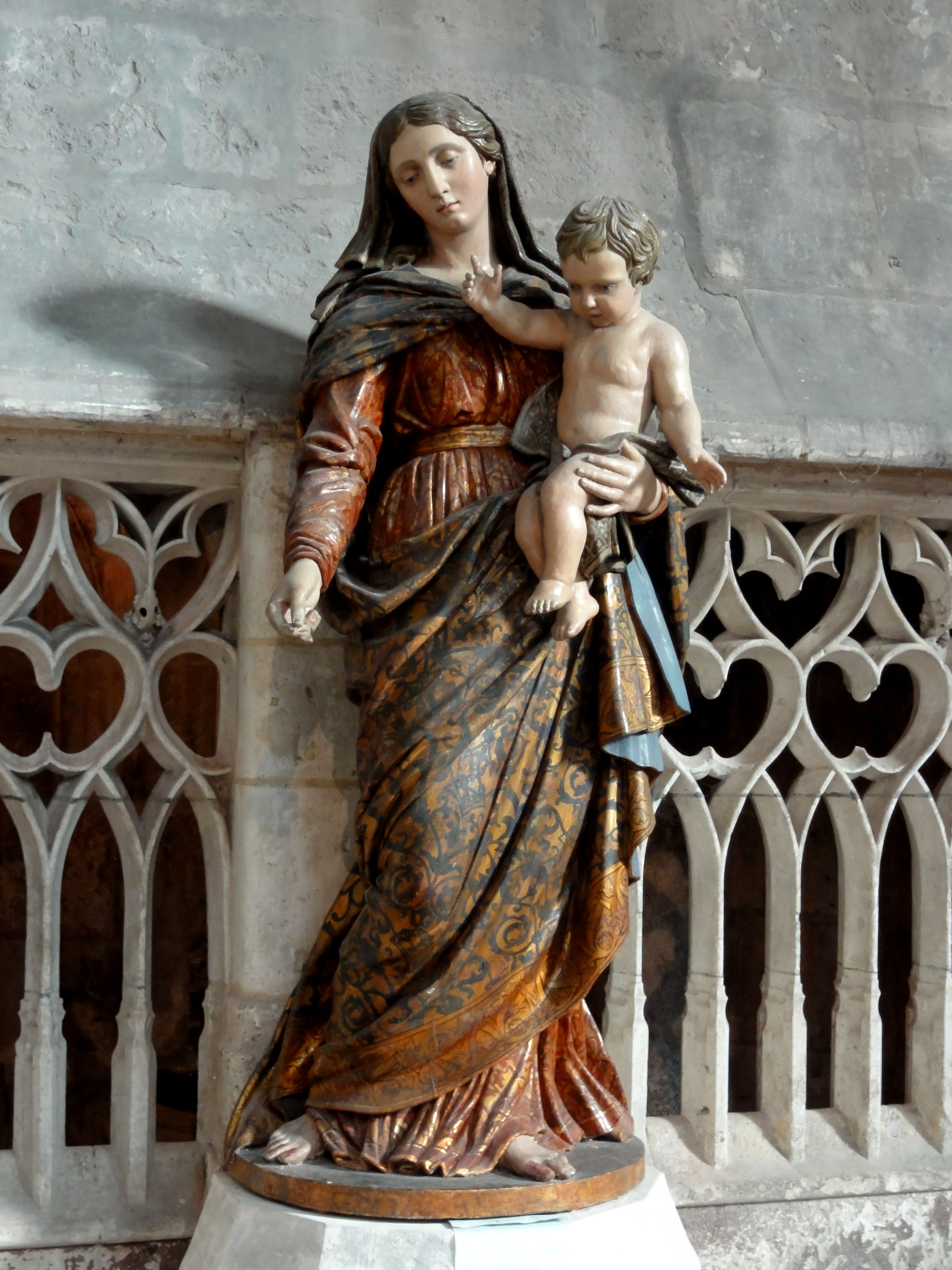
Vierge à l'Enfant.
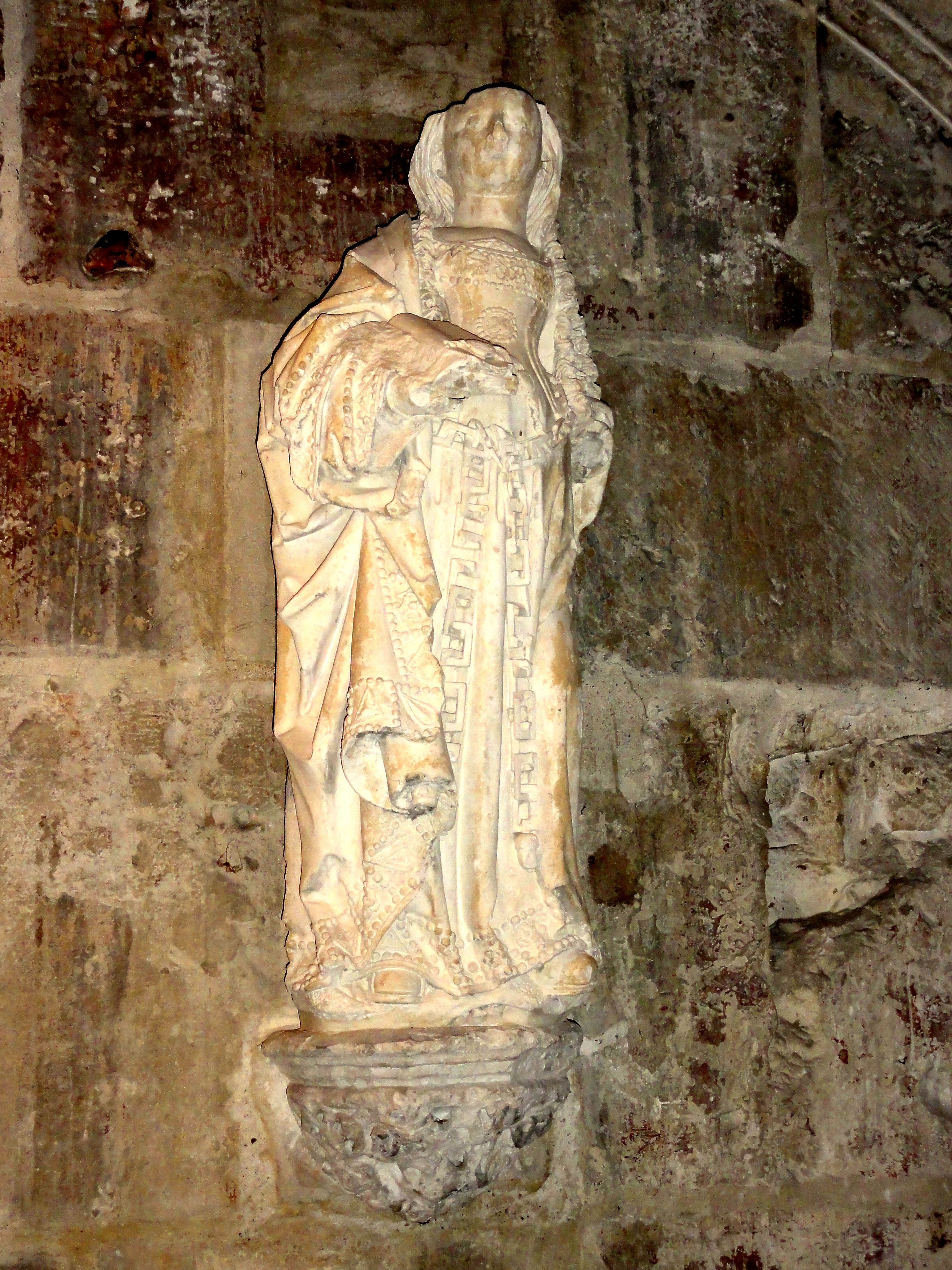
Sainte Marie Madeleine.
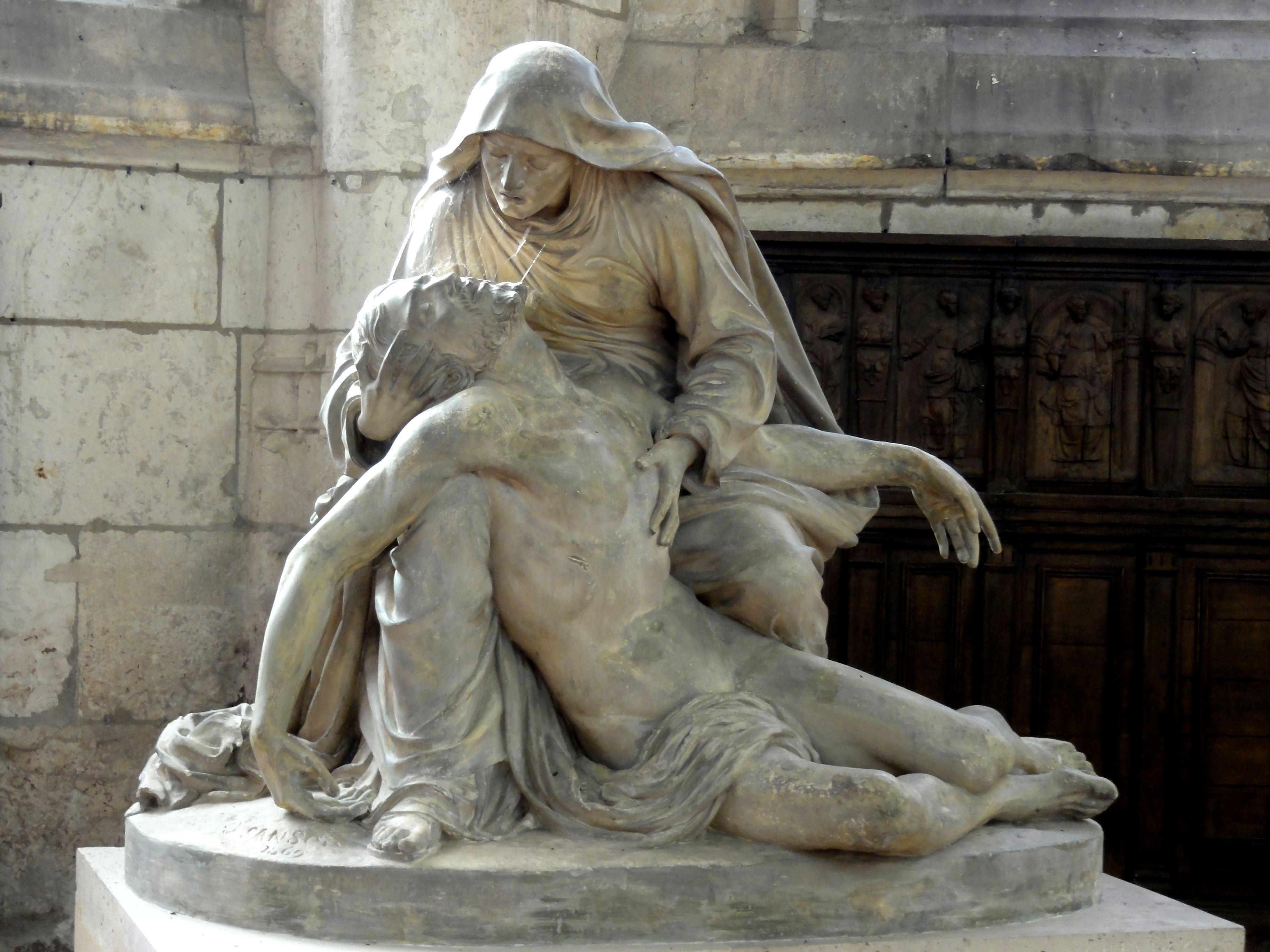
Pietà.

### Mobilier liturgique

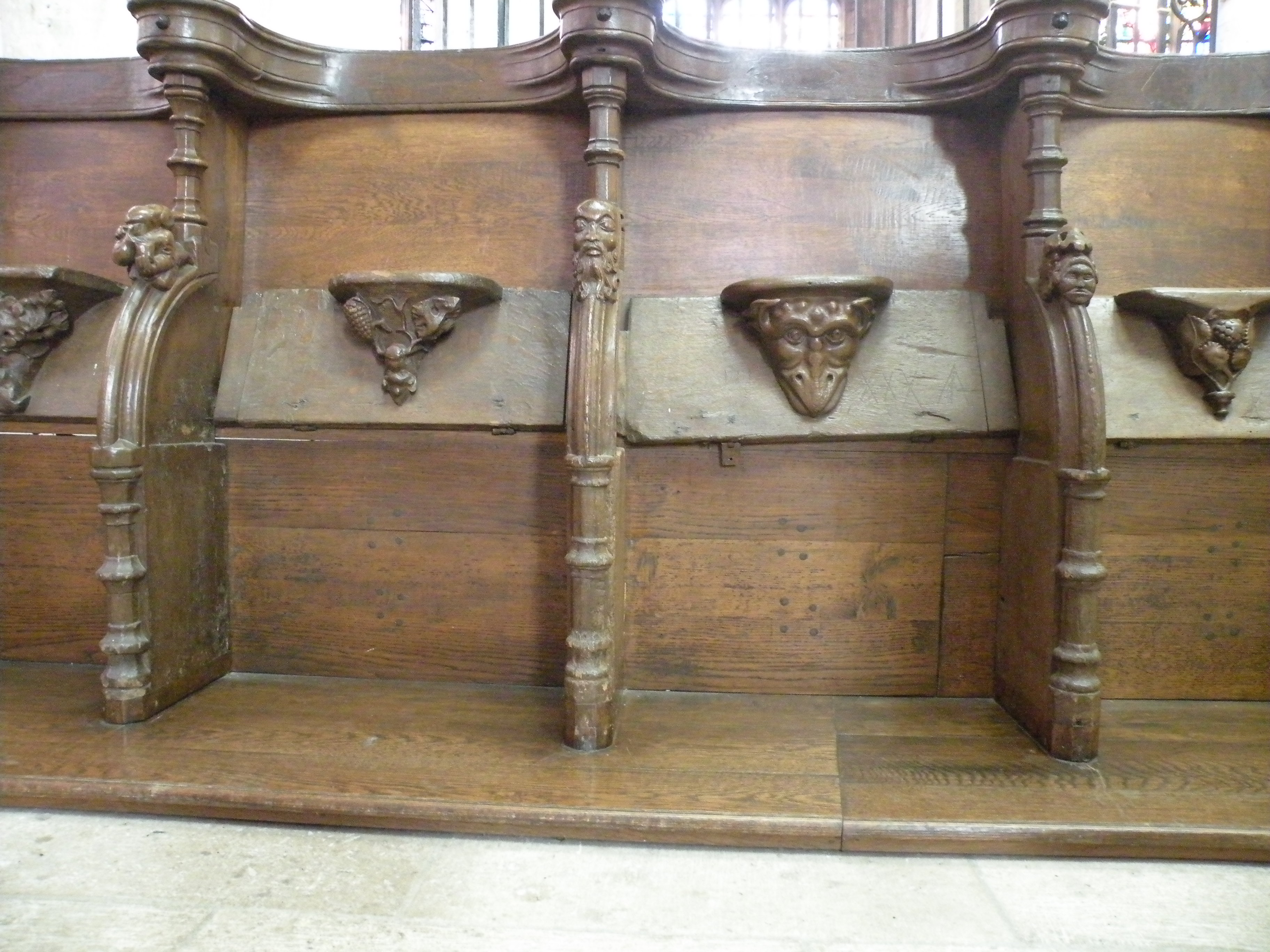
Stalles du chœur.

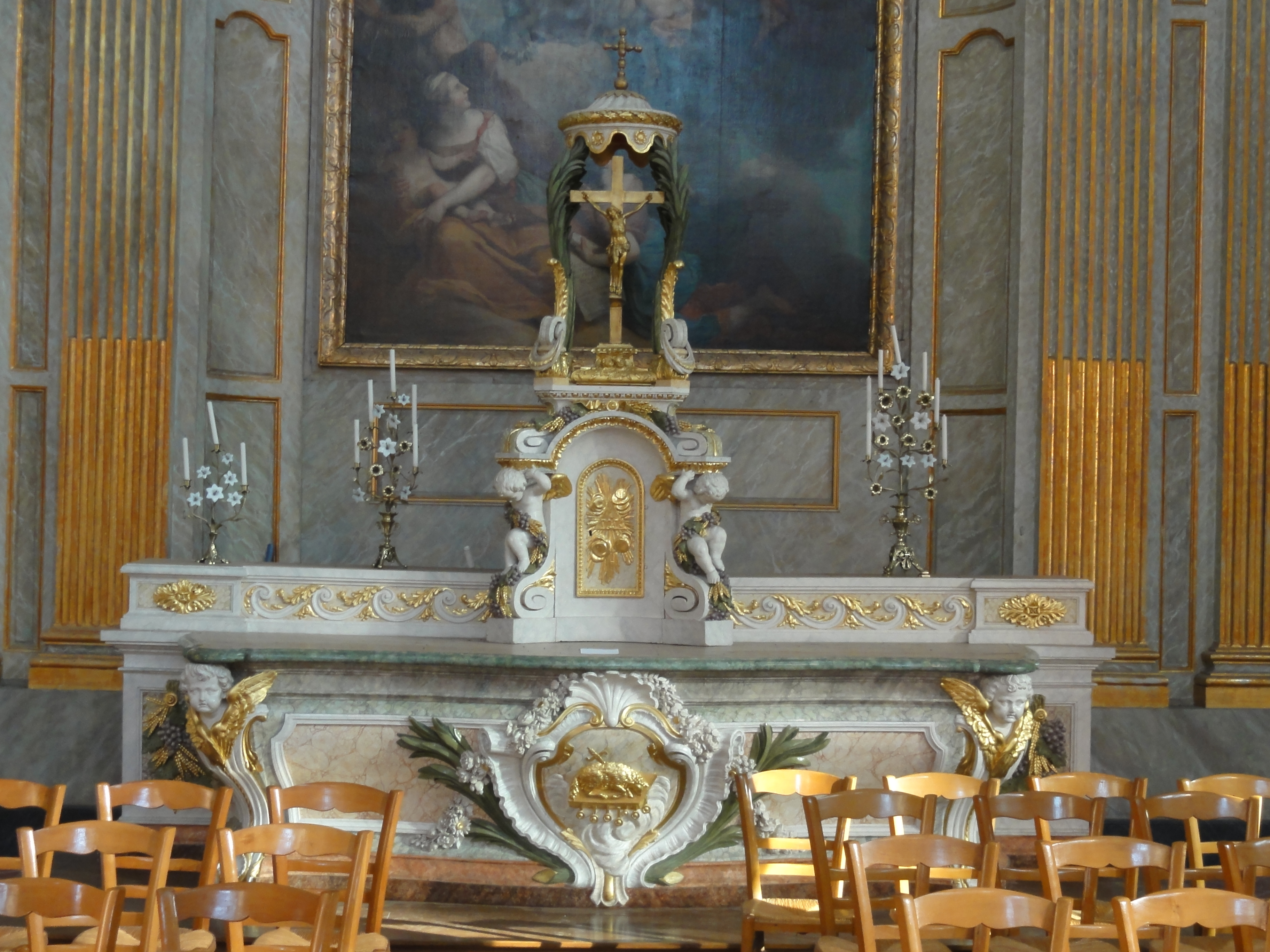
Ancien maître-autel de 1774.

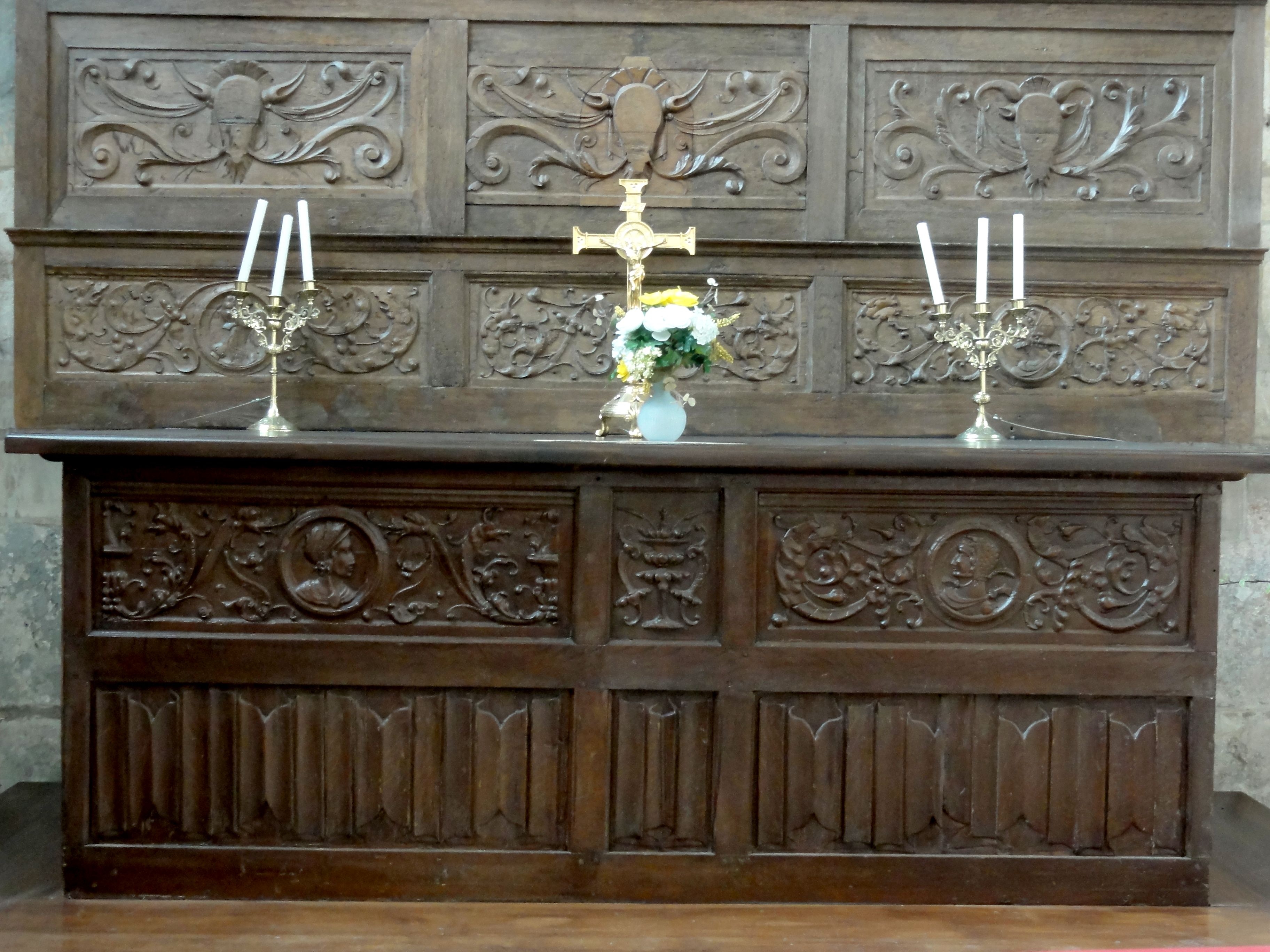
Autel de sainte Marthe.

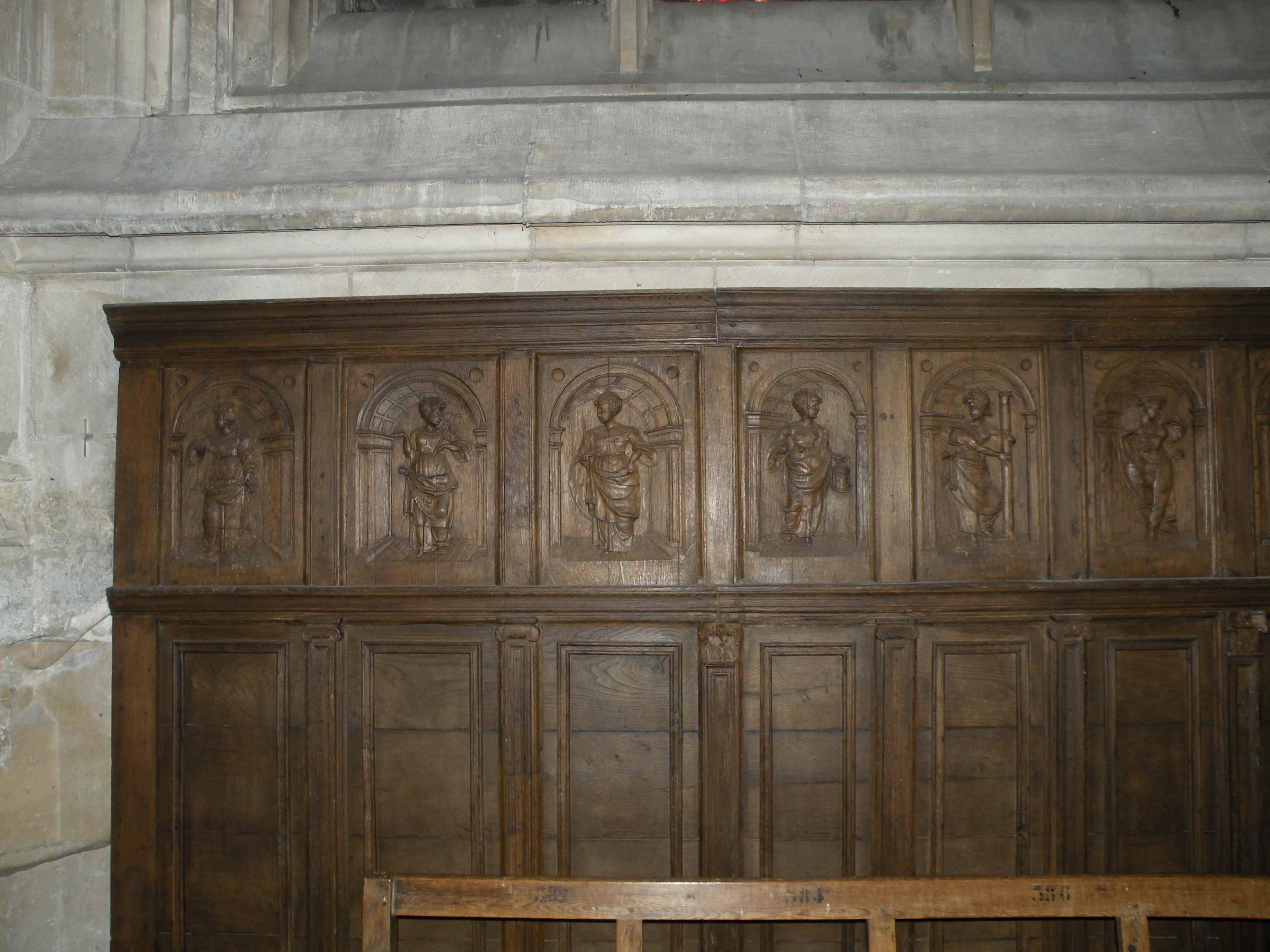
Ancienne clôture du chœur.

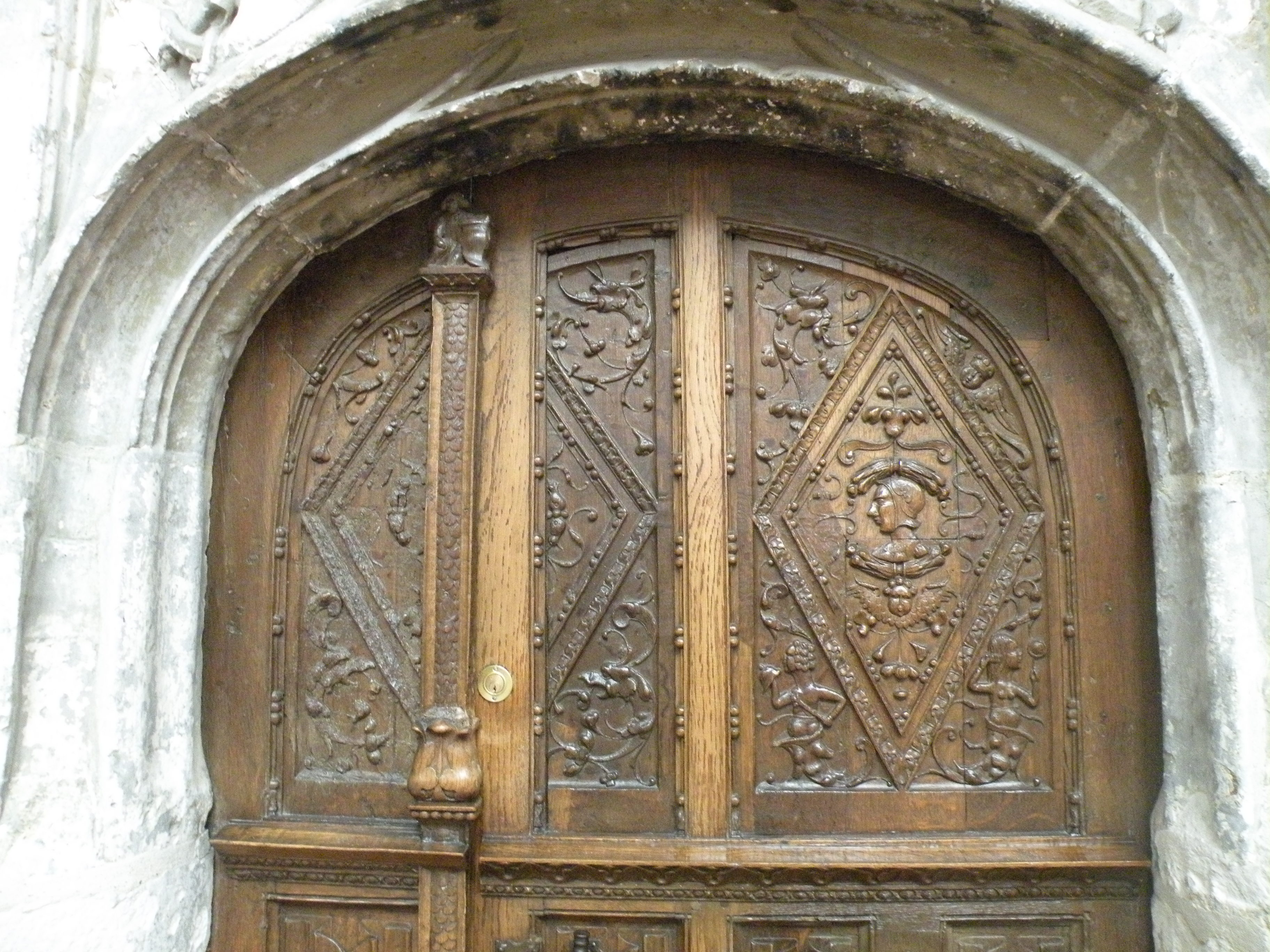
Porte de la sacristie, détail.

- Les stalles dans la chapelle d'axe du chevet sont en bois de chêne taillé, poli et ciré. Selon les sources textuelles, elles ont été réalisées entre 1545 et 1558 sur la commande du chapitre, et font partie de l'équipement initial du chœur actuel. Elles sont, en théorie, au nombre de quarante-neuf, et étaient disposées en deux rangs, soit un rang bas et un rang haut, placé sur une estrade. Après la restauration du chœur à l'issue de la Seconde Guerre mondiale et l'aménagement du nouveau chœur liturgique en 1959, seulement dix-huit stalles ont été restaurées et remises en place, à un emplacement qui n'est plus celui d'origine. Les autres ont été déposées dans le sous-sol. En 1995, Philippe Bonnet-Laborderie évoque le projet de leur restauration prochaine. Finalement, elles sont seulement soumises à un traitement anti-xylophages en 1996. Trente-quatre jouées, dont deux incomplètes ; neuf miséricordes sculptées, dont deux refaites ; et vingt-neuf appui-mains ont été dénombrés lors du dernier recensement dans le sous-sol de l'église. Les jouées terminales sont sculptées de réseaux plaqués flamboyants. L'une des jouées est surmontée d'une sorte de chapiteau de pilastre ionique renversé. Ses coussinets sont enveloppés non de feuilles d'acanthe, mais de pampres, et s'enroulent autour de masques. Les miséricordes sont sculptées de têtes humaines, d'hommes ou de femmes, de masques grimaçants, ou de feuilles de vigne et grappes de raisin. L'échantillon aujourd'hui conservé n'est sans doute plus représentatif de l'ensemble. Les appui-mains affichent en partie les mêmes motifs. Ils sont sinon sculptés d'hommes ou de femmes dans des postures burlesques, ou de chimères. L'on note qu'à l'exception du couronnement des jouées, le style flamboyant règne encore en exclusivité, alors que les panneaux de l'autel de sainte-Marthe, d'au moins une dizaine d'années plus anciens, sont déjà de style Renaissance. L'ensemble, qui est l'un des plus importants à l'échelle du département, avec Avilly-Saint-Léonard, Chaumont-en-Vexin, Remy et Saint-Martin-aux-Bois, est classé au titre immeuble depuis 1846[75],[76].
- En même temps que les stalles, le chapitre commanda une clôture de chœur assortie. Elle se compose de quarante-quatre panneaux en bois de chêne sculptés en bas-relief. Chaque panneau mesure environ 50 cm de hauteur, et est séparé de son voisin par une colonnette corinthienne. Les panneaux sont aujourd'hui répartis entre les soubassements des vitraux de l'arbre de Jessé et du Jugement dernier (voir ci-dessous), et les chapelles Saint-Nicolas et Saint-Étienne. Plus intéressants que les stalles selon Philippe Bonnet-Laborderie, ils représentent quelques-uns des Douze Apôtres (saint Pierre avec sa clé ; saint Paul avec son épée ; saint Jean avec le calice ; saint Simon avec la scie ; saint Thomas avec l'équerre) ; quelques saintes martyres (sainte Catherine avec la roue ; sainte Apolline avec les tenailles ; Marie l'Égyptienne avec les trois pains ronds qui lui permirent de se nourrir dans le désert) ; les Vertus théologales ; les Vertus cardinales ; ainsi que les douze Sibylles. Elles sont issues de la mythologie païenne, mais souvent mises à l'honneur en tant que prophétesses avant l'heure à la Renaissance, et figurent également sur les jouées de Saint-Martin-aux-Bois[77],[78].
- L'ancien maître-autel, placé aujourd'hui dans le croisillon nord (chapelle du Sacré-Cœur), est en bois taillé, peint et partiellement doré. En forme de tombeau, il mesure 425 cm de largeur et 95 cm de hauteur, et se complète par un tabernacle et un dais d'exposition. Ses plans ont été présentés au conseil de fabrique par l'architecte Jean-Baptiste Bonnelet le 30 janvier 1774. Au mois d'août, sa mise en place est envisagé pour la Pentecôte 1775. L'acquisition de l'autel s'inscrit dans le cadre du nouvel aménagement de l'espace liturgique décidé dès janvier 1751, qui fut motivé par la volonté de supprimer le jubé. Le décor sculpté, de style rocaille, est très riche et bien étudié. Le devant d'autel arbore en son milieu un cartouche rocaille entouré de deux palmes, et contenant l'Agnus Dei sur le livre aux sept sceaux. Les angles sont sculptés de volutes et de bustes d'angelots ailés. Le tabernacle est flanqué de deux génies accroupis, qui prennent place sur des ailerons, sont garnis de guirlandes d'épis et de grappes de raisin, et jouent ici le rôle d'atlantes supportant le fronton. La porte est sculptée d'une gloire en bas-relief. Un dais d'exposition surmonte le tabernacle. Comme sur les bâtons de procession, ses quatre pieds sont formés par des palmes. Le dais proprement dit suggère un dais en textile, tel qu'utilisé lors des processions. Il abrite un petit Christ en croix, et est en outre sommé d'une petite croix. Cet ensemble est classé au titre immeuble depuis 1846[79].
- Les deux panneaux sculptés qui forment le devant de l'autel de sainte Marthe et le soubassement du retable, placé au-dessus de l'autel, sont en bois de chêne. Le premier mesure 200 cm de largeur pour 78 cm de hauteur, et comporte deux registres ; le deuxième mesure 278 cm de largeur pour 133 cm de hauteur, et comporte trois registres. On peut les dater des années 1520-1530 en faisant le rapprochement avec les coffres ornés de bustes placés dans des médaillons, qui ont été confectionnés par plusieurs artistes locaux à l'époque en question. Le devant d'autel comporte en bas un registre de plis de serviette. En haut, il y a deux compartiments larges, et un compartiment étroit au milieu. On y voit un calice au milieu d'un décor de rinceaux. Chacun des grands compartiments affiche au milieu un médaillon, où figurent les têtes d'un homme et d'une femme casqués en profil. Ils ont le regard tourné vers le calice, et sont flanqués de cornes d'abondance et de rinceaux. Sur le soubassement du retable, le registre médian est le plus développé. Ses trois compartiments, presque identiques, arborent au milieu un bucrane bûché, et à gauche et à droite, des volutes et des rinceaux. Le registre inférieur et le registre supérieur déclinent le motif des médaillons représentant des têtes en profil déjà observé sur le devant d'autel. Ici, les médaillons sont entourés de grotesques. Il y a trois compartiments en bas et quatre en haut, qui sont séparés ici par des cartouches décorés d'autres motifs. Le style est déjà celui de la Renaissance, sauf pour les plis de serviette, qui sont généralement rattachés au style flamboyant. L'ensemble a primitivement occupé, plus ou moins, ce même emplacement, mais a été démantelé à la seconde moitié du XIXe siècle. L'un des panneaux a ensuite été raccroché au mur nord de la chapelle. Plus récemment, il a été remonté sous le retable de sainte Marthe. L'ensemble est classé au titre immeuble depuis 1846[80],[61].
- En dehors du mobilier liturgique, mais dans le contexte des panneaux de la chapelle Sainte-Marthe, il convient de signaler la porte de la sacristie, qui est de la même facture, et date de la même époque. Elle mesure 215 cm de hauteur pour 125 cm de largeur. Ses deux vantaux se composent d'un registre de plis de serviette et d'un registre de deux panneaux sculptés. Chacun des panneaux comporte un cartouche en forme de losange aussi large et aussi haut que le panneau lui-même, qui affiche en son milieu une tête casquée, vue de profil, au-dessus d'une petite tête de chérubin. Le reste de l'espace est occupé par des arabesques. Sur le panneau de droite, le décor d'arabesques intègre deux cornes d'abondance, dont émergent un homme et une femme nus qui se tournent le dos. L'un tient une clochette, et l'autre un miroir. Malheureusement, le découpage des vantaux a été modifié, et le vantail de gauche a été découpé en deux parties égales, dont l'une a été rattachée au vantail de droite. Ainsi, la tête du cartouche de gauche est devenue méconnaissable. Les deux vantaux sont classés au titre immeuble depuis 1846[61].
- Un réchaud chariot à charbon liturgique du XVIe siècle est classée depuis avril 1925, mais a disparu depuis[81] (sans illustration).

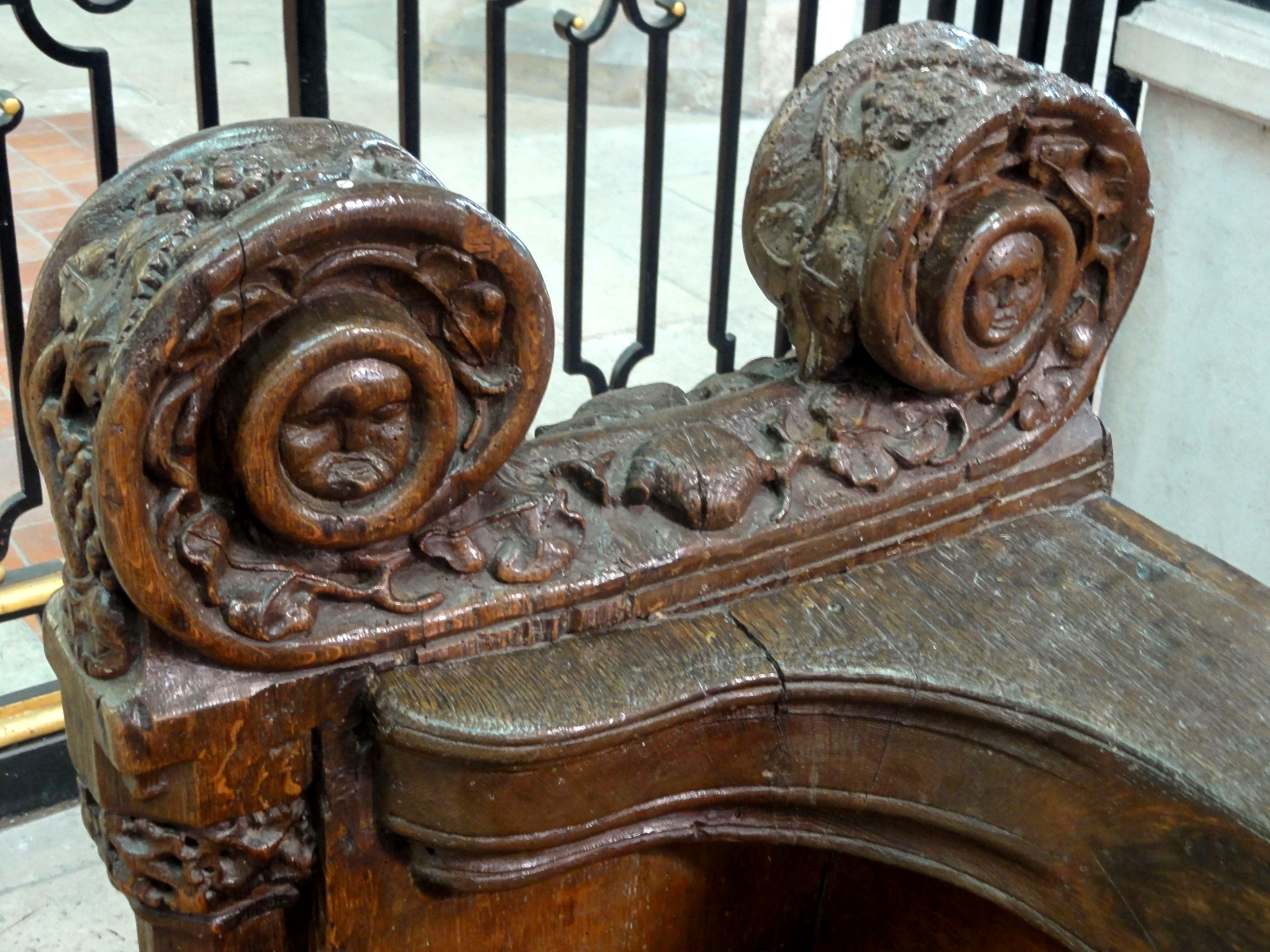
Couronnement d'une jouée des stalles.
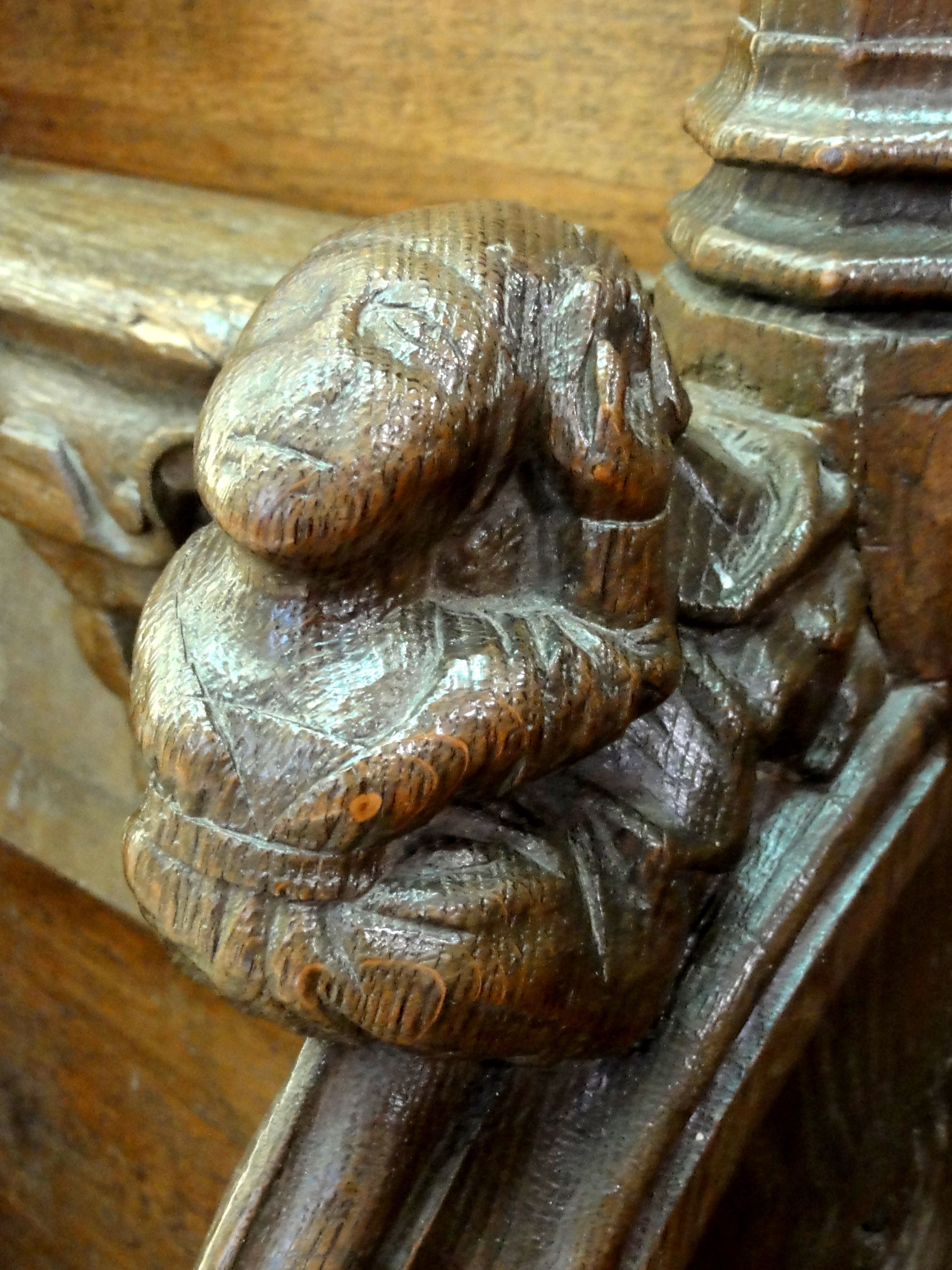
Appuie-mains des stalles.
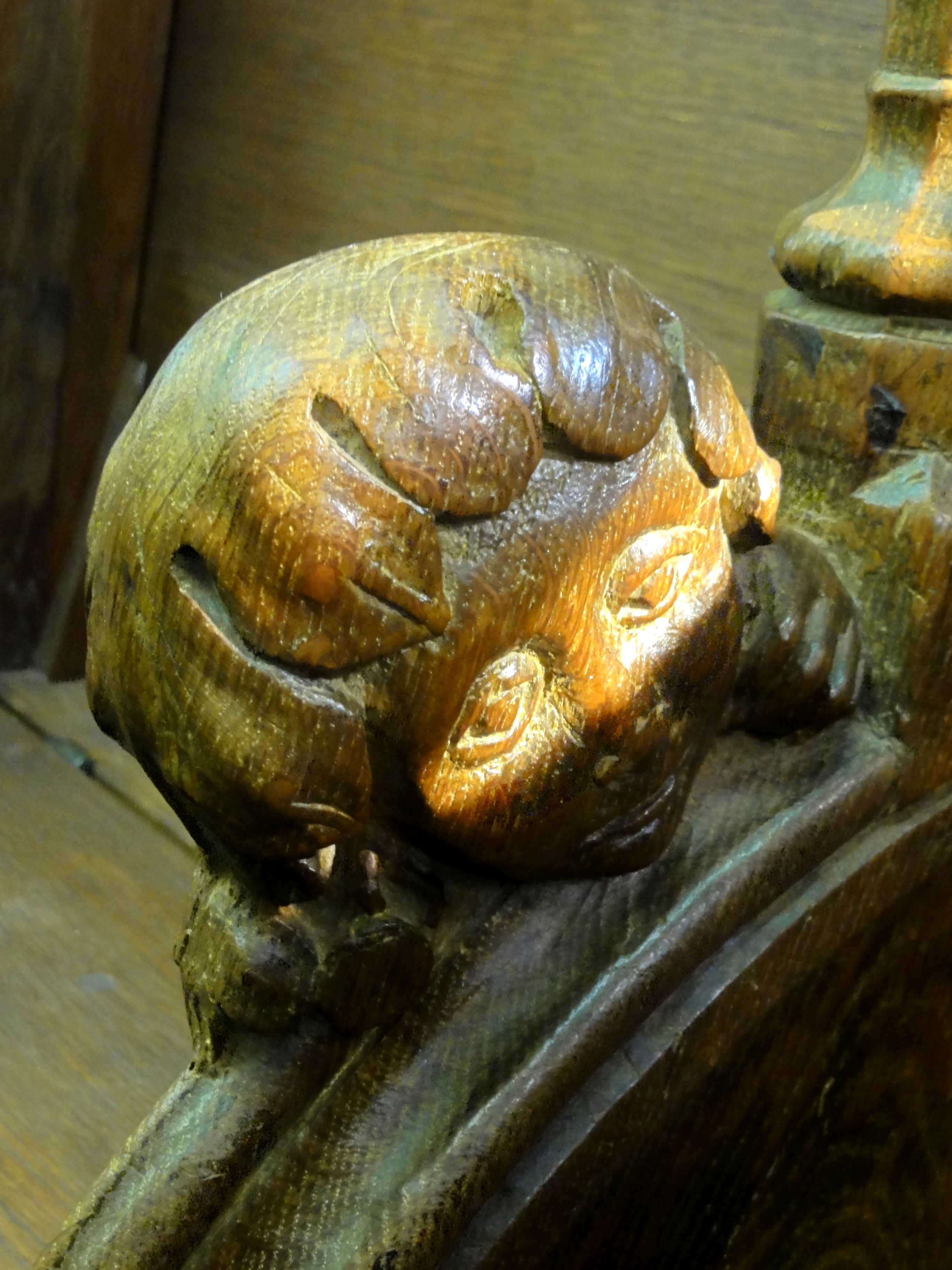
Appuie-mains des stalles.
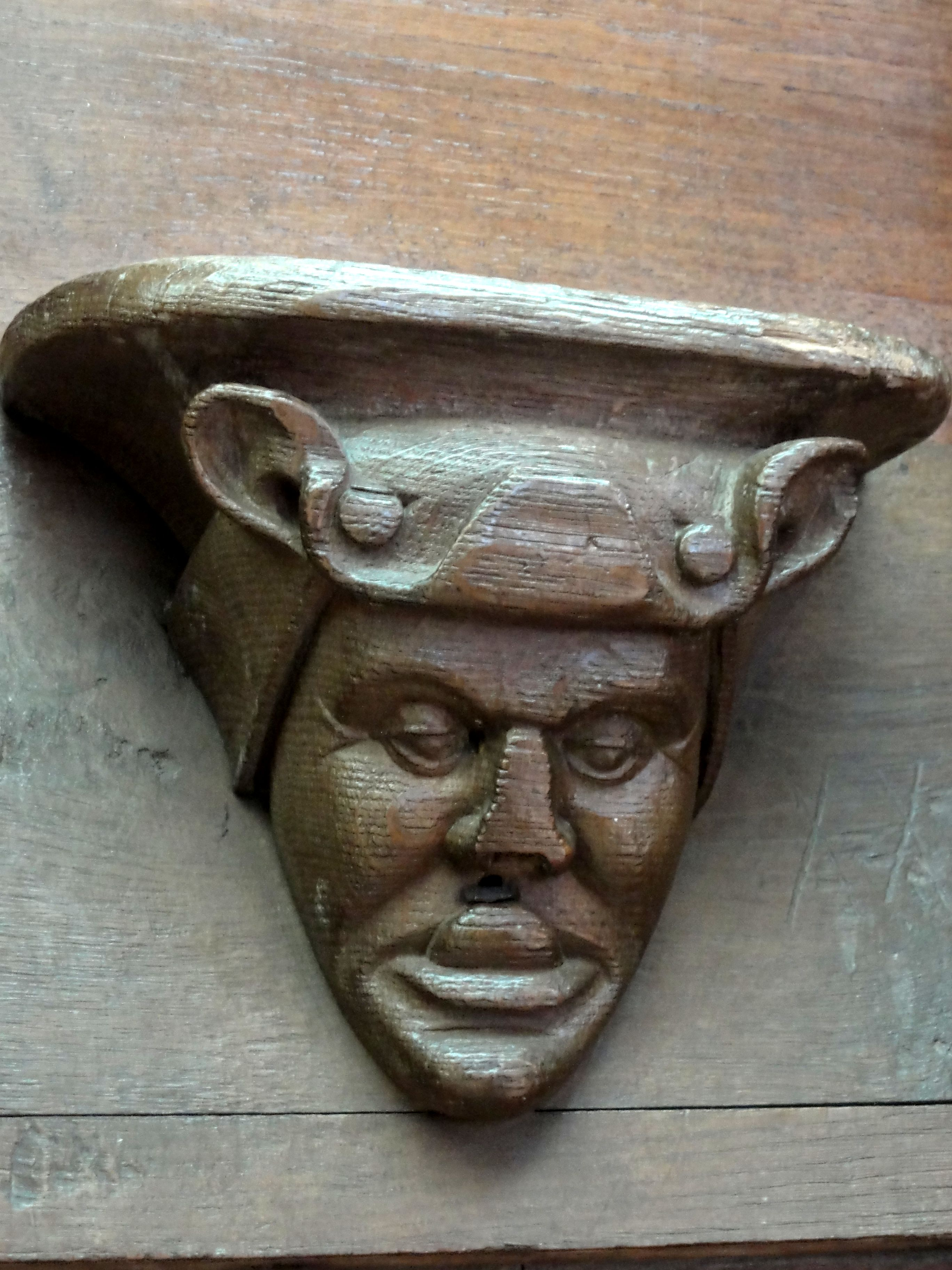
Miséricorde des stalles.
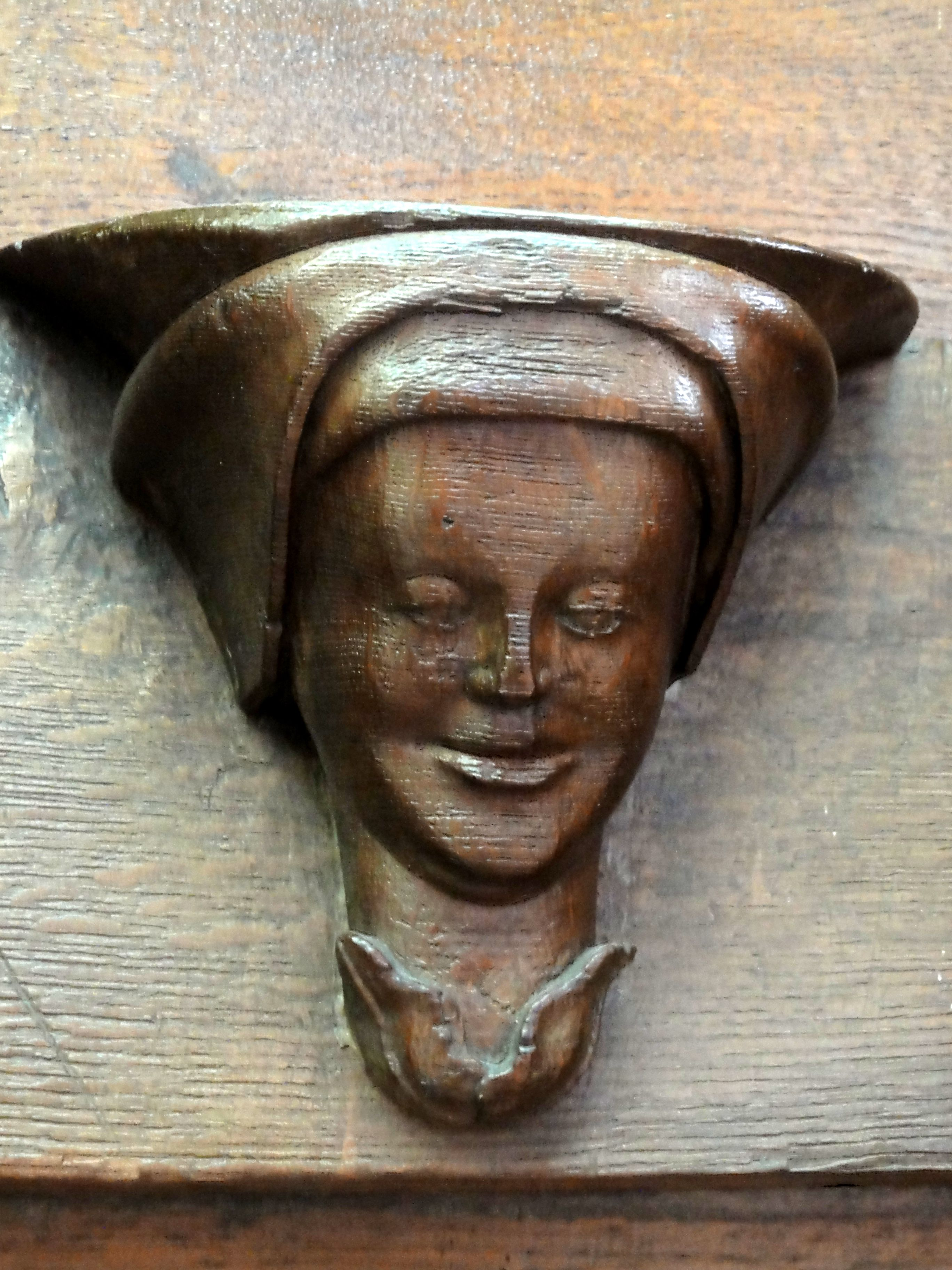
Miséricorde des stalles.
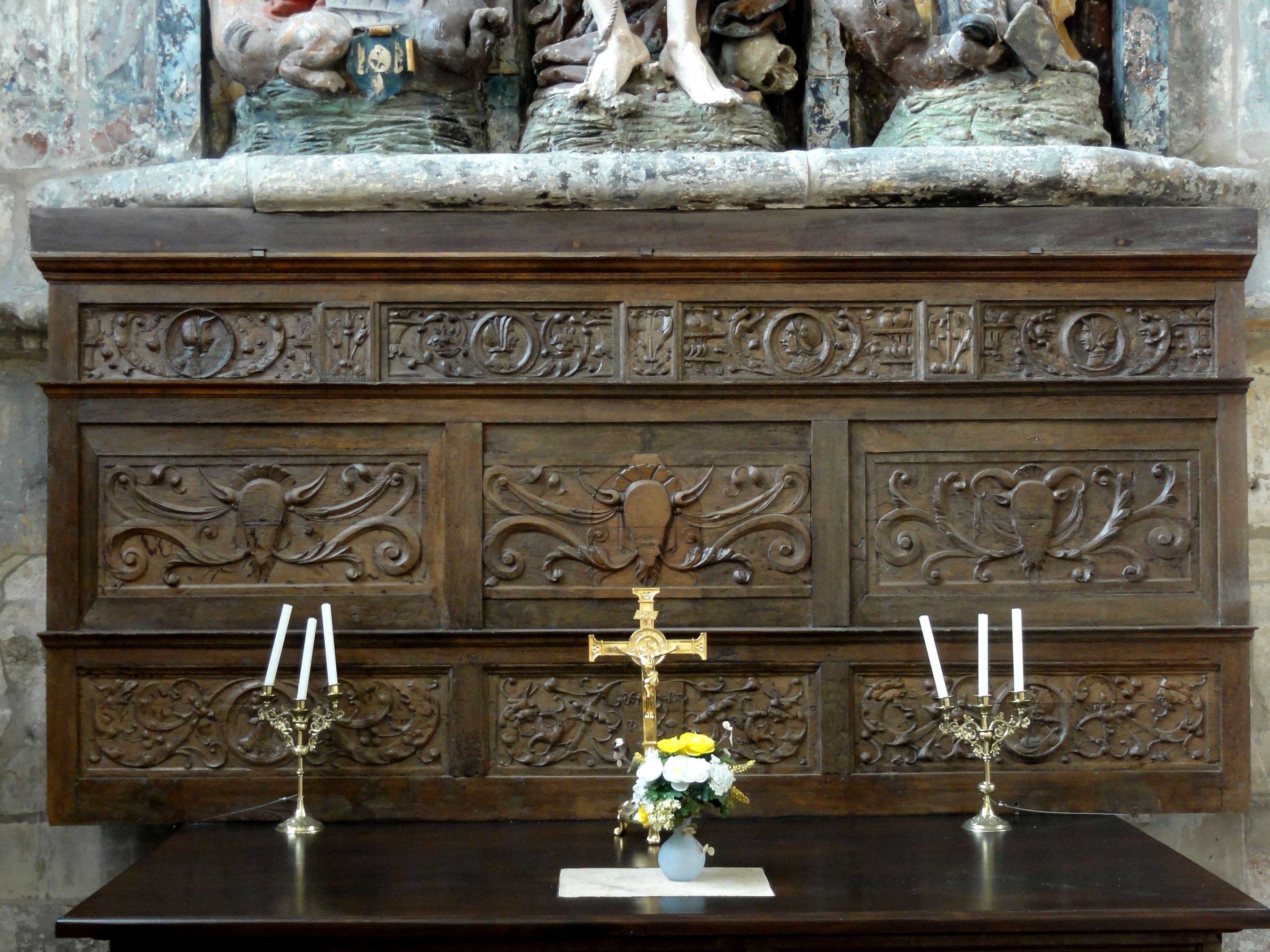
Soubassement du retable de sainte Marthe.

### Peinture
- Un ensemble de huit petits tableaux illustrant des scènes de la vie de la Vierge et de la vie du Christ est accroché sur les piles orientales de la croisée du transept. Ils sont peints à l'huile sur bois. Chaque tableau mesure 78 cm de hauteur pour 58 cm ou 61 cm de largeur, selon les cas. Ils proviennent sans doute d'un ou plusieurs retables, et datent de la limite XVe / XVIe siècle. Redécouvertes par hasard en 1841 dans une vieille armoire de la fabrique, ils ont été aléatoirement réunis deux par deux dans des cadres de bois peints en noir, et décorés d'entrelacs dorés. Les sujets sont la Pentecôte avec le couronnement de la Vierge ; la rencontre de la Porte dorée avec la Cène ; l'Ascension avec  la mort de la Vierge ; et l'Immaculée Conception et l'Agonie au jardin des Oliviers. Concernant l'Immaculée Conception, on note une iconographie à la marge des conventions, avec la représentation de la Vierge en miniature dans le sein de sa mère, sainte Anne, et la présence de nombreux phylactères avec des citations de Ct 4,7, Ct 6,9, Ps 10,15, Ec 24,23 et 31. Sur les tableaux représentant la Cène et l'Agonie au Jardin des Oliviers, la ville de Beauvais est précisément représentée, avec, notamment, la cathédrale Saint-Pierre pendant la construction du transept. Ce sont de précieux indices pour la datation. Philippe Bonnet-Laborderie relève le style ni picard, ni flamand, et parle de peintures « primitives », datables des alentours de 1510. La ville de Beauvais ne conserve pratiquement pas d'autres tableaux peints dans la ville à cette époque, ce qui rajoute à leur intérêt. Ils sont classés depuis février 1899[82],[83].
- Le panneau à double face, représentant d'un côté la circoncision de Jésus et la « légende du seigneur qui a vendu sa femme au diable » de l'autre côté, est accroché dans la croisée du transept. Il est peint sur un panneau assemblée de trois planches, et entouré d'un cadre rapporté moderne. Chacun des tableaux mesure 83 cm de hauteur pour 55 cm de largeur à l'ouverture du cadre. Leur style permet une datation du premier tiers du XVIe siècle. La circoncision de Jésus se déroule devant un décor architecturé antiquisant, et un chien est présent au premier plan, mais l'on ne note pas d'autres particularités iconographiques. Plein de symboles est l'autre scène. Derrière le seigneur et sa femme installés sur leur monture, la femme en amazone, se dresse un paysage d'un caractère inquiétant, avec des rochers menaçant s'ébouler, et à droite, une femme en prière s'agenouille devant l'entrée d'une église en construction. Lors de l'inventaire, il y avait encore un panneau représentant l'Adoration des mages, et deux autres représentant saint Jean et saint Joseph. Le dernier panneau survivant est classé depuis avril 1925[84].

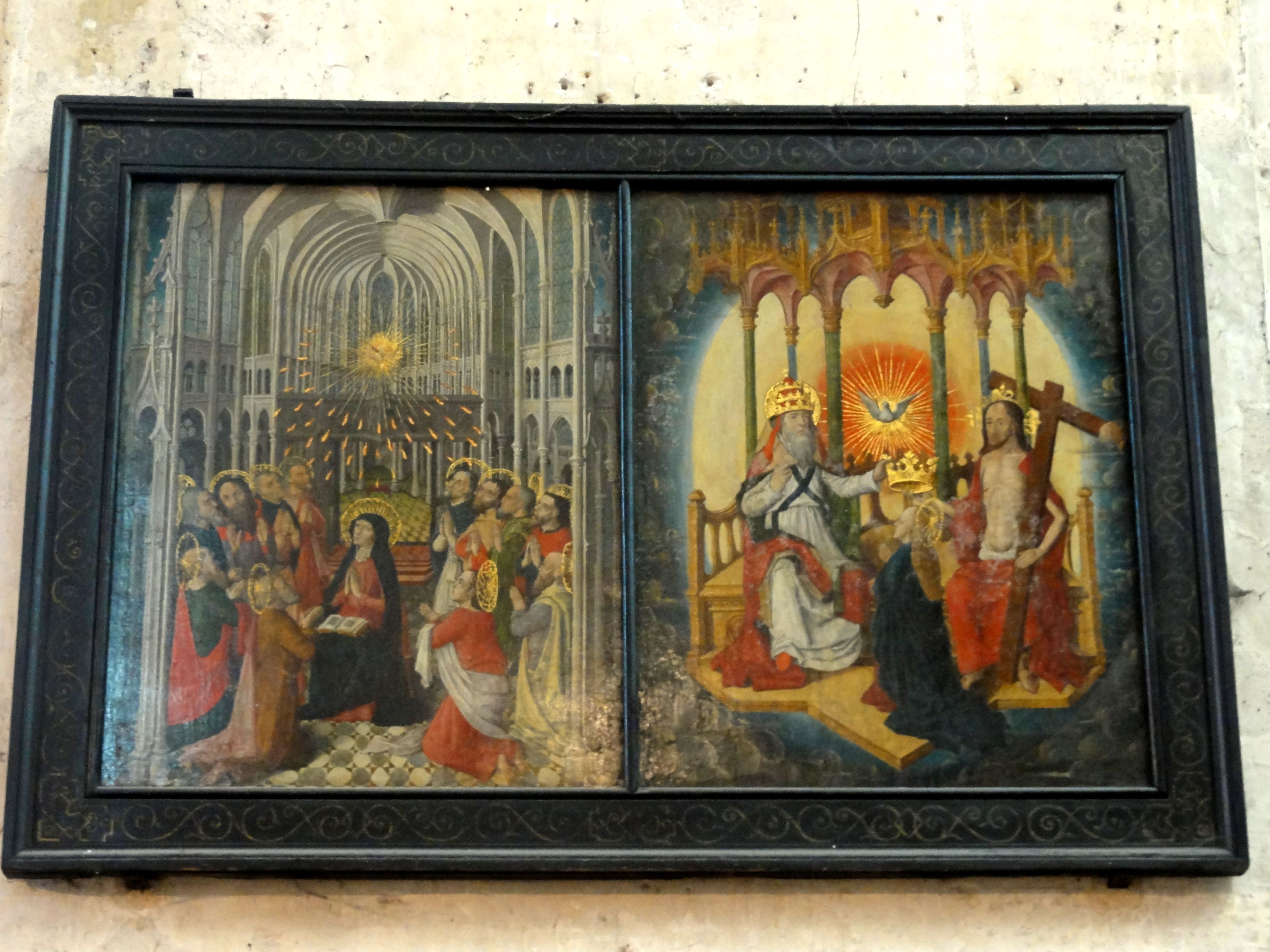
Pentecôte et Couronnement de la Vierge.
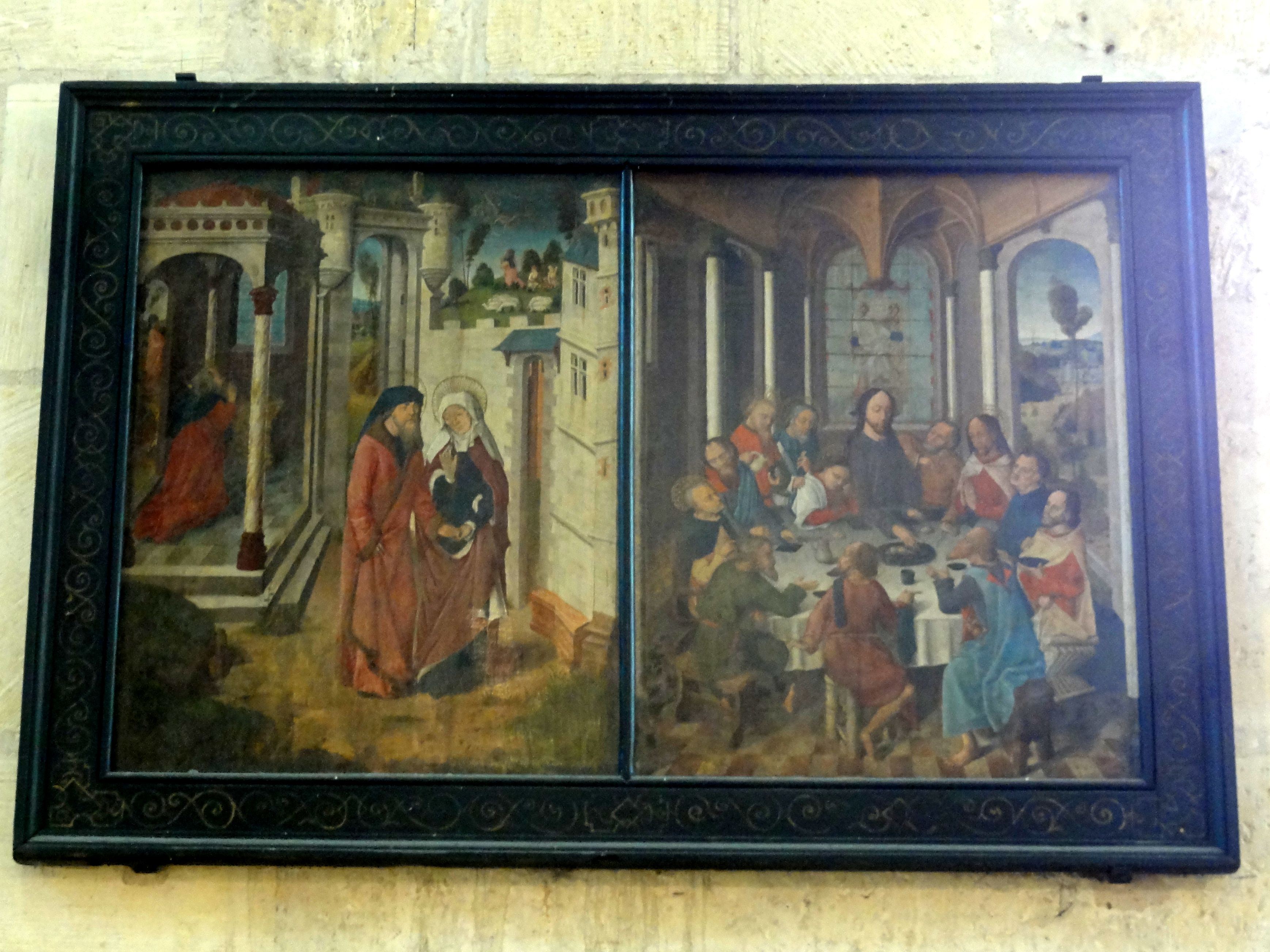
Rencontre à la Porte Dorée et la Cène.
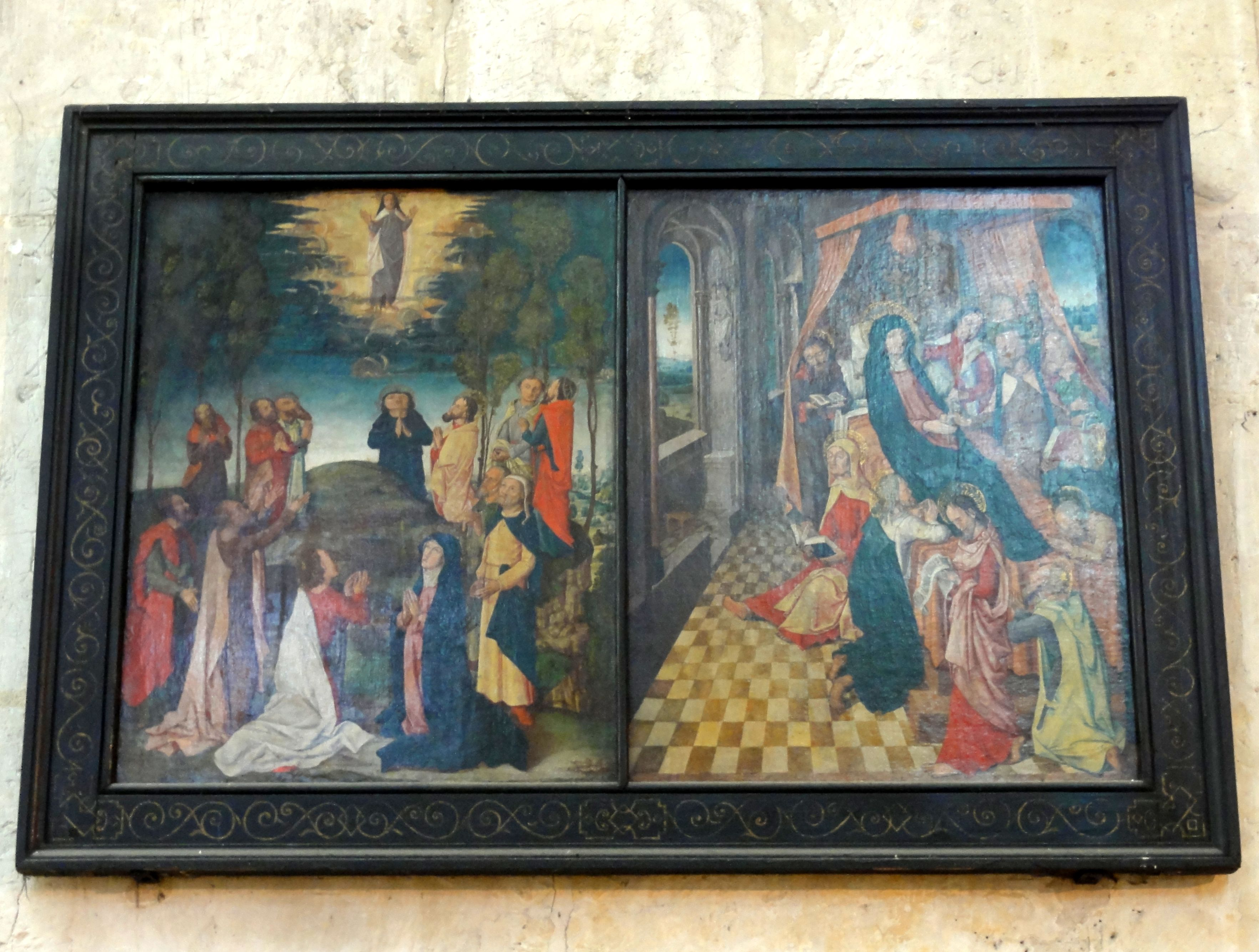
Ascension et Mort de la Vierge.
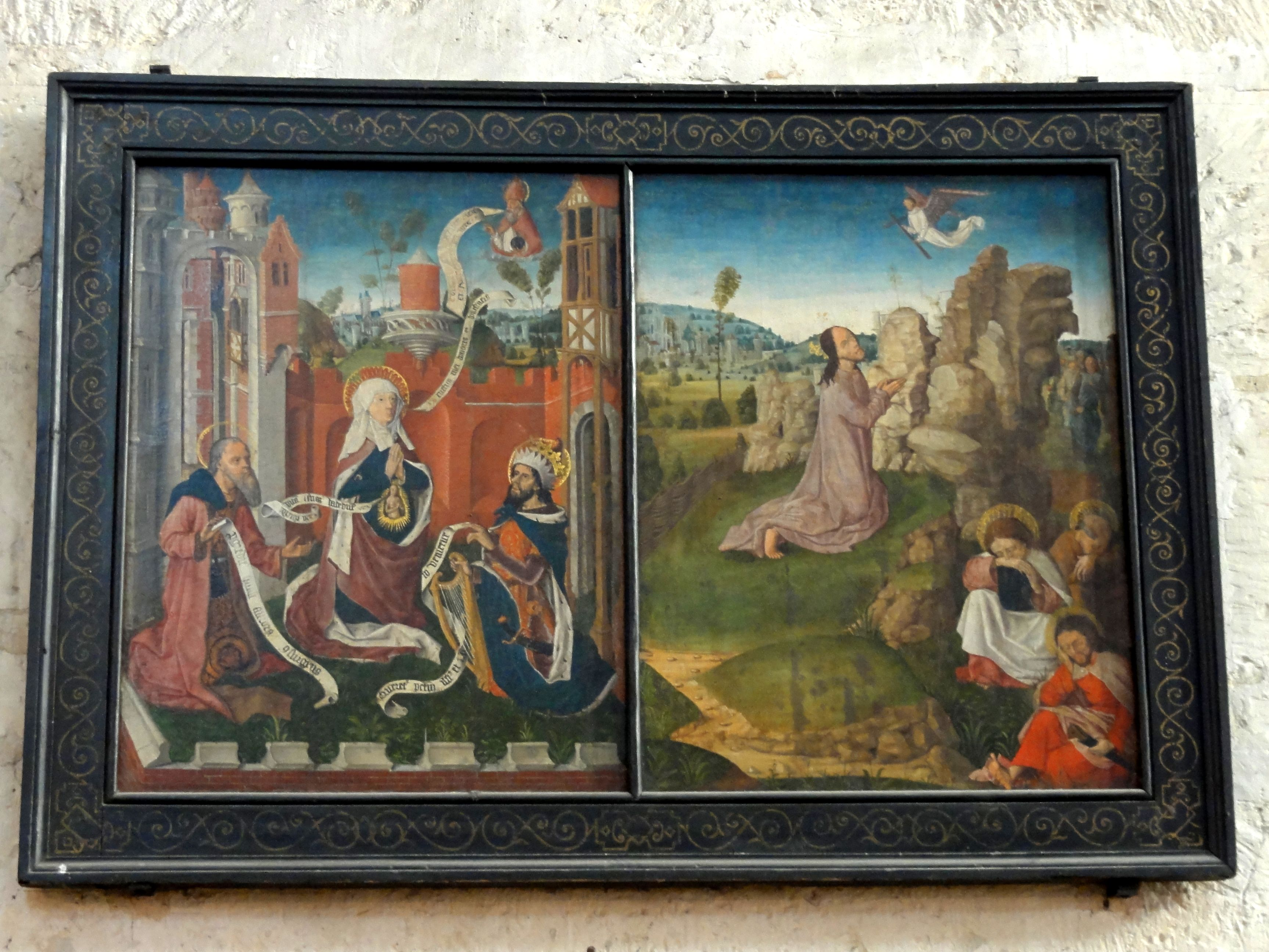
Immaculée Conception et Jésus au jardin des Oliviers.
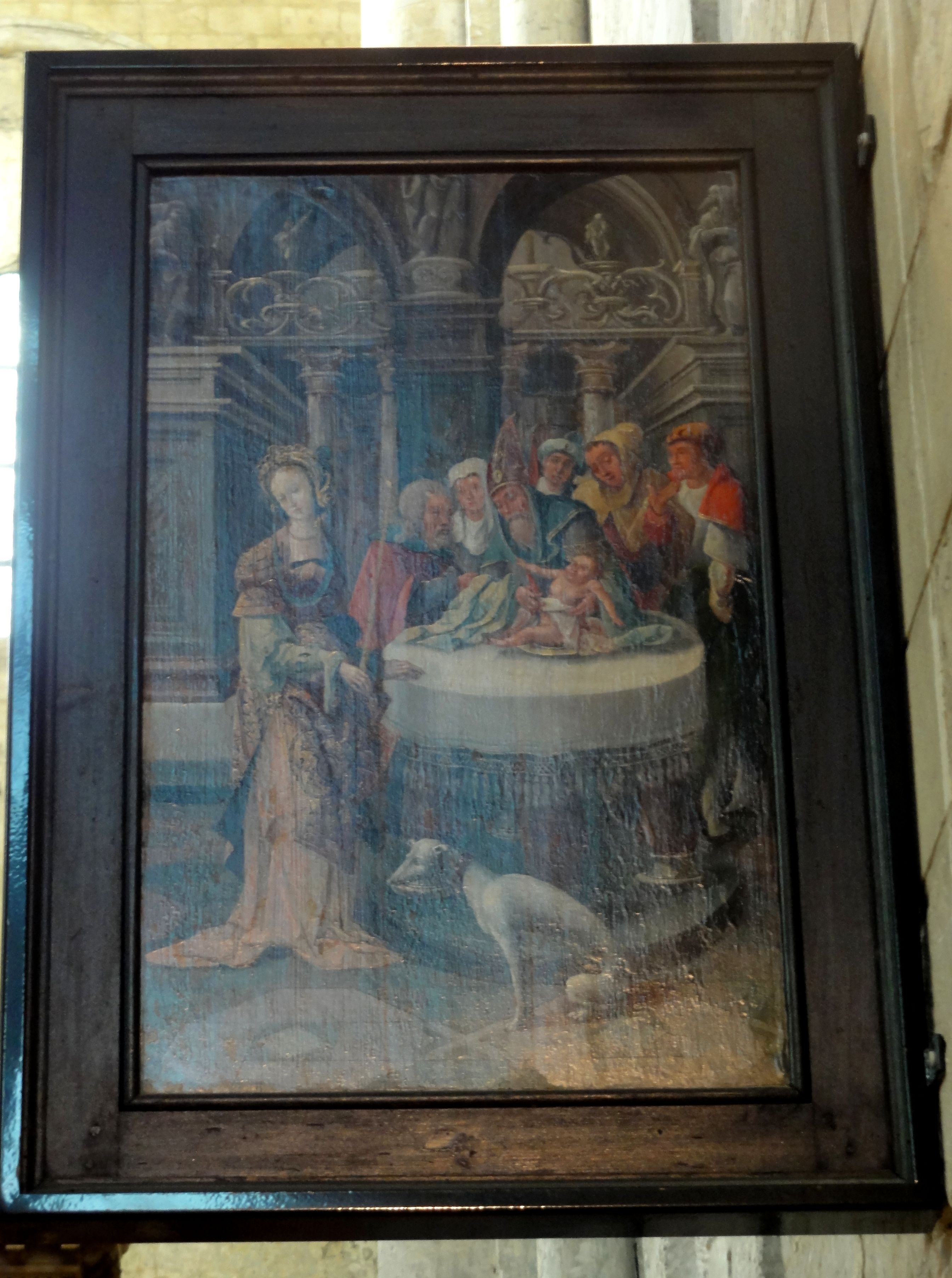
Circoncision de Jésus.
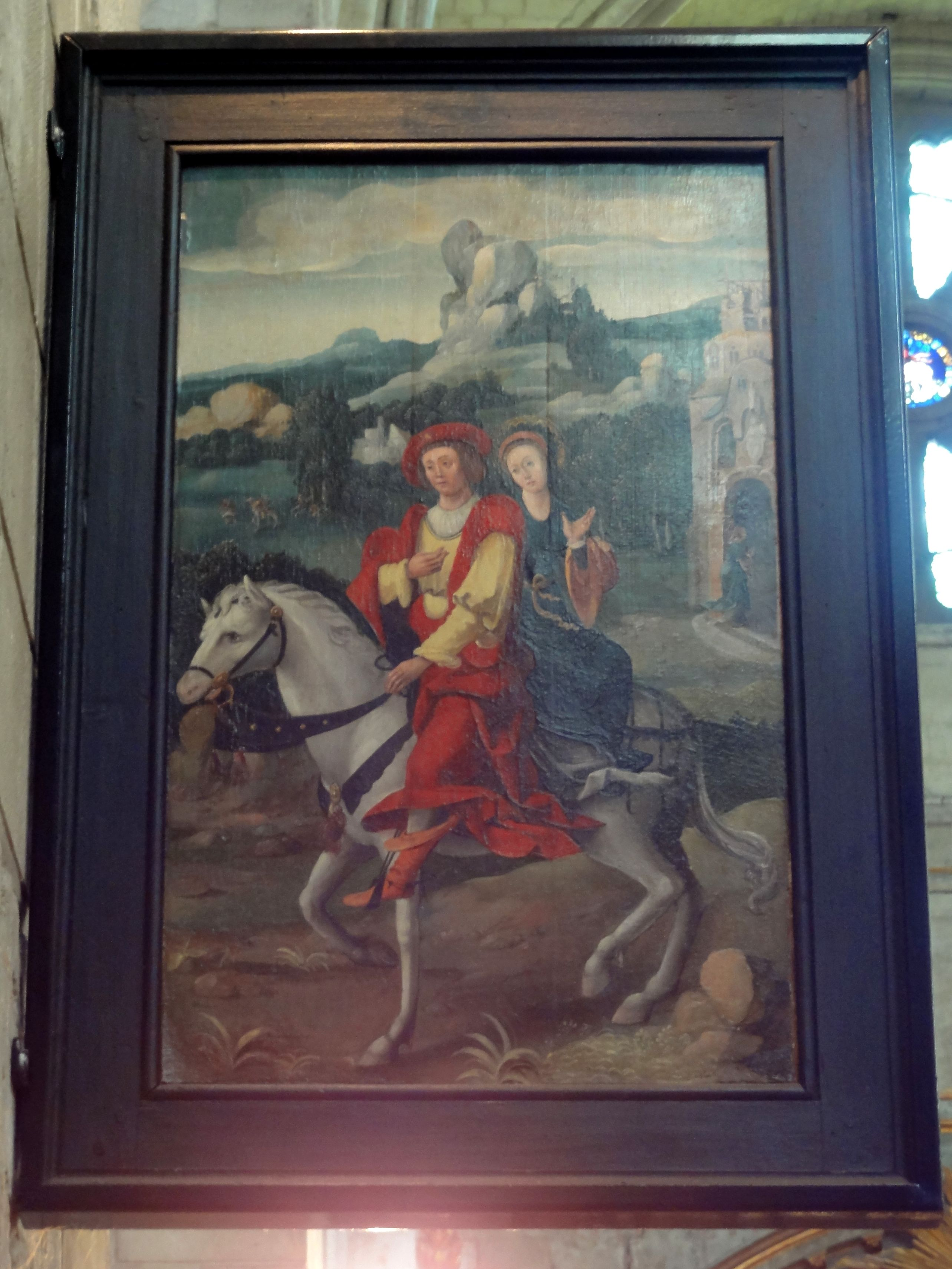
Légende du seigneur qui a vendu sa femme au diable.

- Le tableau illustrant la légende de la Santa Casa dit « Notre-Dame de Lorette » est peint sur un support en bois, et partiellement doré. On le trouve sur la pile nord-ouest de la croisée du transept. Il mesure 107 cm de hauteur pour 71 cm de largeur, et date du milieu du XVIe siècle. Il comporte deux encarts, un grand et un petit, qui représentent chacun la Vierge à l'Enfant assise. Dans le petit encart, elle apparaît au-dessus d'une table, devant laquelle les frères Siméon et Étienne Rinaldi se disputent. Dans le grand encart, son fauteuil est installé sur un socle, devant lequel une religieuse est agenouillée pour la prière. En bas à gauche, gît un cadavre ; c'est l'un des deux frères qui finit assassiné à l'issue de la dispute. En haut à gauche, à l'arrière-plan, deux anges transportent la Santa Casa pour la soustraire des souillures et des crimes des brigands accourus de toute part pour voler les pèlerins. Caché sous la Révolution, ce tableau a été retrouvé dans la sacristie en 1841. Il fut longtemps exposé dans un escalier de la préfecture. Classée depuis avril 1925, il a été restauré à partir de 1999[85].
- Un tableau grandeur nature de sainte Catherine est accroché sur la pile sud-ouest de la croisée, côté nef (non classé).
- Plusieurs tableaux souvent monumentaux tiennent lieu de retable ou ornent les murs des croisillons, du déambulatoire et des chapelles.
  - Le retable « Jésus recevant les adorations de l'Univers » peint par Nicolas Delobel en 1732 est visible au-dessus de l'autel du croisillon nord. Il est arrivé dans l'église en 1792 à la suite de la suppression de la collégiale Saint-Michel de Beauvais[86].
  - Le « Baptême du Christ » d'Alexis Ledieu date de 1867. Seulement le cadre est classé. On le trouve dans l'ancienne chapelle Sainte-Marthe dans le déambulatoire nord[87].
  - Le « Christ au puits avec la Samaritaine » date de la fin du XVIIe siècle et est accroché dans l'ancienne chapelle Saint-Claude du déambulatoire nord (non classé).
  - Le « Portement de Croix » date de la seconde moitié du XVIIe siècle, et a été attribué à Jean-Baptiste de Champaigne[88]. On le trouve dans l'ancienne chapelle Saint-Jean-Baptiste dans le déambulatoire sud[89].

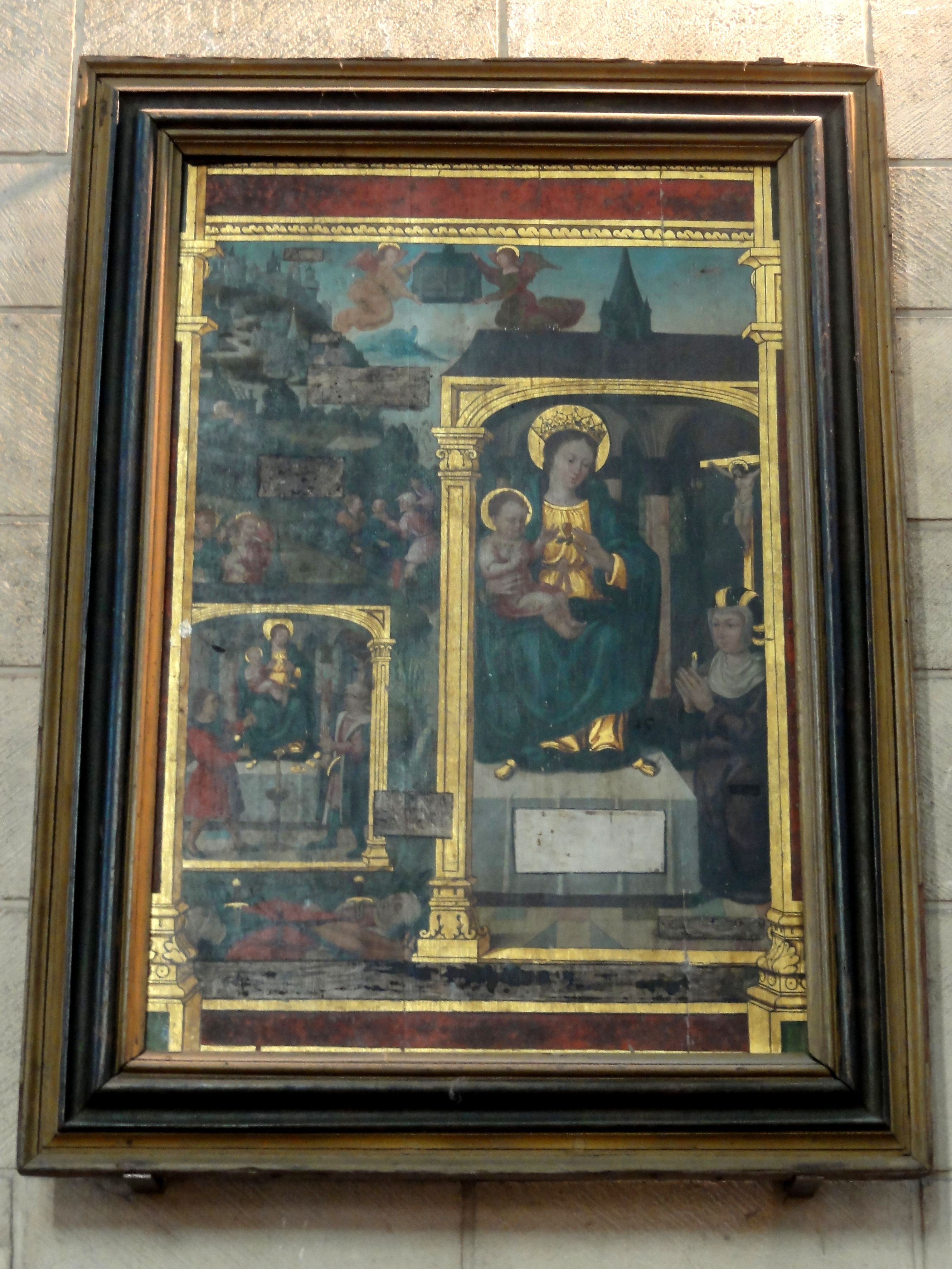
Notre-Dame de Lorette.
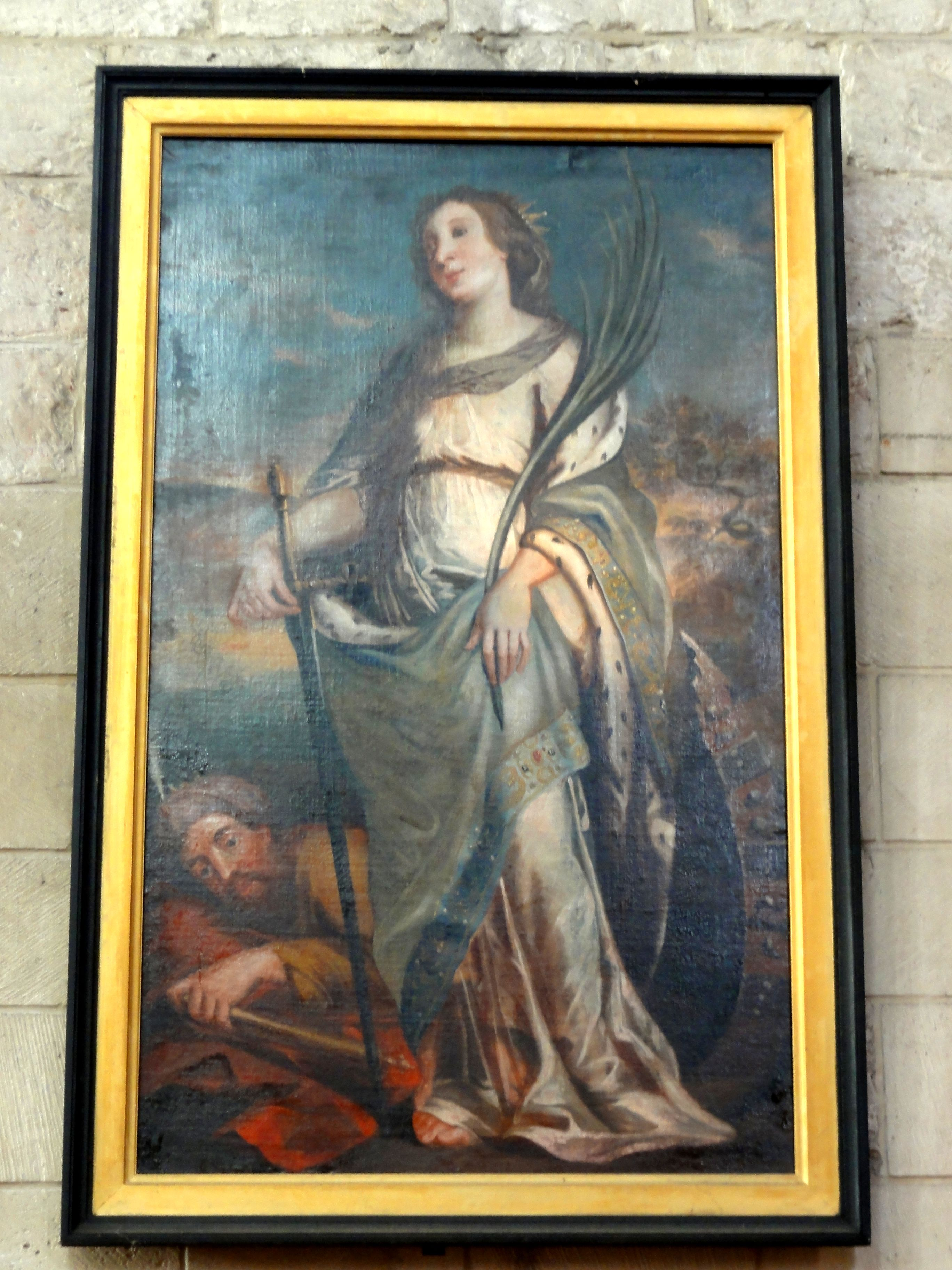
Sainte Catherine.
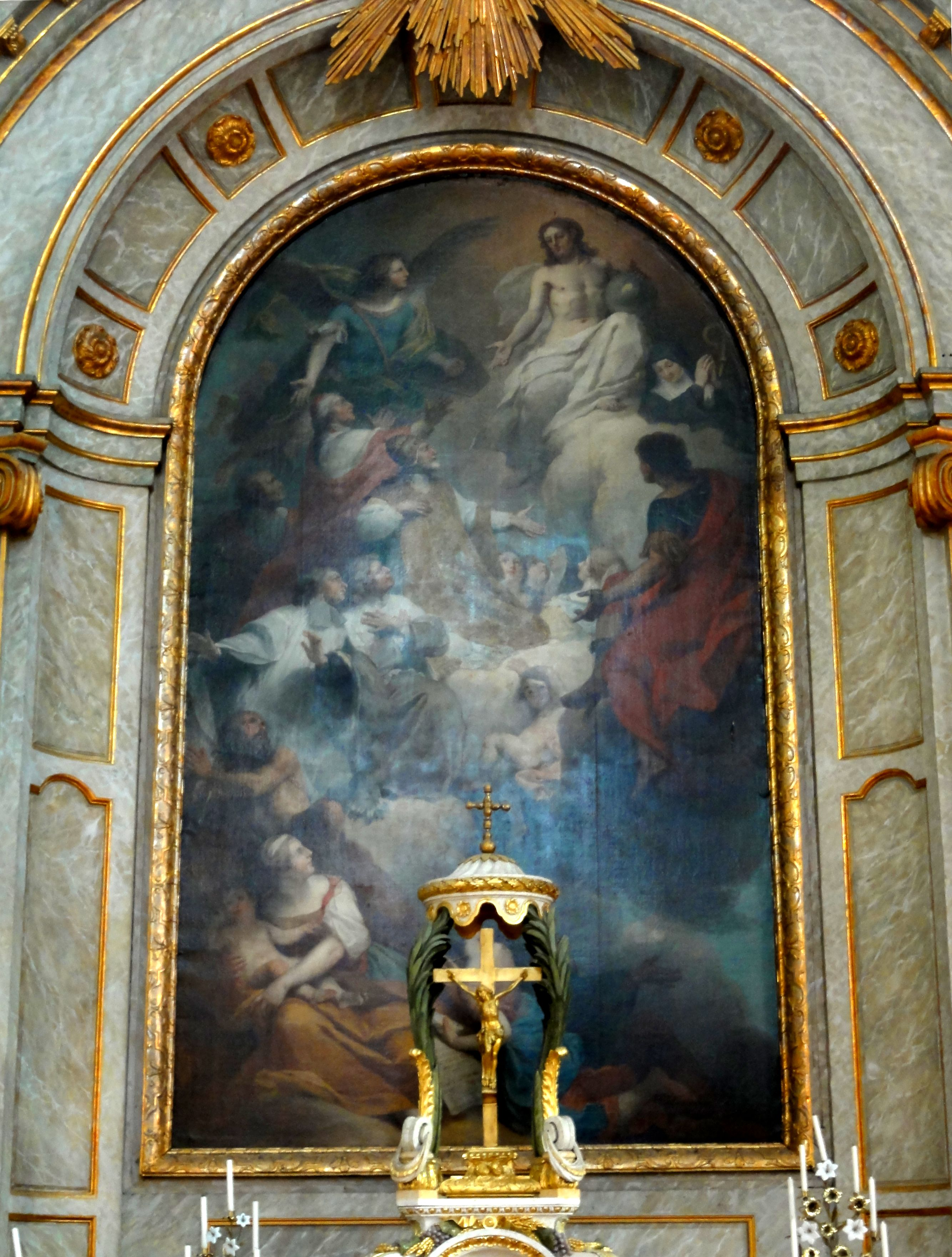
Christ adoré par l'Univers.
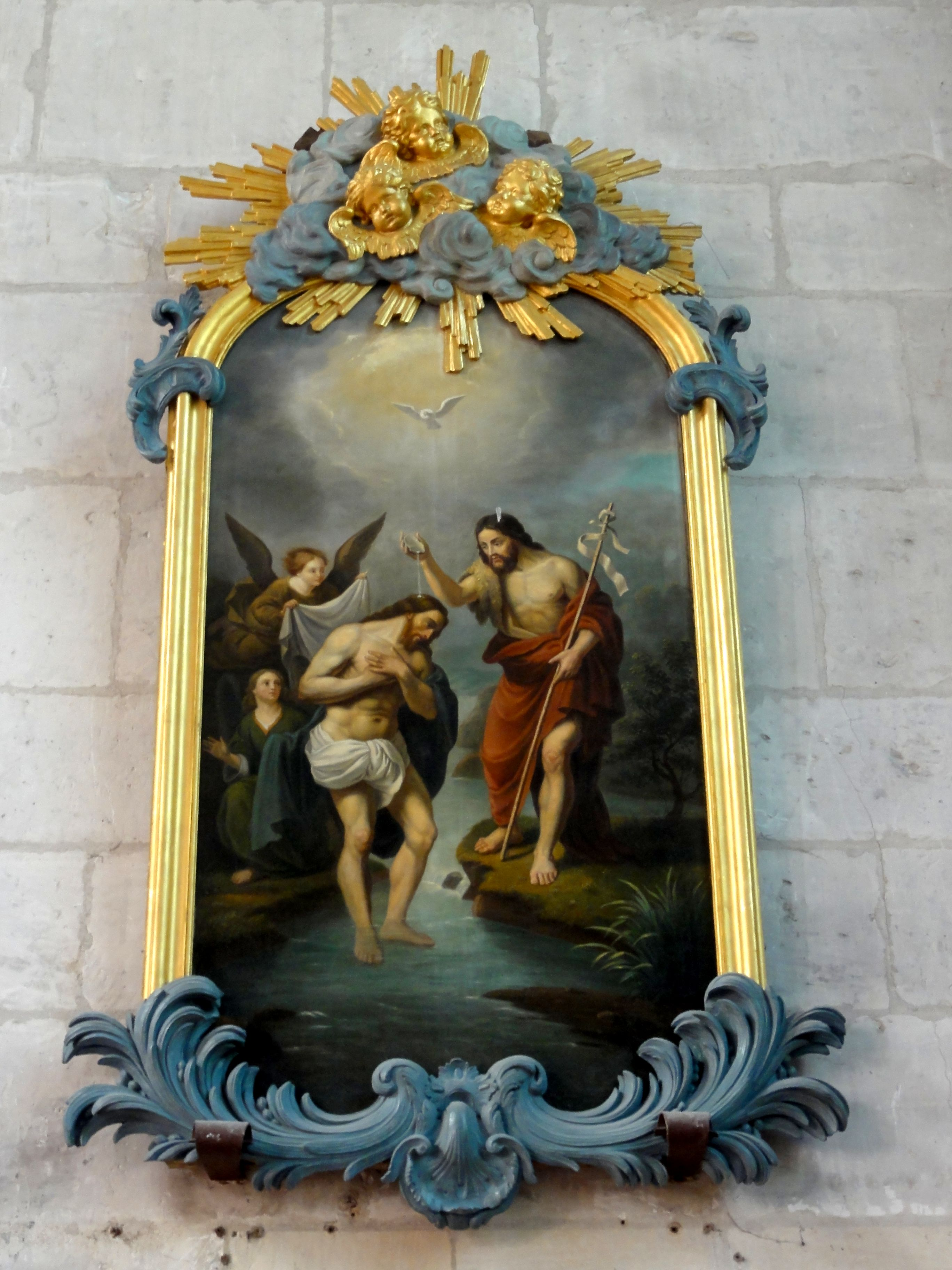
Baptême du Christ.
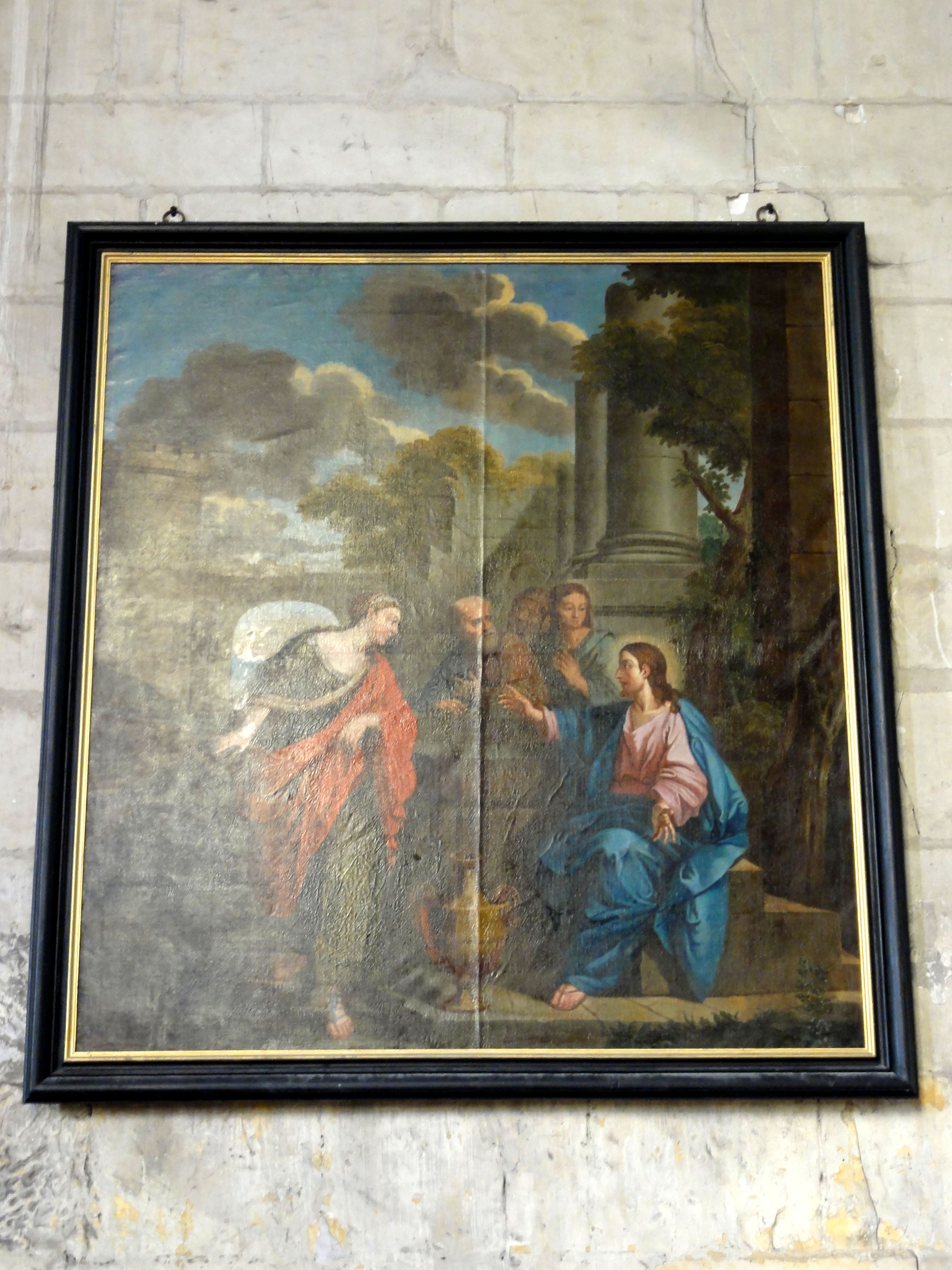
Christ au puits.
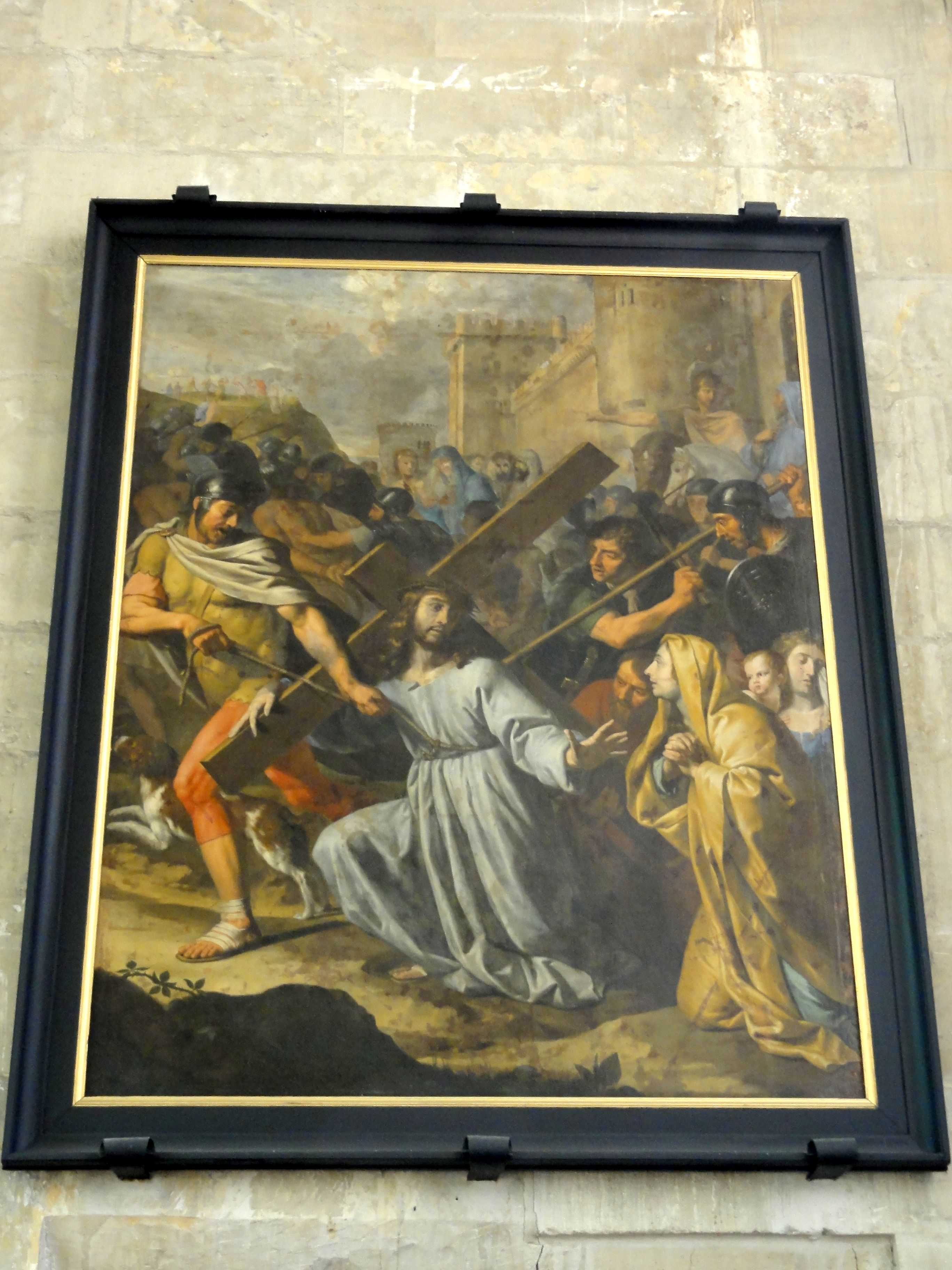
Portement de croix.

- La « Vierge sur une nuée entourée d'angelots » date du XVIIIe siècle et est accrochée dans la même chapelle en face (non classé).
- Le retable de « l'Assomption de la Vierge », qui a servi un temps de retable de chevet, provient de l'ancienne église du couvent des Jacobins de Beauvais. C'est une copie interprétée d'une œuvre de Philippe de Champaigne. Le retable est aujourd'hui abrité dans l'ancienne chapelle Saint-Pierre du déambulatoire sud ; il n'est pas à confondre avec le retable du même motif dans la chapelle voisine.
- Un second tableau représentant Jésus au jardin des Oliviers date du XVIIIe siècle et se situe dans la même chapelle en face (non classé).
- Le second retable de « l'Assomption de la Vierge », peint par Charles Poerson, se trouve dans la chapelle Notre-Dame de Bon-Secours (non classé).
- Un retable de bois ciré « La Descente de croix » de L. Depape date de 1724. Il provient de la chapelle de l'ancien couvent des Minimes de Beauvais, tout comme l'autel et le lambris.
- Le tableau le « Christ de Pitié », accroché près de ce retable (non classé), copie faible d'après Charles Le Brun.

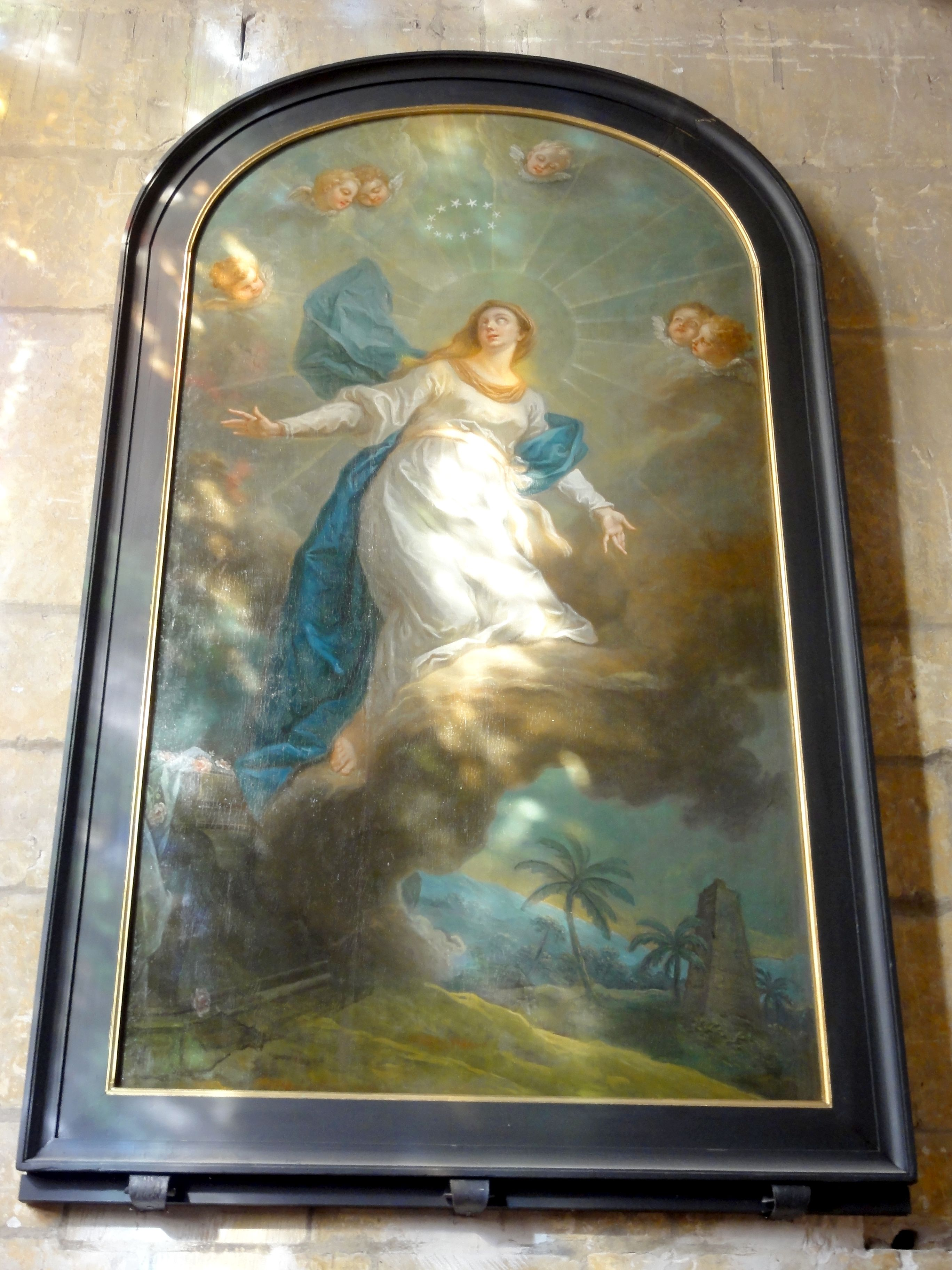
Vierge sur une nuée.
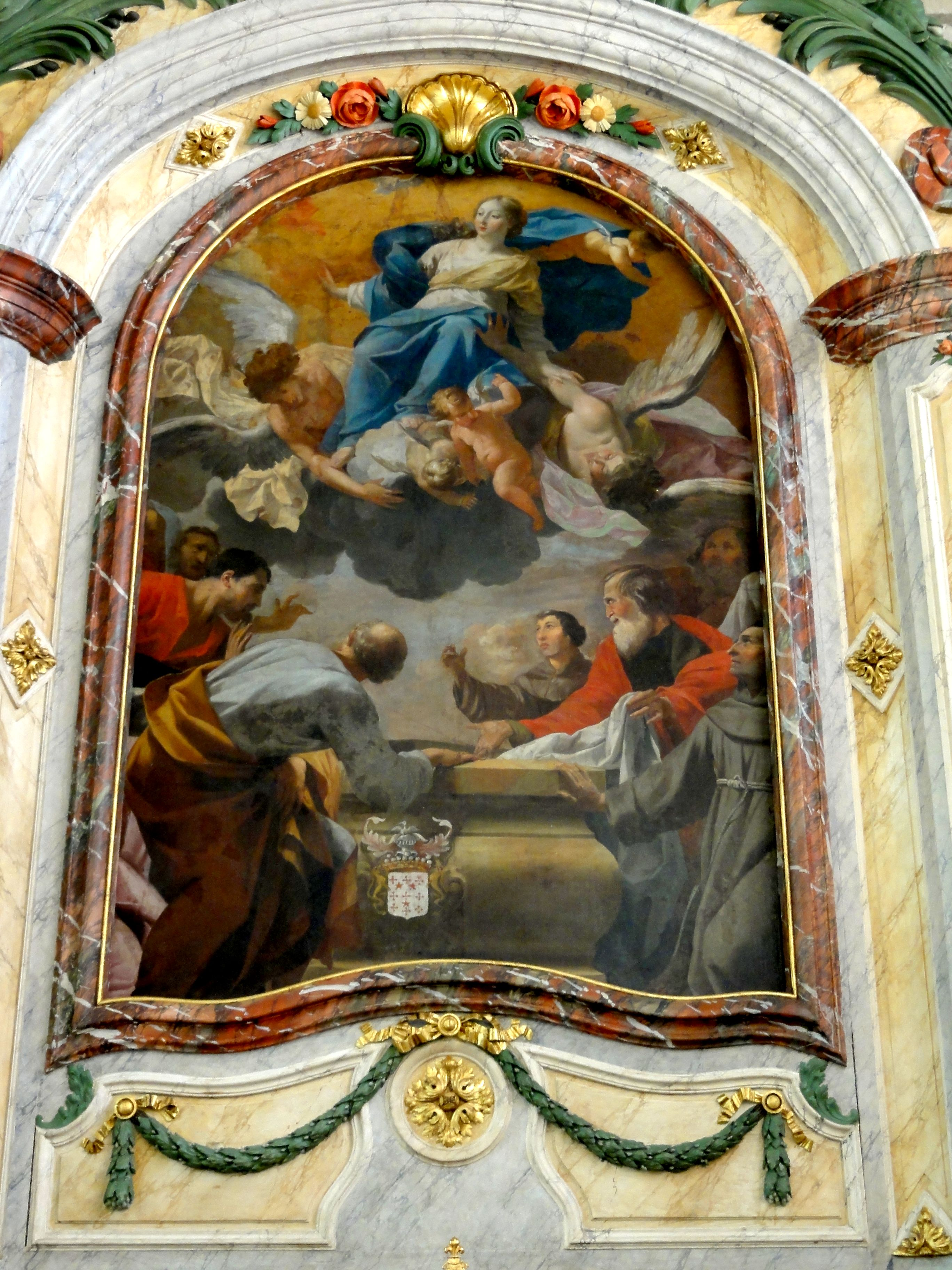
Assomption de la Vierge.
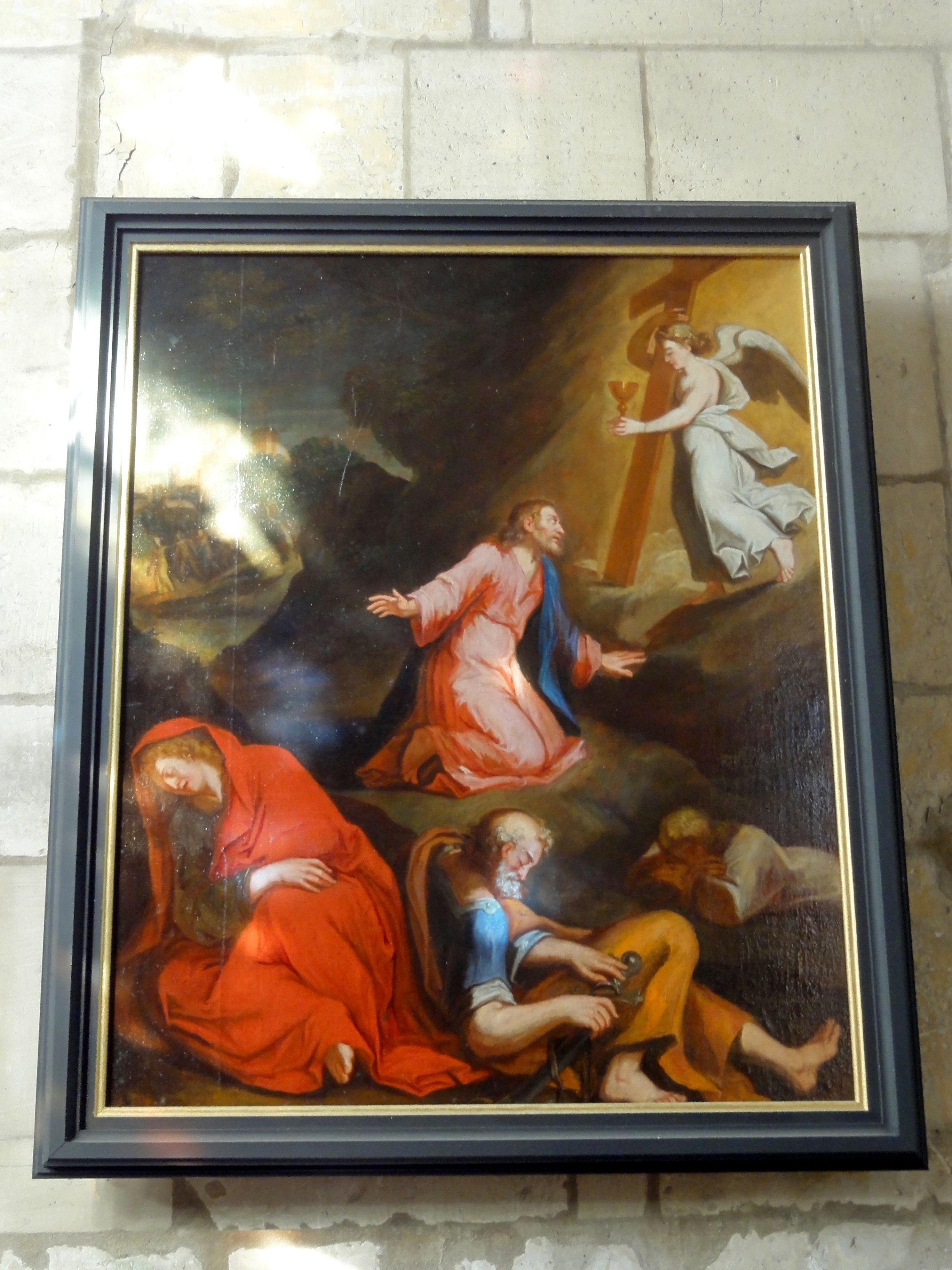
Jésus au jardin des Oliviers.
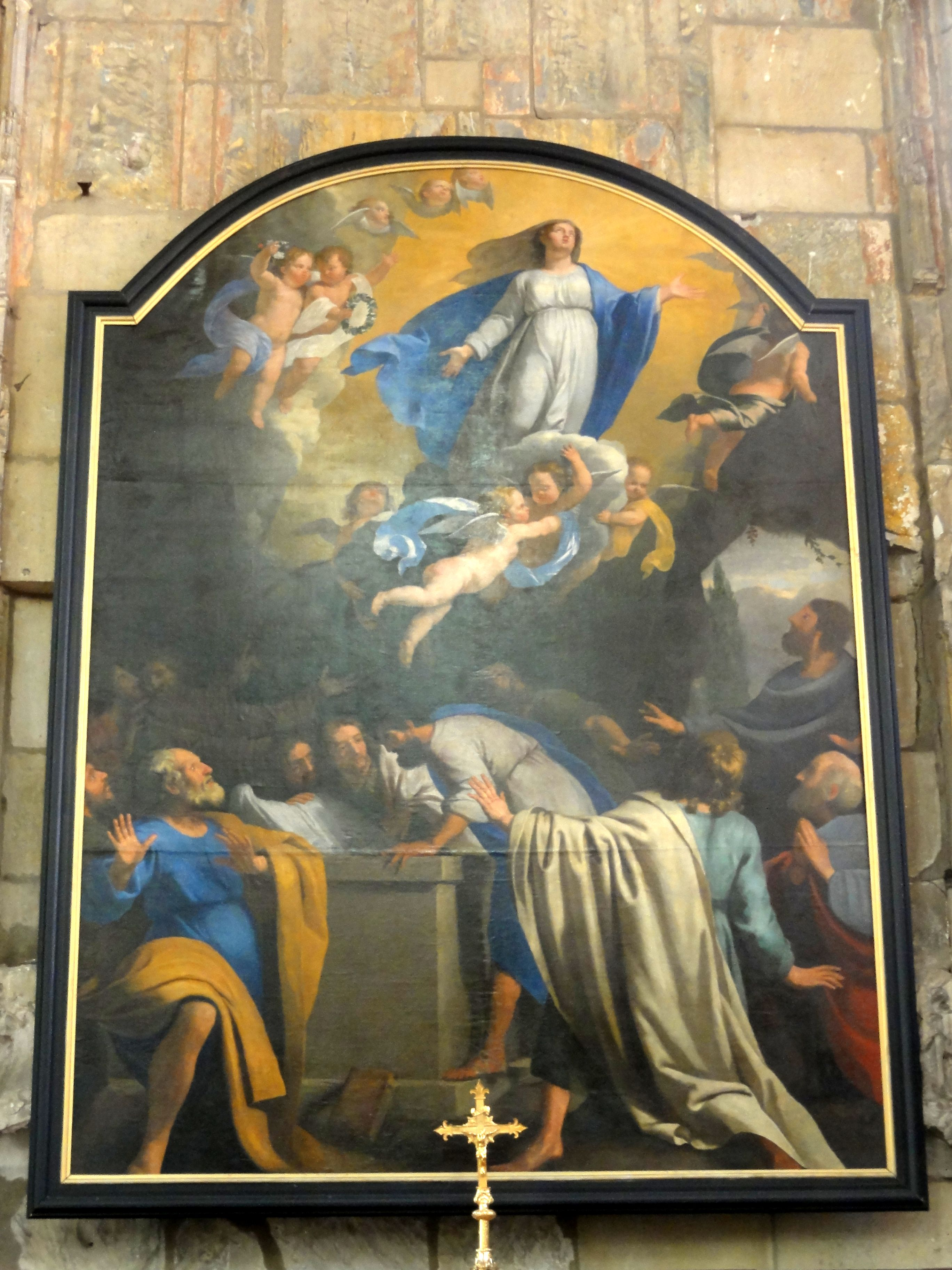
Assomption de la Vierge.
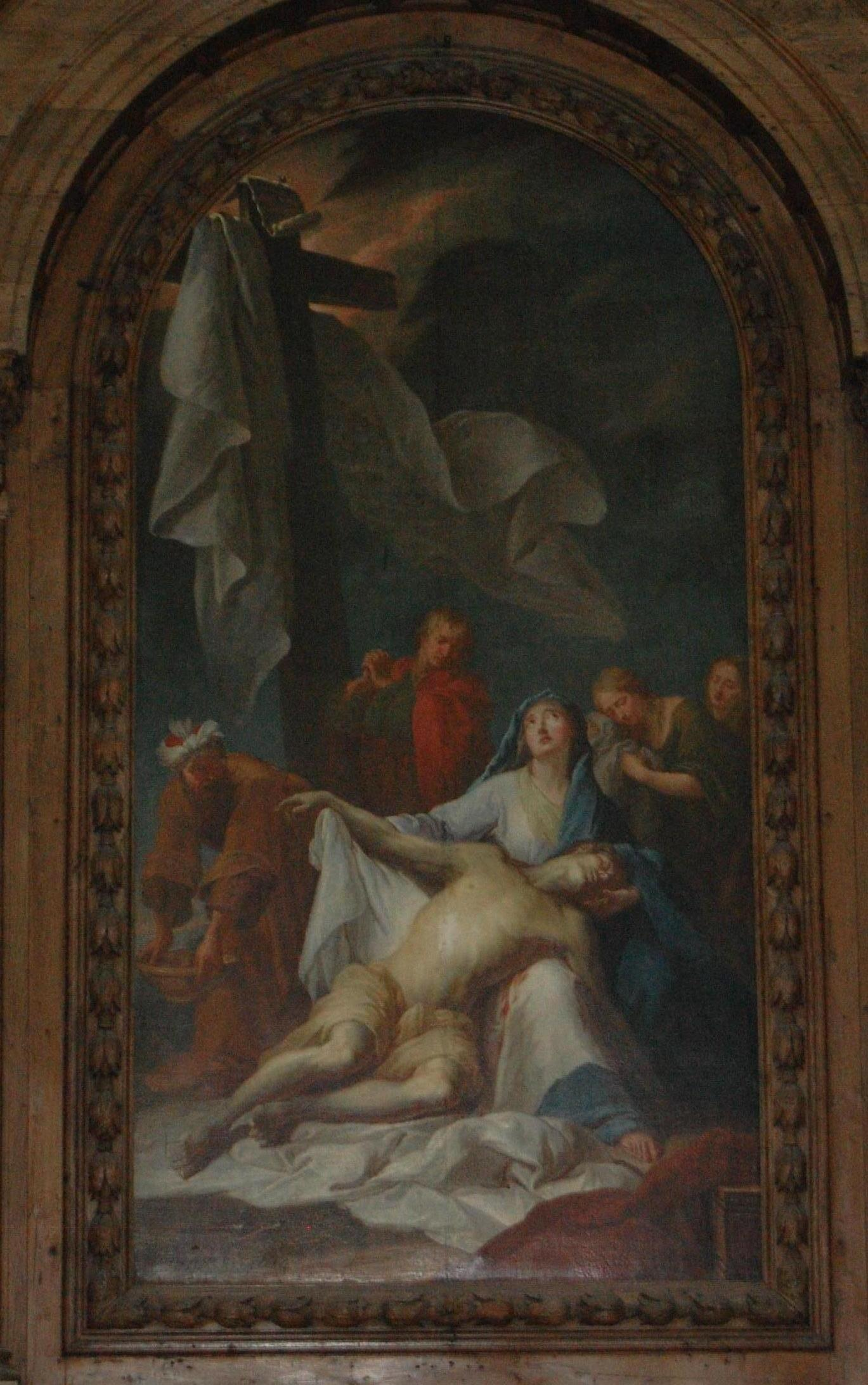
Descente de croix.
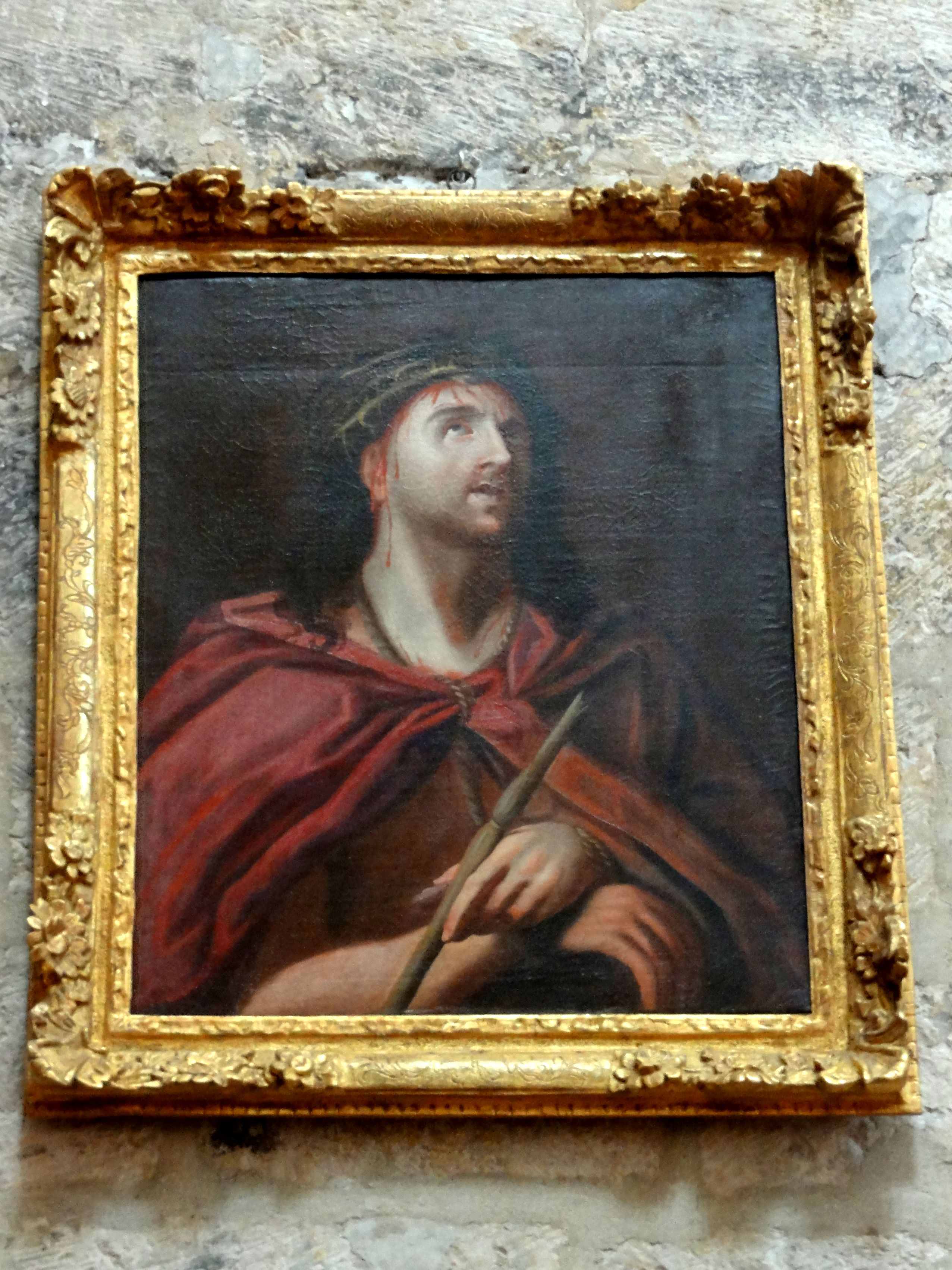
Christ de Pitié.

### Vitraux
- « Notre-Dame de Lorette » (baie n° 19, en quatre lancettes), œuvre de Pierre Le Prince datée de 1530 environ[92].
- « Adam et Eve chassés du Paradis » (dans l'ancienne chapelle du Saint-Sépulcre, miniature), œuvre attribuée à Albrecht Dürer du premier quart du XVIIe siècle, provenant d'une chapelle privée détruite pendant la Première Guerre mondiale et offerte par le père Carlos Speybroeck vers 1984[93].
- La « Charité de saint Martin » (baie n° 17, en trois lancettes), œuvre anonyme du premier quart du XVIe siècle, redécouverte dans une malle en 1846 et réassemblée par le verrier Ormont[94].
- « Légendes de saint Claude » (baie n° 9, en quatre lancettes), œuvre de Nicolas et Pierre Le Prince datée de 1527[95].
- « Saint André et saint Jean » (baie n° 7, en deux lancettes), œuvre anonyme de 1553[96].

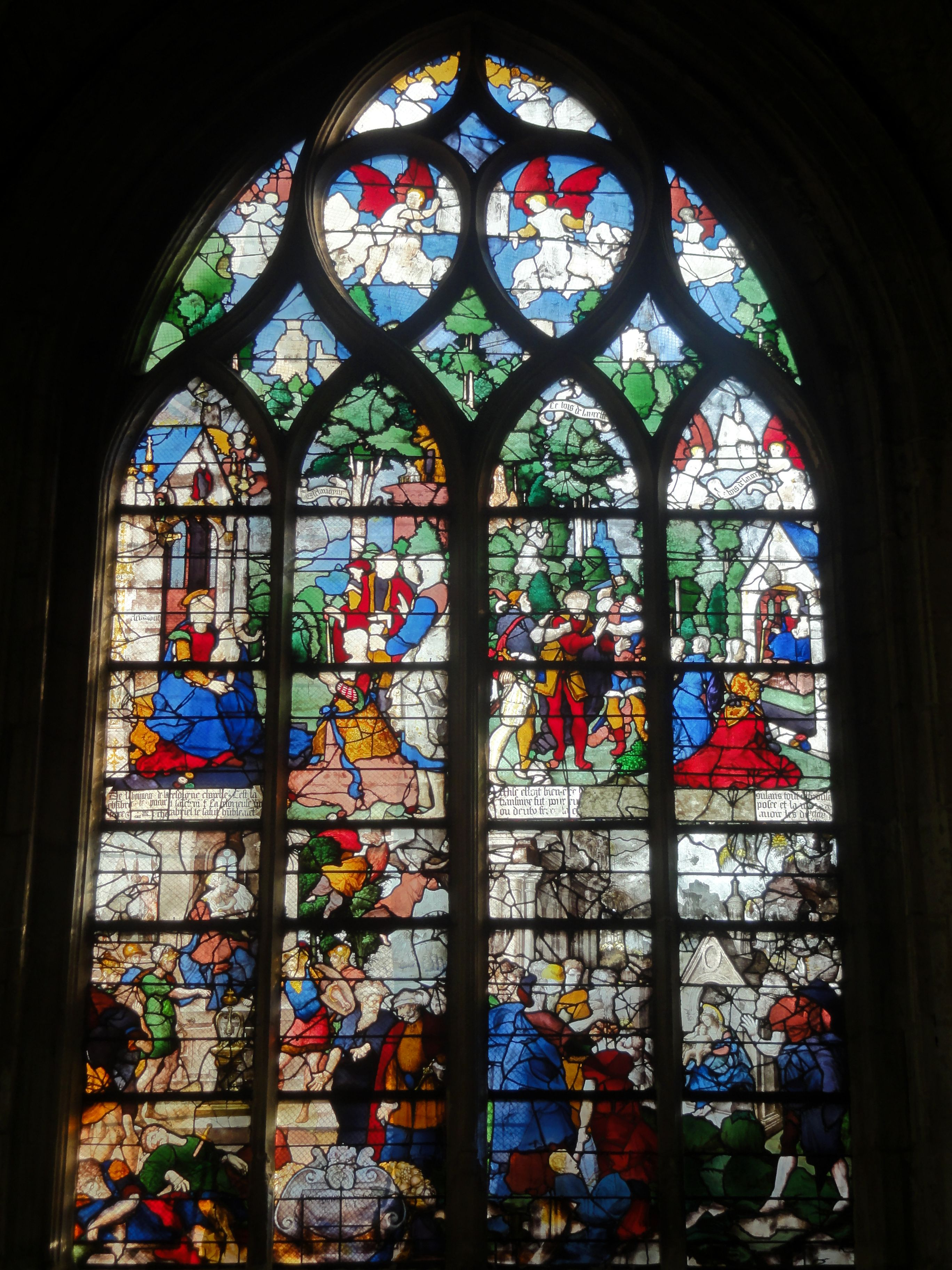
Notre-Dame de Lorette.
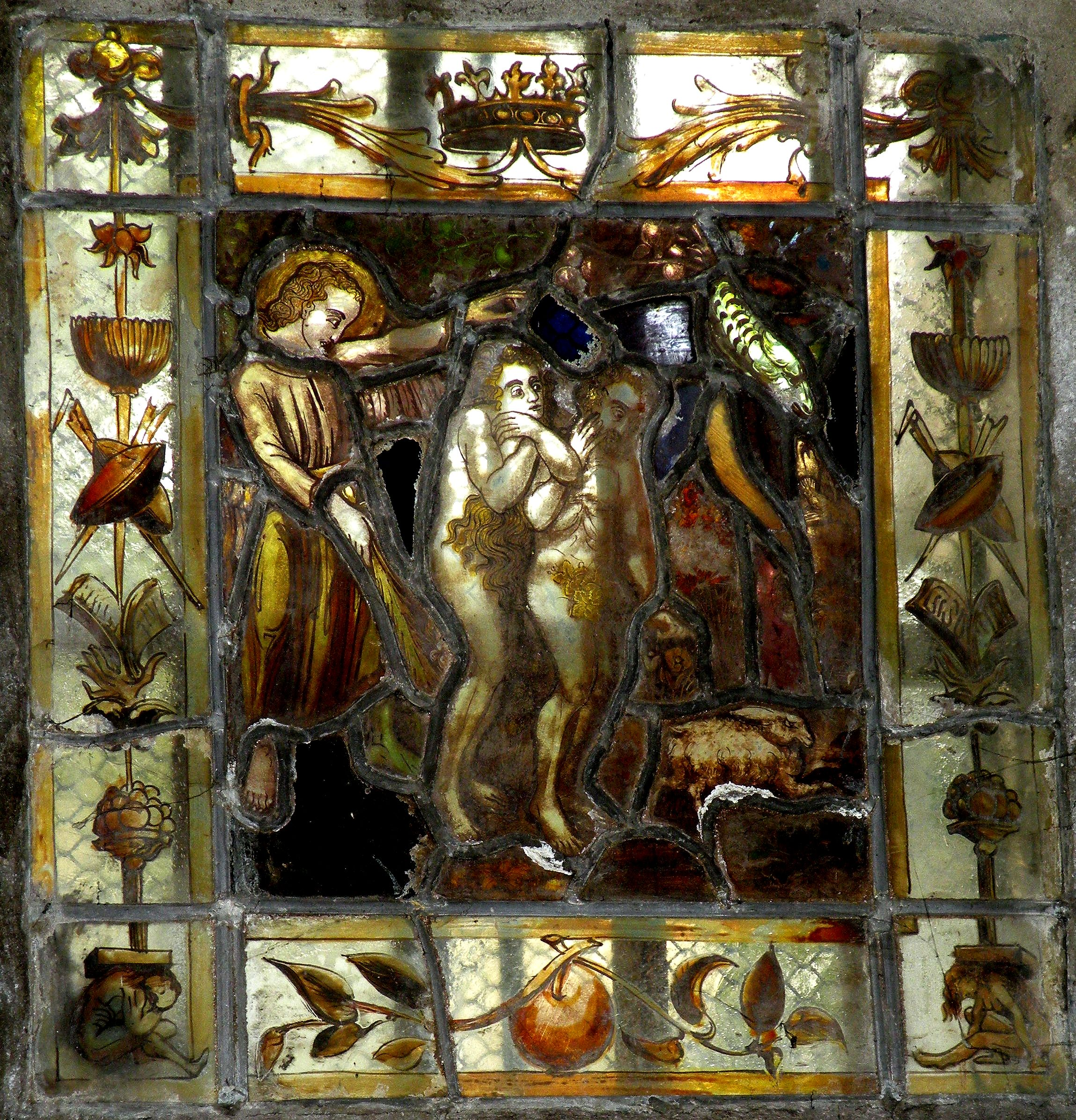
Adam et Eve chassés du Paradis.
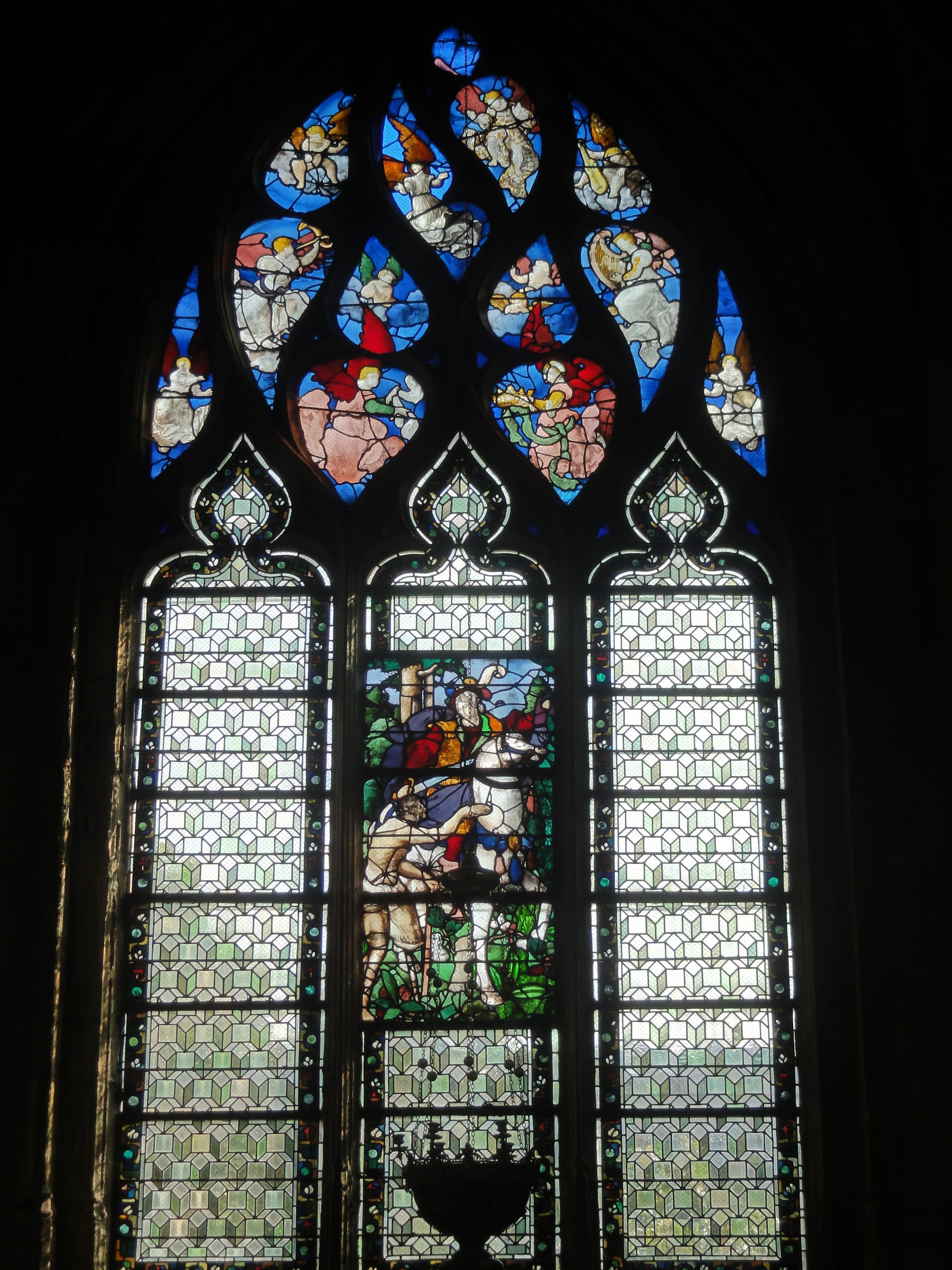
Charité de saint Martin.
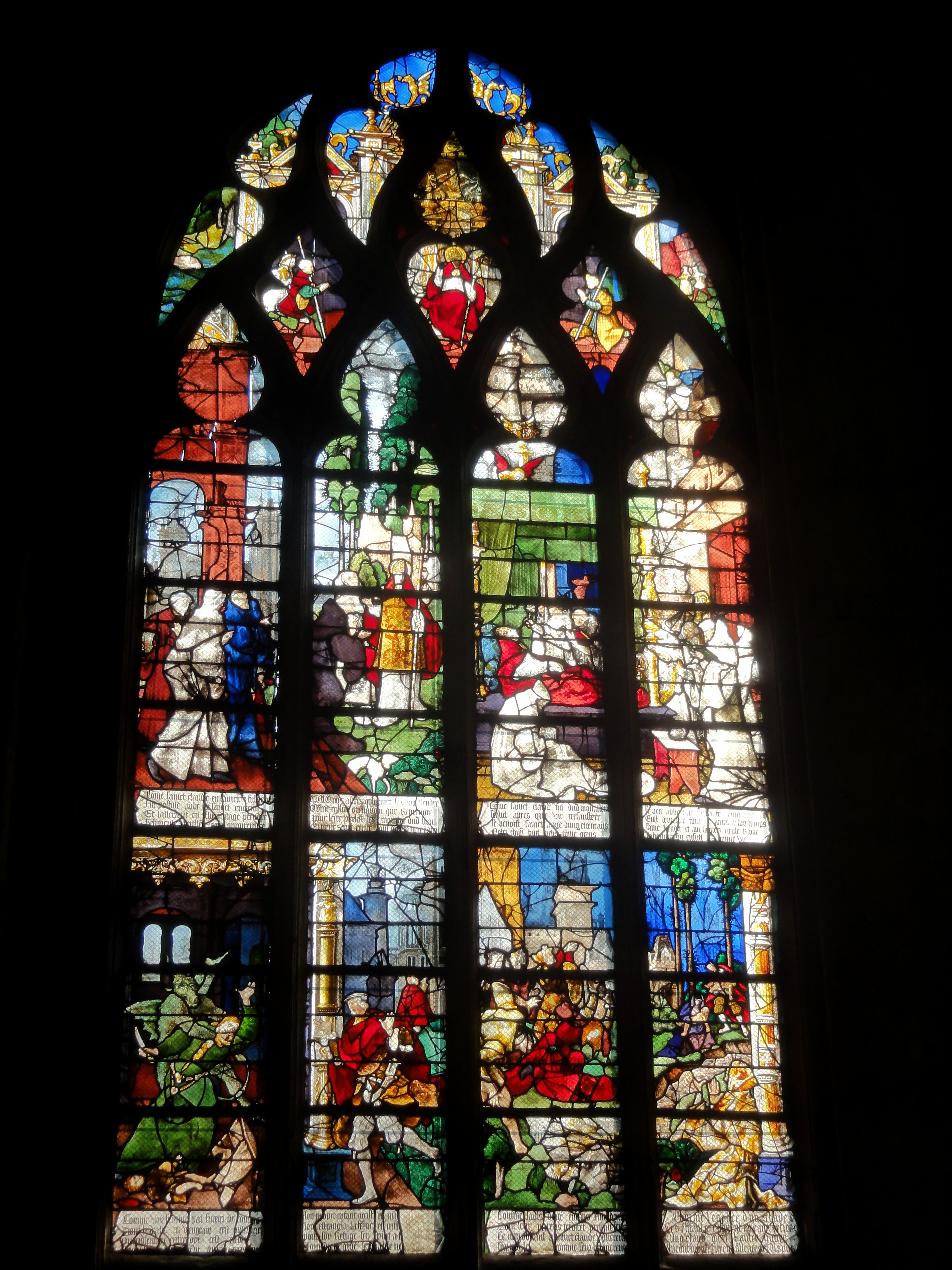
Légendes de saint Claude.
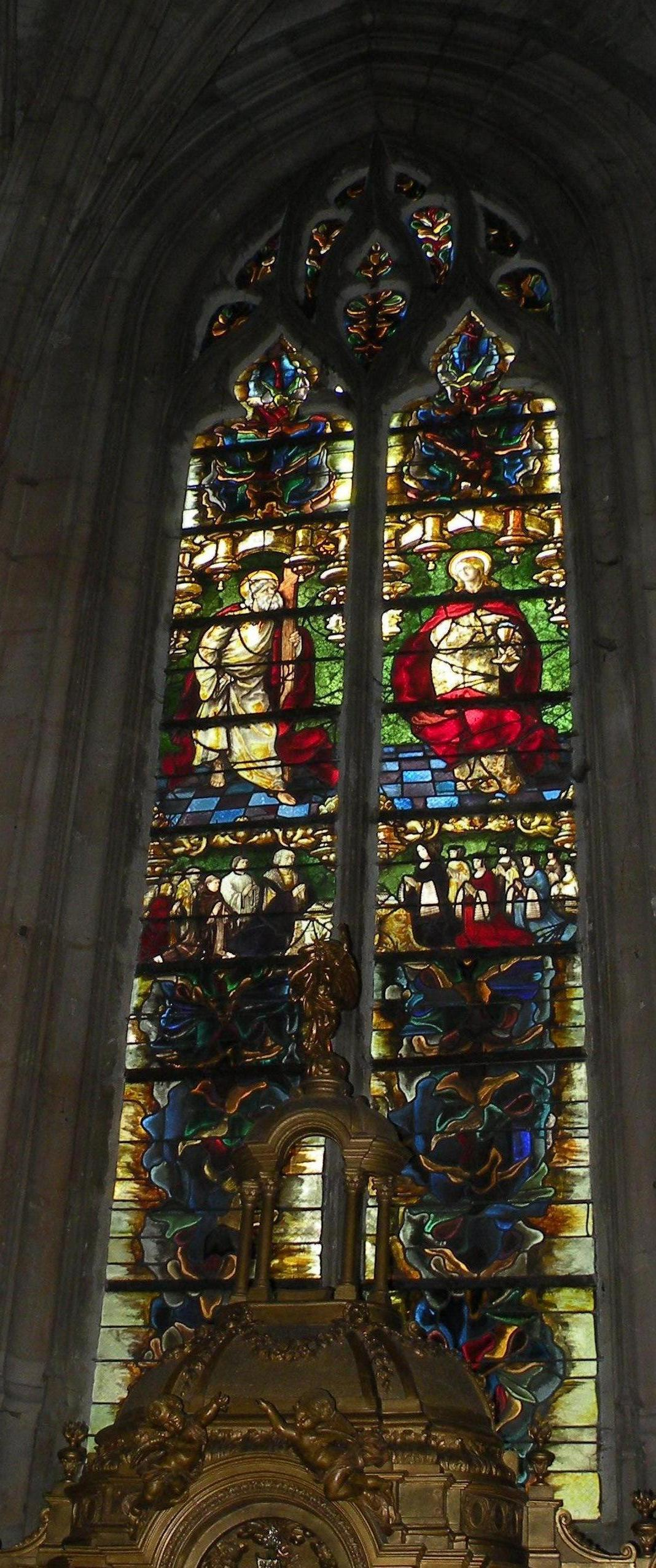
Saint André et saint Jean.

- « L'Arbre de Jessé » (baie n° 5, deux panneaux réemployés dans trois lancettes modernes), œuvre d'Engrand Leprince de 1522 environ, en partie détruite[97].
- « Couronnement de la Vierge » (baie n° 3, en deux lancettes), comportant des parties de la première moitié du XVIe siècle et de la seconde moitié du XIXe siècle[98] (sans illustration).
- « Scènes de la vie du Christ » (baie n° 1, en deux lancettes), œuvre anonyme du premier quart du XVIe siècle. Une partie de cette verrière (Dormition de la Vierge) est transférée dans la baie n° 2[99].
- « Mise au tombeau » (baie n° 0, fragment d'une seule lancette), œuvre anonyme du premier quart du XVIe siècle[100].
- « Scènes de la Vie de la Vierge et de la Vie du Christ » (baie n° 2, en deux lancettes), œuvre anonyme du XVIe siècle restaurée au XIXe siècle. Le panneau de la Dormition de la Vierge provient de la baie n° 1. Le panneau de la Résurrection est moderne, de même que la Vierge de la lancette de gauche[101].
- « Martyre de saint Sébastien » (baie n° 4, tympan), œuvre anonyme du XVIe siècle. Les lancettes sont modernes[102] (sans illustration).
- « Le Jugement dernier » (baie n° 6, en quatre lancettes), œuvre anonyme du premier quart du XVIe siècle restauré par Roussel en 1878[103].

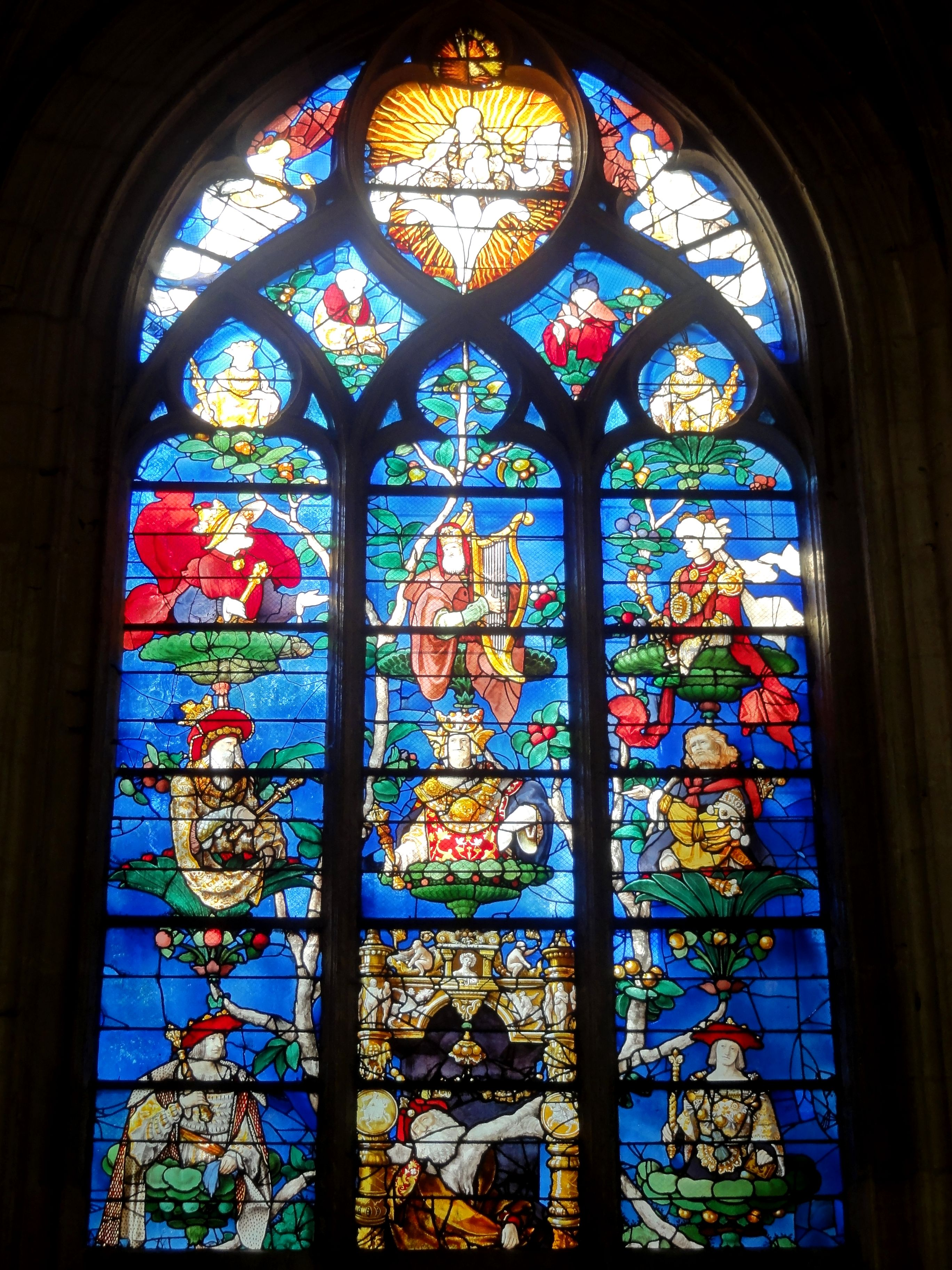
Arbre de Jessé par Engrand Le Prince.
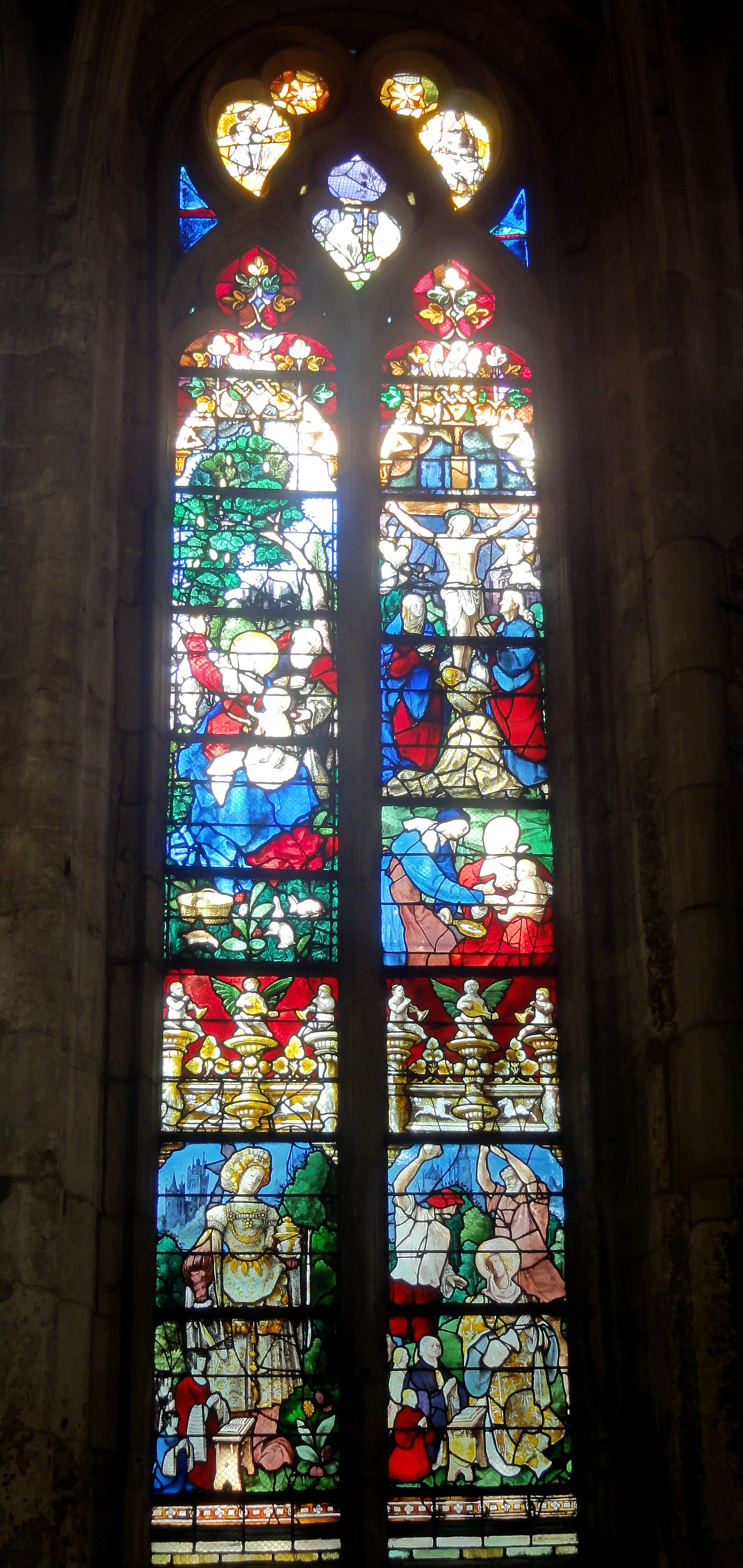
Scènes de la vie du Christ.
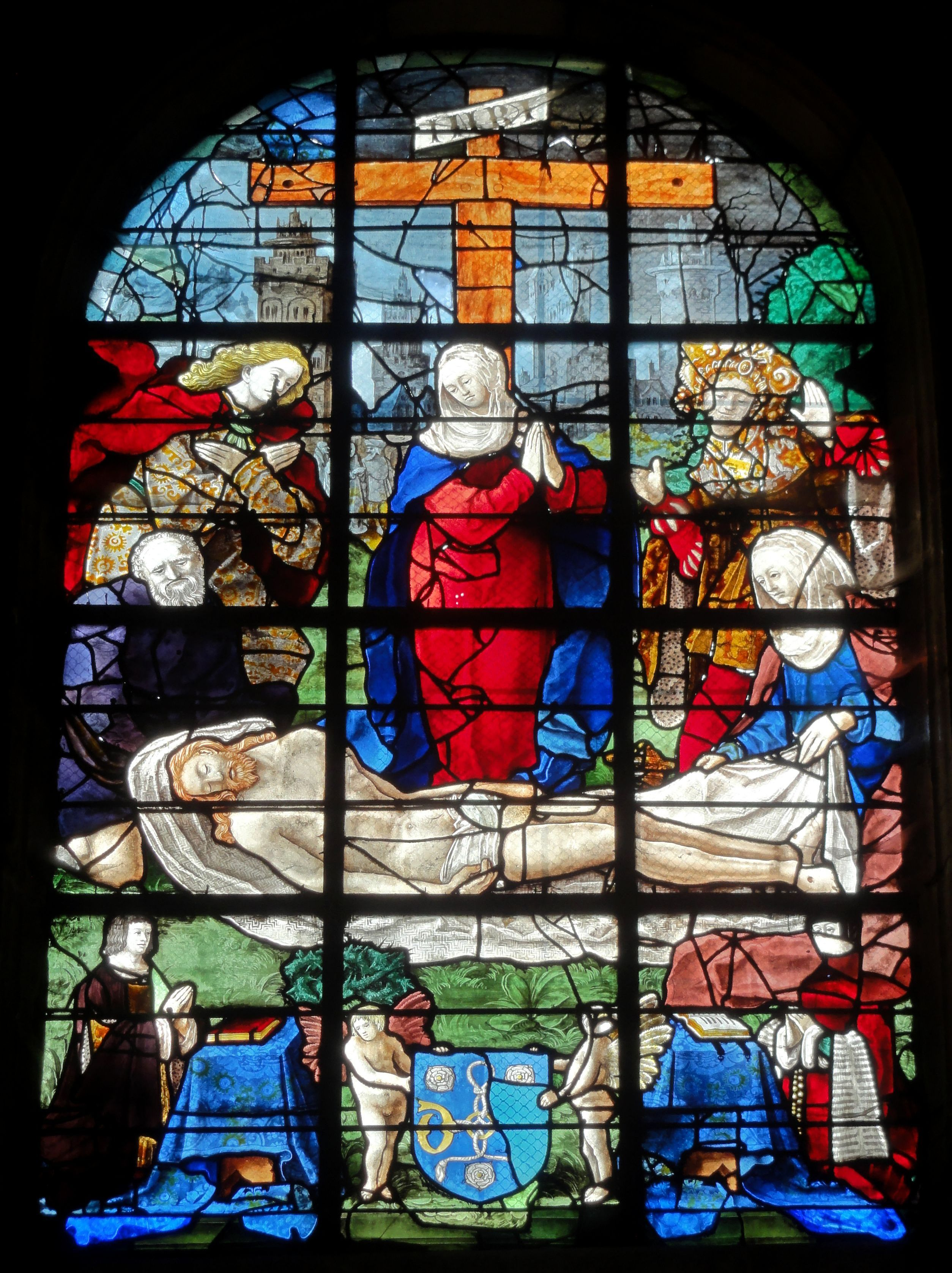
Mise au tombeau.
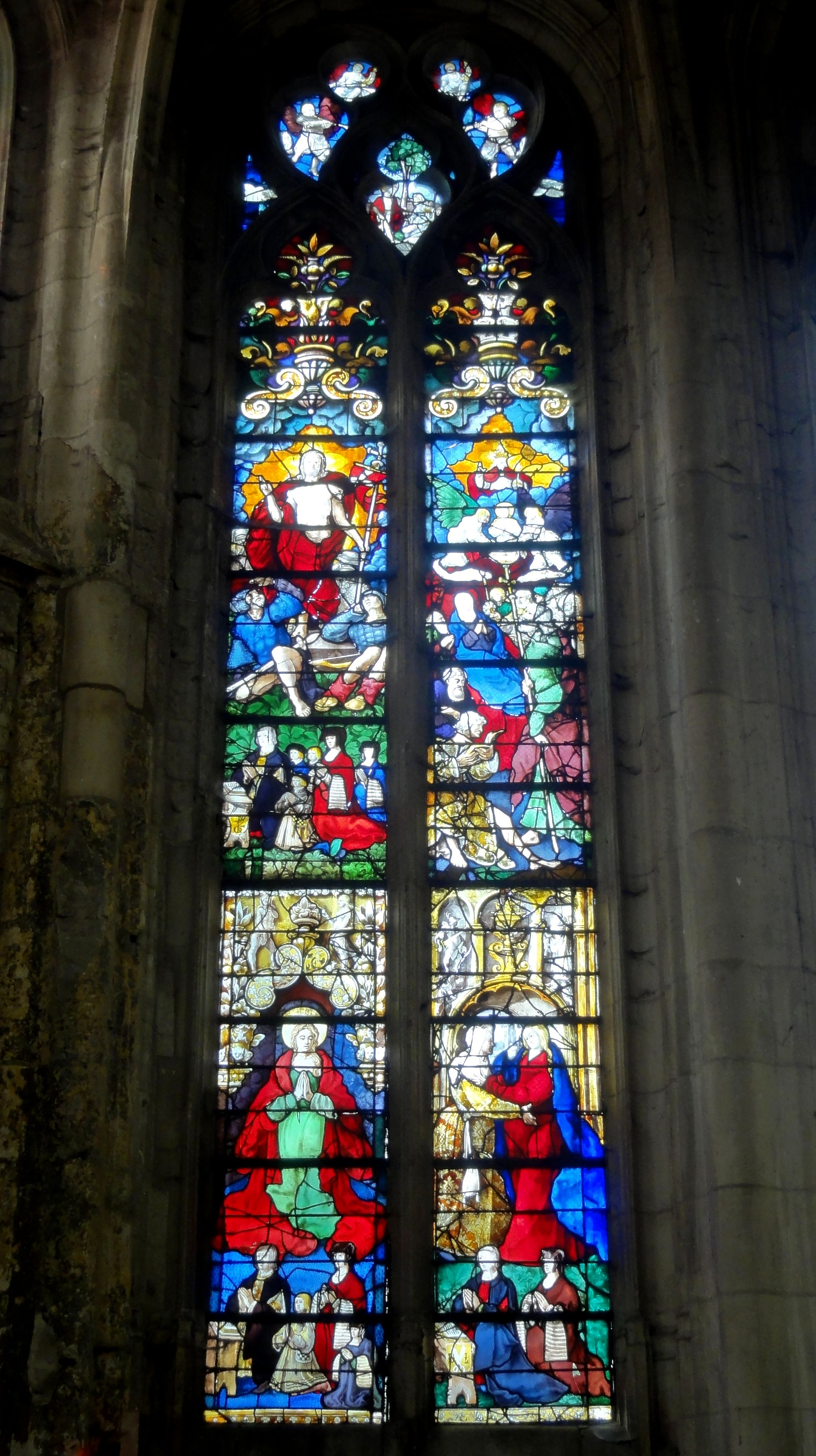
Scènes de la Vie de la Vierge et de la Vie du Christ.
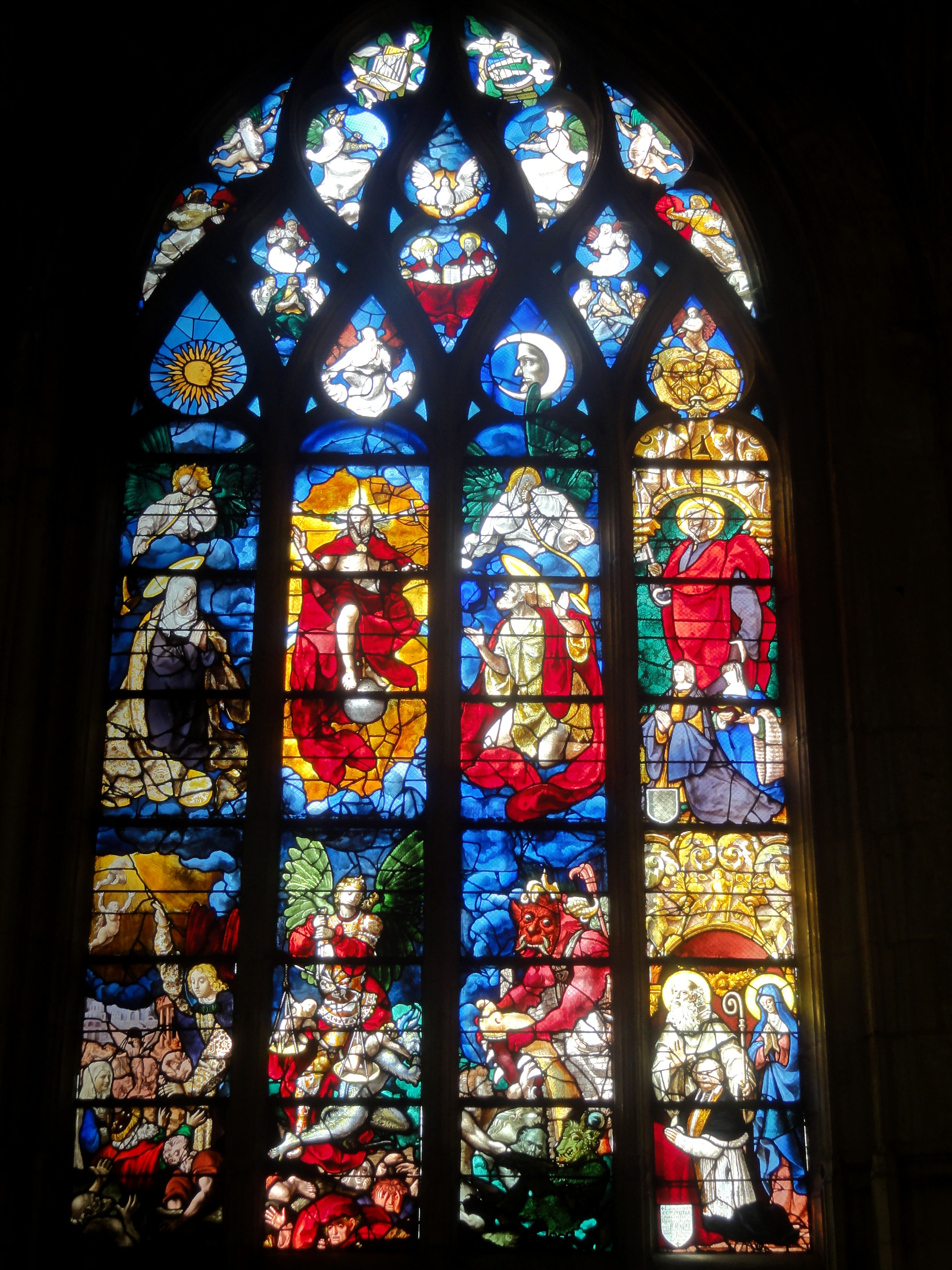
Jugement dernier.

- « Légendes de saint Nicolas » (baie n° 10, en quatre lancettes), œuvre anonyme de 1525 mais comportant des panneaux de 1552[104].
- « Fontaine de Vie » et « Enfance de saint Étienne » (baie n° 12, en trois lancettes), œuvre d'Engrand Leprince de 1524, restauré en 1907 par Delon puis en 1950 par Jean-Jacques Grüber[105].
- « Baptême du Christ » et « Sainte Barbe » (baie n° 14, en quatre lancettes), œuvre anonyme de 1550, recomposée, les registres non figurées étant modernes[106].
- « La conversion de saint Paul sur le chemin de Damas », « La vocation de saint Pierre et de saint André », « La vision de saint Pierre à Joppé » et « Le martyre de saint Pierre crucifié la tête en bas » (baie n° 16, en quatre lancettes), œuvre anonyme de 1548[107].
- « Vie de saint Eustache », « Christ de douleur » et donateurs (baie n° 18, en quatre lancettes), œuvre anonyme recomposée comportant des panneaux de 1553, 1554 et 1572[108].

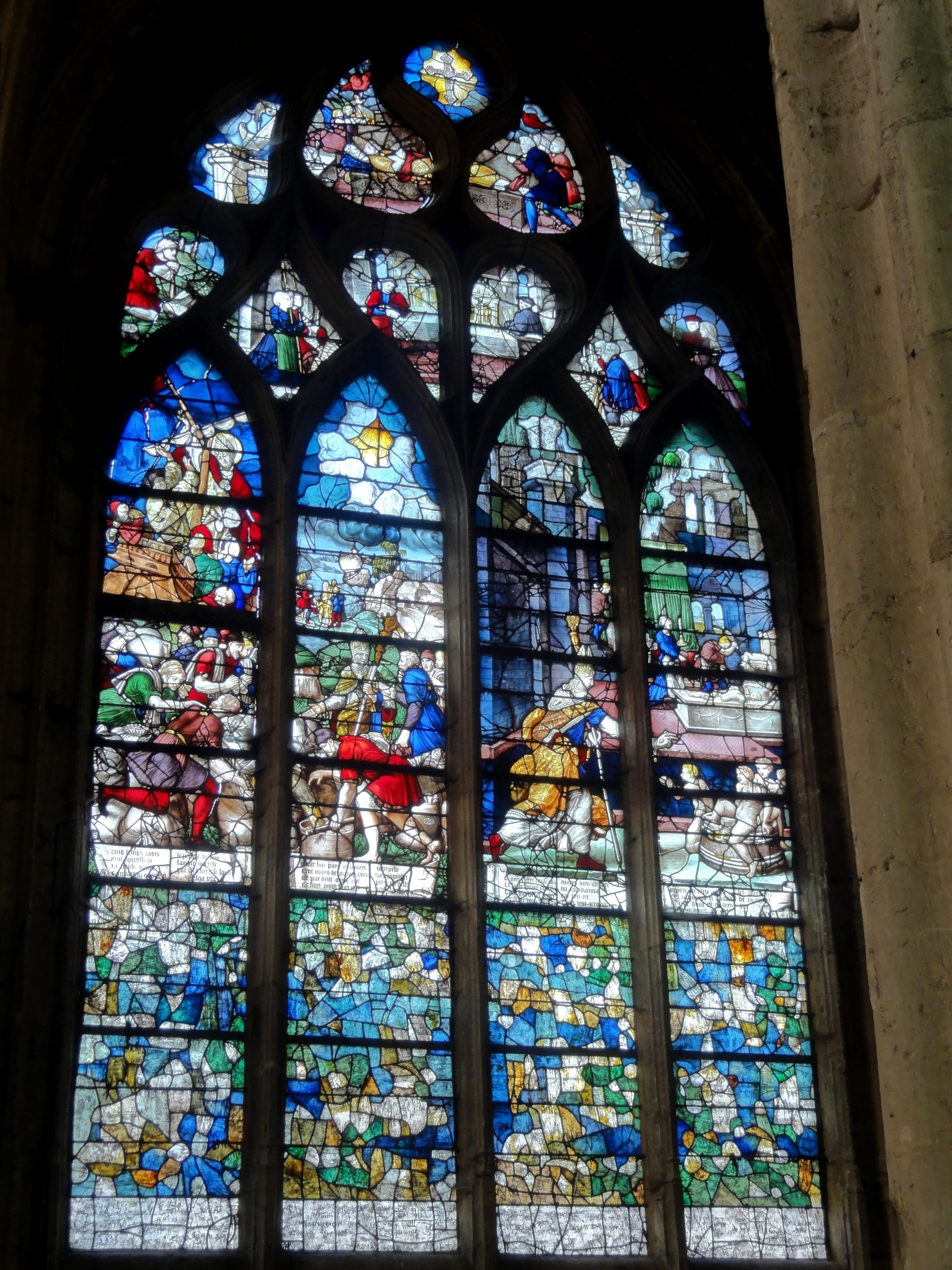
Légendes de saint Nicolas.
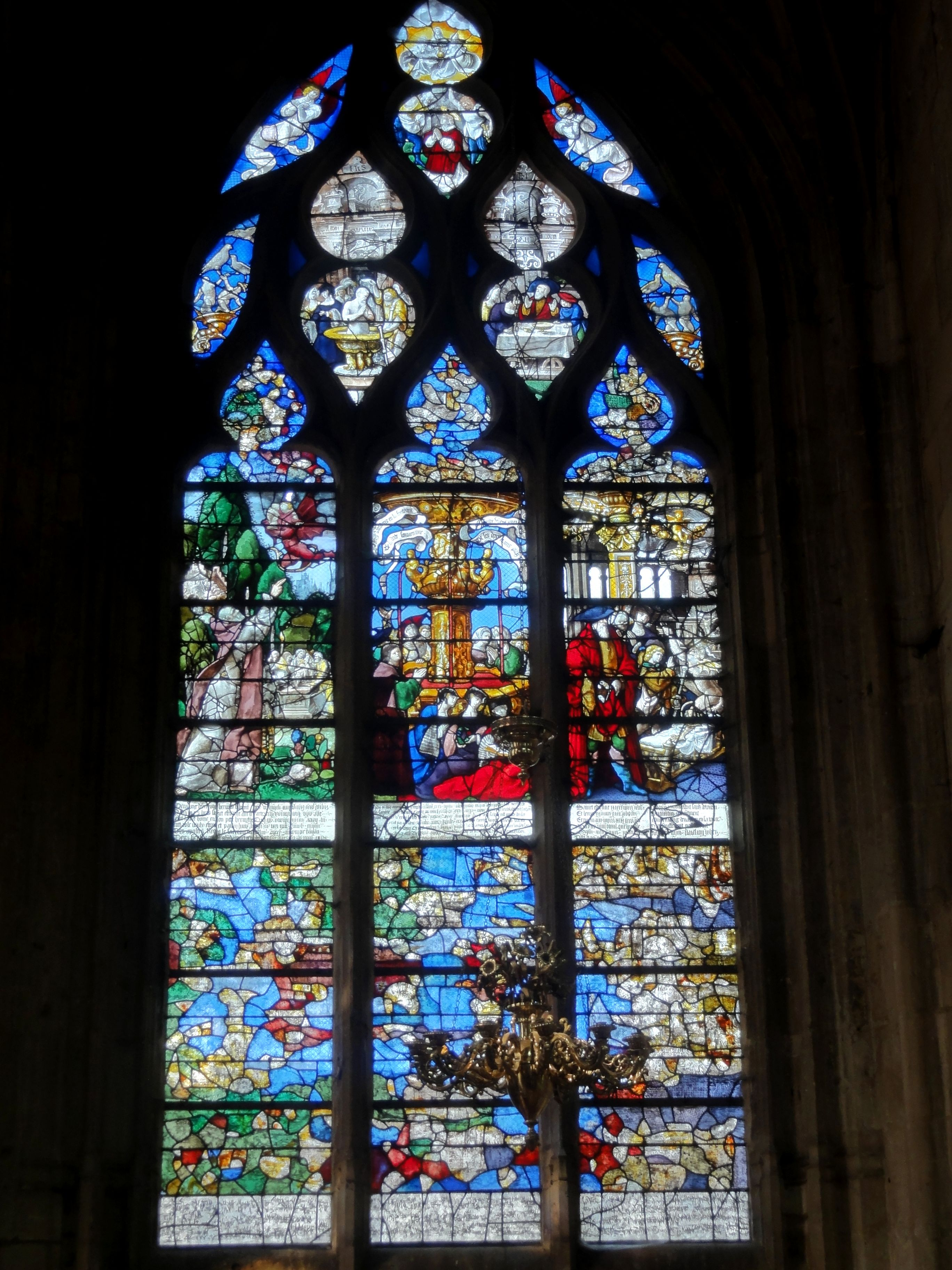
Fontaine de Vie et Enfance de saint Étienne.
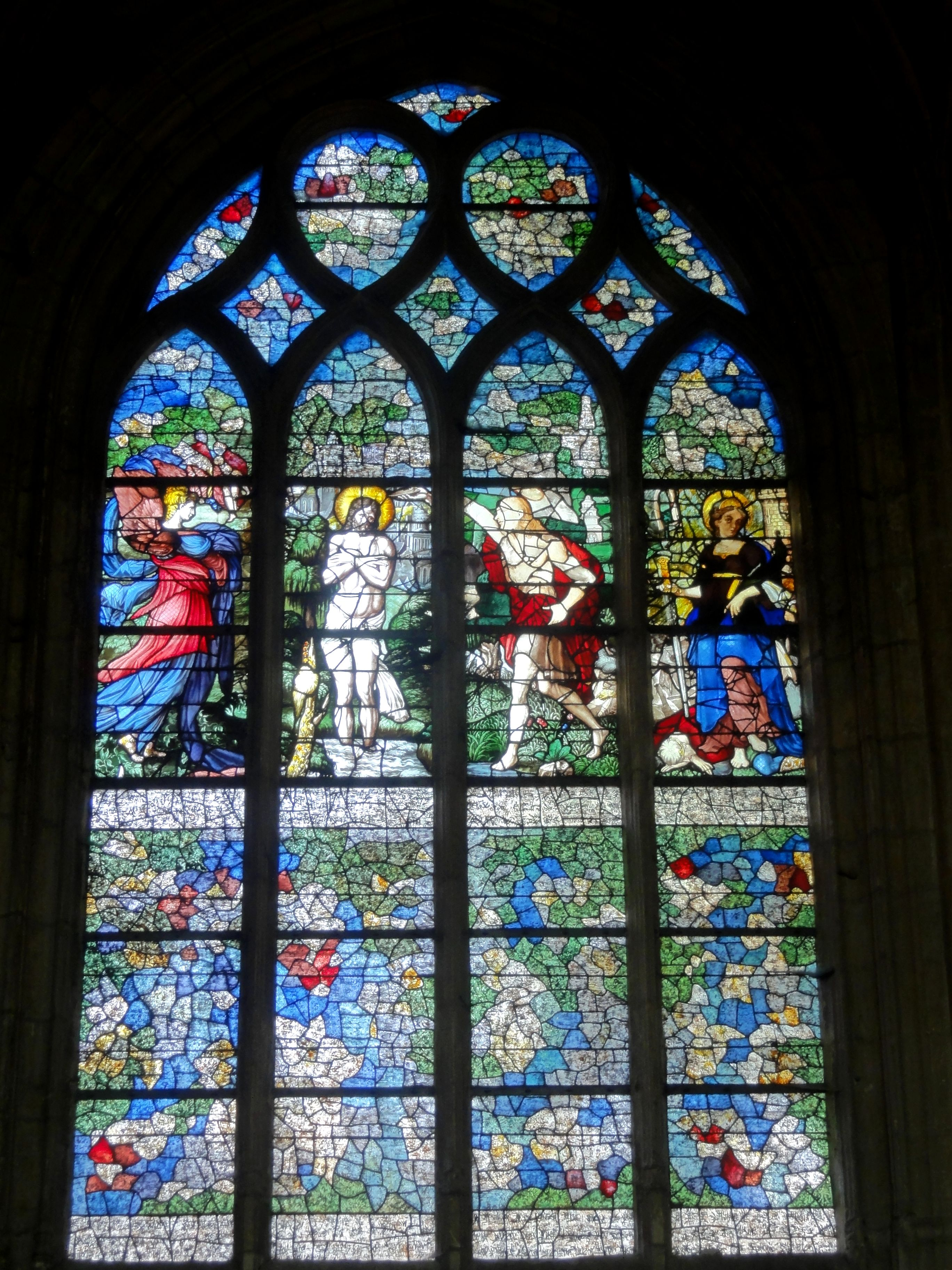
Baptême du Christ et Sainte Barbe.
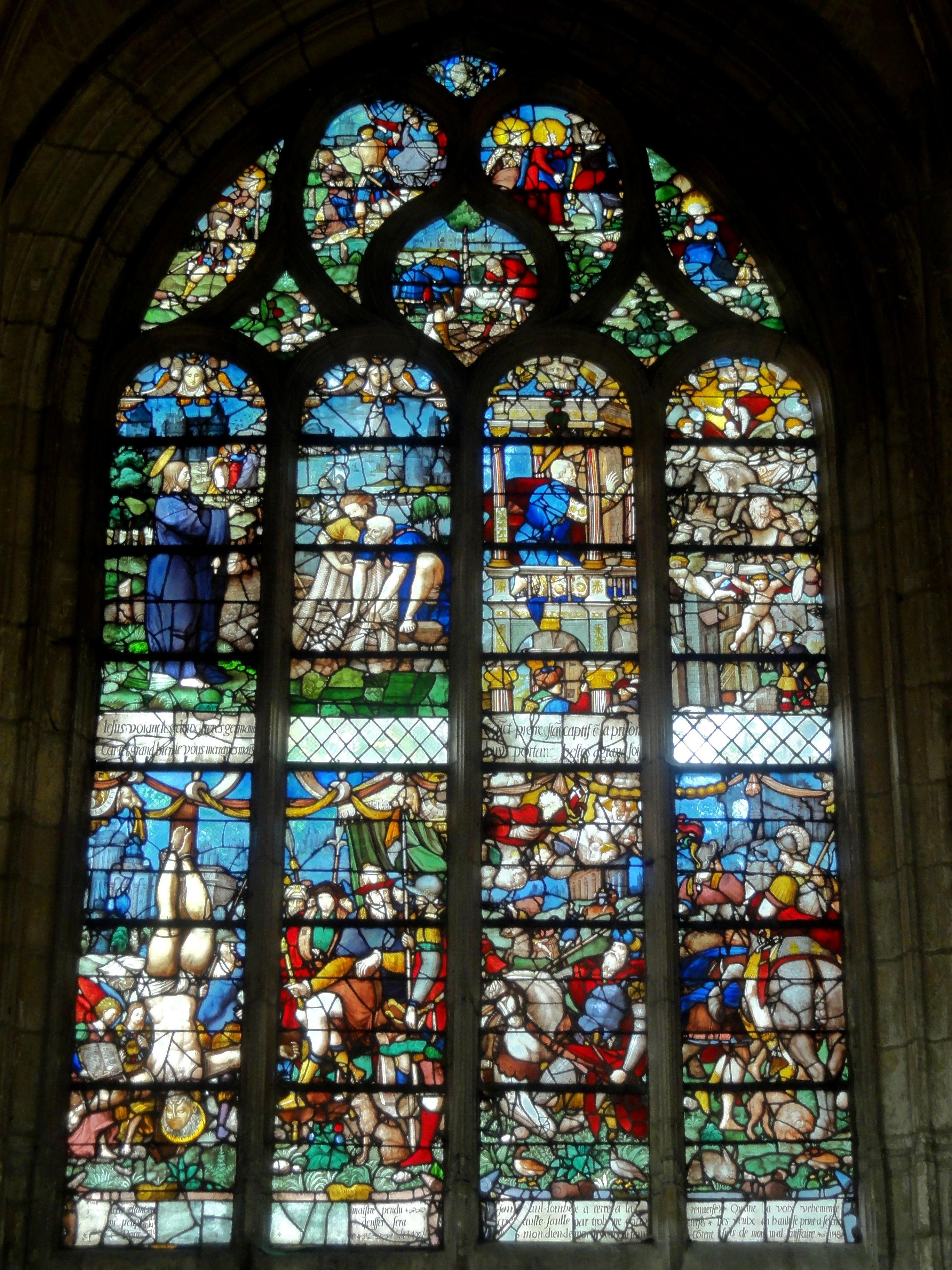
Conversion de saint Paul, Vie de saint Pierre.
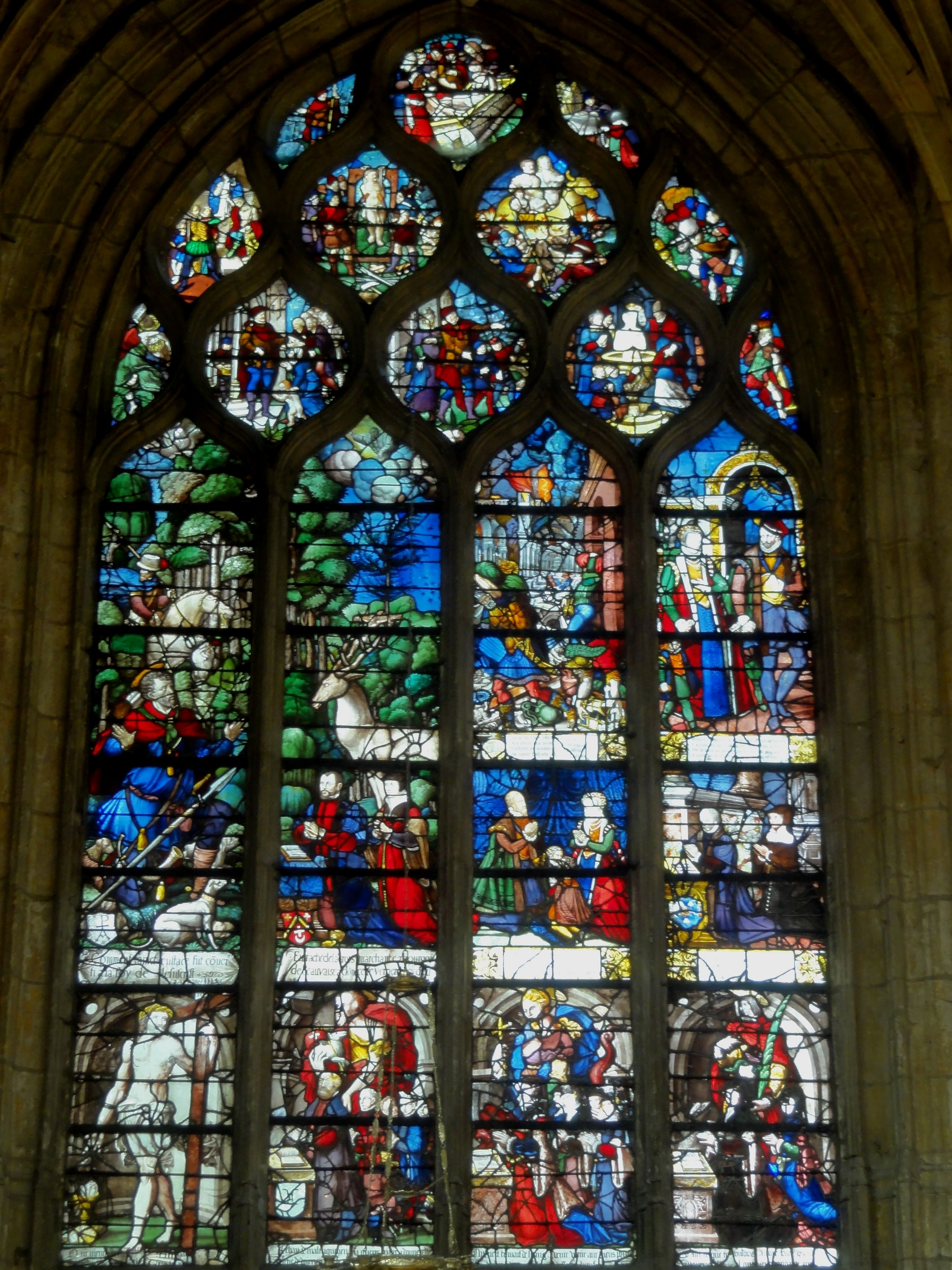
Vie de saint Eustache, Christ de Douleur.

### Grand-orgue

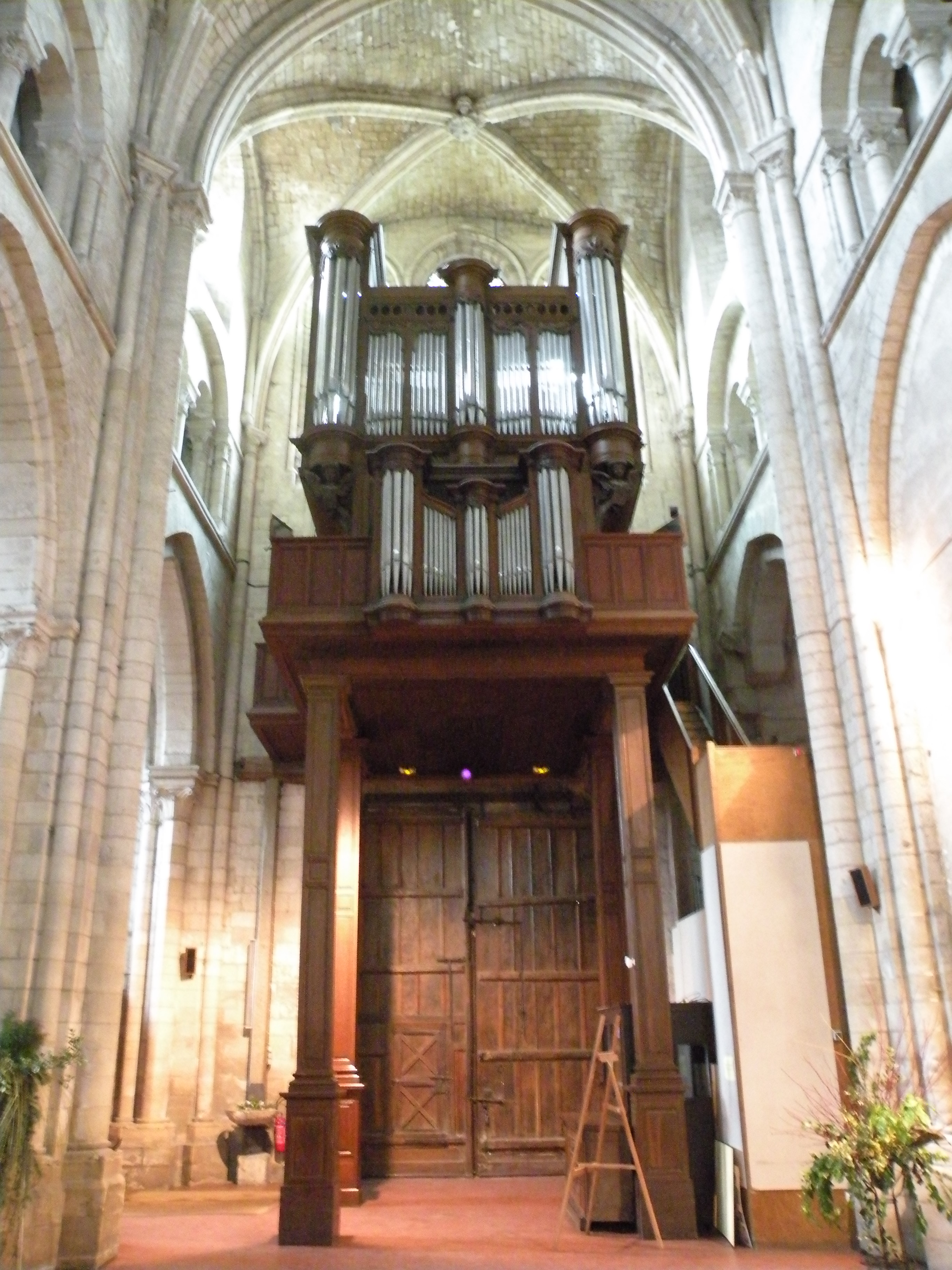
Le grand orgue.

L’église possède deux orgues l’un installé contre le grand portail d'entrée de la nef du XVIe siècle et le second datant de 1880 est installé près du chœur.
On connaît mal l'histoire du grand-orgue, dont le buffet et la partie instrumentale sont classés monument historique. Il a été restauré par Pierre-François Dallery en 1815, Pierre-Marie Hamel en 1835 et Charles Barker en 1869. Endommagé lors de la seconde guerre mondiale, il a été reconstruit en 1954 par Jacquot-Lavergne de Rambervillers.
Le buffet, en deux corps grand-orgue et positif, pourrait dater des environs du XVIIe siècle. Le grand-orgue comporte trois tourelles de 5 tuyaux, la petite au centre, encadrant deux plates-faces dédoublées; les tourelles extérieures dépassent du soubassement. Ce buffet mesure 3,17 m de largeur au soubassement, 4,37 m au niveau de la tuyauterie, 2,77 m de hauteur pour le soubassement et environ 3 mètres pour les tourelles latérales. Le buffet originel, d'une profondeur de 1,48 m, a été prolongé jusqu'au mur de 2,13 m. Le positif, dont il ne reste que la façade, reprend la même structure; deux grandes tourelles encadrent deux plates-faces séparées par une petite tourelle. Le positif mesure 2,27 m de largeur et 1,85 m de hauteur sur les côtés.
| I. Grand-Orgue, 54 notes Ut1-Fa5 | II. Positif, 61 notes Ut1-Ut6                                                                                        | III. Récit, 61 notes Ut1-Ut6 | Pédalier (à l'allemande) 32 marches Ut1-Sol3                                                                 |
| --- | --- | --- | --- |
| Bourdon 16 Montre 8 Flûte harmonique 8 Bourdon 8 Salicional 8 Prestant 4 Quinte 2 2/3 Doublette 2 Plein-Jeu V rangs Trompette 8 Clairon 4 | Flûte de creuse 8 Cor de nuit 8 Flûte douce 4 Nazard 2 2/3 Quarte de Nazard 2 Tierce 1 3/5 Cromorne 8 Voix humaine 8 | Quinton 8 Diapason 8 Flûte 8 Gambe 8 Voix céleste 8 Flûte 4 Octavin 2 Plein-Jeu IV rangs Bombarde 16 Trompette 8 Clairon 4 Basson-Hautbois 8 | Soubasse 16 Flûte 16 Basse 8 Flûte 8 Flûte 4 Bombarde 16 (emprunt) Trompette 8 (emprunt) Clairon 4 (emprunt) |

### Orgue de chœur

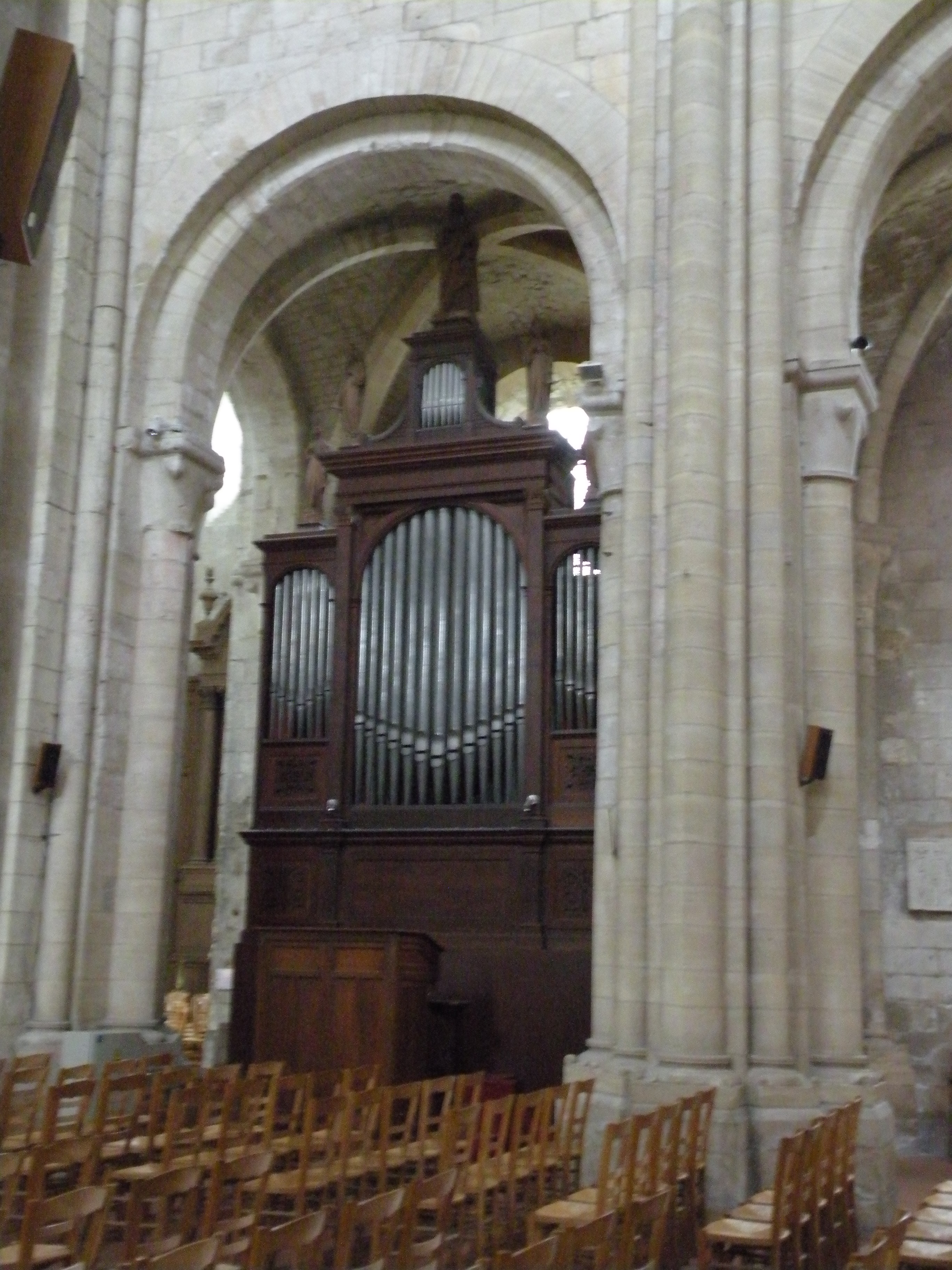
L'orgue de chœur.

L'orgue a été construit par les frères Stoltz en 1878. Une grande plate-face de 13 tuyaux, surmontée d'une petite façade de 7 tuyaux, est encadrée par deux petites plates-faces surélevées de 7 tuyaux. Le buffet mesure 3,45 m de largeur, 5,20 m de hauteur sur les côtés, 1,50 m de profondeur au niveau du soubassement et 2 mètres de profondeur à l'étage de la tuyauterie.
| I. Grand-Orgue, 54 notes Ut1-Fa5                                                                           | II. Récit, 42 notes Ut2-Fa5                                  | Pédalier (à l'allemande) 27 marches Ut1-Ut3 |
| --- | ------------------------------------------------------------ | ------------------------------------------- |
| Montre 8 Bourdon 16 Prestant 4 Salicional 8 Bourdon 8 Doublette 2 Plein-Jeu III rang Trompette 8 Clairon 4 | Gambe 8 Flûte octaviante Bourdon 8 Voix céleste 8 Hautbois 8 | Contrebasse 16 (emprunt Grand-Orgue)        |

### Meubles

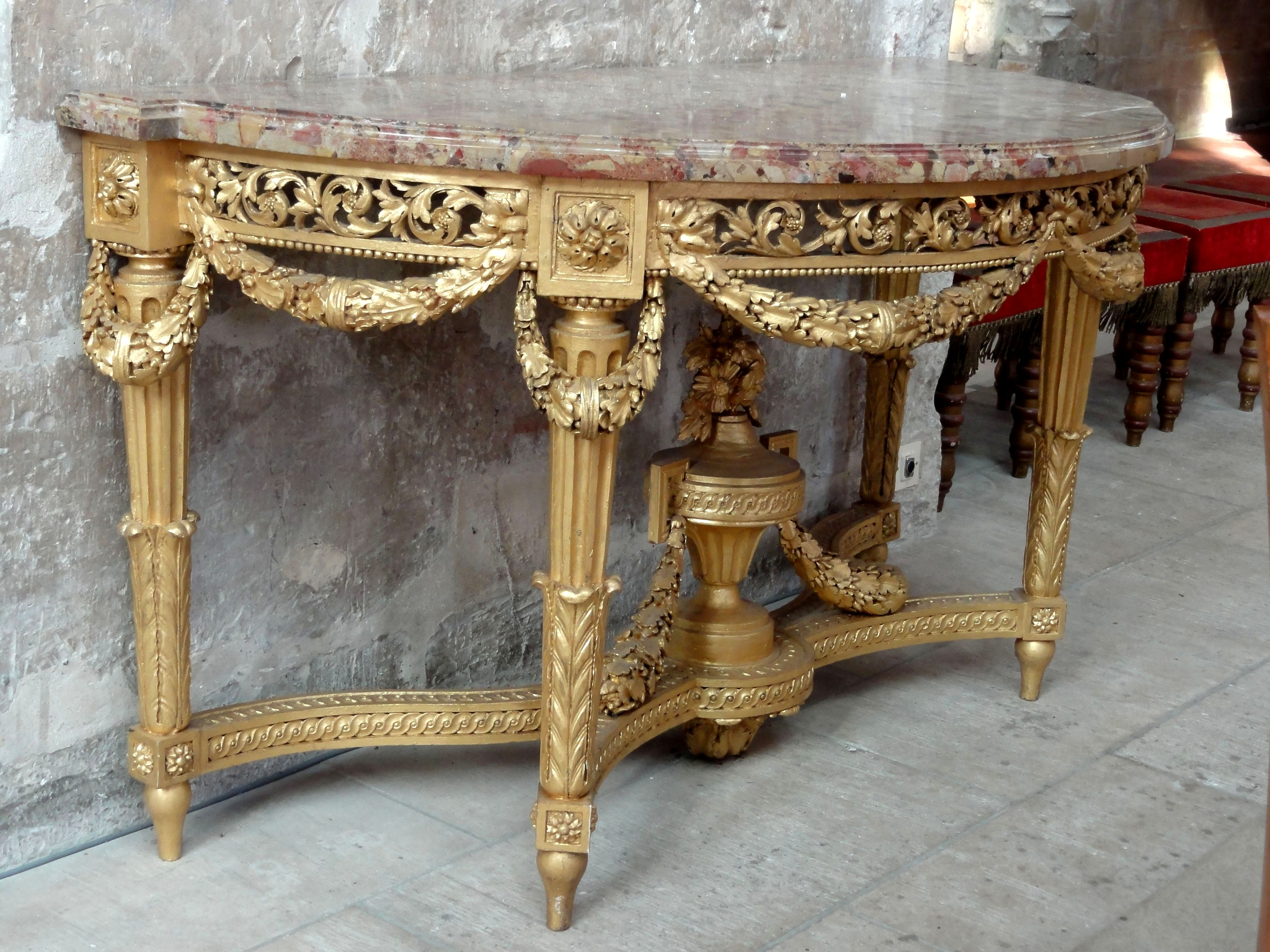
L'une de deux crédences de style Louis XVI, dans le carré du transept.

La plupart des meubles classés ne se trouvent plus dans l'église ; ils sont entreposés en mauvais état ou ont disparu. Les nombreux fauteuils et chaises que l'on voit dans les chapelles du déambulatoire ne sont pas ceux qui sont classés, ou au moins, ne correspondent pas aux descriptifs des dossiers de protection.
- Un ensemble de deux crédences de style Louis XVI datant de la seconde moitié du XVIIIe siècle, placées contre les piles orientales de la croisée du transept de part et d'autre du maître-autel[112].
- Un ensemble de deux consoles en bois taillé, poli et peint avec plateau de marbre[113].
- Un ensemble de deux chaises de style Louis XV datant du XVIIIe siècle[114].
- Un ensemble de deux longues banquettes à huit pieds datant de la fin du XVIIIe siècle[115].
- Un ensemble d'un fauteuil, de deux chaises et d'un tabouret dans le style de la Restauration, et datant du premier quart du XIXe siècle. Les chaises auraient disparu[116].
- Un fauteuil de style Louis XV[117].
- Un grand fauteuil de style Louis XVI datant de la seconde moitié du XVIIIe siècle se trouve en mauvais état[118].
- Un ensemble de six fauteuils de style Louis XVI datant du troisième quart du XVIIIe siècle se trouve en mauvais état et a été en partie déposé dans le sous-sol[119].
- Un ensemble de deux banquettes de style Louis XVI datant de la seconde moitié du XVIIIe siècle a disparu et aucune photo n'en subsiste. Il avait été classé en 1925[120].
- Un tabouret en bois peint et doré, recouvert de tapisserie de Beauvais et datant de la première moitié du XIXe siècle, a disparu et aucune photo n'en subsiste. Il avait été classé en 1925[121].
- Un lambris de revêtement du XVIe siècle remployé dans des boiseries plus récentes[122].
- Un autre lambris de revêtement du XVIe siècle garnissait autrefois les piliers du transept[123].